# Apcar Baltazar
Apcar Baltazar (ortografiat și Abgar Baltazar) (n. 26 februarie 1880, București, România – d. 26 septembrie 1909, București, România) a fost un pictor, critic de artă, eseist, grafician, muralist, decorator de teatru, ceramist, ilustrator de carte și creator de afișe și de costume român, de origine armeană. A fost un reprezentant de seamă al stilului Art Nouveau în România.
Și-a făcut studiile la Școala de Belle Arte din București și l-a avut ca profesor pe Alexandru Tzigara-Samurcaș care i-a fost un îndrumător foarte apropiat. Acesta l-a determinat să se ocupe cu arta decorativă și cu arta veche românească și l-a ajutat să devină redactor la revista Convorbiri Literare la care Samurcaș se afla în grațiile conducătorilor junimiști ai publicației. Aplecarea lui Baltazar spre studiul monumentelor de artă medievală s-a datorat exclusiv lui Tzigara-Samurcaș, care prin prelegerile sale de istoria artelor, le-a insuflat studenților dragostea pentru trecutul și vestigiile României.
Pictorul Baltazar a expus în mod constant, an de an, în cadrul expozițiilor pe care Tinerimea artistică le-a organizat. Ținând cont de evantaiul generos al preocupărilor artistice pe care le-a avut, care se regăsesc de altfel și în mod tipic la majoritatea reprezentanților curentelor care au format Art Nouveau-ul, Apcar Baltazar a întrunit însușirile „artistului orchestră” prin abordarea pe lângă pictură a afișului, a ilustrației de carte, a costumului, a decorului de teatru, a frescei, a ceramicii pictate și chiar a sculpturii. Din cauza vieții scurte pe care a avut-o, activitatea sa în unele din domeniile artistice anterior enumerate s-a redus uneori doar la proiecte. El a fost foarte preocupat de relația dintre artă și industrie, acest lucru ducând printr-o consecvență și pasiune rar întâlnită la o viziune modernă și predominantă a Art Nouveau-ului, fapt unic în România în acea epocă. Cei mai autorizați critici de artă au considerat cu unanimitate că Apcar Baltazar s-a dovedit a fi fost unul din cei mai mari coloriști români, acesta străduindu-se să reprezinte cu multă pasiune decantarea efectelor de lumină, prin numeroase modalități de expresie și procedee tehnice.
În domeniul picturii, Apcar Baltazar a ezitat să-și aleagă din curentele existente în epocă un curent anume. El a șovăit între mai multe direcții, lăsându-se dirijat în cadrul acestora pentru scurte momente de timp și de aceea el a lăsat în urmă o operă care oferă un spectacol din cele mai eclectice din pictura românească. Întreaga creație poate fi catalogată pe trei mari direcții: realismul secolului al XIX-lea, impresionism și postimpresionism. Adept al impresionismului în unele lucrări de gen sau în peisajele pe care le-a realizat, Apcar Baltazar s-a înscris de fapt pe o linie de ripostă contra acestuia. Procedeul pe care l-a urmat pentru depășirea esteticii specifice impresionismului nu a fost unul prea uzitat în epocă. Se poate spune că decorativismul, cloazonismul și sintetismul sunt caracteristicile capitale ale operelor pe care le-a realizat. Se poate vorbi și de un freschism dacă se ține seama și de analiza cromaticii cu tonuri palide, delicate, pastelate, clorotice de o intensitate deficitară. Pictura lui Apcar Baltazar este caracterizată de o desconsiderare a preciziei, de o nerespectare a realității obiectelor, de o mai puțină finisare a detaliului și în general de o neglijare accentuată a formei. El a împins mult mai departe acreditarea non-finitului decât au făcut-o în operele lor Nicolae Grigorescu, Ștefan Luchian sau Ion Andreescu. Creațiile sale sunt îndeobște foarte sumare și aspectul de schiță transpare în mai toate peisajele pe care le-a realizat. De aceleași elemente definitorii sunt caracterizate și picturile de gen, excepție făcând doar proiectele de artă decorativă unde linia se impune cu o precizie remarcabilă.
Referitor la tematica istorică, în opera lui Apcar Baltazar se cunoaște că artistul i-a acordat o importanță deosebită și ambițiile lui l-au determinat să creeze mari proiecte pentru lucrări monumentale executate pe pânze de mari dimensiuni. El dorea să evoce și să glorifice trecutul glorios prezent în istoriografia românească. Adeseori, el a renunțat să picteze evenimente cruciale din istoria poporul român și s-a oprit la evenimente mărunte sau chiar asupra vieții de tip patriarhal a omului de rând. Nu l-au preocupat virtuțiile eroice, ci s-a aplecat asupra celor estetice, folclorice și etnice. Astfel, artistul a avut preocupări retrospectiviste și a simțit nevoia pentru reprezentări estetizante, decorativiste, care în vechile compoziții romantice, neoclasice sau academiste nu-și aveau locul. Se poate constata că vechile compoziții care se încadrau în geometria regulată (trapez, piramidă) au fost abandonate, în locul lor fiind prezente asimetriile, unghiuri de vedere insolite și fragmentarismul, totul fiind centrat ca țintă spre decorativism.
Dacă în pictura de gen, Baltazar a folosit o manieră impresionistă prin care s-a preocupat de observarea detaliilor oferite de natură și, dacă în pictura istorică artistul s-a dovedit a fi un savant determinat să reconstituie amănuntul trecutului, în lucrările de inspirație mitologică pictorul a fugit de banal și de trivialitatea specific burgheză, pentru a crea imagini dorite a fi monumentale și sublime în stilul lui Edward Burne-Jones, Gustave Moreau, Arnold Böcklin sau Puvis de Chavannes.
Artistul s-a afirmat de asemenea, ca unul din cei mai fervenți militanți pentru prezervarea și protejarea artei medievale din România. Preocupările sale în acest domeniu au îmbrăcat mai multe aspecte. În primul rând, el a nutrit un mare interes pentru vestigiile trecutului. În al doilea rând, a fost îngrijorat de tratamentul deficitar la care erau expuse acestea. Această atitudine a fost una responsabilă și vizionară pentru acele timpuri, în care opinia publică nu conștientiza valorile culturale pe care trecutul le-a lăsat în acest spațiu plin de frământări. În mod asemănător altor artiști ca Nicolae Tonitza, Theodor Pallady și Ștefan Luchian, pictorul a fost angrenat în zugrăvirea unor lăcașuri de cult ortodoxe. Astfel, el a pictat Biserica din Drăcșani, Teleorman și a restaurat pictura murală executată de Gheorghe Tattarescu la Biserica Oțetari din București (vezi secțiunea Controverse, incertitudini).
Acest pictor a fost cel mai devotat și mai dotat din artiștii români din primul deceniu al secolului al XX-lea, în contribuțiile pe care le-a avut în domeniul artei decorative. În mod deosebit fața de colegii lui de breaslă care au acționat mai mult sau mai puțin intuitiv, el a fost preocupat până la obsesie de perspectiva creării unui stil autentic românesc în acest domeniu. A urmărit cu ardoare toate curentele și teoriile existente atunci în vogă și a criticat adesea soluțiile inadecvate pe care le-au adoptat alții și a propus în același timp principii de urmat. În abordarea decorațiunilor pentru vasele de ceramică, Apcar Baltazar s-a inspirat din olăritul tradițional românesc și a militat pentru realizarea în România a unei ceramici naționale care să fie bazată pe artă.
Apcar Baltazar a avut un aport și în domeniul teoriei și criticii de artă. Activitatea de comentator de artă și cronicar plastic, precum și studiile comparative pe care le-a făcut despre folclorul popoarelor au consemnat intrarea lui în rândul artiștilor culți cu un larg orizont.
A decedat din cauza unui stop cardiac în data de 26 septembrie 1909, astfel că întreaga sa carieră artistică a fost derulată pe o perioadă de circa șapte ani de activitate.

## Biografie

### Copilăria
Apcar Baltazar s-a născut în data de 26 februarie 1880 în București pe strada Aureliu nr. 7, în pitoreasca mahala a Silvestrului.

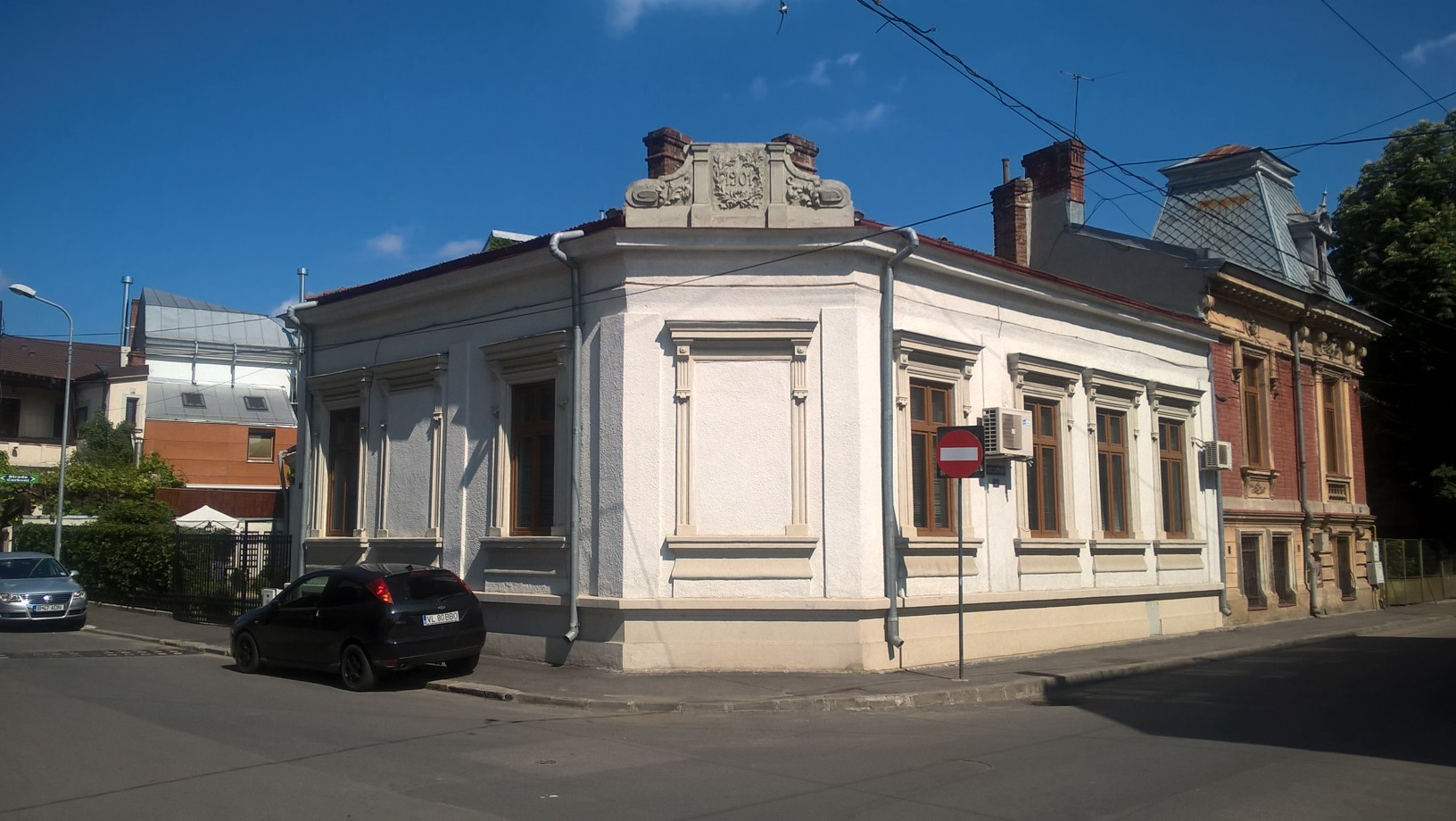
Casa unde s-a născut Apcar Baltazar
(foto din aprilie 2016)

Întreaga zonă a mahalalei a fost supusă la schimbări importante în decursul timpului. Astfel, la sfârșitul secolului al XIX-lea, în preajma străzii Armenești exista un cartier de case cu grădini precum și multe locuri virane. Actuala stradă a Silvestrului a purtat numele de Solon și mai apoi Aureliu, casa familiei pictorului Baltazar putând fi localizată și astăzi pe strada Silvestru nr.7.
Aici într-o căsuță cu aspect sărăcăcios și-a petrecut artistul copilăria, într-o familie cu o situație financiară precară, Gaspar Baltazar – tatăl pictorului - fiind, în opinia criticului Vasile Florea, un mic funcționar. 
Această căsuță a familiei sale, a fost pictată de către artist într-unul dintre cele mai reușite peisaje pe care acesta le-a făcut, intitulat Colț de grădină. În imaginea zugrăvită se poate vedea o locuință de o albeață sclipitoare așezată în fundul curții, grădinuța casei fiind plină de zarnacadele, albăstrele și garoafe care se ridică semeț din iarba stufoasă. Grădinuța a rămas memoriei doar pe pânza lui Apcar, deoarece astăzi se poate vedea în realitate doar o casă oarecare prin care se intră în casa veche.
Copil fiind, a urmat cursurile școlii primare din mahalaua Caimata în perioada anilor 1888-1892, din renumele acestei mahalale bucurește rămânând astăzi doar numele unei străzi și al unei biserici. S-a înscris și a urmat cursurile Gimnaziului Cantemir Vodă între anii 1892-1895, unde l-a avut ca profesor de desen pe Victorian Georgescu și a fost coleg de clasă cu Tudor Arghezi și Jean Steriadi. Jean Steriadi spunea despre profesorul Georgescu că era „Bête noire”, iar Tudor Arghezi a declarat că acesta „era un dement interesant, atent exclusiv în studiu la Steriadi și la fratele lui de lapte (poetul Arghezi), cu facilități deopotrivă pentru desenul cu tibișirul”. În anul școlar 1895-1896, Baltazar a urmat studii la Liceul „Sfântul Sava”.

### La Școala de Belle Arte
După terminarea liceului Apcar Baltazar a intrat în anul 1896 la Școala de Belle Arte din București ca bursier, prin concurs, până când și-a luat diploma în anul 1901. A fost elevul lui George Demetrescu Mirea, care l-a consiliat în unele probleme legate de portretistică și artă decorativă. În primul an de studii a obținut medalia de bronz clasa a II-a la concursul pentru natură statică, iar în cel de al patrulea an de studii a obținut medalia de bronz pentru categoria „dupe Compoziție pictură”. Pe timpul studiilor la Școala de Belle Arte a mai obținut o serie de medalii, după cum urmează: în anul 1900 - medalia de bronz clasa a III-a la concursul Antic bust desen; 1901 - medalia de bronz la concursul de Natură pictură și la concursul Cap de expresie; 1903 - medalia de bronz la concursul de compoziție. Ținând cont că distincțiile nu au fost cele mai meritorii, rezultatele studiilor nu par a fi semnificative. Nu sunt însă nici de disprețuit, deoarece Jean Steriadi a primit doar două mențiuni și Constantin Brâncuși trei mențiuni.

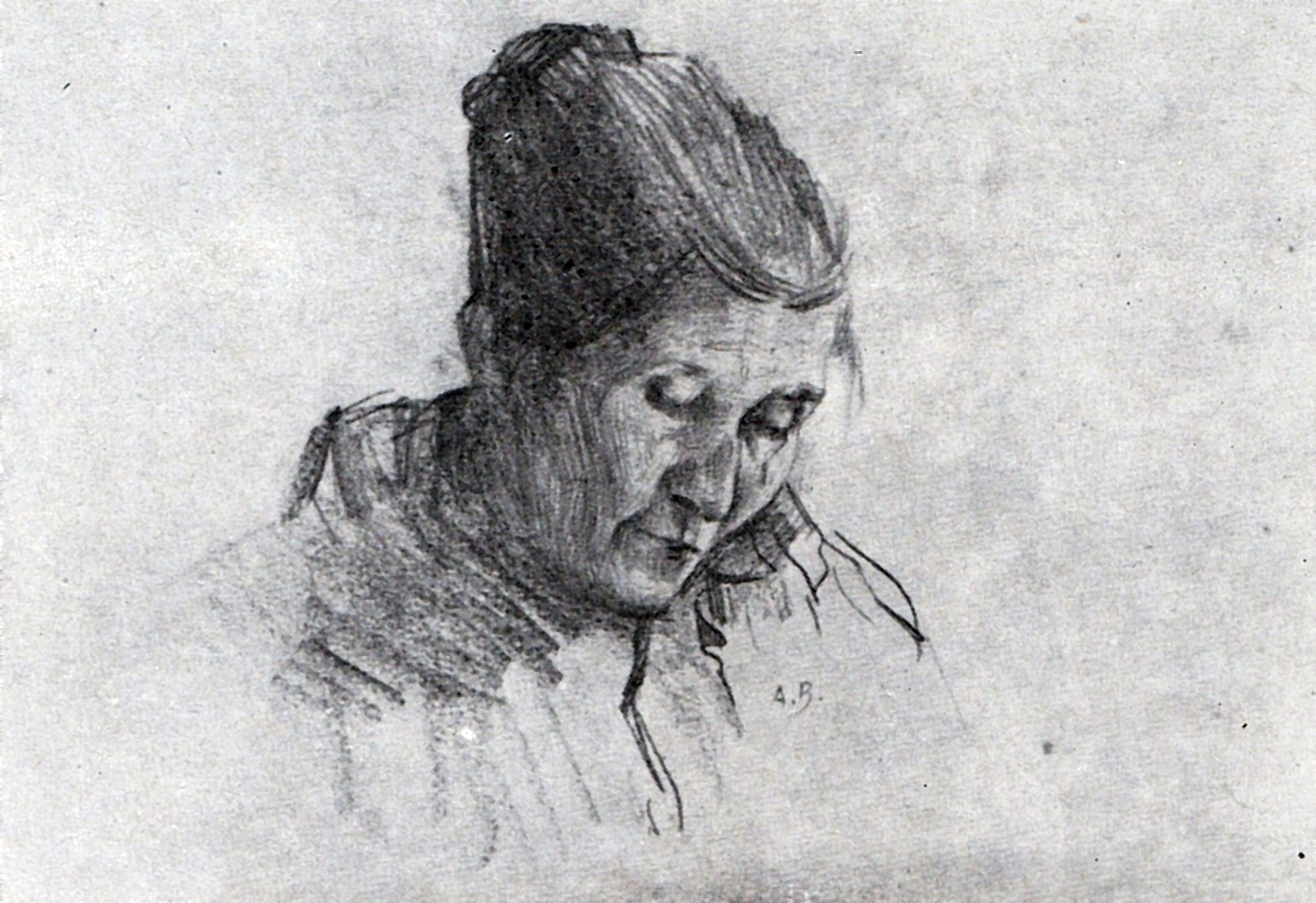
Mama (1)
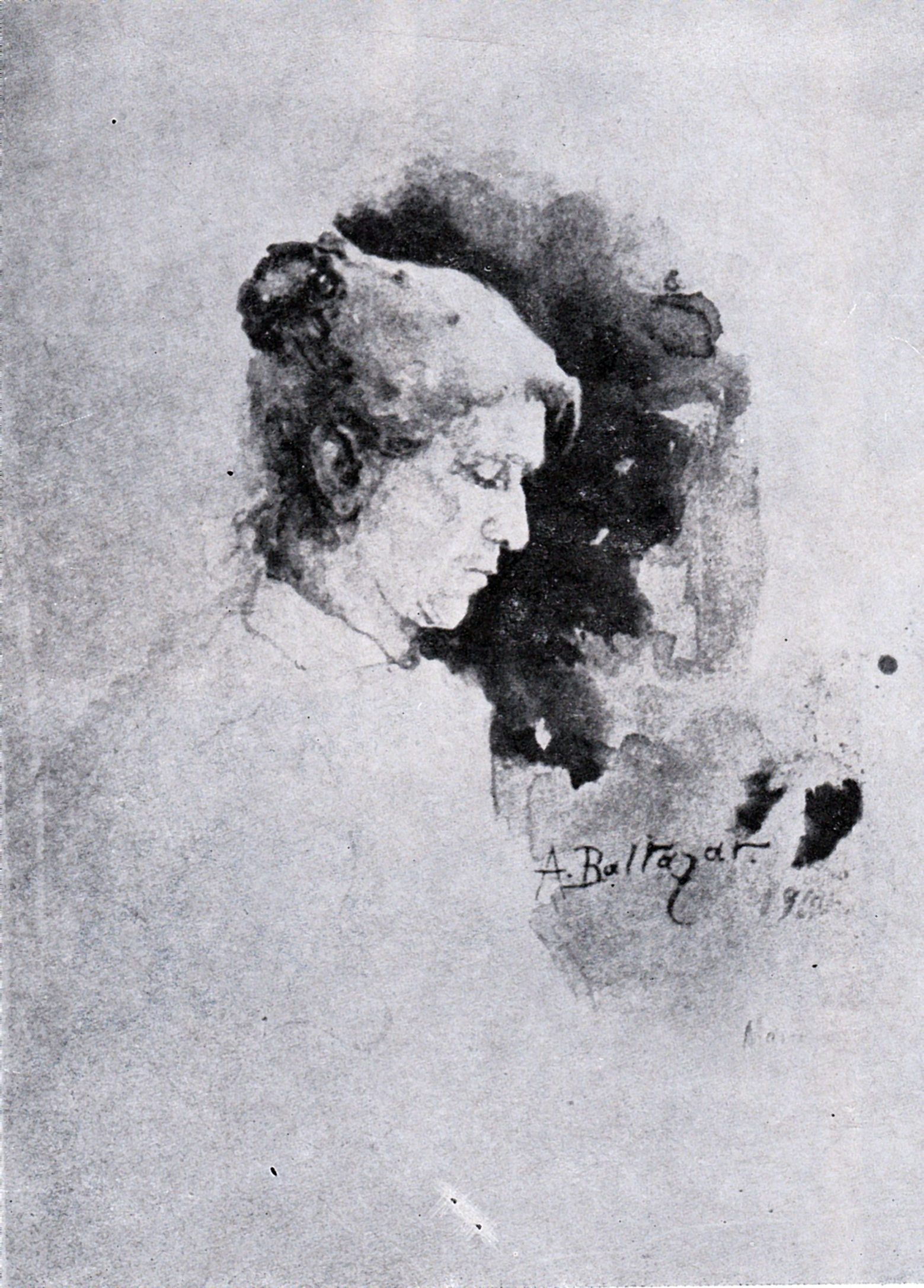
Mama (2)
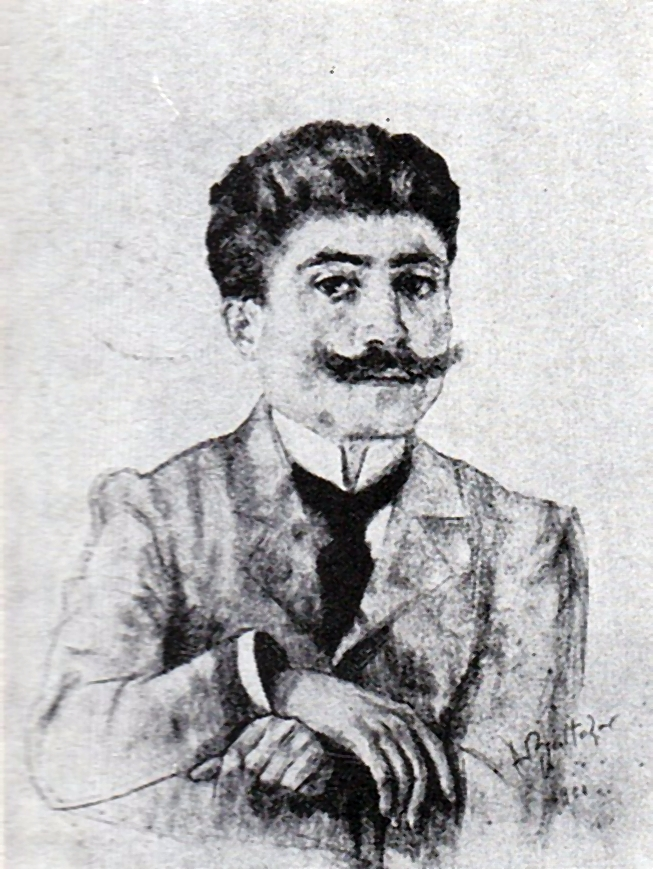
Fratele (1)
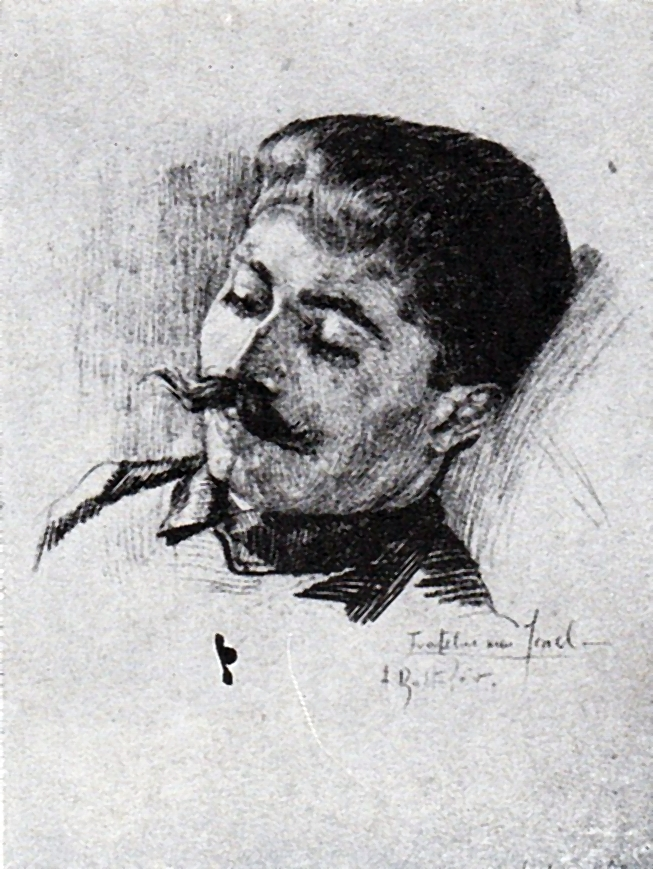
Fratele (2)
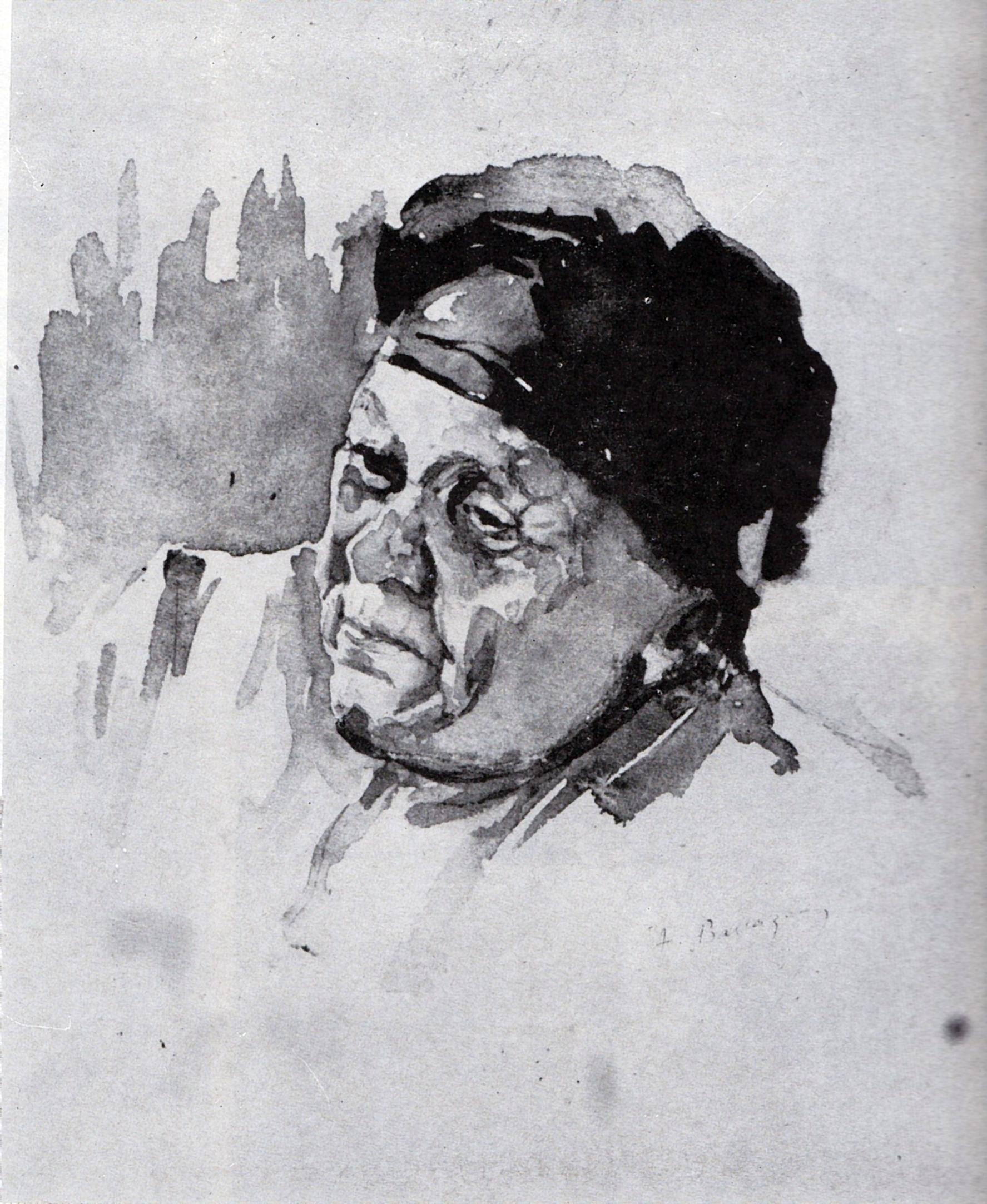
Bunica

Au rămas numeroase desene din anii de studii de la Școala de Belle Arte. Spre deosebire de Ștefan Luchian care nu avea abilitatea desenului, dar al cărui „... geniu a biruit în ciuda lipsei de talent” și spre deosebire de Ion Andreescu, care nu excela nici el ca desenator, Apcar Baltazar era încă de pe băncile școlii un desenator cu mână sigură, precisă și spontană. Era neîntrecut în redarea corpului uman și îndeosebi a corpului bărbătesc. Ca student, era foarte studios, nu avea disponibilități spre viața boemă a colegilor lui și de aceea a intrat deseori în conflict cu aceștia „... derutați cu totul de modul său original de a-și așterne cele ce vedea”. Baltazar avea o fire dificilă și o morozitate care s-a manifestat de timpuriu. Notorie este relația pe care Apcar a avut-o cu colegul său de gimnaziu Tudor Arghezi astfel că acesta își amintea că nutreau cu reciprocitate, unul față de altul, indiferență.

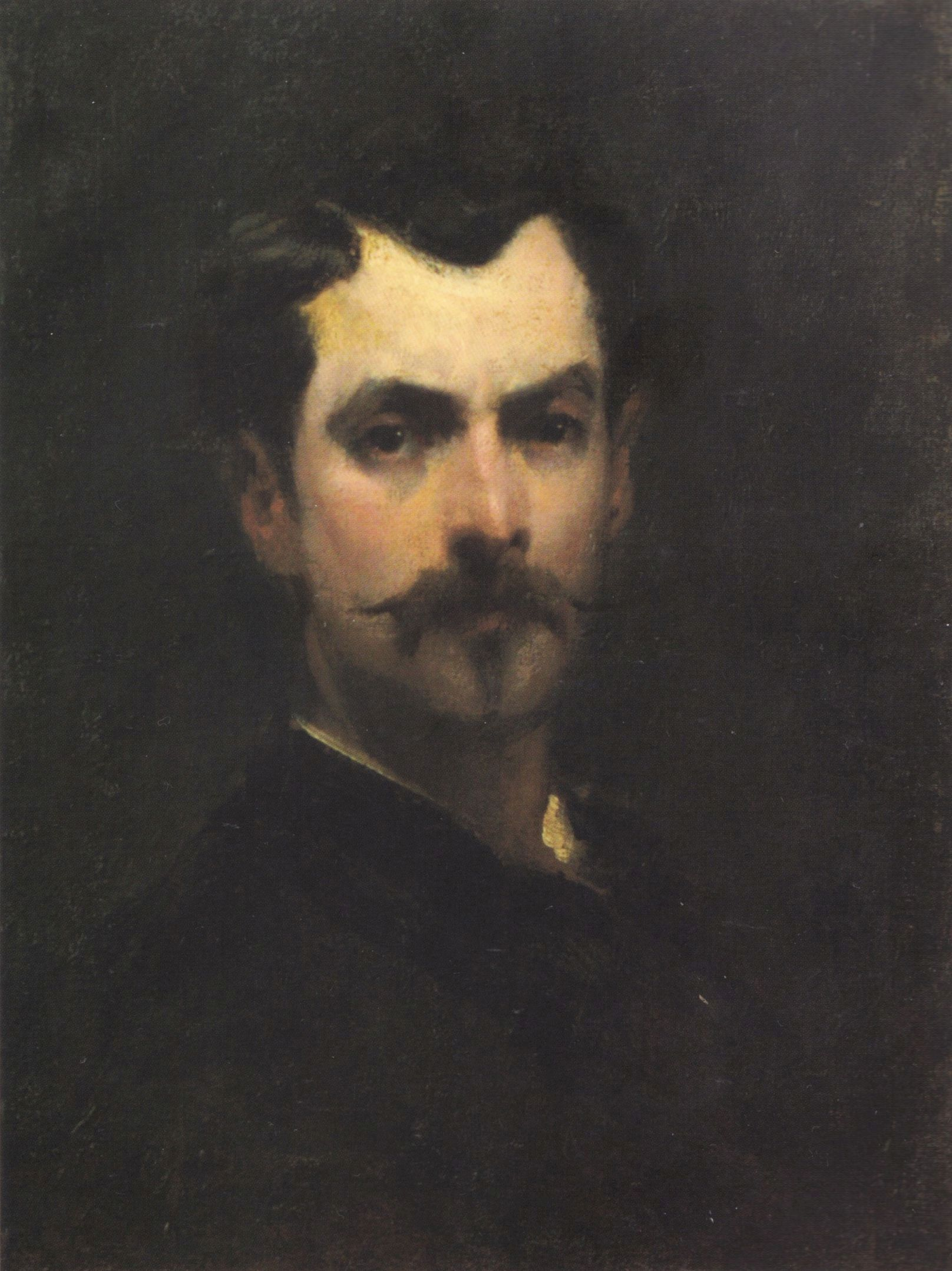
G. D. Mirea - autoportret

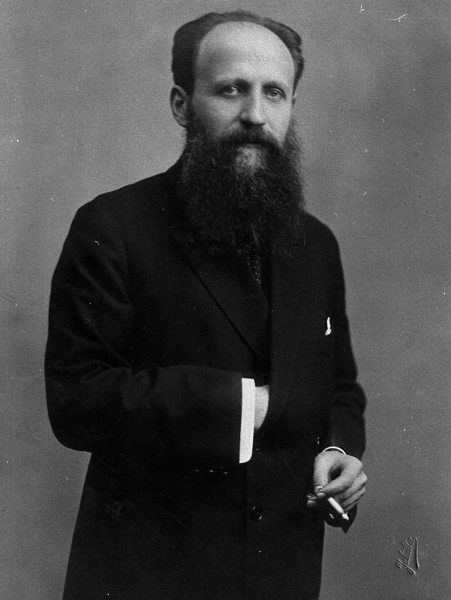
Alexandru Tzigara-Samurcaș

Perioada anilor 1896-1901, în care Apcar Baltazar a urmat cursurile Școlii de Belle Arte, a fost una plină de frământări și evenimente. El a fost martorul unui curent de înnoire în artă fără precedent în acele vremuri, opoziția studenților față de preceptele artistice pe care profesorii de la Belle Arte le emiseseră căpătând dimensiuni de revoltă. În luna iunie a anului 1896 studenții au protestat față de modul cum au fost evaluate lucrările de examen de către Constantin I. Stăncescu. Ostilitatea elevilor s-a accentuat cu trecerea anilor, astfel încât Stăncescu – considerat un dictator al artelor - a trebuit să-și dea demisia din funcția de director al școlii în anul 1899. El l-a propus pe Nicolae Grigorescu ca înlocuitor al său în funcția de conducere. Cum Grigorescu nu a fost numit director, locul fiind ocupat de George Demetrescu Mirea, Constantin I. Stăncescu și-a dat demisia și din funcția de profesor la catedra de istoria artei, locul fiind preluat de Alexandru Tzigara-Samurcaș. În anul 1896 s-a deschis prima Expoziție a artiștilor independenți, care a făcut opoziție artei oficiale reprezentate de către Salonul Oficial. În 1901 a luat ființă Societatea Tinerimea artistică, societate care s-a bucurat de un mare succes chiar dacă nu a avut un program bine articulat. Apcar Baltazar a devenit membru al acestei societăți începând din anul 1903 și a participat la toate manifestările pe care aceasta le-a organizat în timpul vieții sale. În anul 1903 a debutat la expoziția Tinerimea artistică cu un Studiu de cap, iar în critica de artă a debutat sub pseudonimul Ion Grozea la ziarul Voința Națională.
George Demetrescu Mirea a considerat că studenții trebuie mai întâi să facă studii care să-i ducă la deprinderea și aprofundarea desenului pentru ca, prin observarea atentă a modelului, acesta să fie cât mai fidel redat. Mirea a insuflat tinerilor studenți grija și acuratețea meșteșugului, cursurile sale începând cu desenul după model de ghips și continuând mai târziu cu desenul după model viu. Mirea a încercat să vadă în fiecare student valențele personale și nu a procedat la uniformizarea tiranică a impulsurilor creatoare, astfel că pecetea lui Mirea asupra operei lui Baltazar a fost mai mult decât evidentă în perioada de început a artistului. Ea nu a fost însă durabilă și s-a manifestat mai ales în portretistica făcută de Apcar Baltazar în anii de început ai secolului al XX-lea.

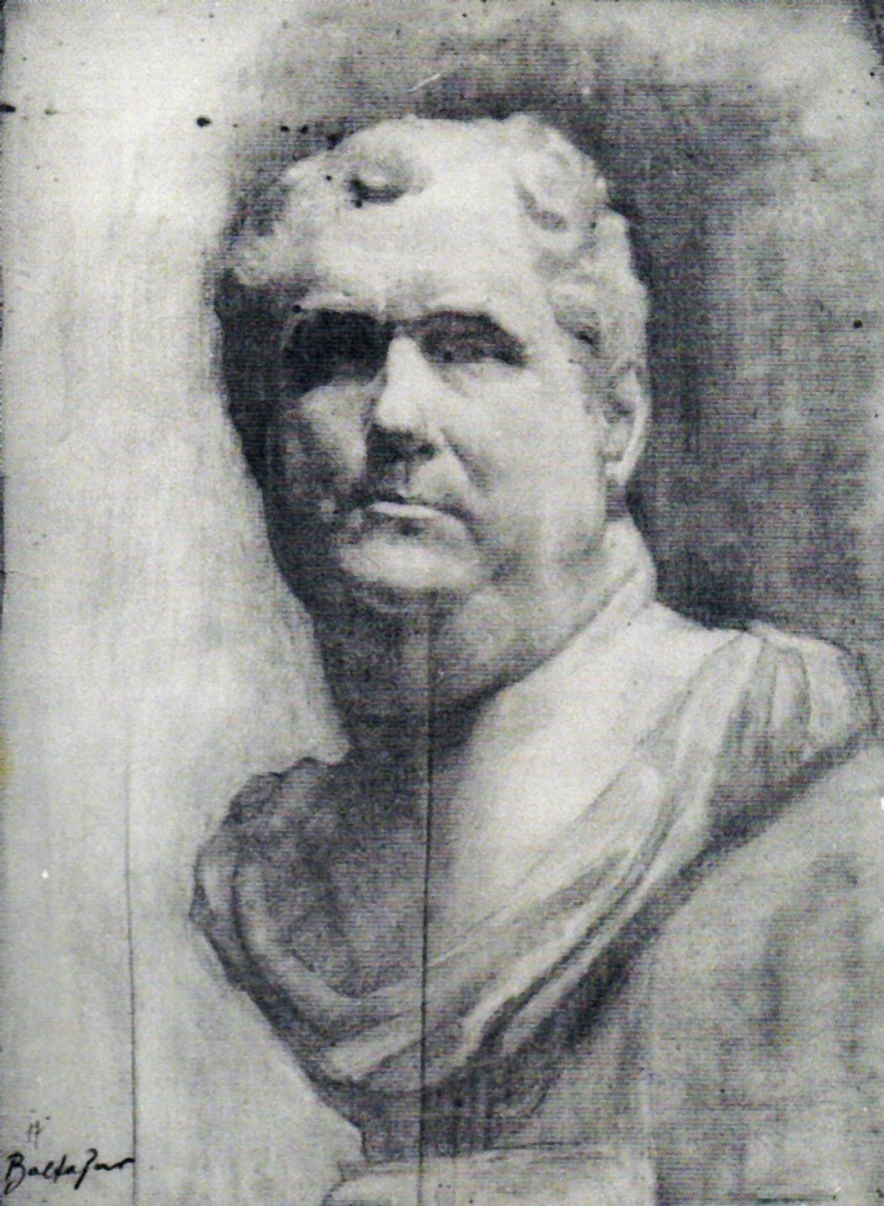
Vitellius

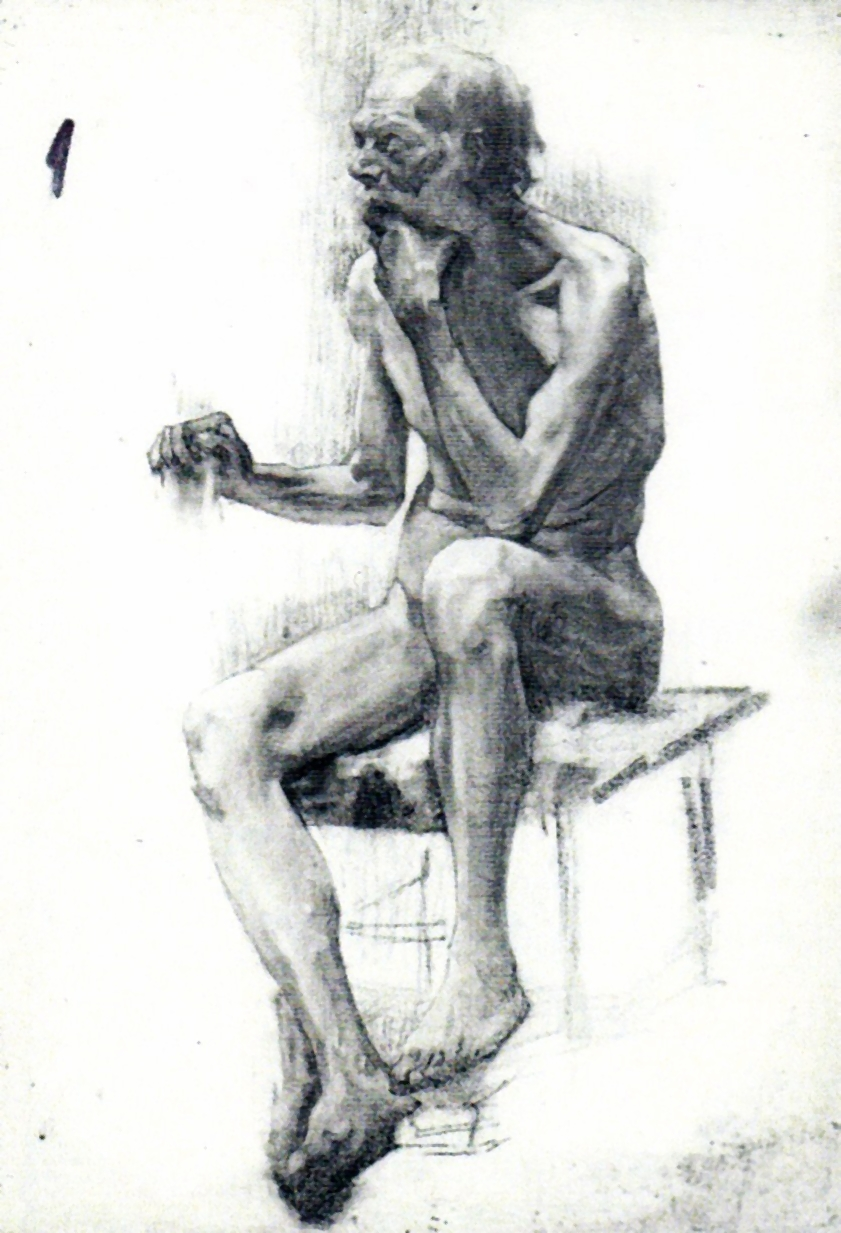
Nud de bătrân

Studentul Apcar Baltazar i-a făcut o bună impresie lui Alexandru Tzigara-Samurcaș, care era profesor de istoria artei și care l-a considerat în presă „... un elev eminent al Școalei din București” și „... unul dintre cei mai de seamă absolvenți ai școalei noastre de arte frumoase”. Tzigara-Samurcaș și-a asumat misiunea de îndrumător al lui Baltazar și l-a determinat să se ocupe cu arta decorativă și cu arta veche românească. A scris o serie de articole laudative la adresa artistului și a decorațiunilor pe care acesta le-a făcut. În plus, l-a introdus ca redactor la revista Convorbiri Literare, unde el se afla în grațiile conducătorilor junimiști ai publicației. Aplecarea lui Baltazar spre studiul monumentelor de artă medievală s-a datorat tot lui Tzigara-Samurcaș, profesor care le-a insuflat studenților prin prelegerile sale de istoria artelor dragostea pentru trecutul și vestigiile României. Tzigara-Samurcaș a fost de asemenea și printre primii profesori români care au semnalat necesitatea dezvoltării artelor decorative ca element esențial al înfloririi culturale.
Studentul Baltazar a fost studios și s-a dovedit un cititor pasionat. Tudor Arghezi a menționat că „... Baltazar citea cât mai mult, citea acasă, citea pe uliți, citea în tramvai și pretutindeni”. El a putut suplini astfel lipsa studiilor în Occident datorită unor însușiri intelectuale deosebite. „Intuiția lui în ale plasticii, atât de fină și acută, talentul lui înnăscut, modelat, împuternicit de muncă și concentrare, un fel de devinație firească și suprafirească, au umplut această lacună care pentru un altul ar fi putut fi dezastruoasă”.

### Anii de maturitate
Pictorul Baltazar a început activitatea publicistică în domeniul istoriei artei în anul 1904, când a publicat în Voința Națională mai multe cronici despre expozițiile acelor timpuri. În domeniul picturii el a expus în mod constant an de an în cadrul expozițiilor pe care Tinerimea artistică le-a organizat. În anul 1907 a deschis la Ateneul Român o expoziție personală, unde a prezentat 126 de lucrări în diferite genuri. Sculptorul Frederic Storck a comentat critic acest eveniment sub pseudonimul St. Sterescu și a vorbit despre „temperamentul nervos, zbuciumat” al artistului, despre varietatea impresiunilor lui și despre modul cum acesta a redat culorile din natură „căutând cu o îndrăzneală îndrăcită și liberă de prejudecăți” efectele de lumină. În cadrul comentariilor sale a găsit și deficiențe în compoziția Moartea lui Lumânărică.
După terminarea cursurilor Școlii de Belle Arte din București, Baltazar a făcut și el, asemenea altor artiști, demersuri la Ministerul Instrucțiunii și al Cultelor pentru a obține o bursă de studii în străinătate. Nu a reușit acest proiect și a îndeplinit pentru o vreme funcția de copist în cadrul ministerului. Din cauza acestui eșec, prietenii s-au scandalizat și au apărut numeroase regrete în presă scrise de N. Pora, Alexandru Bogdan-Pitești și Dumitru Karnabatt. Din mențiunile Cecilei Cuțescu-Storck rezultă că Apcar Baltazar a făcut, totuși, o vizită la Paris. A rămas de la Cecilia Storck o scrisoare în care ea spunea: „... De ce nu mi-ai scris nimic despre moartea pictorului Baltazar? Am aflat de la colegul nostru Camil Ressu... Săracul Baltazar, artist atât de talentat! Ultima oară, la Paris, plănuisem să lucrăm împreună o frescă decorativă”. De fapt, chiar Apcar Baltazar a declarat:

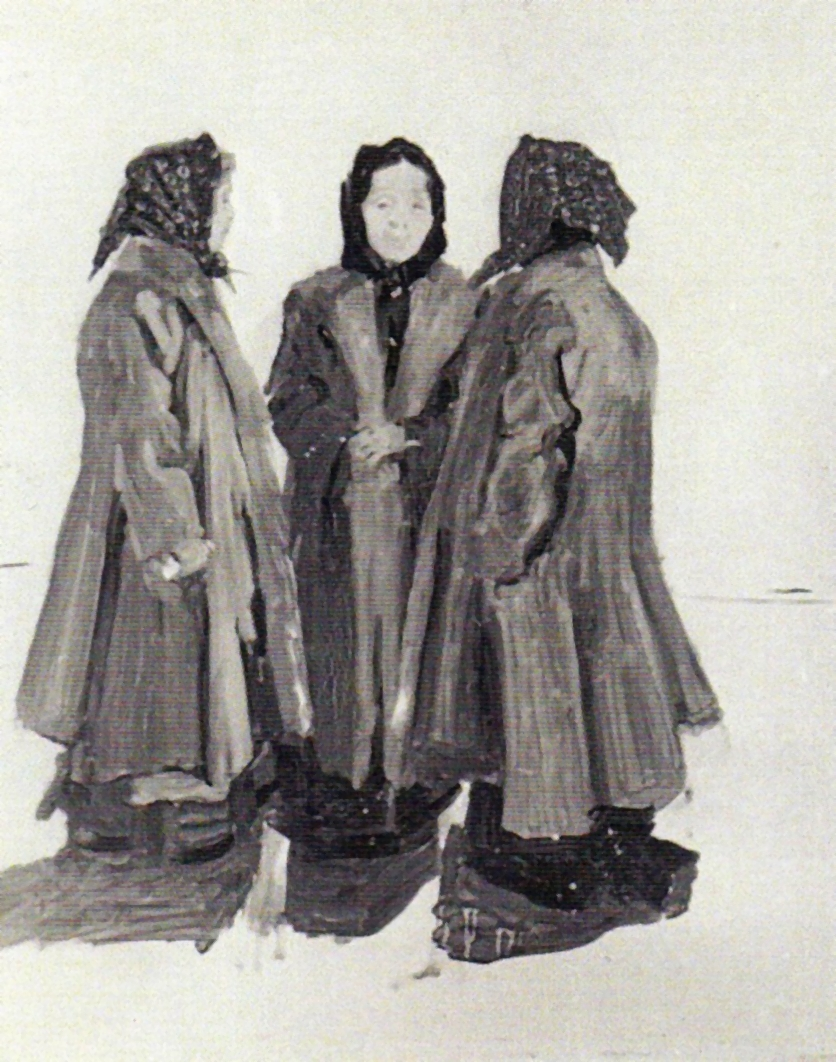
Chivuțele

„Parisul, Muzeele, Luvrul!... Când voi mai revedea pe Fragonard, pe Fantin Latour, pe Corot sau pe Puvis de Chavennes? Mi-amintesc de bucuria ce am avut-o când, după ce văzusem decorațiunile de la Sorbona și Pantheon ale marelui maestru, am găsit în Paris, pe cheiul Senei, o reproducere a acestor decorațiuni cu care, în singurătatea odăii, retrăiesc clipe din trecut”.
Baltazar a fost un creator neobosit care a avut o minte frământată de mari probleme. În acest sens, Emil Gârleanu a fost impresionat de personalitatea artistului cu „... fața lui ciudată, cu obrajii ce se cunoșteau că-s afundați chiar sub barba neagră, deasă, ce-i năvălea chipul din toate părțile, până sub ochii din care sclipea o scânteiere ciudată” și de „... glasul lui cald, care își scutura arareori potolirea cea tristă, ca să se înflăcăreze când vorbea despre arta lui”. De o mare demnitate și mândrie, om de o mare sensibilitate cu un temperamental energic însă și visător, Baltazar s-a străduit să-și formeze o cultură serioasă și astfel și-a pus o seamă de întrebări și probleme majore în ceea ce privește arta sa. A avut o viață scurtă, dar în cei șapte ani de activitate artistică a reușit să-și maturizeze gândirea, lăsând o operă în urma sa care a transmis o serie de realizări și de ecouri a unor intenții și căutări de neegalat în arta românească.
Caracterizări făcute artistului au rămas din partea lui Dumitru Karnabatt, care a spus că „... figura lui palidă, brună de oriental, încadrată în catifeaua unei bărbi dense, cu ochii de tăciune, când mohorât, când scăpărător de viață interioară, atenuată, în ceea ce ar fi putut fi sobru, de un zâmbet bun, copilăresc, impunea discret, dar hotărât simpatie...”; din partea lui N. Pora „... gălbinicios și cam tras la față, pocâltit, Baltazar atrăgea prin licărirea stranie a ochilor de tăciune și printr-un fel aproape neverosimil de bizar în care căuta să-și lămurească ideile, desfăcând în gesturi pripite gândurile ce-l canoneau” și din partea lui Tudor Arghezi care a constatat că Baltazar „... formula cu greutate extraordinară materialul unei reflexii simple, dar care în spiritul lui afecta complicații nesfârșite”.
Apcar Baltazar a participat la un concurs ținut în perioada 10-18 septembrie 1908 pentru ocuparea unui post rămas vacant la catedra de artă decorativă de la Școala de Belle Arte din București,. Pentru ocuparea postului s-a organizat la Ateneul Român o expoziție la care au participat Apcar Baltazar, Costin Petrescu și Arthur Verona. În seara premergătoare concursului, toate lucrările expuse de Apcar Baltazar au dispărut din expoziție. (vezi secțiunea Controverse, incertitudini) Ca urmare concursul a fost câștigat de către Costin Petrescu. Au existat evaluări negative la adresa lucrărilor lui Baltazar formulate de către Al. Antemireanu și Mihail Dragomirescu, dar și aprecieri laudative emise de Theodor Cornel.

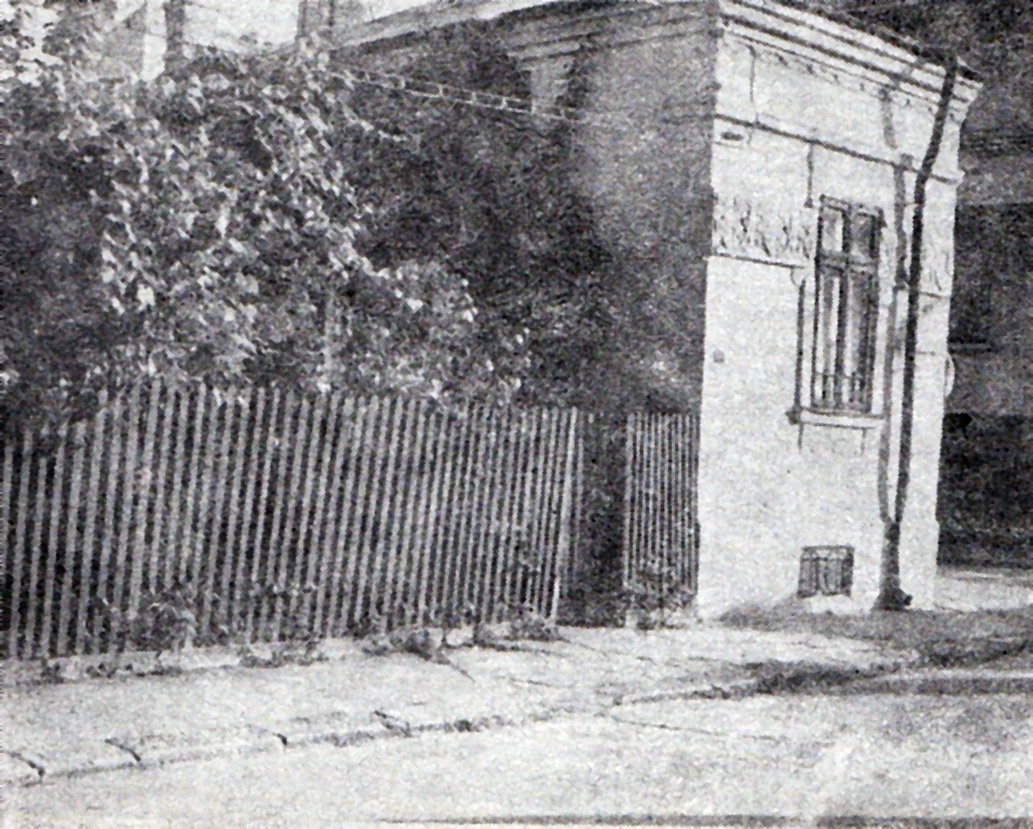
Casa din Silvestru nr. 8
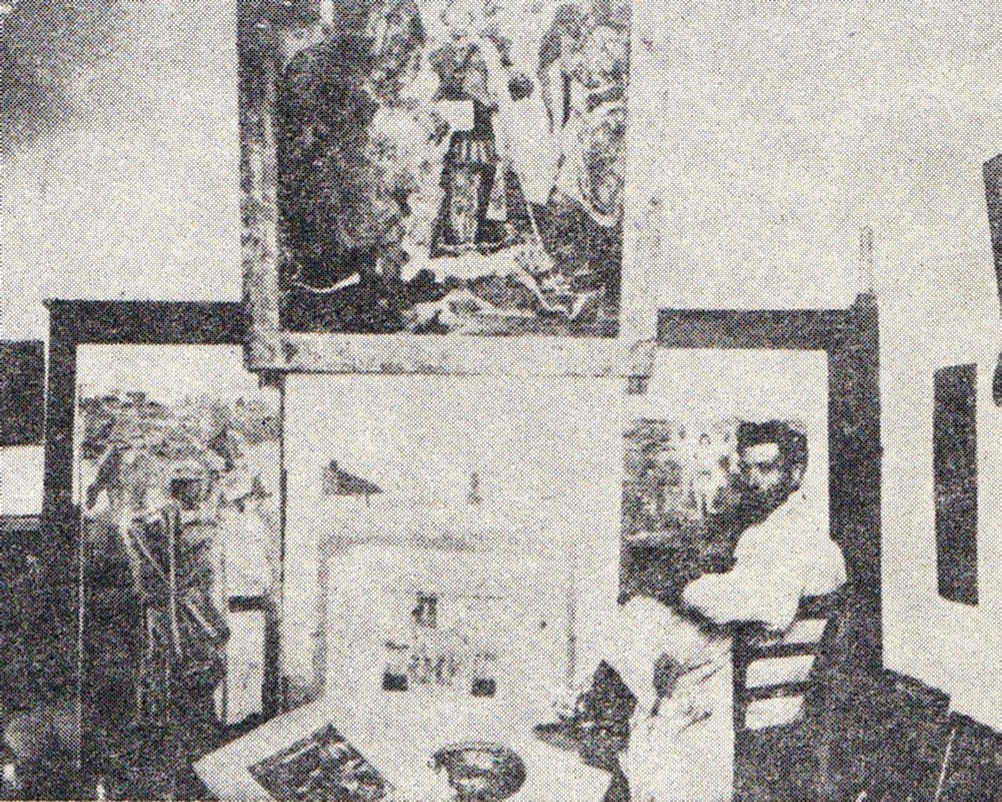
Apcar Baltazar în atelier
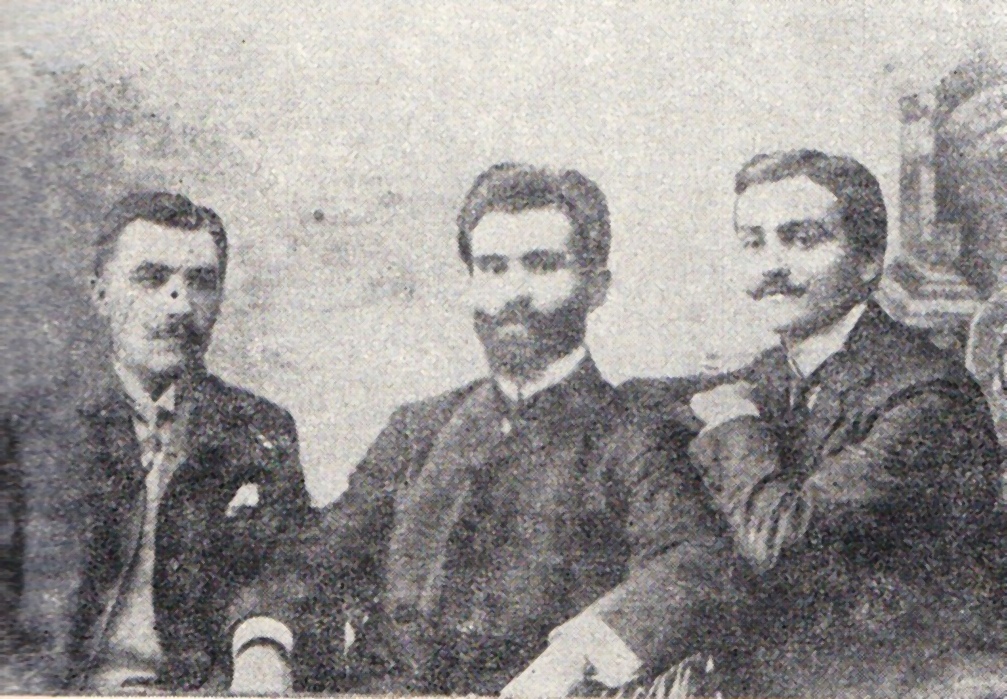
Apcar Baltazar (2) cu doi prieteni
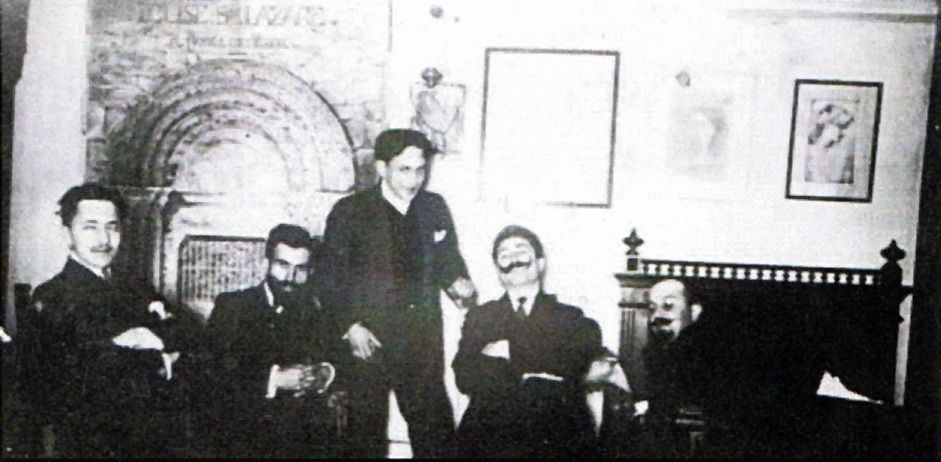
Apcar Baltazar (2) cu Bogdan-Pitești (5)

Din amintirile și declarațiile celor care l-au cunoscut rezultă că Apcar Baltazar s-a zbătut toată viața în mari dificultăți financiare. A avut și momente mai fericite când a purtat discuții intelectuale cu boema acelor timpuri, din care au făcut parte Panait Cerna, Corneliu Moldovanu, Emil Gârleanu, Dumitru Nanu sau Ilarie Chendi. Dificultățile materiale cu care s-a confruntat l-au împiedicat să-și întemeieze o familie.[A] Redresarea financiară s-a petrecut doar în anul 1909 când a încasat mai mulți bani, ca urmare a pictării a două biserici. A fost prea târziu, deoarece a decedat din cauza unui stop cardiac în data de 26 septembrie 1909.[B]
Artistul a fost apreciat pentru realizările sale încă de pe timpul vieții lui. Dumitru Nanu și Emil Gârleanu erau prietenii lui cei mai buni și Vasile Morțun și Alexandru Bogdan-Pitești i-au achiziționat o mulțime de lucrări. Au existat și alți colecționari care i-au cumpărat operele: Anastase Simu, doctorul G. Severeanu ( vezi Muzeul Maria și dr. G. Severeanu ), Ioan D. Nicolau, Lazăr Munteanu, etc. O parte din lucrări au dispărut în timpul războiului, altele au părăsit România în Occident și o mare parte au rămas în țară, multe din ele fiind achiziționate de muzee și de Academia Română.

## Cadrul istoric
Anii de formare artistică a lui Apcar Baltazar coincid cu perioada în care s-au petrecut cele mai mari frământări de idei din spațiul literaturii, culturii și artei din România. În primul deceniu al secolului al XX-lea a avut loc conflictul dintre curentul de orientare social-romantică (care caracteriza interesul partizanilor României de sorginte agrară) și mișcarea modernistă, mișcare ce avea la bază societatea burgheză în formare. Aceasta din urmă avea ca scop scoaterea culturii românești din carapacea naționalistă și sincronizarea artei cu mișcările și curentele noi care se manifestau în Vestul Europei.

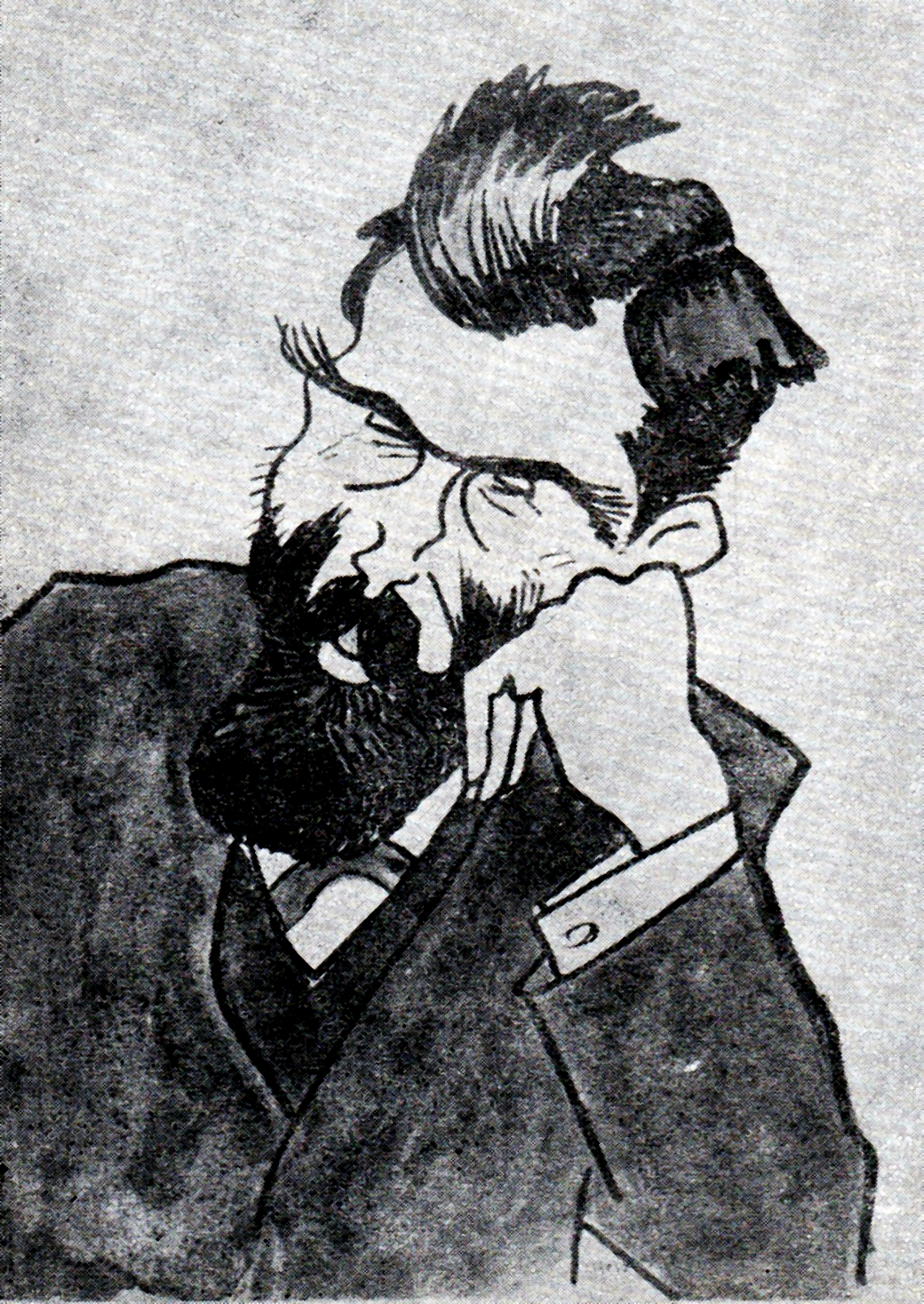
Apcar Baltazar văzut de Camil Ressu

Între cele două direcții au avut de ales toți artiștii și scriitori acelor timpuri: una tradiționalistă și conservatoare, cealaltă emancipată, capabilă a-și însuși formule noi, de primenire a expresiei și a limbajului. Au existat tabere adverse care au avut conducători de direcții și fondatori de reviste, ideologi doctrinari și partizani zeloși. Printre ei se pot enumera Alexandru Macedonski, Nicolae Iorga, Aurel Popovici, Garabet Ibrăileanu, Ovid Densusianu, Mihail Dragomirescu și mulți alții. Adesea, partizanii unei grupări fraternizau cu cei din gruparea adversă. Existau rupturi și dezertări, încercări de conciliere și de ocupare a pozițiilor ambigue. De exemplu, nu se putea concepe ca Nicolae Iorga să facă vreo concesie modernismului cum nu se putea concepe ca Alexandru Bogdan-Pitești să renunțe la el. Alții cultivau tendințele în paralel, conciliind elementele de contrast. Așa a fost cazul unor scriitori ca Ștefan Petică, Dimitrie Anghel, Octavian Goga sau Ștefan Octavian Iosif care colaborau la Semănătorul, dar nu erau refractari ideilor novatoare.
Pictorii Gheorghe Petrașcu, Ștefan Luchian, Ștefan Dimitrescu, Jean Steriadi, Francisc Șirato, Camil Ressu și Ștefan Popescu nu au respins niciodată sugestiile care au venit din Occident, dar nici nu s-au depărtat de ideile curentului național. În acest fel arta populară, tematica țărănească și peisajele românești au reprezentat unele dintre principalele lor preocupări. Astfel, artiștii afiliați mișcării Tinerimea artistică au executat lucrări care contraveneau tradiționalismului cu toate că aveau o afinitate semănătoristă și au căutat noi forme de expresie și tematici împrumutate de la curentele moderniste sau simboliste. Într-un mod similar literaților, artiștii plastici au căutat să sintetizeze cultul pentru sufletul românesc cu tehnica occidentală. Formulele pe care artiștii și scriitorii le-au practicat au fost puternic influențate de operele lui Mihai Eminescu și Nicolae Grigorescu. Totul a fost imitat până la obsesie și epuizare, căzând uneori în penibil. Dacă, așa cum spuneau tradiționaliștii, exista o nevoie pentru afirmarea valorilor naționale, artiști ca Luchian, Theodor Pallady, Petrașcu, Ressu, Steriadi, Iosif Iser și Apcar Baltazar au luptat pentru găsirea unor modalități de înnoire a expresiei după modele venite din Apusul Europei.
Au avut loc în acea epocă mai multe desprinderi de trecut, cu mai multe „depășiri” sau „uitări” precum și „ieșiri”. În literatură s-a ieșit din romantism prima oară cu Alexandru Macedonski. Au făcut-o și simboliștii Tudor Arghezi, Petică și Anghel; la Petică se mai găsesc versuri cu tentă eminesciană. Nici pictorii nu au ieșit cu ușurință din romantism, exemplu fiind Gheorghe Petrașcu. Prin Grigorescu s-a trăit pe plan stilistic marea și probabil, inevitabila dramă a uitării Bizanțului. Prin Petrașcu s-a trăit „uitarea” idilismului și romantismului lui Nicolae Grigorescu. Despre academism și ieșirea din el nu mai putea fi vorba la începutul secolului al XX-lea. „Uitarea” academismului fusese consumată deja de către Grigorescu, Ion Andreescu și de afiliații de la Societatea Ileana a lui Ștefan Luchian. „Ieșirea” din impresionism a fost operată în Occident de către Paul Cézanne, Paul Gauguin și Vincent Van Gogh. În România, această sarcină a revenit lui Luchian și Petrașcu, care au știut să-l „uite” pe Grigorescu, precum și lui Tonitza și Pallady care au intrat în pictura modernă românească de o manieră cu totul originală.
Formula cu care s-a depășit idilismul grigorescian și impresionismul european a fost reprezentată de simbolism, ca parte integrantă a curentului Art Nouveau. Atașați acestui curent au fost pictorii Nicolae Vermont, Luchian, Ipolit Strâmbu, Pallady, Petrașcu, Kimon Loghi, Ștefan Popescu, Aurel Popp, Apcar Baltazar etc.

## Opera
Cu toate că opera pe care a lăsat-o în urma sa nu s-a bucurat de faima pe care contemporanii săi – Ștefan Luchian, Pallady, Șirato, Steriadi, Petrașcu, Iosif Iser, Dărăscu sau Tonitza - au cunoscut-o, nu este greu de constatat că niciunul din aceștia nu a depășit faza căutărilor la vârsta la care Apcar Baltazar s-a stins din viață. Dacă se face o analiză a ceea ce a realizat Ștefan Luchian până în anul 1897, Theodor Pallady la 1900, Francisc Șirato la 1906, Gheorghe Petrașcu la 1901, Nicolae Dărăscu la 1912, precum și Jean Steriadi alături de Camil Ressu la 1909, se poate constata cu mici excepții că nu au creat opere de mare valoare, ci cel mult de valoare medie. Puține din lucrările realizate de acești mari maeștri ai picturii românești până la vârsta de 30 de ani, excepție făcând Chivuțele lui Steriadi, sunt expuse prin muzee sau au făcut obiectul criticii de artă. În comentariile pe care Vasile Florea le-a făcut în monografia pe care i-a dedicat-o lui Baltazar în anul 2015 apare cu fermitate mențiunea că:
„... dacă ar fi murit la 29 de ani, artiștii enumerați nici n-ar fi intrat la loc de cinste în arta românească... Or atât cât a realizat (Apcar Baltazar - n.r.), și putem spune că de la el ne-au rămas multe lucrări de calitate și de o certă originalitate. În același scop, trebuie să mai arătăm că în epocă, pe parcursul unui lustru (între 1904 și 1909), după Grigorescu și Luchian, Baltazar a fost, în lumina criteriilor după care judecăm astăzi arta, cel mai interesant, cel mai activ, mai modern și mai valoros pictor român. Totodată, nefiind întrecut poate nici de Luchian de astădată, prin preocupările, proiectele și concepțiile sale, Baltazar a fost artistul român care a răspuns în modul cel mai adecvat la imperativele momentului; care s-a sincronizat cel mai bine cu mișcarea artistică europeană, aflată în plină ofensivă a „Artei 1900”; care a avut cele mai bune și mai evidente tangențe cu o latură sau alta a acestei mișcări, deși străini de ea n-au fost nici Luchian, Petrașcu, Pallady, Ștefan Popescu, Kimon Loghi, Cecilia Cuțescu-Storck, Costin Petrescu, Octav Băncilă, etc.”—Vasile Florea: Apcar Baltazar, Editura Arc - 2000, București, 2015, pag. 5-6

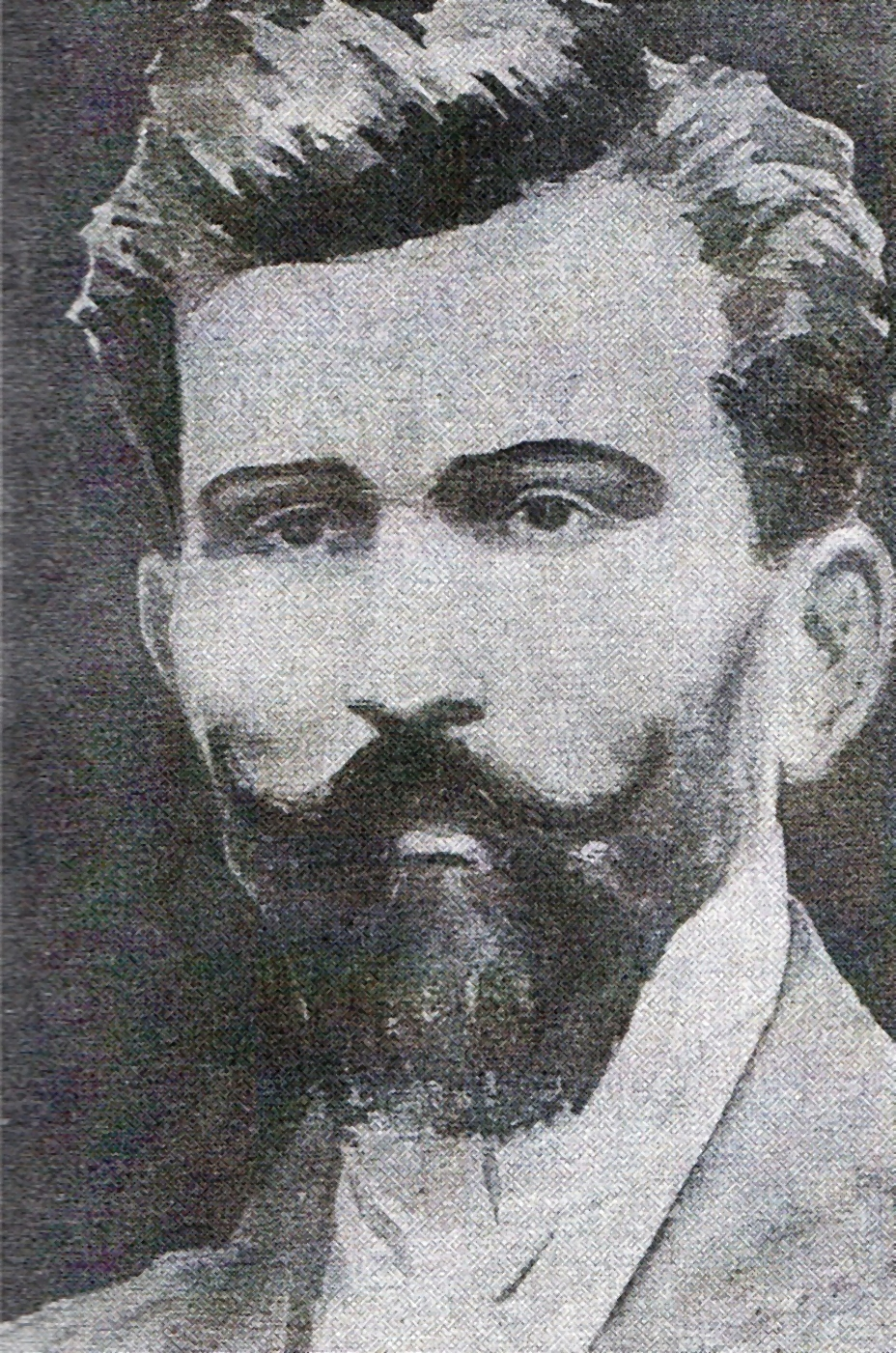
Apcar Baltazar văzut de Constantin Pascali

Ținând cont de evantaiul generos al preocupărilor artistice pe care le-a avut, care se regăsesc de altfel și în mod tipic la majoritatea reprezentanților curentelor ce formează Art Nouveau-ul, Apcar Baltazar a întrunit însușirile „artistului orchestră” prin abordarea pe lângă pictură a afișului, a ilustrației de carte, a costumului, a decorului de teatru, a frescei, a ceramicii pictate și chiar a sculpturii. Din cauza vieții scurte pe care a avut-o, activitatea sa în unele dintre domeniile artistice anterior enumerate s-a redus uneori doar la proiecte. El a fost foarte preocupat de relația dintre artă și industrie, acest lucru ducând printr-o consecvență și pasiune rar întâlnită la o viziune modernă și predominantă a Art Nouveau-ului, fapt unic în România în acea epocă. Toată această dezvoltare artistică rapidă a pictorului trebuie corelată și cu o evidență demnă de luat în seamă: Apcar Baltazar a fost singurul artist care nu a beneficiat de o bursă de studii în Vestul Europei. El a depășit cu ușurință impedimentul acesta prin studiu individual și prin analizarea reproducerilor, reușind astfel să-și formeze o cultură plastică deosebită cu care s-a pronunțat pertinent în toate dezbaterile care au animat intelectualitatea la începutul secolului al XX-lea.
Cei mai autorizați critici de artă au considerat cu unanimitate, că Apcar Baltazar s-a dovedit a fi fost unul dintre cei mai mari coloriști români, acesta străduindu-se să reprezinte cu multă pasiune decantarea efectelor de lumină, prin numeroase modalități de expresie și procedee tehnice. A avut o viziune viguroasă, sobră și realistă și a reușit o transfigurare lirică plină de exuberanță și vervă în pictura de gen, în peisaj și în portret, ca și în ilustrația de carte. El a dovedit o deplină stăpânire a transparenței culorii, cu precizia magistrală a desenului, fiind un neîntrecut creator de atmosferă. Criticii de artă au vorbit de o amprentă Apcar Baltazar în arta decorativă și pictura istorică. Au vorbit, de asemenea, despre crearea imaginii novatoare a mahalalelor bucureștene și despre portretistica sa, caracterizată de o adâncime psihologică remarcabilă. Nu în ultimul rând s-a vorbit despre Portretul tatălui lucrat negru pe negru și despre Femeia în alb lucrată alb pe alb.
Apcar Baltazar a avut un aport în domeniul teoriei și criticii de artă. Ajutor în acest sens l-a avut din partea lui Alexandru Tzigara-Samurcaș, care l-a introdus ca redactor la revista Convorbiri literare, organ de presă al Societății literare Junimea. Și în această activitate Baltazar s-a dovedit a fi un scriitor precoce, deoarece niciunul din artiștii enumerați mai sus nu s-au îngrijit sistematic cu scrisul până la vârsta de 30 de ani și nu au avut preocuparea de a cuprinde un spectru atât de larg de tematici, cu pasiunea cu care a făcut-o Apcar Baltazar. Activitatea de comentator de artă și cronicar plastic, precum și studiile comparative pe care le-a făcut despre folclorul popoarelor, a consemnat intrarea pictorului în rândul artiștilor culți, cu un larg orizont.
Opera sa picturală a fost cantitativ mică, deoarece a murit tânăr la numai 29 de ani, după prima sa expoziție. Lucrările sale se găsesc în muzeul Simu, la Toma Stelian, altele fiind în colecții particulare (Dr. Severeanu, Lazăr Munteanu, Al. Râșcanu, Onic Zambaccian, Paucker, la fratele pictorului etc.) Câteva panouri decorative realizate de Baltazar se află la Paris, în colecția Dr. Dieulafoy.

### Pictorul
Perioada de creație a lui Apcar Baltazar a durat șapte ani. Încercarea de a cataloga o succesiune cronologică a operei sale este sortită eșecului, deoarece el a experimentat, a tatonat și a încercat să se dezvolte ca un creator în paralel și în domeniul altor arte, teme sau genuri care necesitau tehnici din cele mai diferite. Întreaga sa creație este caracterizează de senzația de simultaneitate, fapt pentru care sistematizarea lucrărilor pe care le-a lăsat în canoanele unor etape succesive, este dificilă.
O piedică suplimentară în cercetarea operei lui Baltazar este și faptul că multe din lucrările sale au rămas nesemnate, datarea acestora făcându-se cu greutate în funcție de expozițiile la care a participat. Acest demers este și el unul greoi, deoarece artistul a avut în timpul vieții sale doar o expoziție personală, iar cele colective au fost sporadice. O regularitate în activitatea expozițională, el a avut-o doar în cadrul evenimentelor artistice organizate de către Tinerimea artistică.
Dacă imposibilitatea realizării unei cronologii a operei sale este o certitudine, se poate constata că și analiza evoluției artistice suferă de aceleași cusururi. În susținerea afirmației, vin mulțimea de procedee tehnice pe care le-a folosit, diversitatea preocupărilor și a tematicii alese, precum și o varietate debordantă a formulelor stilistice. Unele din ele au fost finalizate și multe altele au rămas posterității în formă de schițe sau de studii.
În domeniul picturii, Apcar Baltazar a ezitat să-și aleagă din curentele existente în epocă un curent anume. El a șovăit între mai multe direcții, lăsându-se dirijat în cadrul acestora pentru scurte momente de timp. De aceea, el a lăsat în urmă o operă care oferă un spectacol din cele mai eclectice, în pictura românească. Se poate observa că în timp ce a pictat Portretul de bătrână (expus în 1903 la Tinerimea artistică și în prezent la Muzeul de Artă din Cluj) în maniera realismului existent la sfârșitul secolului al XIX-lea, pictorul a sărit simultan la lucrări tipic impresioniste de origine plein air-istă, cum sunt Copil în soare și Copil la fântână. În același timp a pictat lucrări opuse impresionismului cu sorginte mitologică, așa cum este cea intitulată Sfântul Gheorghe ucigând balaurul. Întreaga creație în domeniul picturii poate fi catalogată pe trei mari direcții: realismul secolului al XIX-lea, impresionism și postimpresionism.

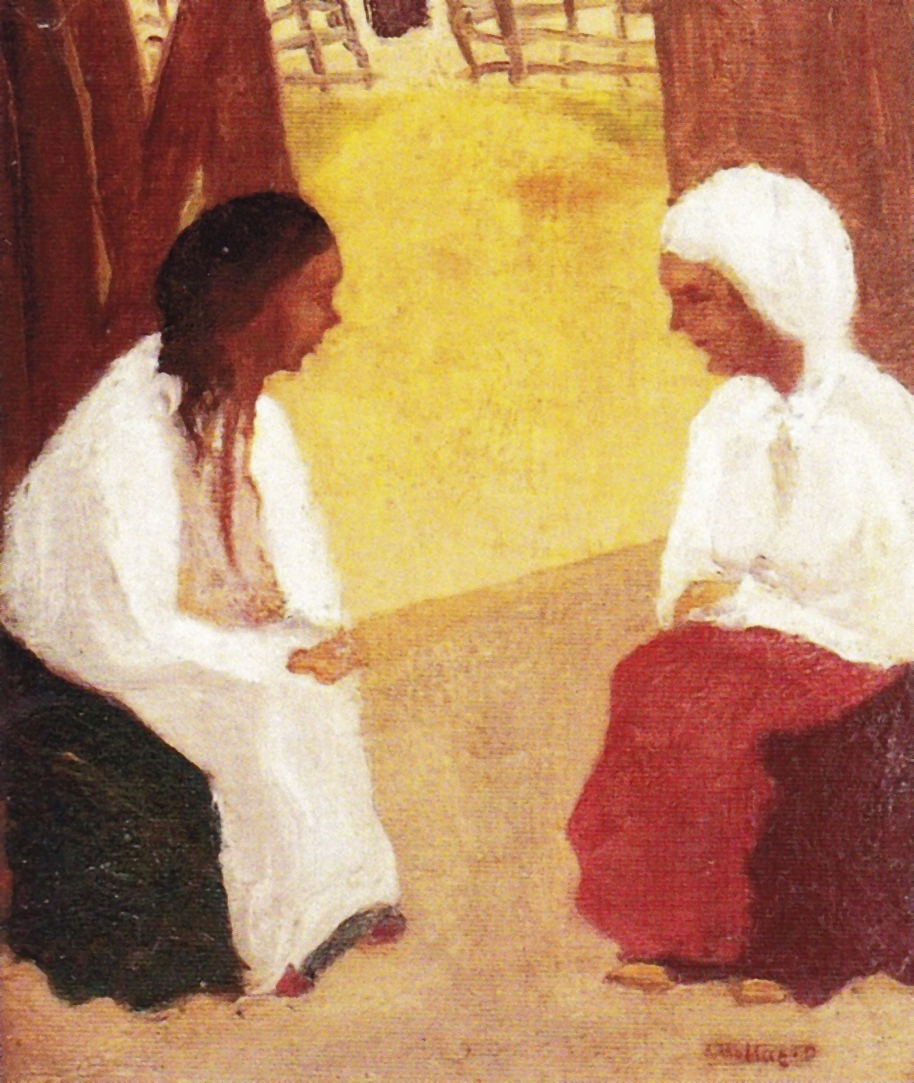
La sfat

De foarte multe ori cele trei curente care-l reprezintă, se întrepătrund și se combină în proporții diferite; de exemplu caracteristicile impresionismului au avut nevoie de cele ale realismului, pentru crearea atmosferei înconjurătoare prin raportul de lumină și culoare în care acesta apare. Indiferent însă de curentul în jurul căruia a gravitat, Baltazar a reușit să introducă note personale și, să lase în urmă nivelul atins de predecesorii săi mergând astfel pe calea modernizării mijloacelor de expresie. Se poate observa cu ușurință că direcția realist tradițională pe care Școala de Belle Arte din Iași a promovat-o prin G. D. Mirea, ca și cea din afara ei reprezentată de Grigorescu și epigonii săi, a fost depășită cu ușurință și în scurt timp de către artist. Cu totul remarcabil este că Baltazar nu a fost contaminat de personalitățile puternice ale lui Ștefan Luchian și Gheorghe Petrașcu și că el nu a urmat exemplul pe care l-a dat Nicolae Grigorescu. Cu toate că Baltazar nu a preluat tematica grigoresciană, el l-a apreciat însă pe acesta cu privire la aportul lui la arta românească. În mai multe cronici de artă l-a considerat „un artist de geniu”, „scumpa noastră glorie” sau a vorbit despre „operele complete ale unui uriaș ca Grigorescu”.
Nicolae Grigorescu, țăran la origini, a rămas fidel tematicii universului rural. Ion Andreescu, deși născut la oraș și-a ales cu predilecție motivele din mediul țărănesc. O dată cu trecerea în secolul următor, alături de estetica semănătoristă tributară într-o mare măsură și lui Grigorescu, s-a afirmat mișcarea modernistă, îndeosebi simbolistă, care a promovat tematica urbană, a orașului.
Fiind conectat la polemicile dintre moderniști și semănătoriști, Baltazar s-a raliat modernismului, acest lucru fiind dovedit de sfatul pe care i l-a dat lui Ipolit Strâmbu într-o critică de expoziție: „n-ar face (I. Strâmbu) un sacrilegiu dacă, câte o dată, și-ar întoarce privirile și spre o altă muză, înlocuind, pentru ca să întrebuințăm un termen consacrat de o recentă polemică literară, muza de la țeară cu <muza de la oraș>”. Spre deosebire de alți artiști ai vremii, Apcar Baltazar și-a dat sema de timpuriu că arta românească se afla pe atunci într-un mare impas. Observând imitarea excesivă a lui Grigorescu de către alți confrați, a declarat într-un articol:
„A fost o vreme în literatură când era la modă să faci versuri în felul cum a făcut Eminescu, să suspini cum a suspinat el, să-ți asemuiești suferința ta cu a lui și s-o cânți în struna lui. Vremurile acelea nu au dat multe talente originale.
Astăzi în pictură se face artă în planuri cum face Grigorescu, se fac care cu boi, se fac eboșe ușoare în factura lui Grigorescu. Am putea zice că după cum o dată mulți au învățat să fie poeți de la Eminescu, astăzi mulți cred că au învățat să fie artiști de la Grigorescu.”—Ioan Grozea: Pe căi greșite, în Voința Națională, 6/19 februarie 1905

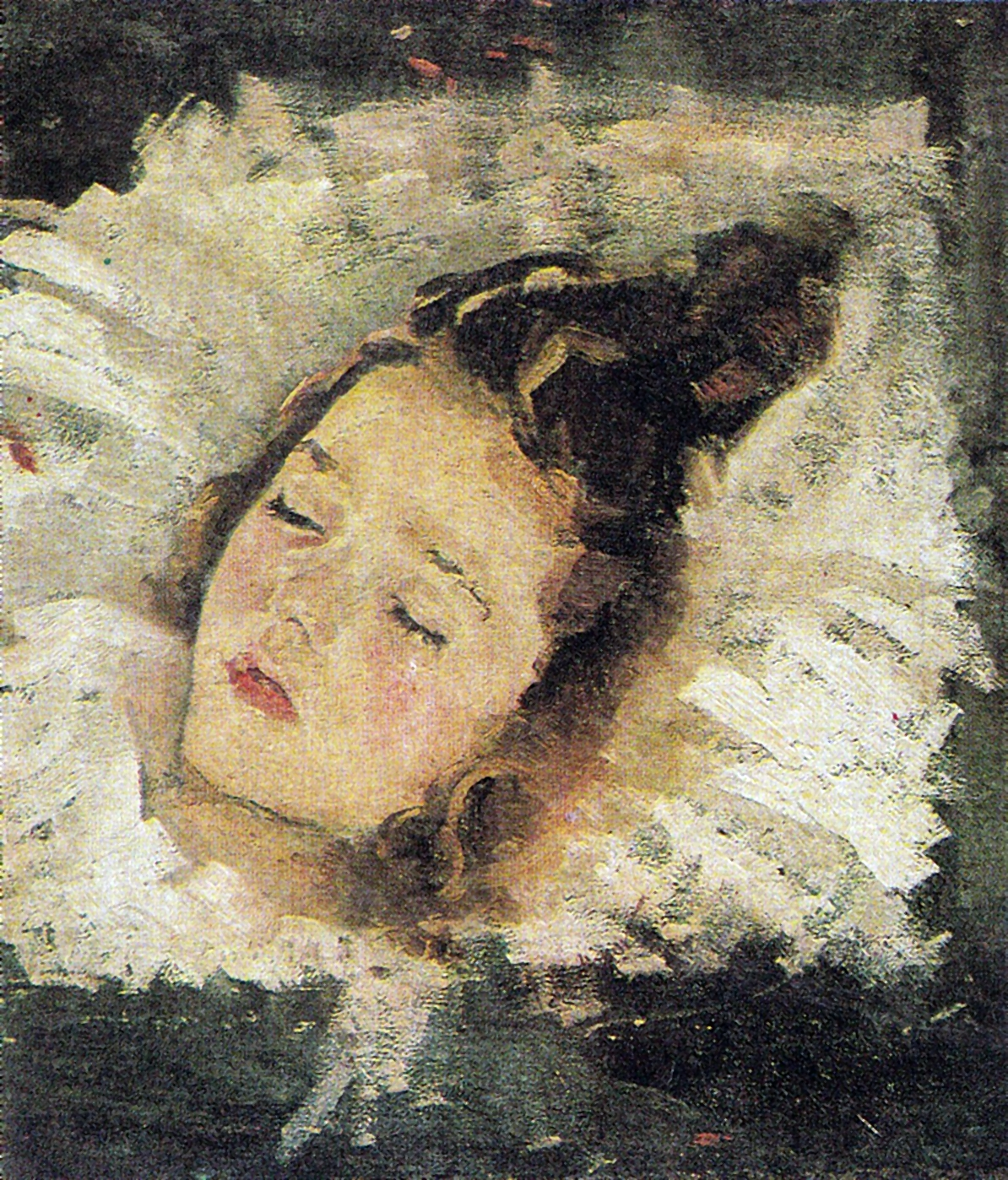
Fată dormind

Cu asemenea păreri despre epigonismul grigorescian și despre necesitatea schimbării tematicii tărănești privind spre o altă muză, adică spre oraș, se poate înțelege de ce pictorul Baltazar a urmat calea pe care a purces. Acest lucru s-a întâmplat cu ușurință, mai ales datorită faptului că el a era născut la oraș și nu avea dificultăți în a înțelege acest nou mediu care a început să fie prezent în pictură începând din anul 1898, reprezentativă pentru prezența acestuia în acest sens fiind lucrarea Mahalaua dracului, a lui Ștefan Luchian.
Adept al impresionismului în unele lucrări de gen sau în peisajele pe care le-a realizat, Apcar Baltazar s-a înscris pe o linie de ripostă contra acestuia atunci când a creat tablouri ca Sfântul Gheorghe ucigând balaurul. Procedeul pe care l-a urmat pentru depășirea esteticii specifice impresionismului nu a fost însă unul prea uzitat în epocă. Nu a mers pe calea pe care a indicat-o Cézanne sau pe cea a expresionismului lui Van Gogh, ci pe o înrudire cu viziunea artiștilor sfârșitului de secol al XIX-lea, înrudire care a reabilitat linia în detrimentul formei, cu soluția nabiștilor și cu cea adoptată de către Paul Gauguin. Ca și aceștia din urmă, Baltazar a fost un restaurator al conturului, adoptând un simbolism liniar și care a dorit crearea unui mod de exprimare unde linia să fie factorul esențial și nu culoarea. El a pus accentul pe bidimensionalism, aducând în prim plan suprafața plană și a renunțat la modularea prin lumini și umbre a volumelor, a perspectivei aeriene și a celei liniare. Astfel, el a reușit să creeze o imagine concepută sintetic, care în final a dobândit mari virtuți decorative. Se poate spune ca o concluzie că decorativismul, cloazonismul și sintetismul sunt caracteristicile capitale ale operelor pe care le-a realizat. Se poate vorbi și de un freschism dacă se ține seama și de analiza cromaticii cu tonuri palide, delicate, pastelate, clorotice de o intensitate deficitară.

#### Autoportrete
Autoportretele au reprezentat pentru Apcar Baltazar, lucrări de maturitate artistică. Pictorul și-a realizat autoportretul de mai multe ori ((3), (4), (5)), frământat de gânduri și interiorizat. Din ținuta sobră, personalitatea sa reiese plină de demnitate. Ochii sunt zugrăviți cu o profunzime psihologică ce caracterizează un om meditativ, sprâncenele sunt îmbinate și închid privirea, reliefând-o ca fiind plină de căutări. Simțământul răspunderii este pătruns de bunătate și omenie, calități care emană din privire și din întreaga fizionomie încununată de un păr bogat și de buze senzuale, care sunt încadrate de mustăți și o barbă mătăsoasă. Obrajii sunt puțin trași, ei fiind modelați cu multă sensibilitate, iar carnația este plină de delicatețe și de o puritate alb-trandafirie.

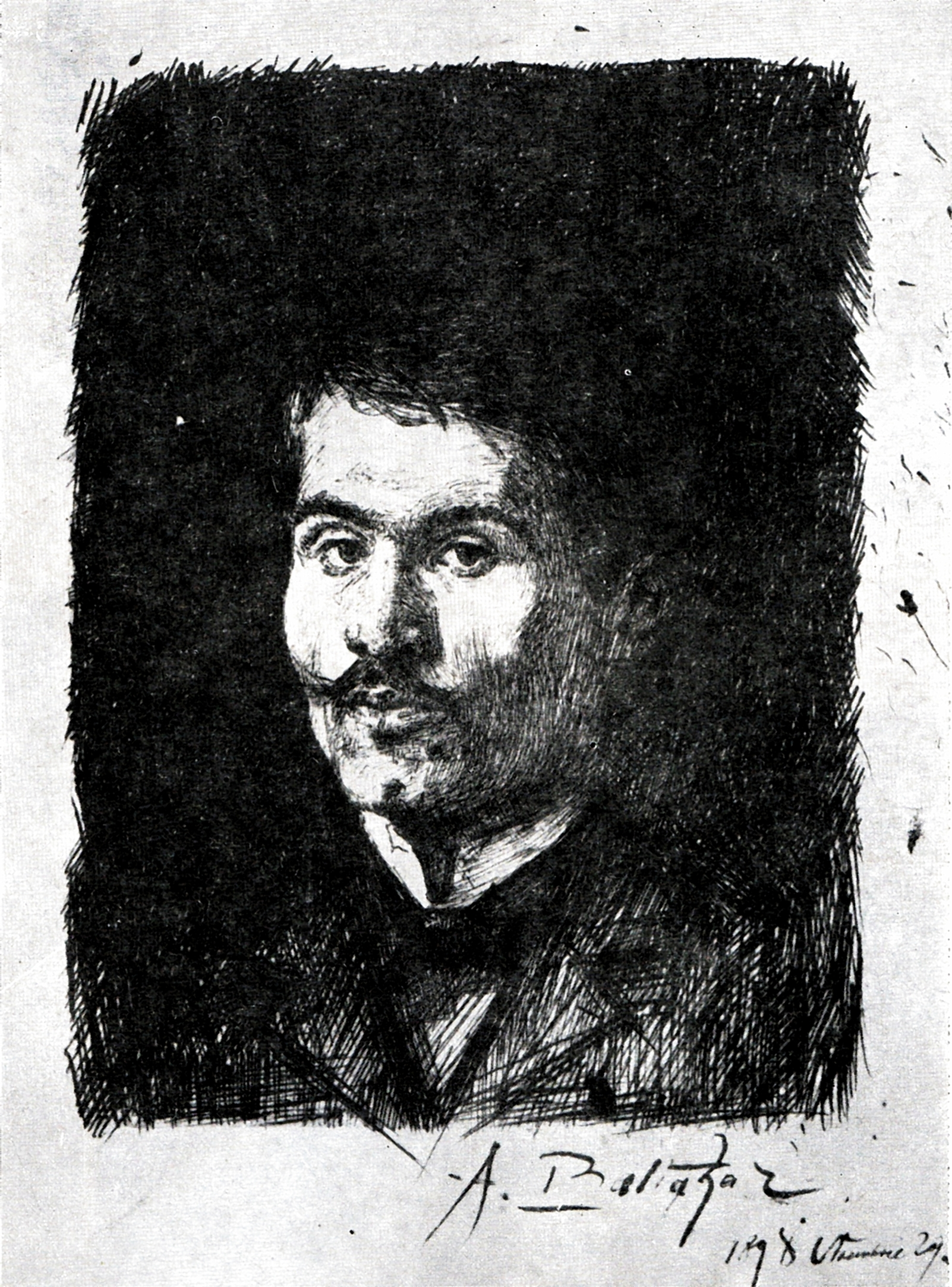
(1) - 1898
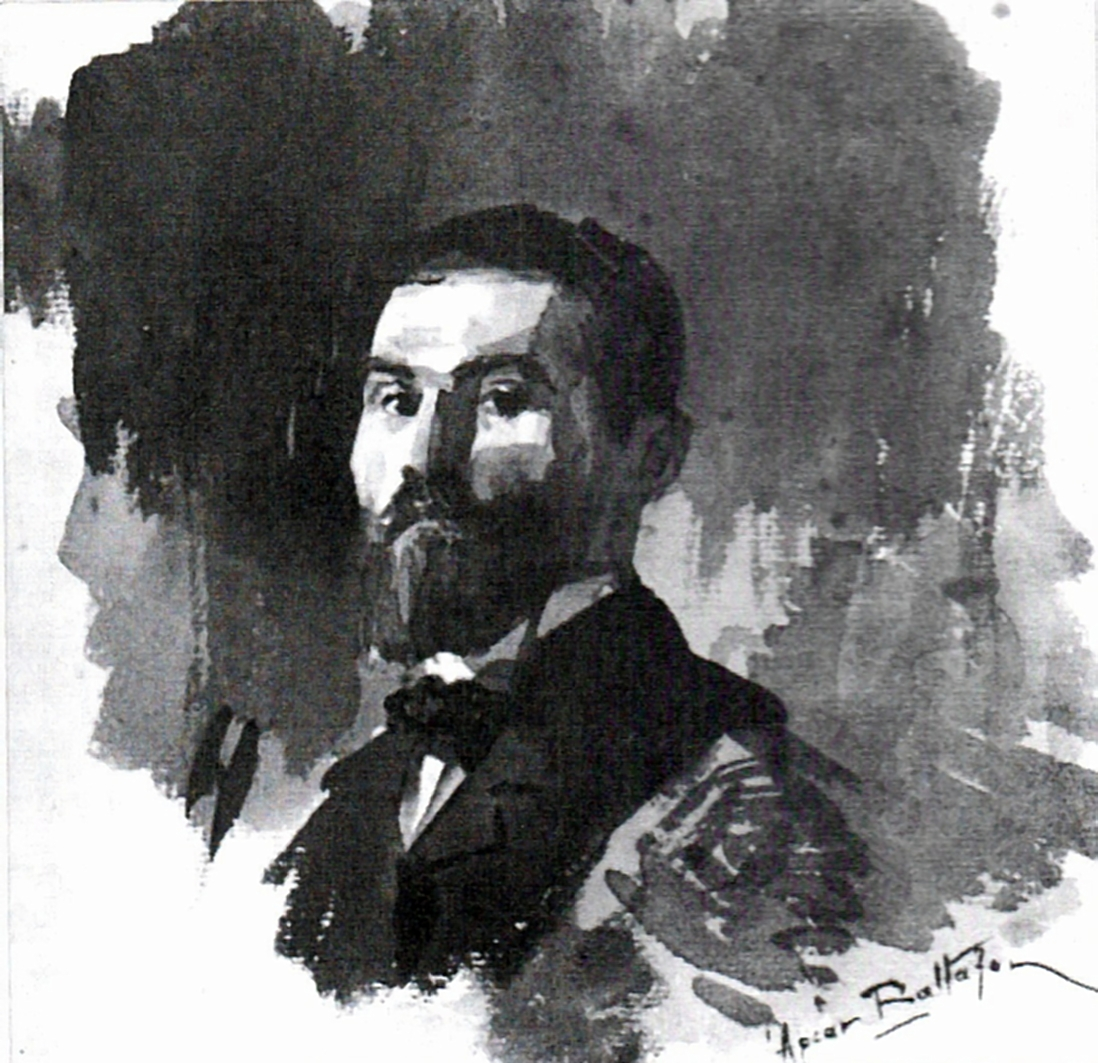
(2) - ?
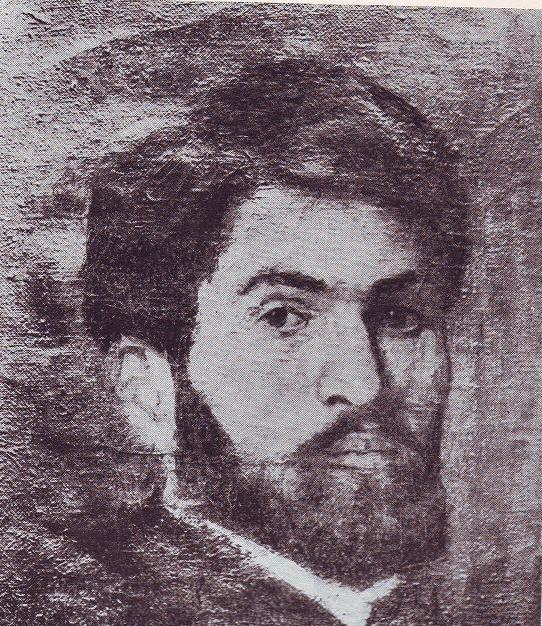
(3) - ?
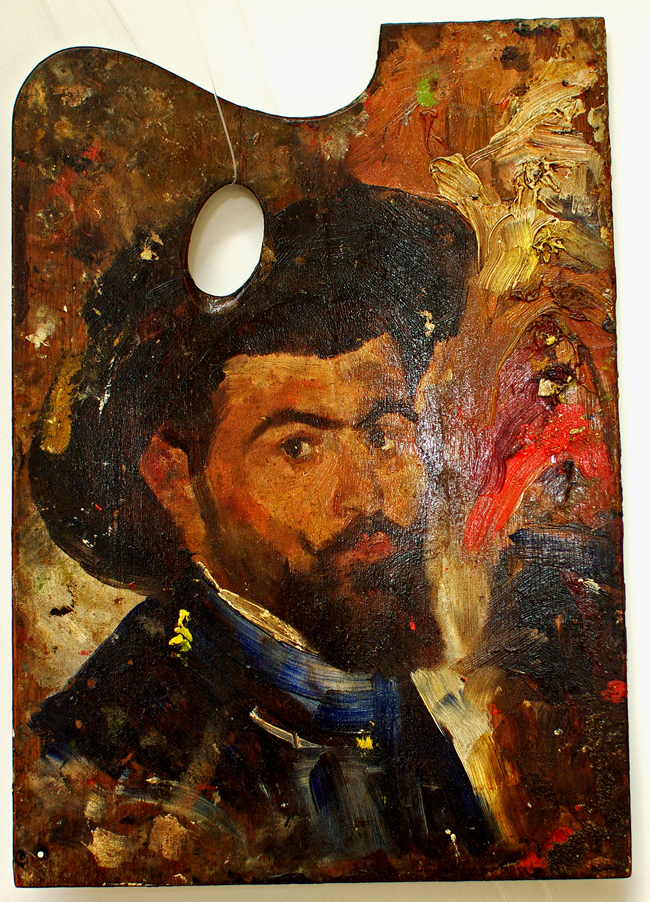
(4) - ?
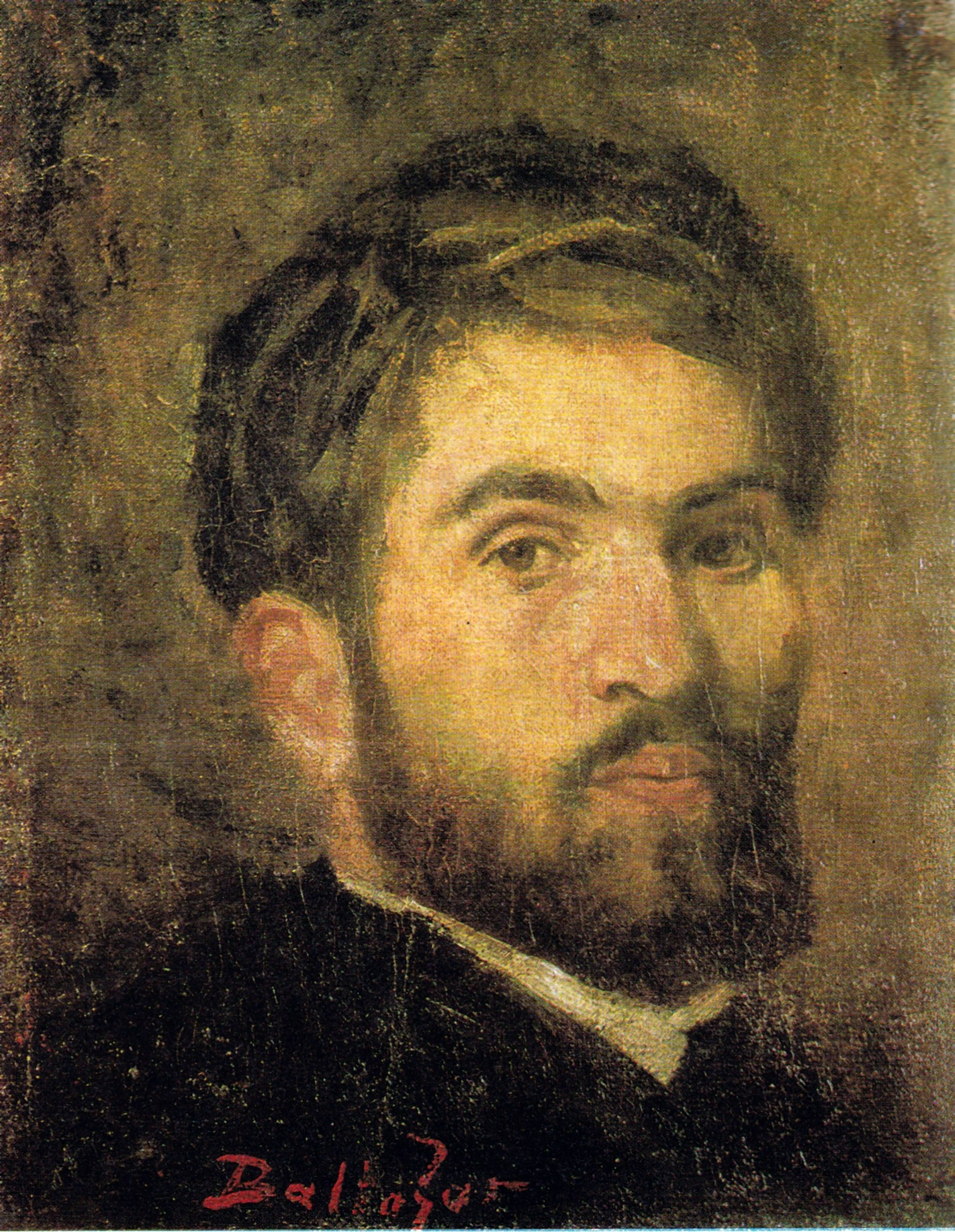
(5) - ?

Apcar Baltazar a fost și un desăvârșit desenator. Astfel, el și-a făcut cel puțin două autoportrete în perioada de început a creației sale ((1) și (2)). Se remarcă cu predilecție tehnica sa deosebit de precisă, care are apropieri de acvaforte. Desenul executat în peniță în anul 1898 (1) a fost realizat într-o manieră realist-tradiționalistă, în care se observă imediat modelarea în clarobscur a volumelor. Într-un mod similar a făcut Portretul fratelui său în cărbune și pastel, precum și un Portret de bărbat în care a folosit laviul de tuș.

#### Portretistică
Influența pe care George Demetrescu Mirea a avut-o asupra lui Apcar Baltazar se poate observa în portretele pe care acesta din urmă le-a realizat. Înrâurirea a fost una evidentă, dar nu a fost de lungă durată. Se poate vedea acest lucru în analiza portretelor de început, realizate în primii ani ai secolului al XX-lea. Portretul propriu-zis a fost profilat pe fonduri întunecate, iar starea psihică a personajelor transpare prin atitudinea gânditoare în care ochii au prim planul. Elementele formale care țin de detaliu prezintă măestrii obținute prin materia picturală și care în final duc către portretele pe care G.D. Mirea le-a făcut.
După terminarea studiilor, Baltazar a creat cele mai multe portrete din scurta sa carieră.  Artistul s-a concentrat, în general, asupra figurii și a pictat-o după model, compunând adesea în jurul lui o scenă de gen (vezi Bătrână cosând, La sfat). Alteori, a realizat portretul în mod clasic, de dimensiuni mari, alegând posturi impozante care să caracterizeze prestanța modelului.
Apcar Baltazar a fost preocupat de psihologia umană și, în acest sens a realizat o serie de portrete și picturi de gen în care și-a reprezentat rudele. Astfel, în pictura de gen intitulată La sfat apar mama și mătușa sa într-o postură oarecum rigidă, pictorul fiind mai degrabă preocupat de colorit și nu de aprofundarea psihologică a personajelor. O pictură remarcabilă este Portretul lui Gaspar Baltazar, tatăl său, în mărime naturală. El a fost înfățișat cu o privire îngândurată, în picioare cu mâinile la spate. Transpare din fizionomia bărbatului că viața sa nu a fost ușoară și a muncit din greu. Ochii sunt obosiți și fața este interiorizată, fapt ce contrastează cu alura energică a trupului. Din cromatica întunecată a lucrării se remarcă fruntea largă cu sprâncene stufoase, chipul albicios, obrajii scofâlciți, albul cămășii și al gulerului. Restul compoziției a fost pictat în negru așa cum este și fundalul care are pe alocuri unele reflexe roșiatice. Lucrarea sobră este plină de spiritualitate și forță.

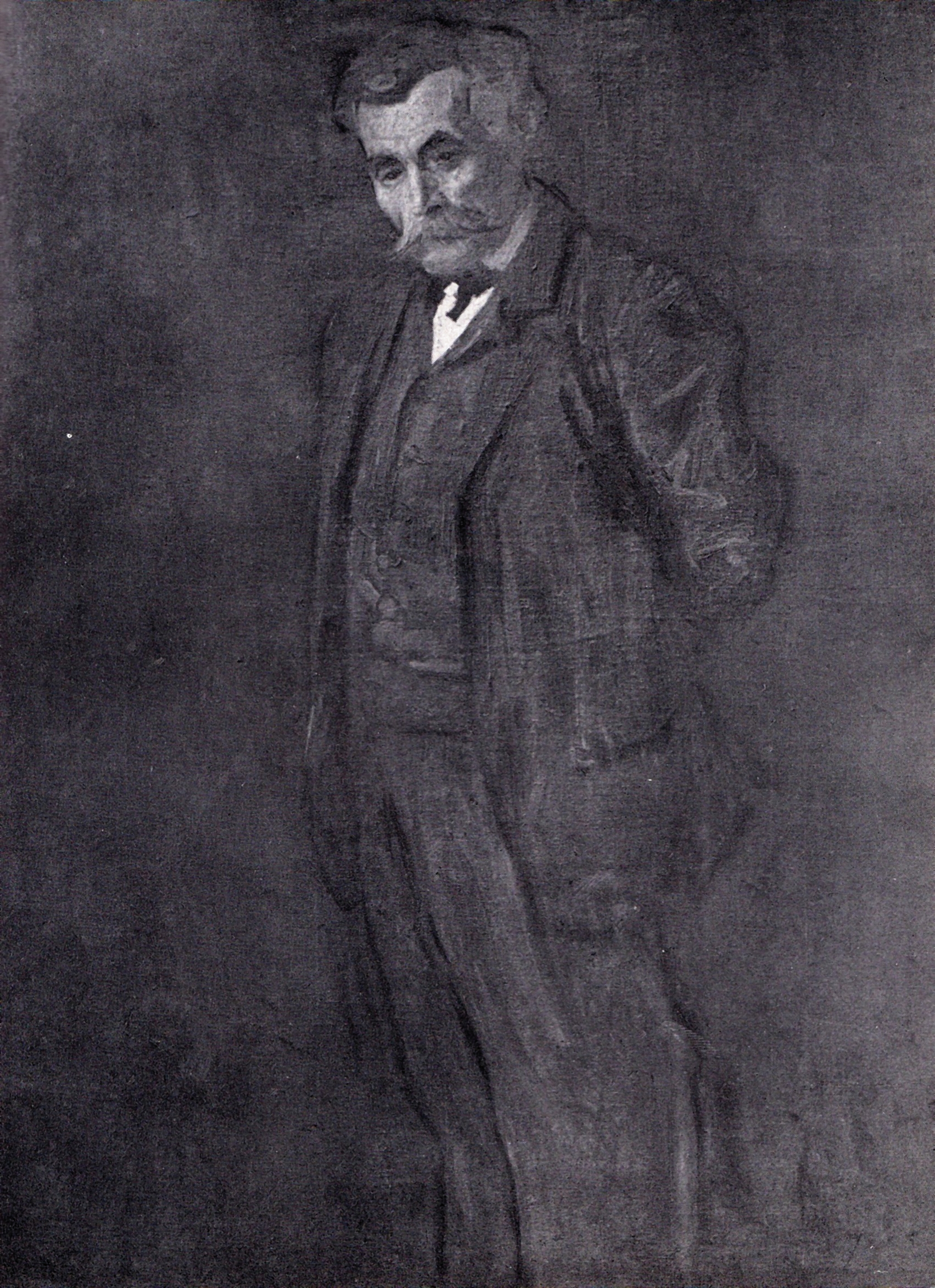
Gaspar Baltazar
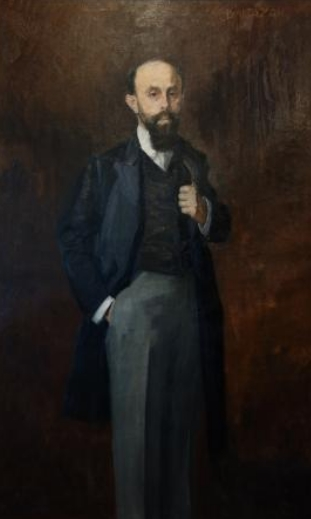
Nanu Muscel
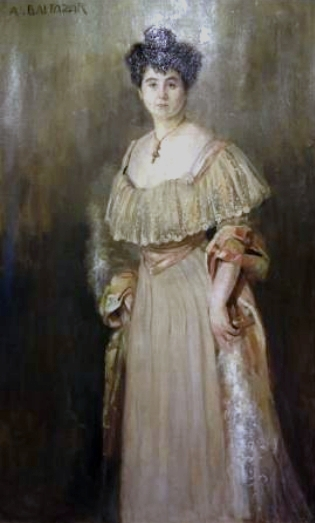
Soția lui Nanu Muscel
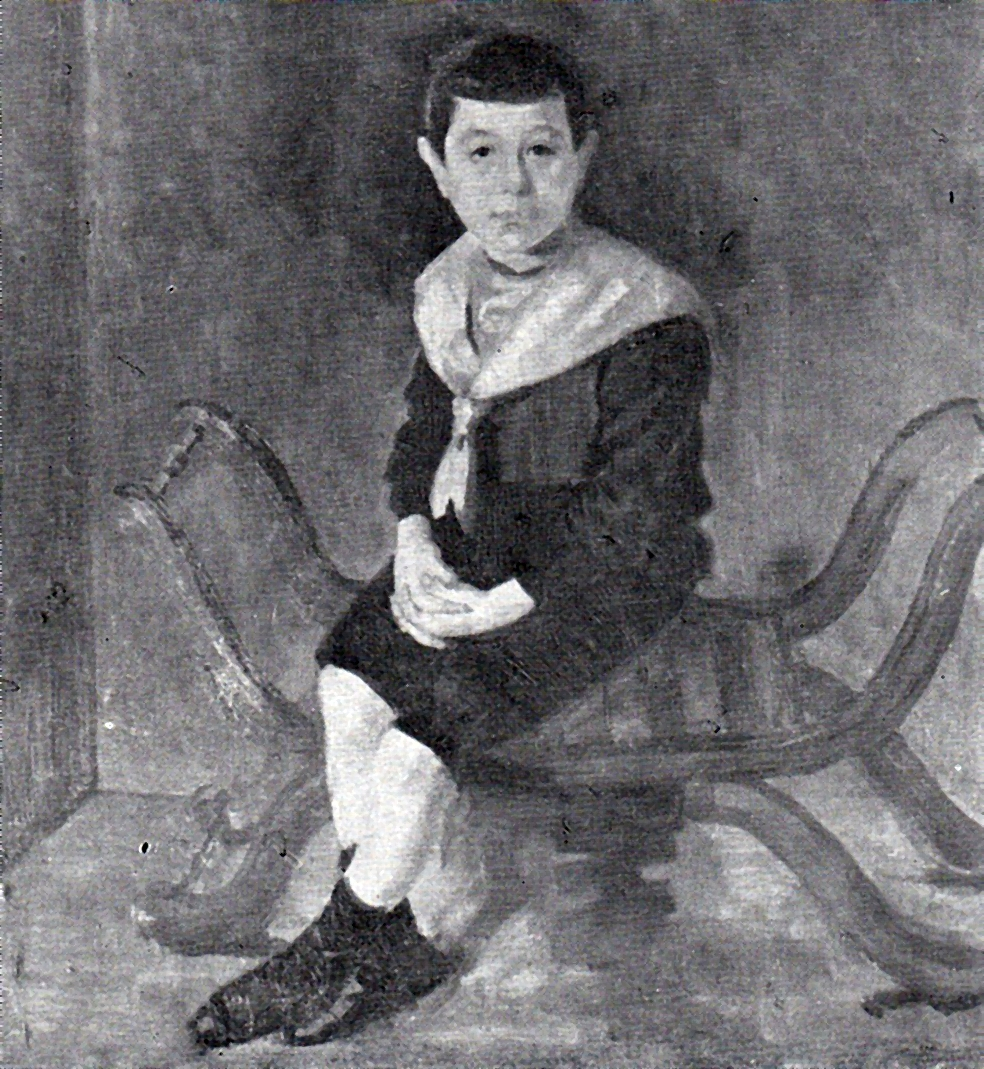
Fiul lui Nanu Muscel
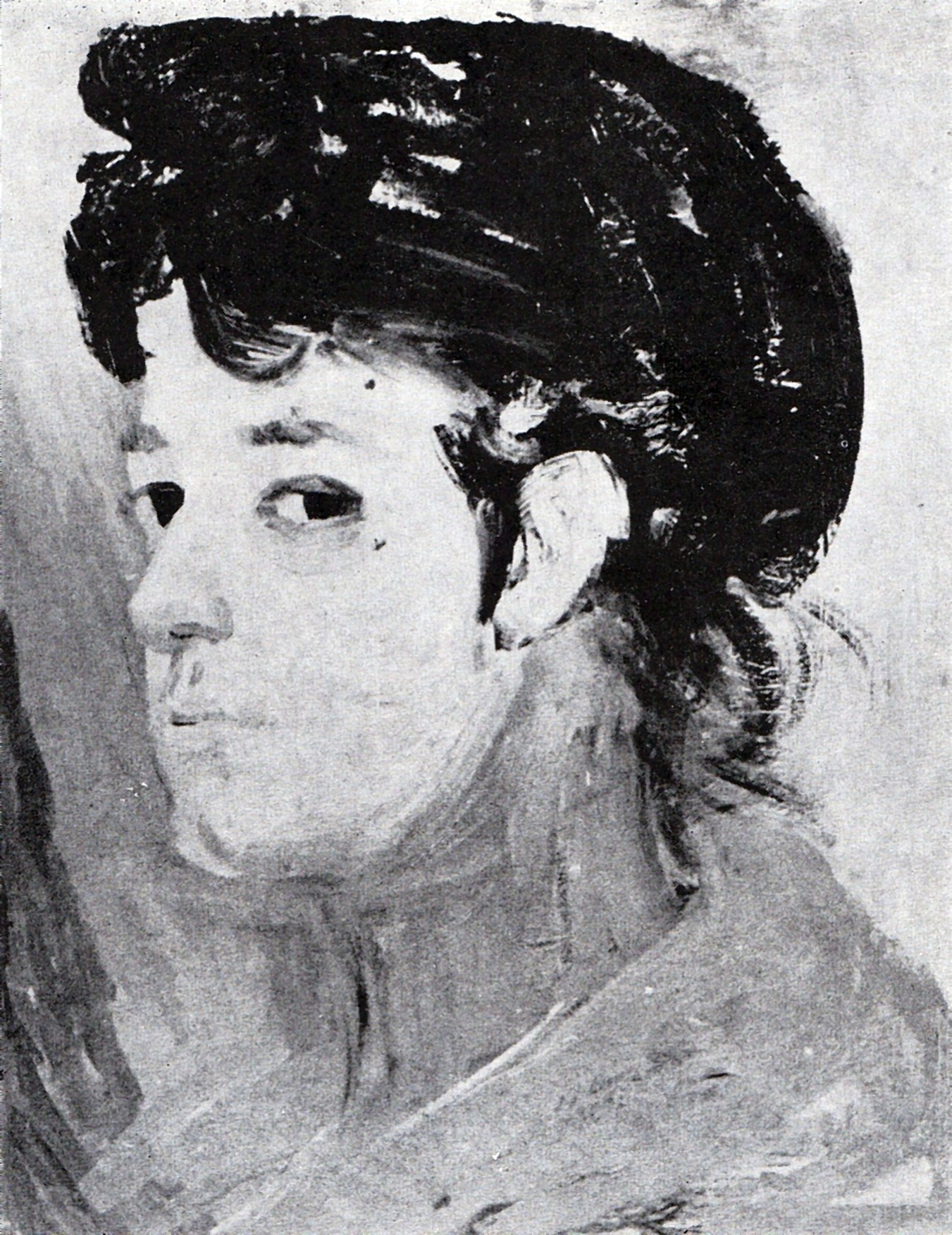
Portret de femeie (1)
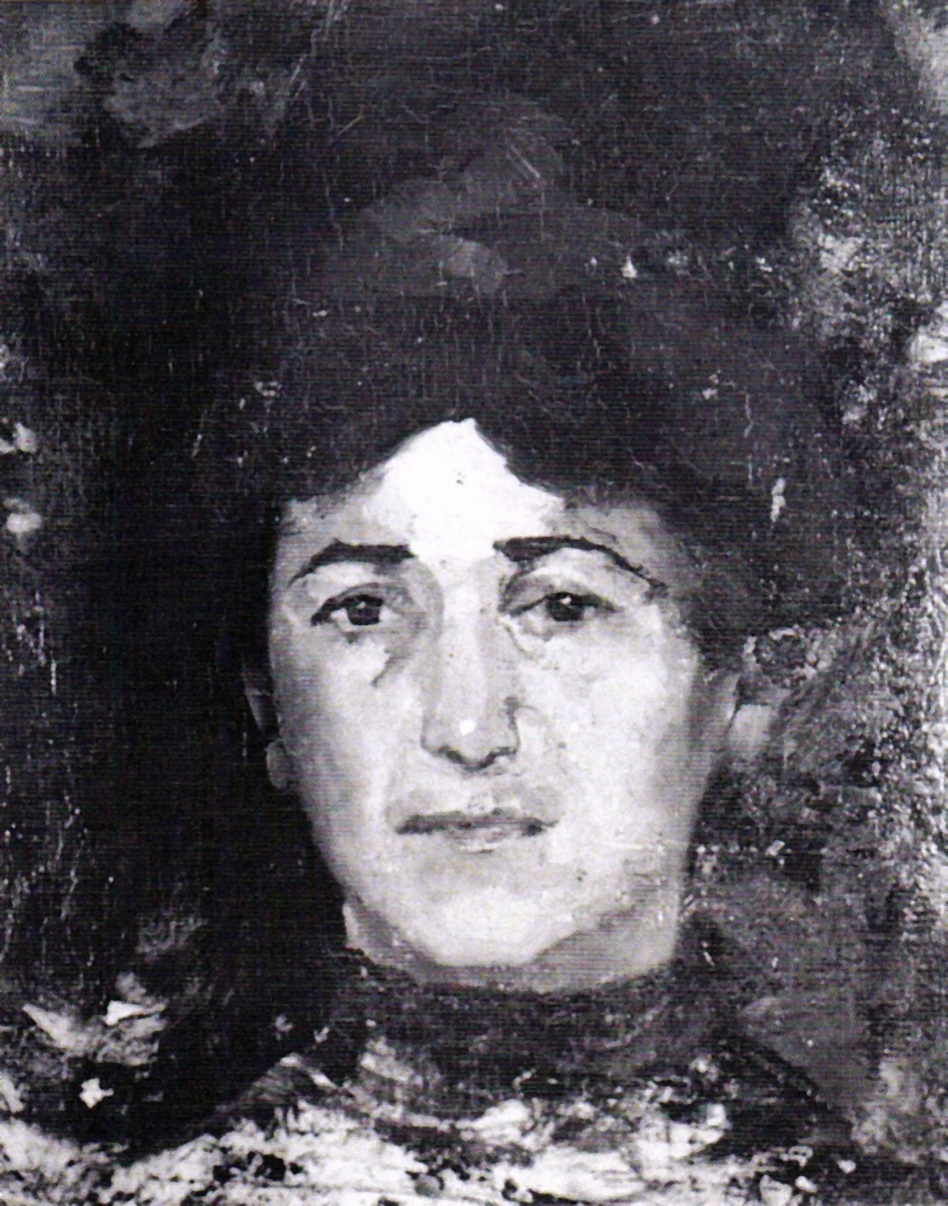
Portret de femeie (2)
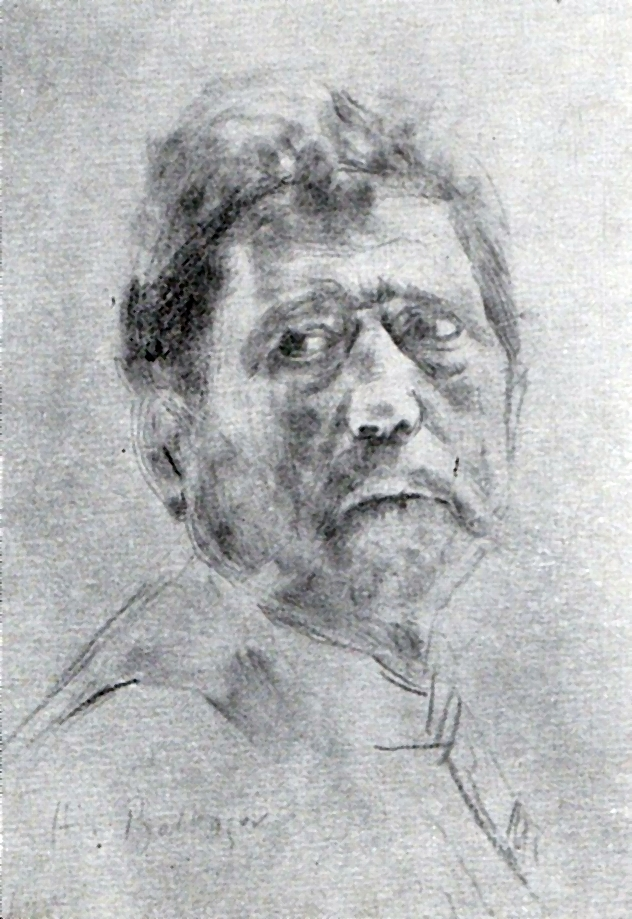
Portret de bărbat

Prin alternarea densităților pastei și a tușei, Baltazar a reușit în mod magistral să modeleze jiletca și surtucul cu falduri largi, așa cum era moda acelor timpuri. Portretul este lucrat în clarobscur cu o paletă cromatică bogată în brunuri. Similar a executat mai multe capete de expresie sau portrete, cum sunt cele ale doctorului Ion Nanu Muscel, al soției și al fiului acestuia. Dintre portretele care prin compoziția lor pot fi alăturate de tipuri și scene de gen, se disting cele intitulate Învățătorii, Păsărarul, Colomba, Pui de oltean, La portiță, Acalmie și Copil în soare, ele fiind expuse cu ocazia expoziției retrospective din anul 1936.

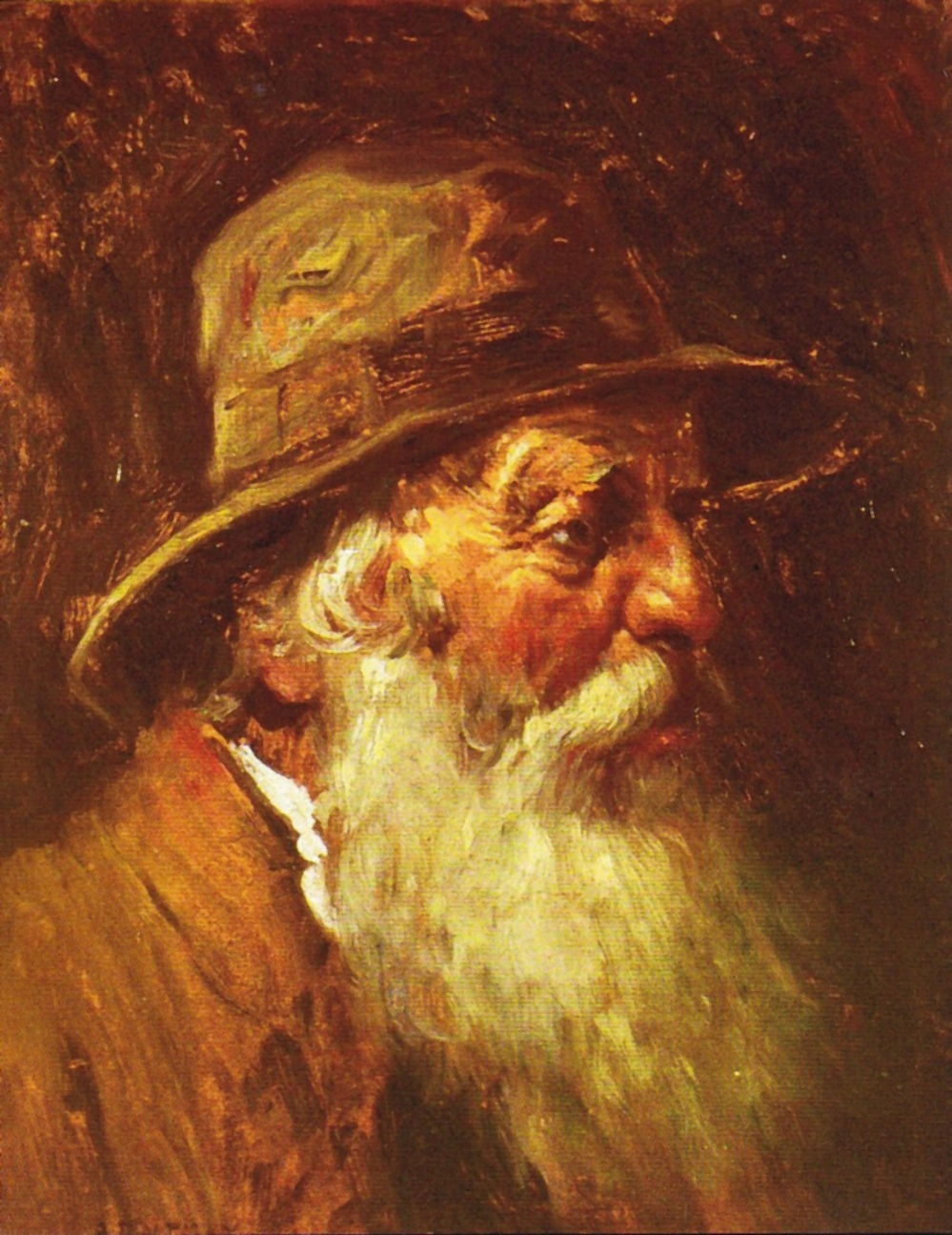
Portret de bătrân
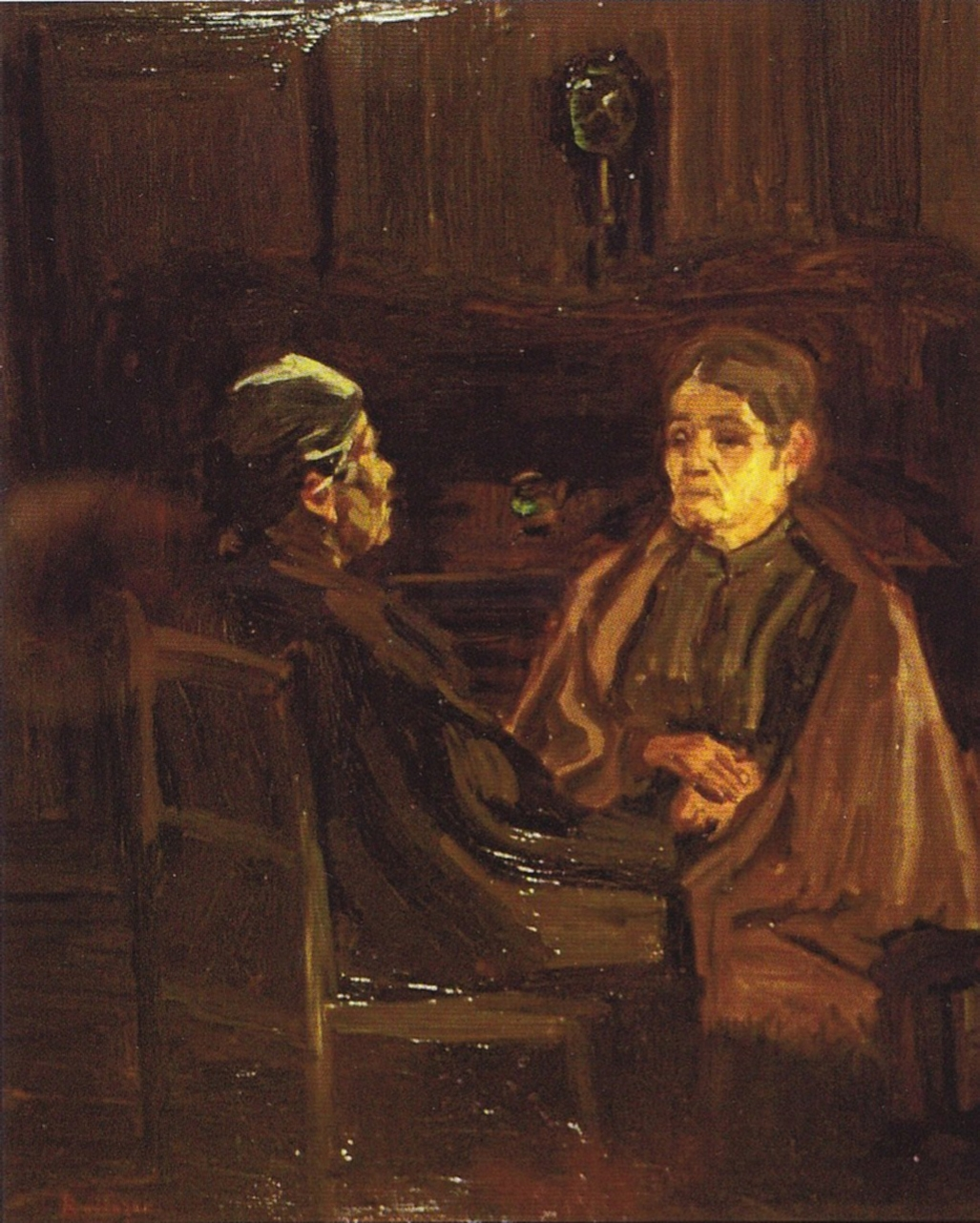
La sfat
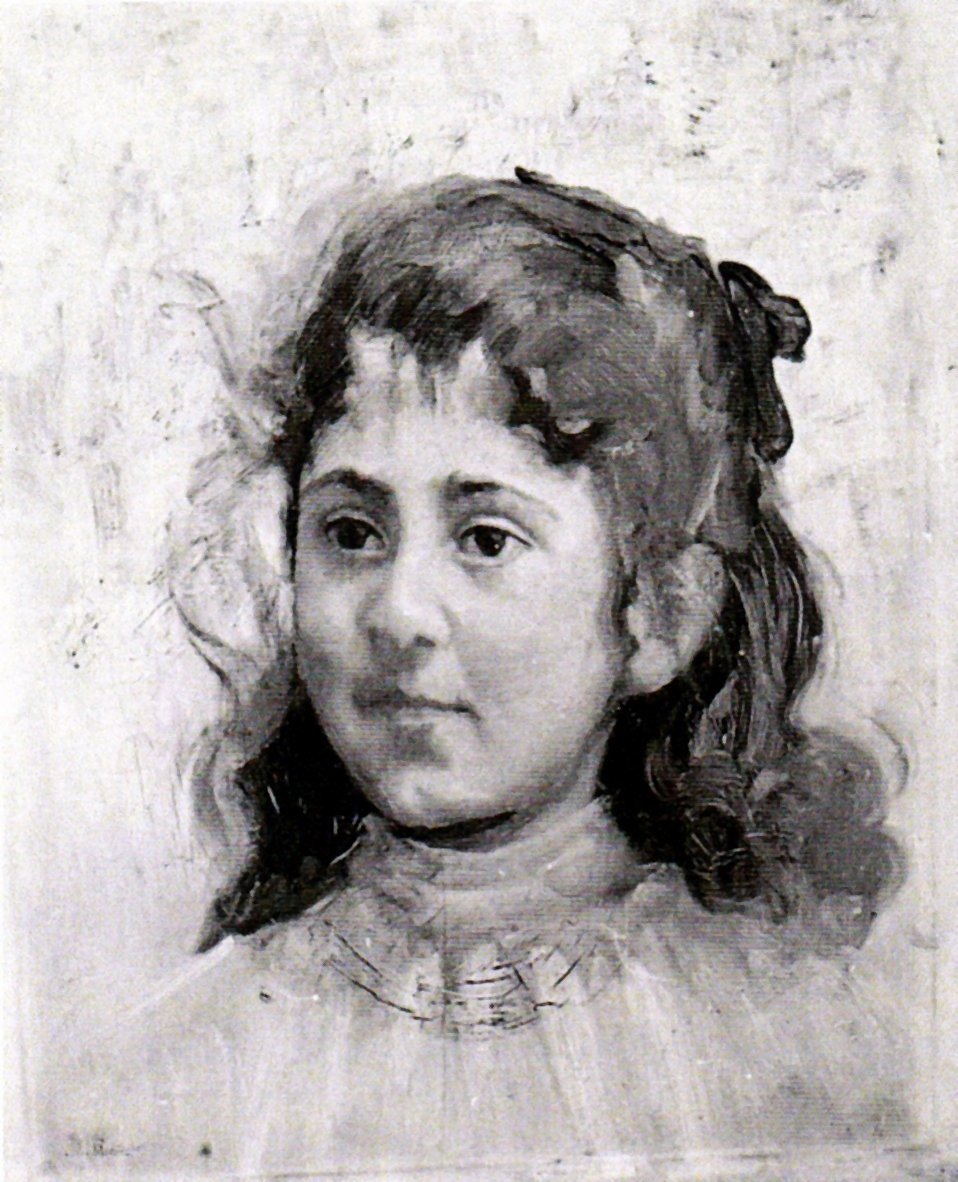
Portret de fată (1)
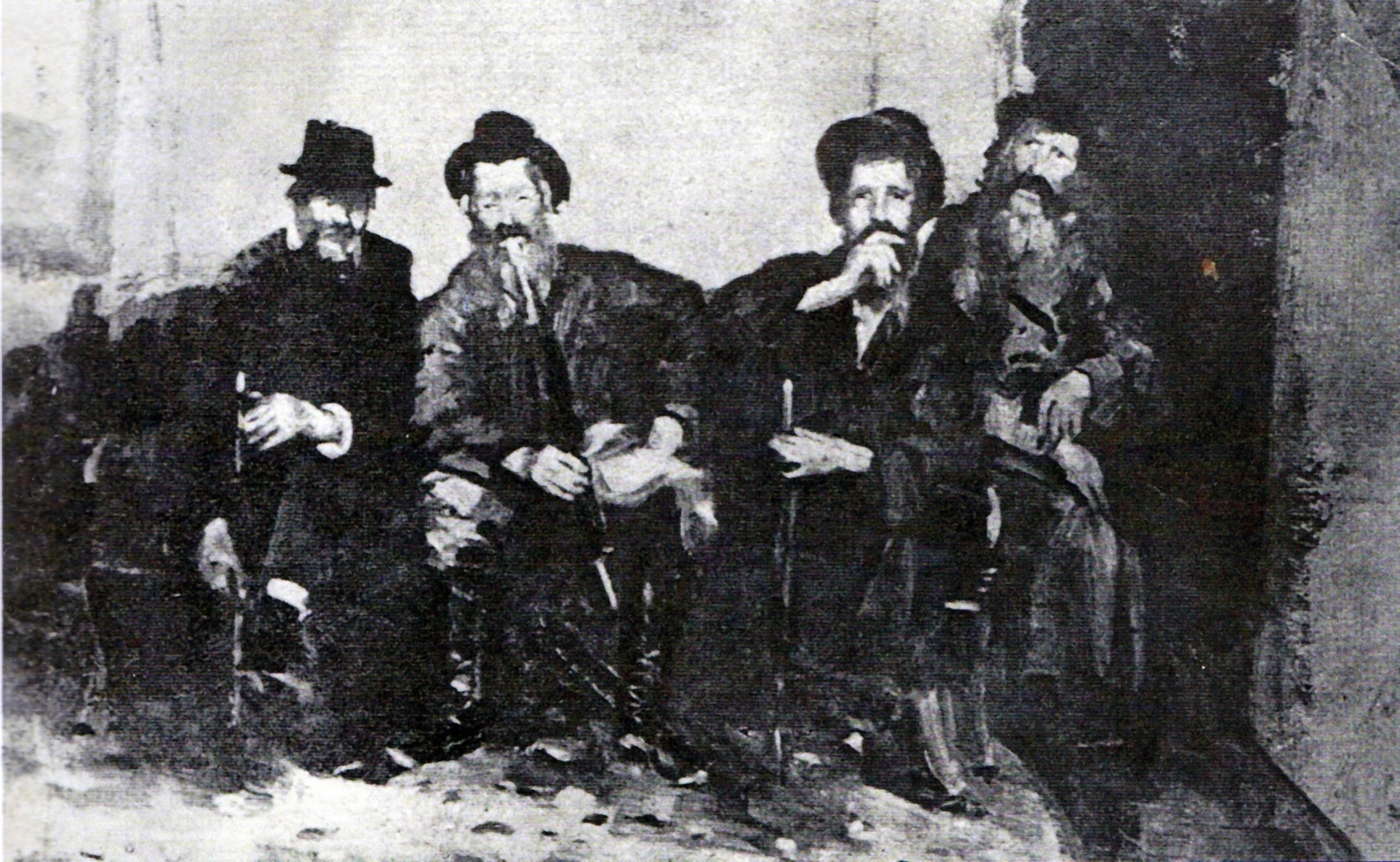
Misiții
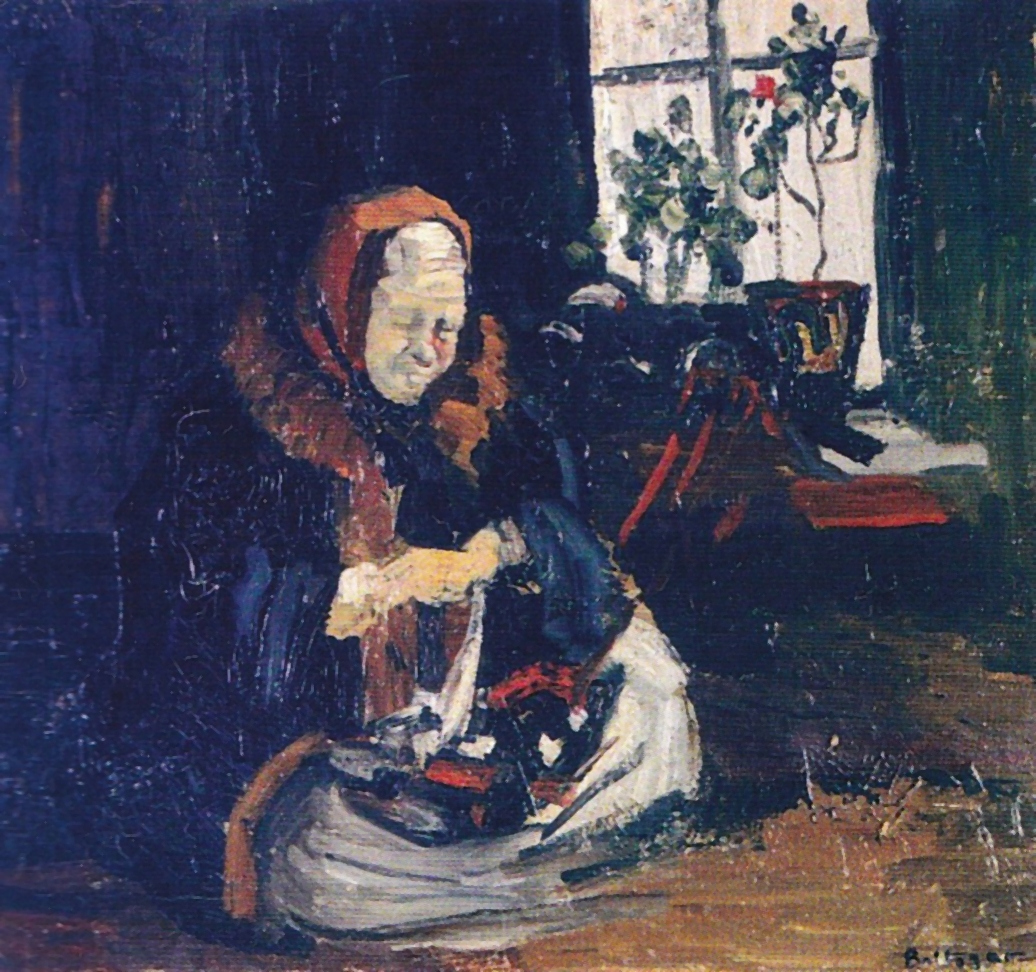
Bătrână cosând
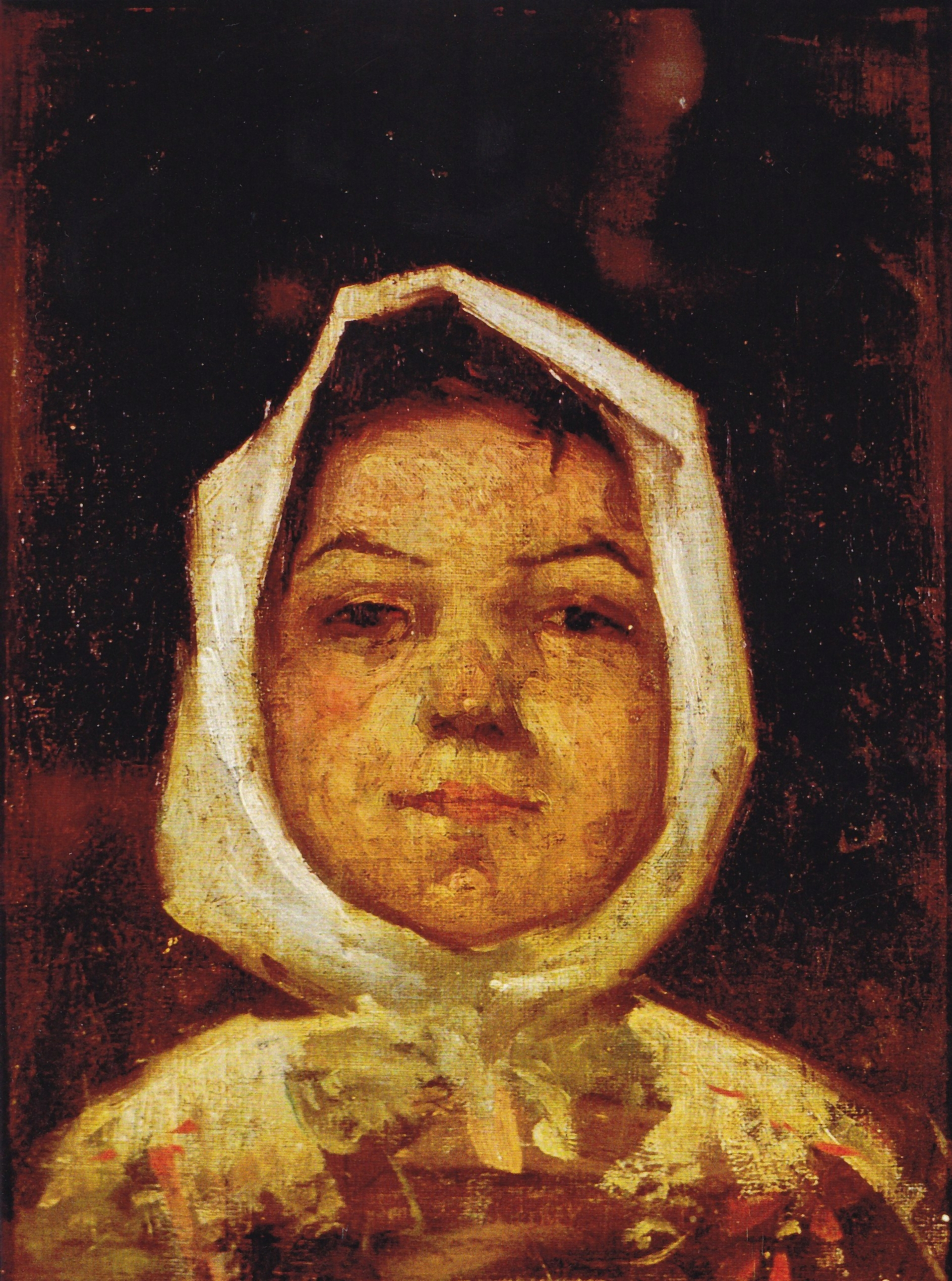
Portret de fată (2)

Calitățile de portretist, dau măsura măestriei pictorului în portretul de grup intitulat Misiții, cunoscut și sub numele de Samsarii. Privind această lucrare, gândul cunoscătorilor într-ale artelor se duce spre marile realizări ale genului din opera lui Rembrandt sau Frans Hals. Dispunerea personajelor este frontală și se observă unitatea lor prin constumație ca membrii ai unei ghilde oarecare. Profesia lor se poate ghici cu ușurință. Și în acest tablou, Apcar Baltazar a optat pentru negru și a zugrăvit o diversitate de caractere ce poate fi citită pe chipurile sondate adânc de către pictor. Lucrarea Misiții a rămas ca unicat în pictura românească și se poate compara doar cu portretele pe care Nicolae Grigorescu le-a făcut unor evrei. Portretul de grup Misiții se remarcă atât prin expresivitate, cât și prin forța de pătrundere a psihologiei umane, precum și mai ales prin mijloacele tehnice pe care Baltazar le-a folosit: desen, culoare și tușă, ele fiind mai laconice și chiar mai sumare decât tehnica lui Grigorescu în opere similare. Cu portretele de grup mai pot fi asimilate și Durus arator și Haimanalele, fiecare din ele fiind în felul ei o inovație. Petru Comarnescu califică lucrarea Misiții ca fiind un studiu remarcabil de psihologie umană și un portret de grup deosebit de plastic și bine închegat ca varietare compozițională. Tabloul Misiții a fost expus cu ocazia expoziției retrospective de la Ateneul Român din anul 1927 și este considerat în critica de artă ca o lucrare de top, în opera lui Apcar Baltazar.

##### Durus arator(Țăranii)
Apcar Baltazar s-a delimitat de opera lui Nicolae Grigorescu, operă care a sedus cu atâta putere pe contemporanii săi. El nu a încercat să abordeze tematica rurală, excepție făcând doar câteva lucrări dintre care se remarcă cu multă vigoare pictura Durus arator (1907), cunoscută și sub numele de Țăranii. Și în această capodoperă, pictorul a avut un mod de abordare cu totul diferit față de emulii lui Grigorescu, ca și față de maestrul însuși.

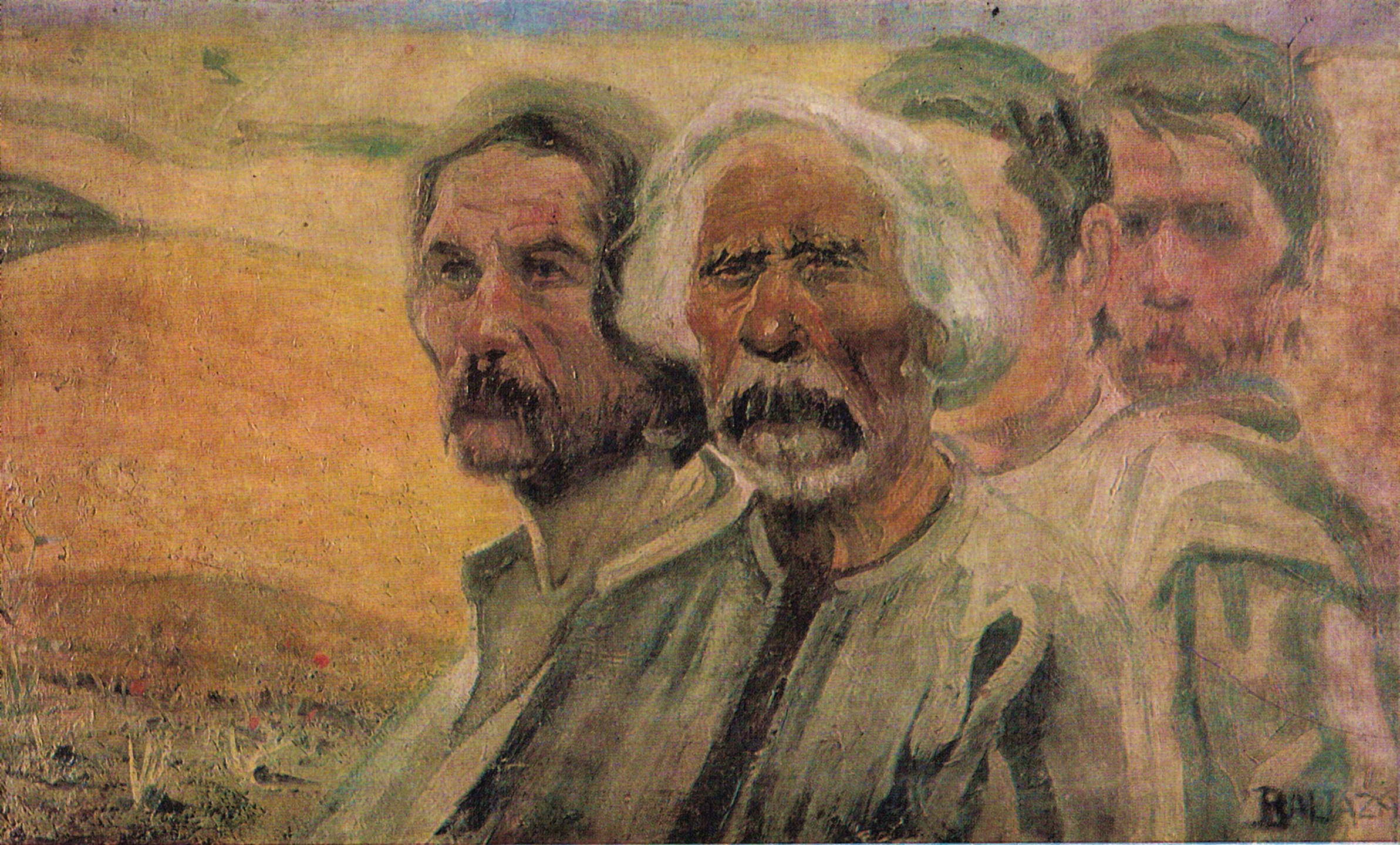
Durus arator - [1907]

Durus arator poate fi asimilat cu portretul de grup și el reprezintă cu siguranță o inovație. Artistul a adus prin acesta un omagiu țărănimii românești, cu toate că el personal nu a avut contacte prea dese cu clasa lor socială. Baltazar nu a pictat țărani, dacă ar fi să nu se țină cont de acuarelele Țărani la căpătâiul unui mort (folosită ca ilustrație a unui volum de Emil Gârleanu) și Țăran cu pipă. Orășean prin excelență, artistul a pictat foarte puține scene din viața satului așa cum sunt lucrările intitulate Întoarcerea de la pășune și Către sat. De altfel, țăranii apar în opera artistului doar în compozițiile istorice sau în cele decorative în care au căpătat un caracter preponderent simbolic: Durus arator, Semănătorul și Odihna.
Durus arator este executat cu originalitate, ca viziune și ca soluție compozițională. Busturile țăranilor sunt pictate în tușe largi, care se impun magistral pe fundalul care închipuiește un ogor stilizat sumar într-o concepție decorativistă, chiar dacă înfățișarea personajelor este tridimensională. Busturile sunt decupate după o tehnică pe care a preluat-o mai târziu și cinematograful, adică de o linie care trece la nivelul pieptului.

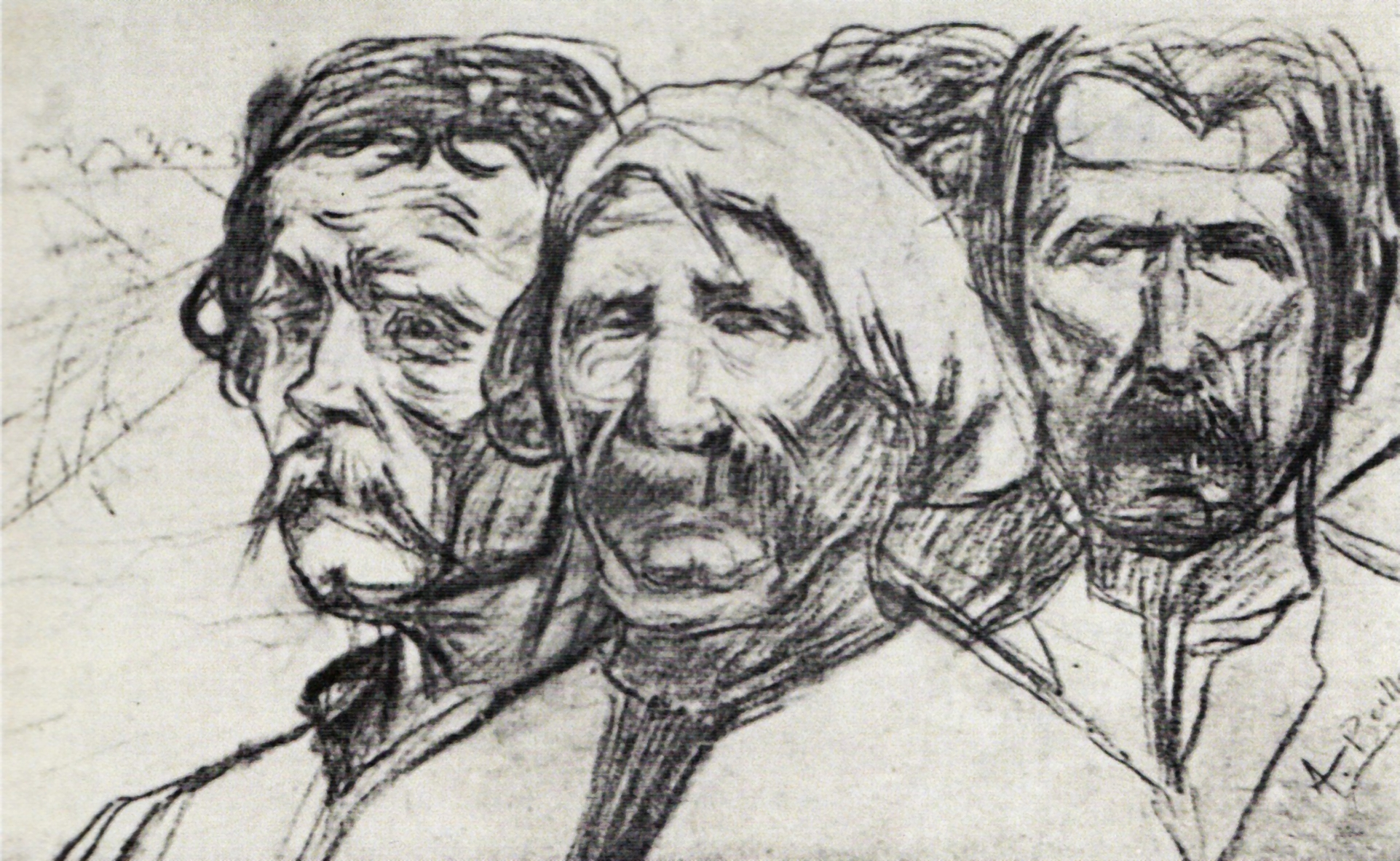
Durus arator - schiță

Tabloul a fost expus pentru prima oară la expoziția Tinerimii artistice din anul 1908 și poate fi considerat o operă care a marcat interesul pictorului față de evenimentele legate de Răscoala țărănească din 1907. Lucrarea înfățișează portretele a patru țărani, în care artistul a repartizat o demnitate și o forță morală cum rareori a fost întâlnită în pictura românească. Țăranii au fost reprezentați într-o atmosferă idilică de Grigorescu, în adevărata lor mizerie de Ion Andreescu și Ștefan Luchian în La împărțirea porumbului și secerați de gloanțe de către Octav Băncilă. Apcar Baltazar a inaugurat pentru prima oară o viziune monumentală în reprezentarea țăranului, viziune care mai apoi a fost preluată și de către alți pictori precum Șirato, Iser, Theodorescu-Sion și Camil Ressu.
Pentru toți artiștii care au urmat calea lui Apcar Baltazar, țăranul a câștigat statutul de emanicipare în planul demnității. Din momentul marcat de Durus arator, țăranul nu a mai exprimat milă, nu a mai avut atitudini umilitoare și s-a afirmat în tematica rurală plin de încredere în propriile forțe și plin de vigoare.

##### Haimanalele

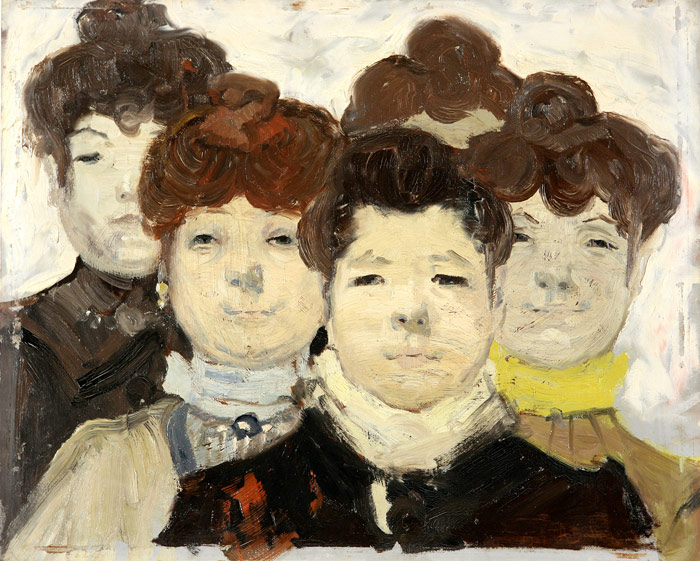
Haimanalele [1907]

Într-o manieră asemănătoare realizării compoziției Durus arator a fost pictată și lucrarea intitulată Haimanalele. Imaginea a fost creată în anul 1907 în chip novator, urmărind linia decorativismului. În cazul Haimanalelor fundalul a fost redus la maximum posibil și sugestia spațiului pe care a făcut-o artistul în Durus arator, executat cu planuri derulate în perspectivă, a dispărut cu desăvârșire. Imaginea a devenit astfel plină de chipurile mândre ale celor patru femei, a cincea din ele fiind sugerată de o parte a frunții și a coafurii. Într-o dorință de exprimare tipic decorativistă, chipurile acoperă practic întreaga suprafață a cartonului. Similar picturii Durus arator, el nu a eliminat cu desăvârșire nici în această pictură reprezentarea volumelor și au mai rămas elemente care nu au fost reduse la bidimensionalism.
Titlul acestui portret de grup are un tâlc ușor ironic, lucrarea făcând parte din tematica mahalalelor, care s-a vrut a fi o reacție la kitsch-ul care a caracterizat societatea pe mai toate palierele vieții și ale creației artistice la începutul secolului al XX-lea. Cele cinci chipuri durdulii ca niște „Boules de suif” au reprezentat pentru Apcar Baltazar un motiv de ironie și umor.
Haimanalele, aflat astăzi la Muzeul Național de Artă din București, este de fapt un studiu psihologic care nu poate avea acest titlu, pentru că cele cinci personaje feminine bine hrănite, deloc fericite, cu fețele puhave, înfășurate la gât cu fulare și pieptănate cu coc, par a fi personaje zugrăvite de către Toulouse Lautrec.
Tabloul a fost expus la expoziția Franța văzută de pictori români din anul 1945, organizată sub auspiciile Asociației Amicii Franței de către Muzeul Toma Stelian. Lucrarea a mai fost expusă la Galeria Dialog în anul 2009, cu ocazia expoziției omagiale Apcar Baltazar și a împlinirii a 100 de ani de la decesul artistului.

#### Peisagistică
| Apcar Baltazar              | Ștefan Luchian           |
| --------------------------- | ------------------------ |
|                             |                          |
| Colț de grădină - foto(a/n) | Colț din strada Povernei |

Pictura lui Apcar Baltazar este caracterizată de o desconsiderare a preciziei, de o nerespectare a realității obiectelor, de o mai puțină finisare a detaliului și în general de o neglijare accentuată a formei. El a împins mult mai departe acreditarea non-finitului decât au făcut-o în operele lor Nicolae Grigorescu, Ștefan Luchian sau Ion Andreescu. Creațiile sale sunt îndeobște foarte sumare și aspectul de schiță transpare în mai toate peisajele pe care le-a realizat. De aceleași elemente definitorii sunt caracterizate și picturile de gen, excepție făcând doar proiectele de artă decorativă unde linia se impune cu o precizie remarcabilă.
În peisajele pe care le-a făcut, linia nu are niciun rol, ca și în scenele de gen unde forma se evidențiază mai mult sau mai puțin limpede datorită tușelor de culoare trasate cu dezinvoltură. Ca exemplu se pot analiza compozițiile Colț de grădină a lui Apcar Baltazar și Colț din strada Povernei a lui Luchian. Ambele au ca motiv curțile propriilor locuințe și au ca element comun sentimentul de bucurie dintr-o zi de vară. Ambele picturi impresionează prin abundența vegetației și a alternațelor de lumini și umbre ale vegetației. În timp ce în lucrarea lui Luchian se poate observa o construcție mai articulată a compoziției, Baltazar a redat o natură aparent turmentată de un pitoresc, străin de rigorile necesare unei compoziții. În mod evident Luchian era pe calea depășirii principiilor estetice caracteristice impresionismului, în timp de Baltazar înfățișa cu voluptate primele impresii, creând astfel cu spontaneitate și sinceritate o imagine plastică deosebită.

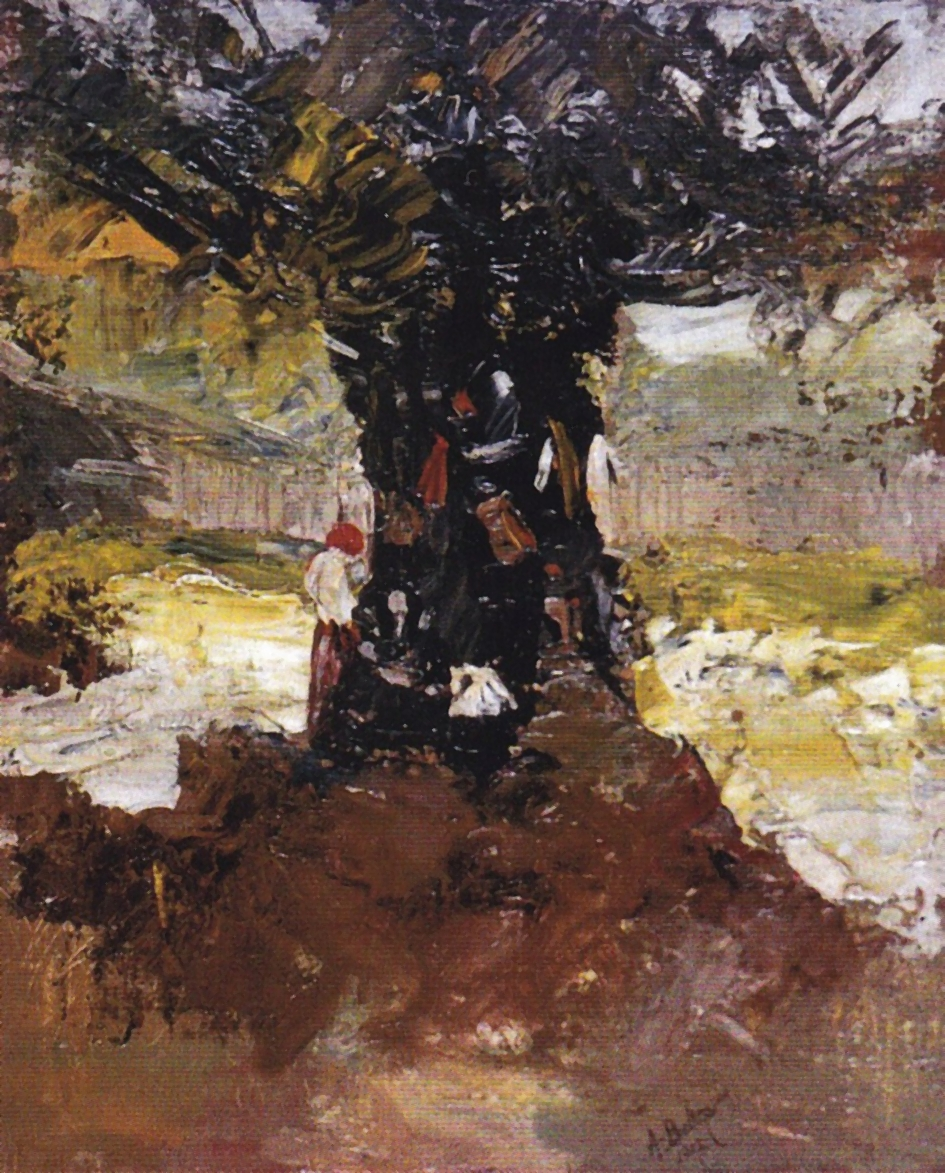
La marginea apei
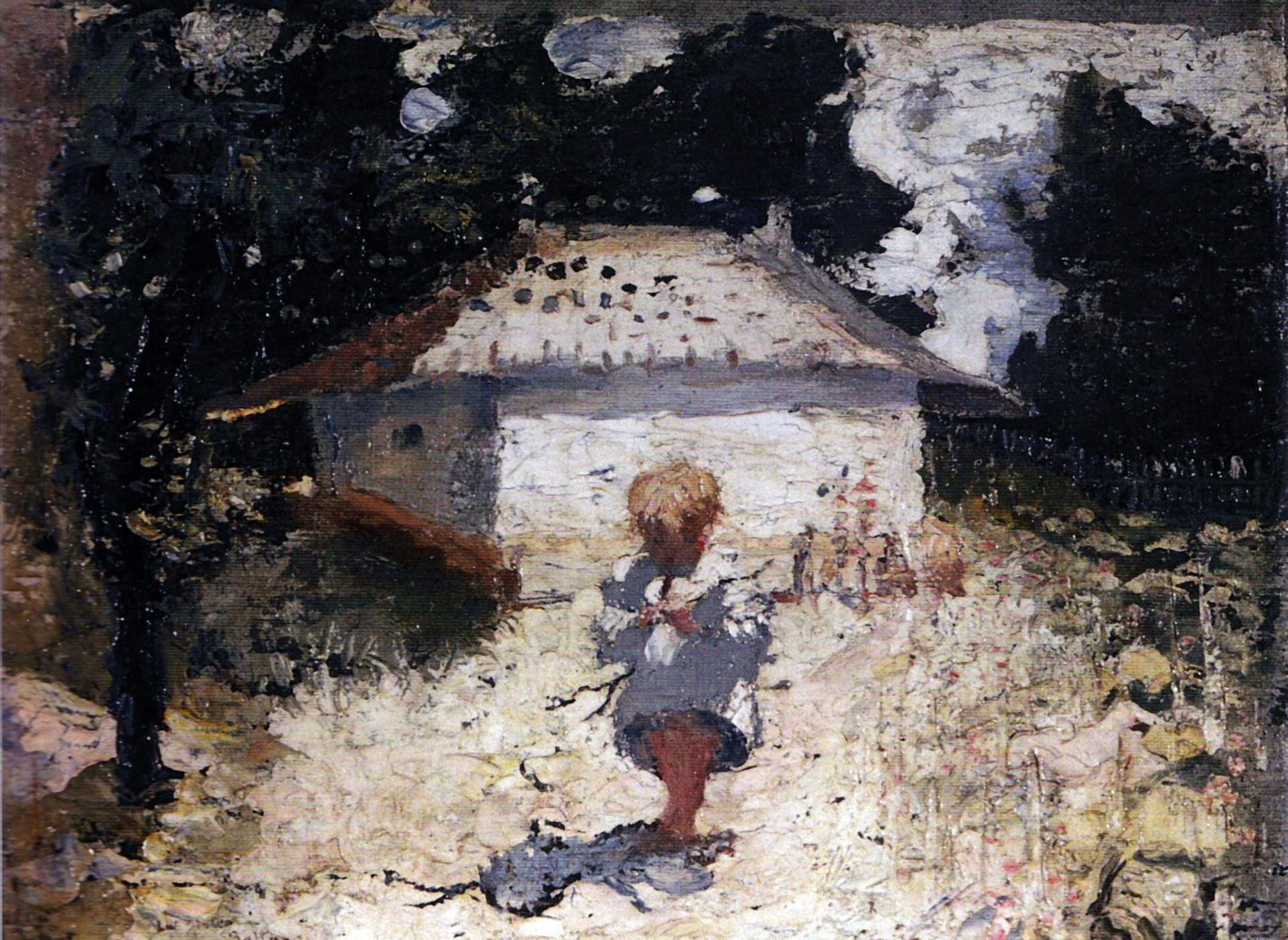
Copil în soare
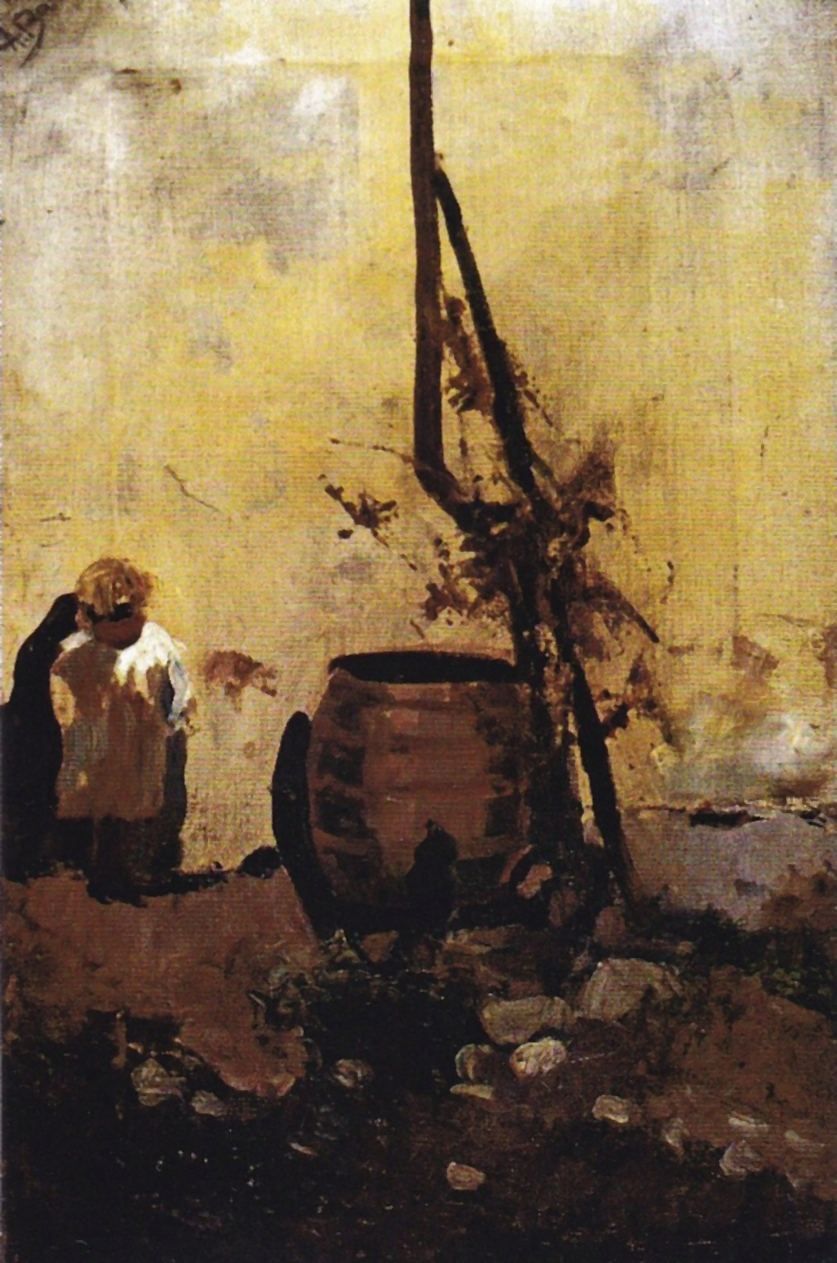
Copil la fântână
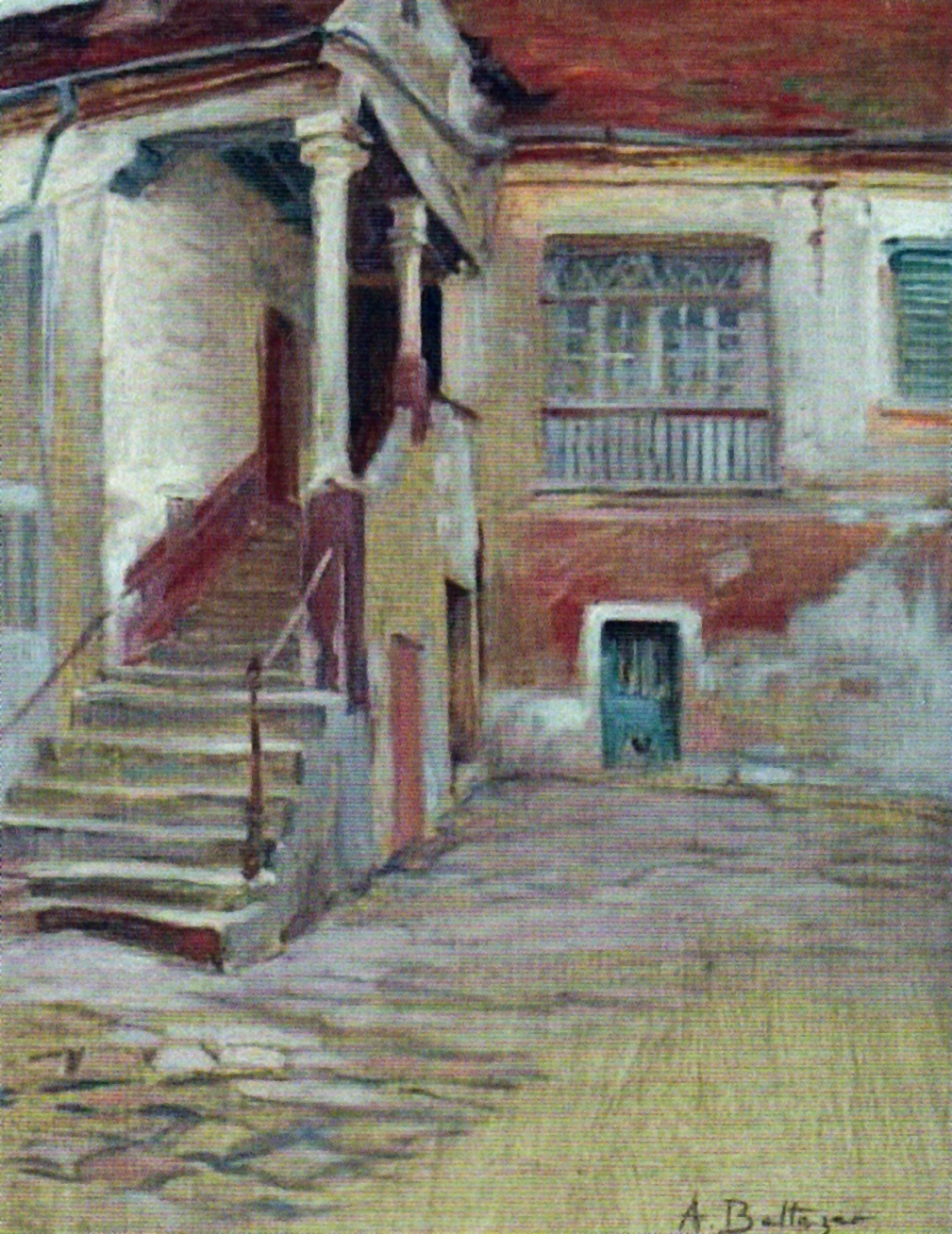
Curte interioară
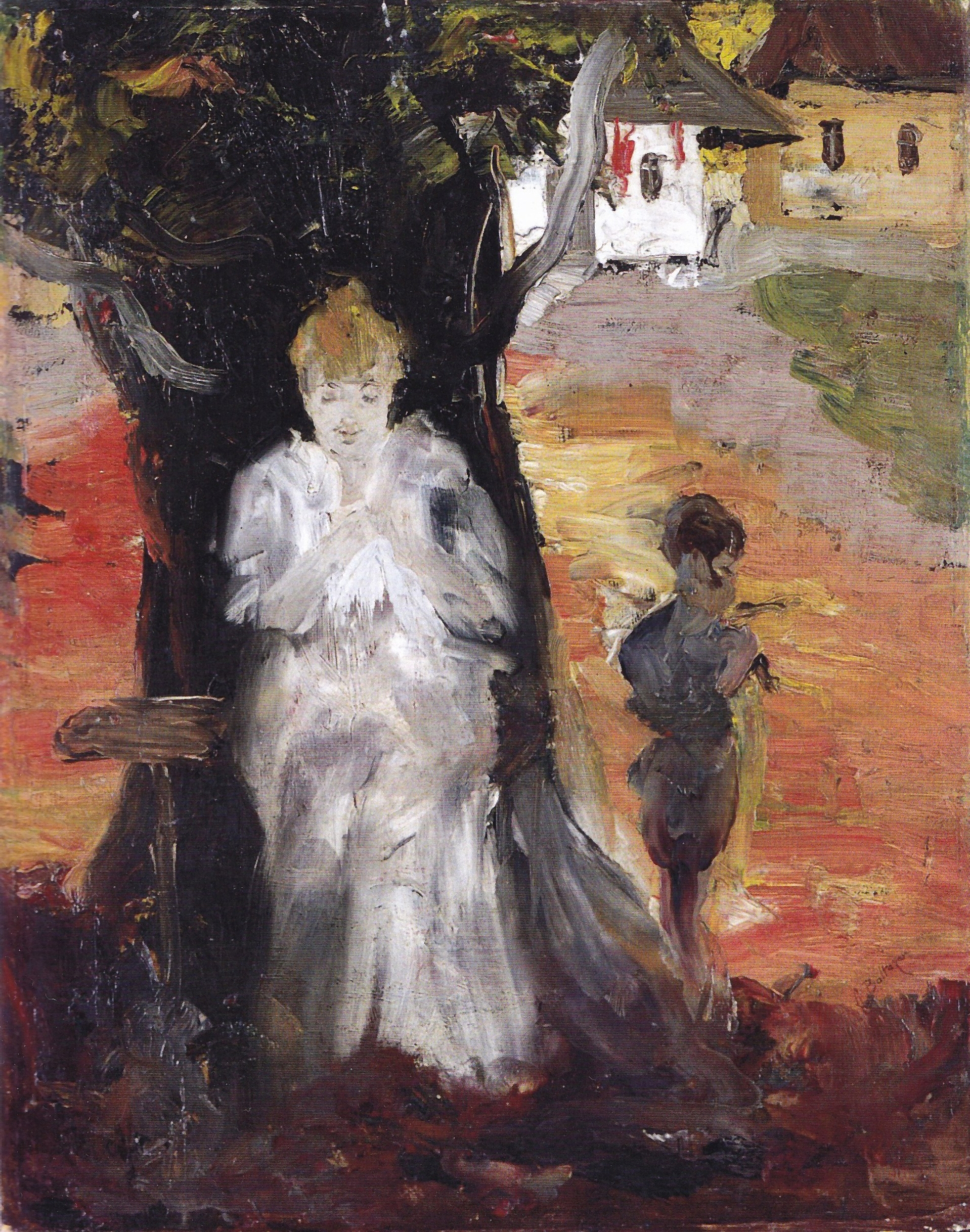
Femeie croșetând
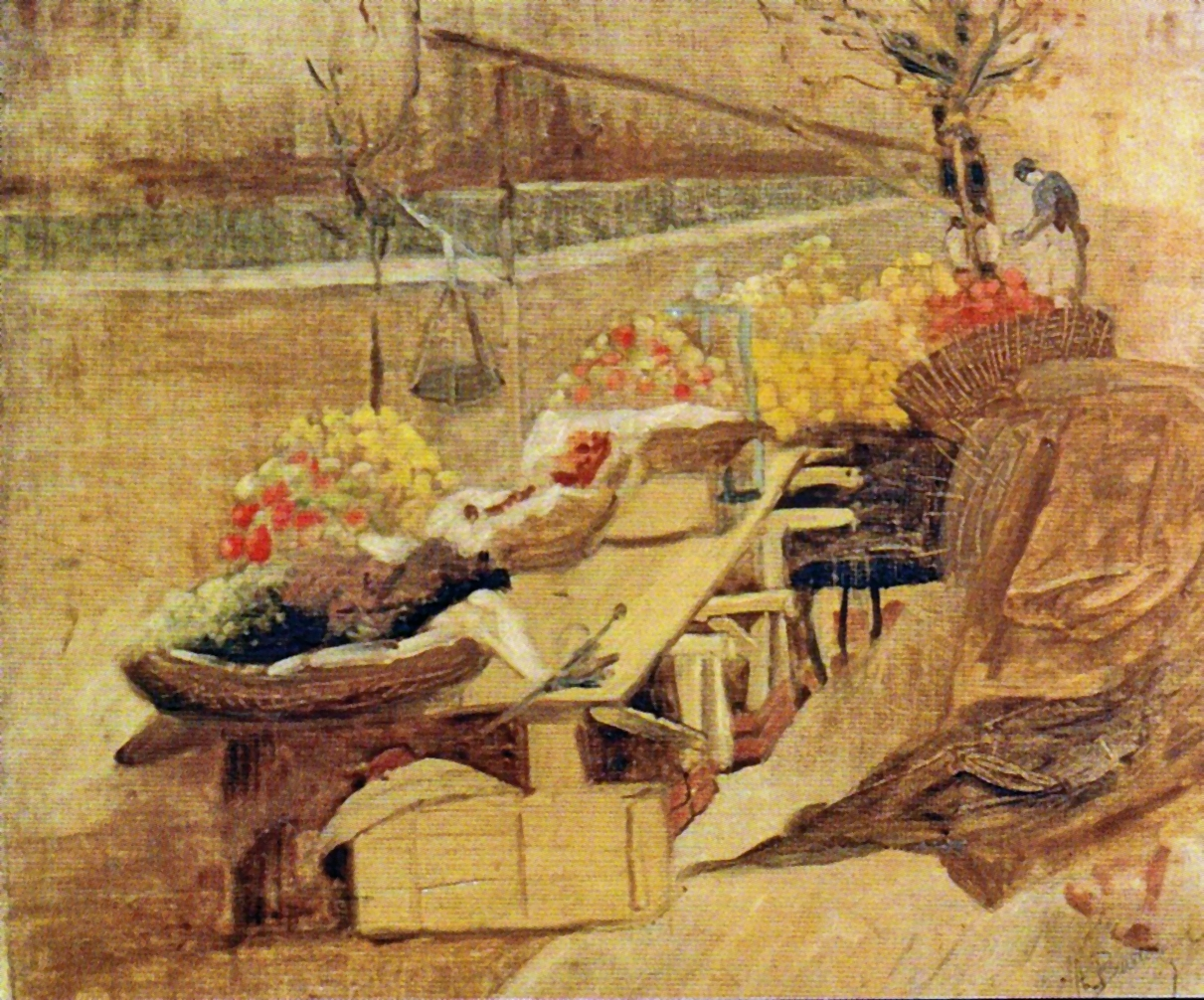
În piața Sfântul Anton

Peisajul Colț de grădină este considerat de specialiștii în critică de artă drept cel mai impresionist tablou pictat de către Apcar Baltazar. Dacă se poate admite că ar exista un impresionism de sorginte românească, eliminând pe de o parte unele elemente constitutive obligatorii ale acestui curent, Apcar Baltazar poate fi considerat unul din protagoniștii acestuia, în România. Artistul a realizat mai multe peisaje, unele având chiar unul sau mai multe personaje ca în La portiță, Copil la fântână, La marginea apei, Copil în soare, Către sat, Curtea, Femeie croșetând, În piața Sfântul Anton, La Obor, La sârbi, La târguit etc. În toate acestea, artistul a reprezentat sugestia mișcării folosind o tehnică liberă, reușind compoziția nu numai prin raporturile dintre formă și atmosferă, ci a înfățișat senzația de răcoare și căldură raportată la orele zilei. Alături de Nicolae Vermont, Arthur Verona și Ștefan Luchian, Apcar Baltazar s-a plasat în acest mod în grupul primului val de impresioniști din România, prin abordarea de procedee cum ar fi colorarea umbrelor și prin unele tentative de divizare a tonului și de fragmentare a tușei. După cei patru pictori enumerați mai înainte, a venit grupul consacraților, al celor mai consecvenți adepți ai impresionismului românesc: Jean Steriadi, Nicolae Dărăscu, Samuel Mützner și Lucian Grigorescu.

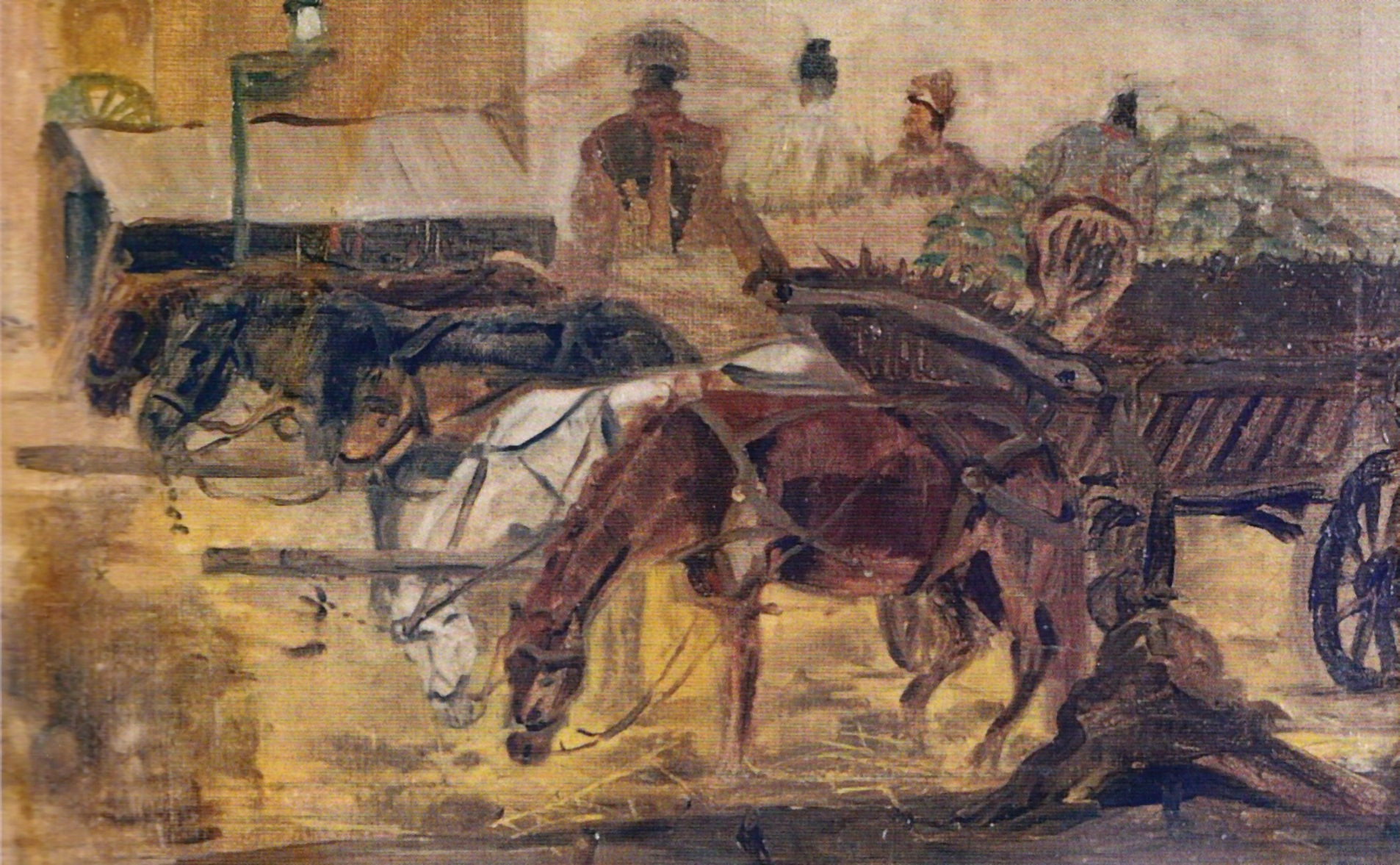
La Obor
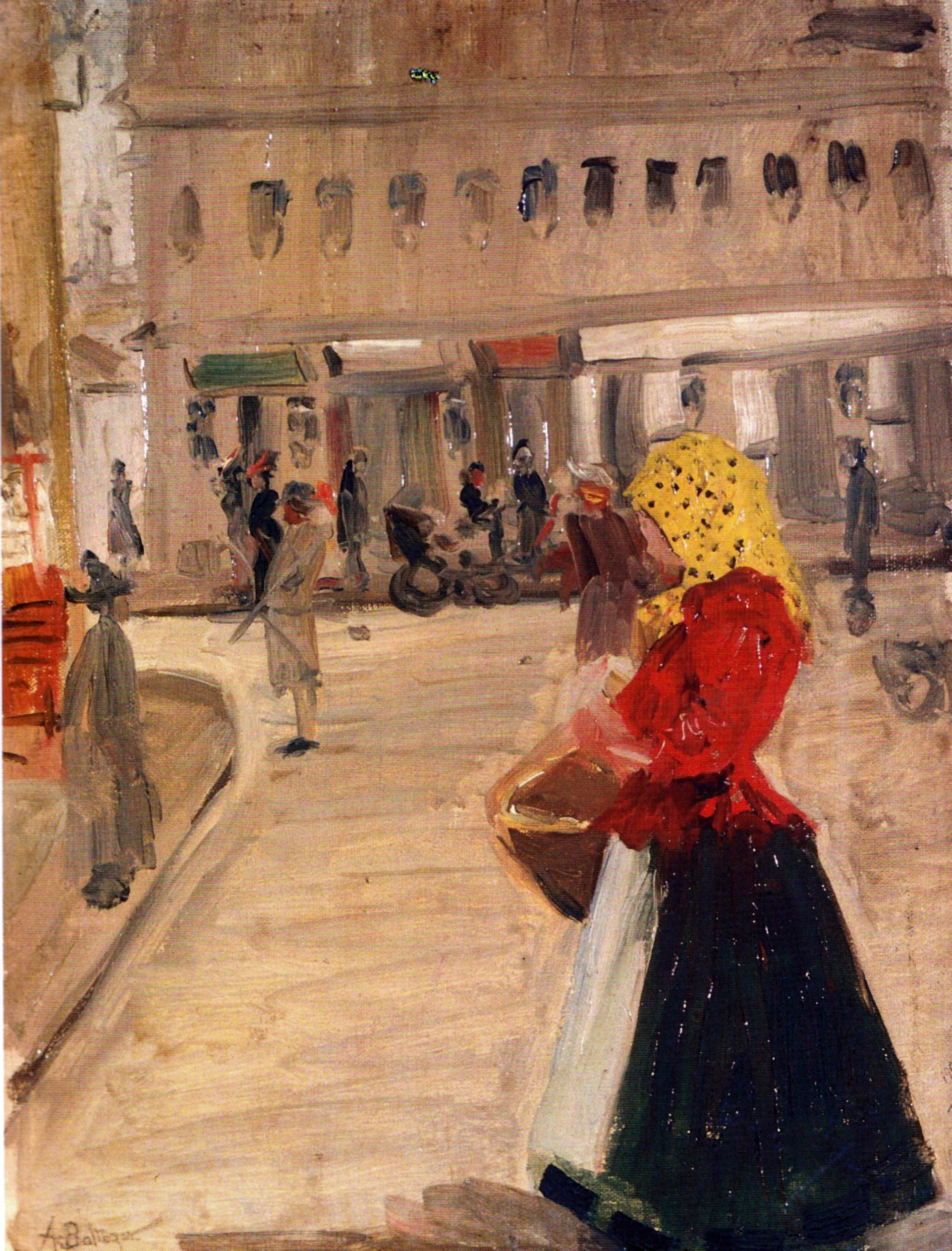
La târguit
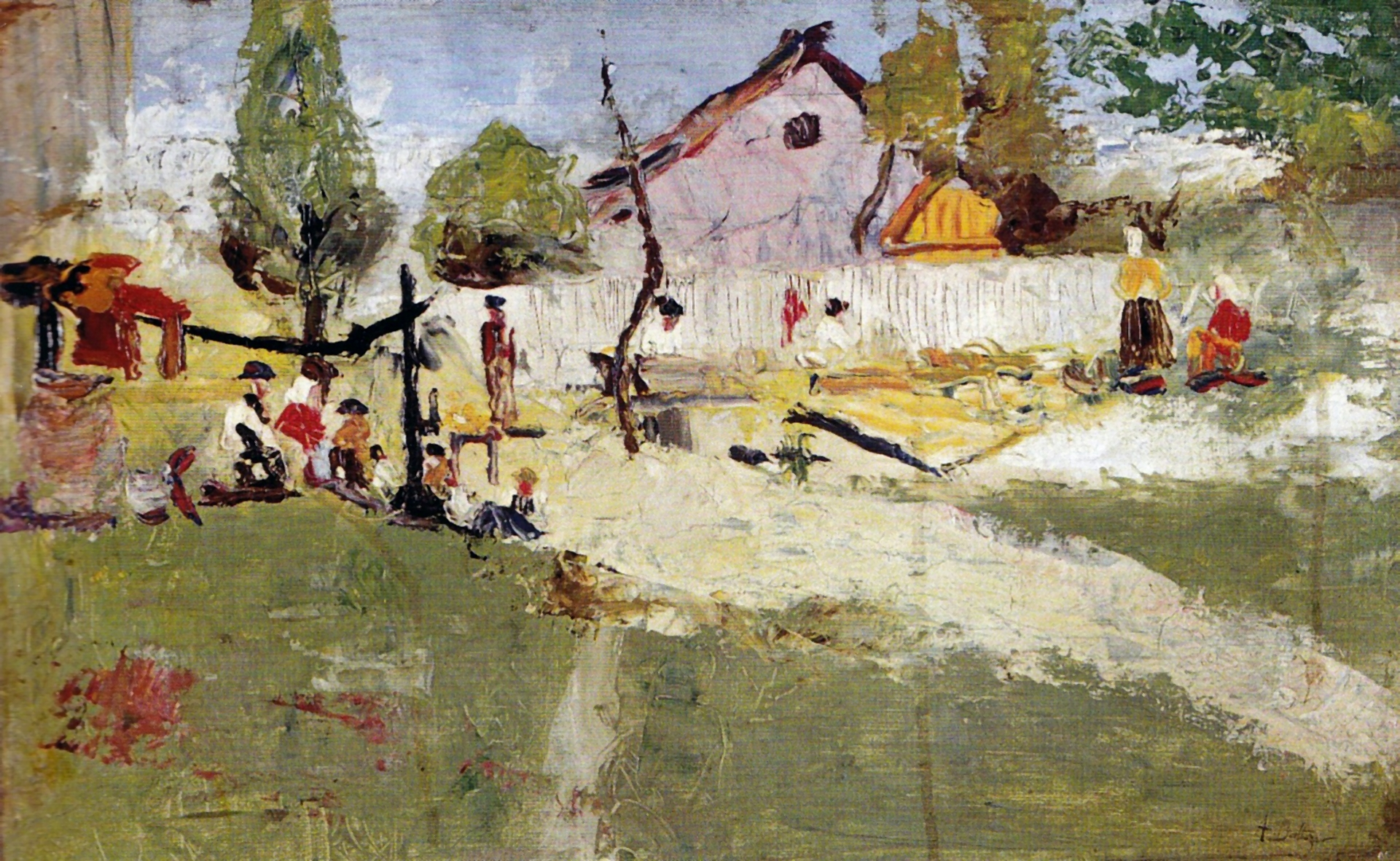
La Herăstrău
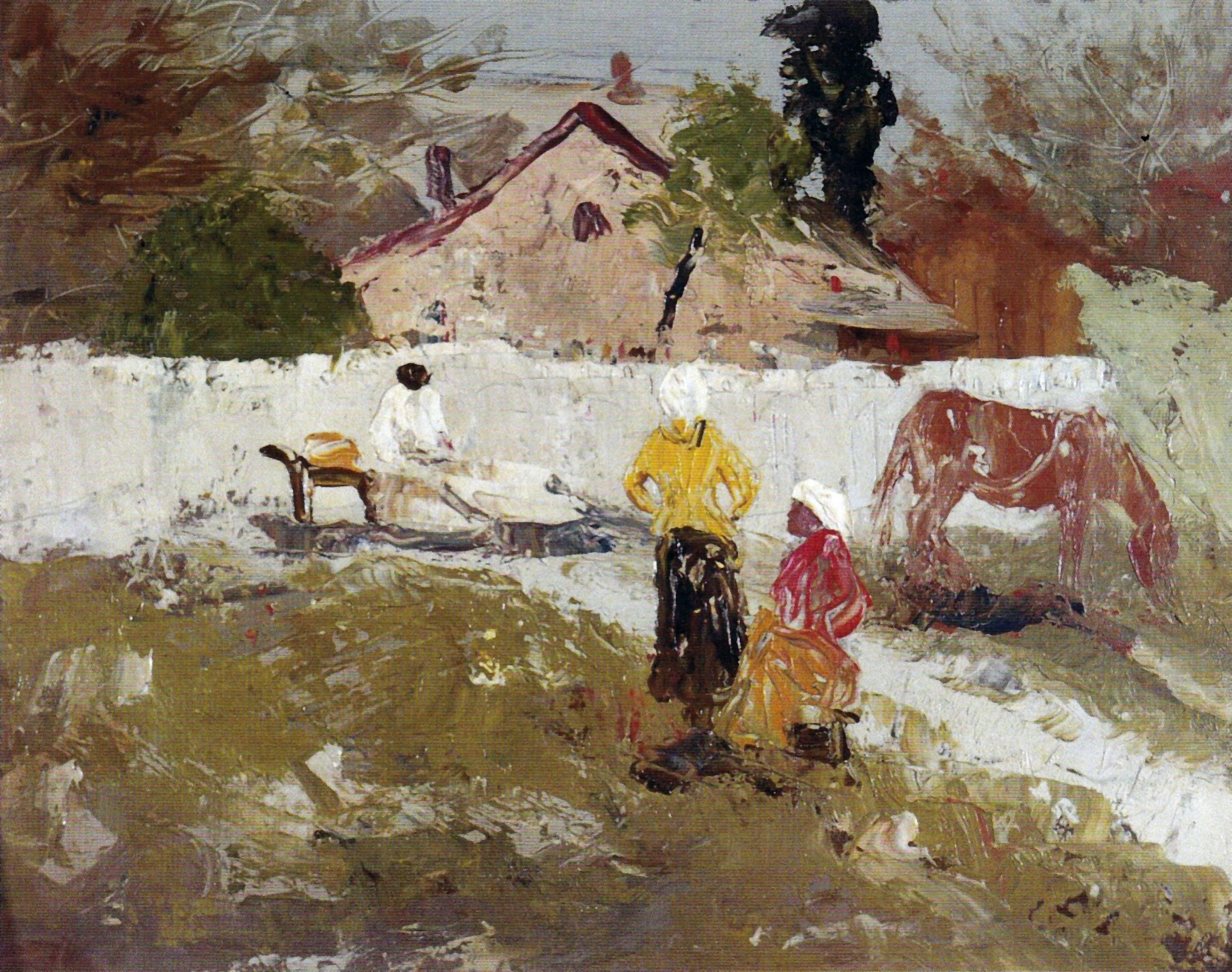
Peisaj
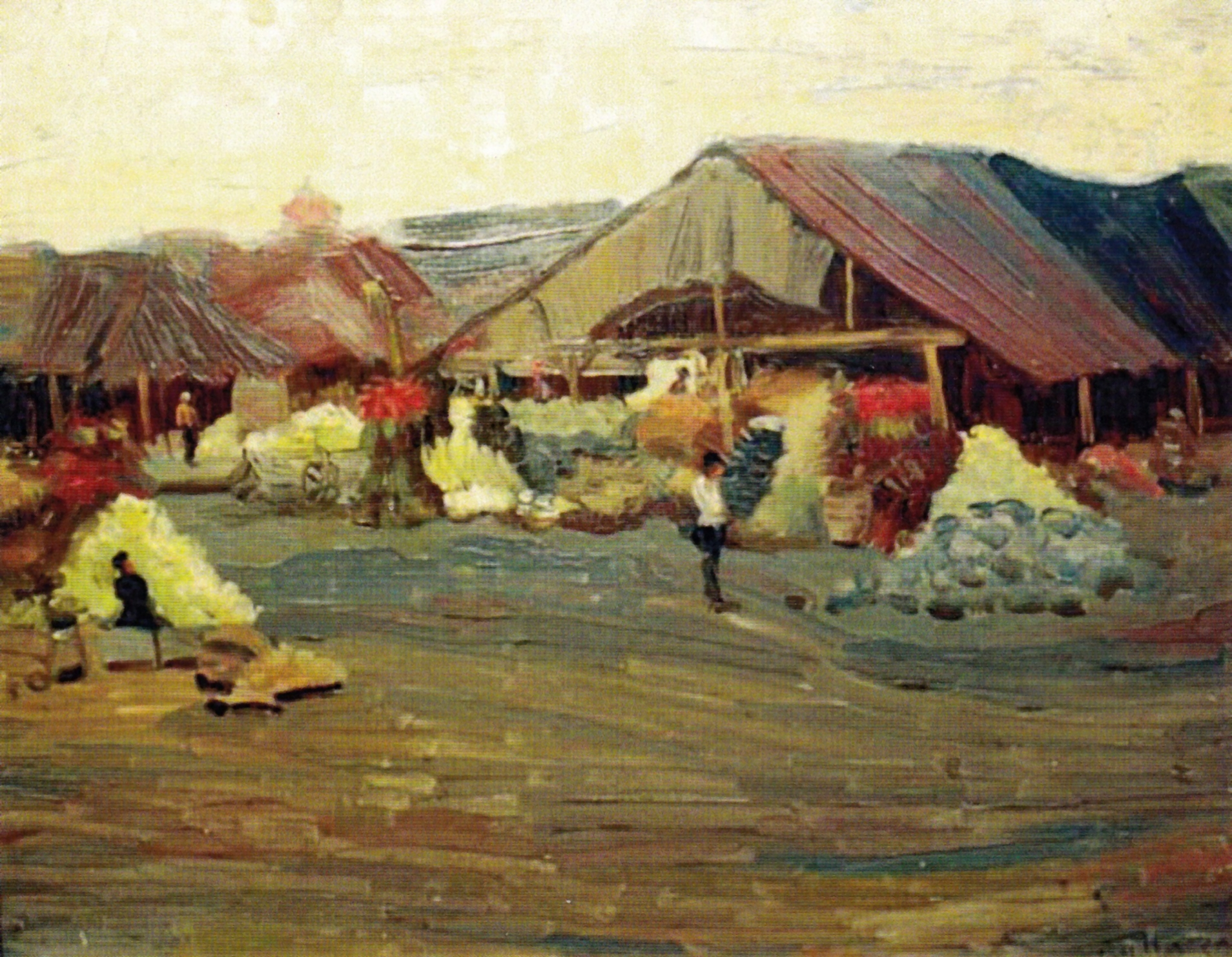
Piața Sfântul Anton

În toată cariera sa artistică pictorul a realizat o mulțime de peisaje, pornind de la cele de început de carieră cum au fost cele intitulate Mănăstirea Bistrița și Mănăstirea Căldărușani. Cele mai reușite au fost cele din ultimii săi ani de viață. Maniera impresionistă în abordarea peisajelor a fost folosită de către Apcar Baltazar și în lucrările în care a zugrăvit personajele sale din mahalalele bucureștene, cu atât mai mult cu cât a folosit peisajul drept cadru în care libertatea tușei și atmosfera luminoasă au adus valențele binecunoscute curentului. Armoniile pe care s-a bazat artistul sunt când pline de exuberanță și vervă, când sobre, în funcție de subiectele alese.

##### La sârbi

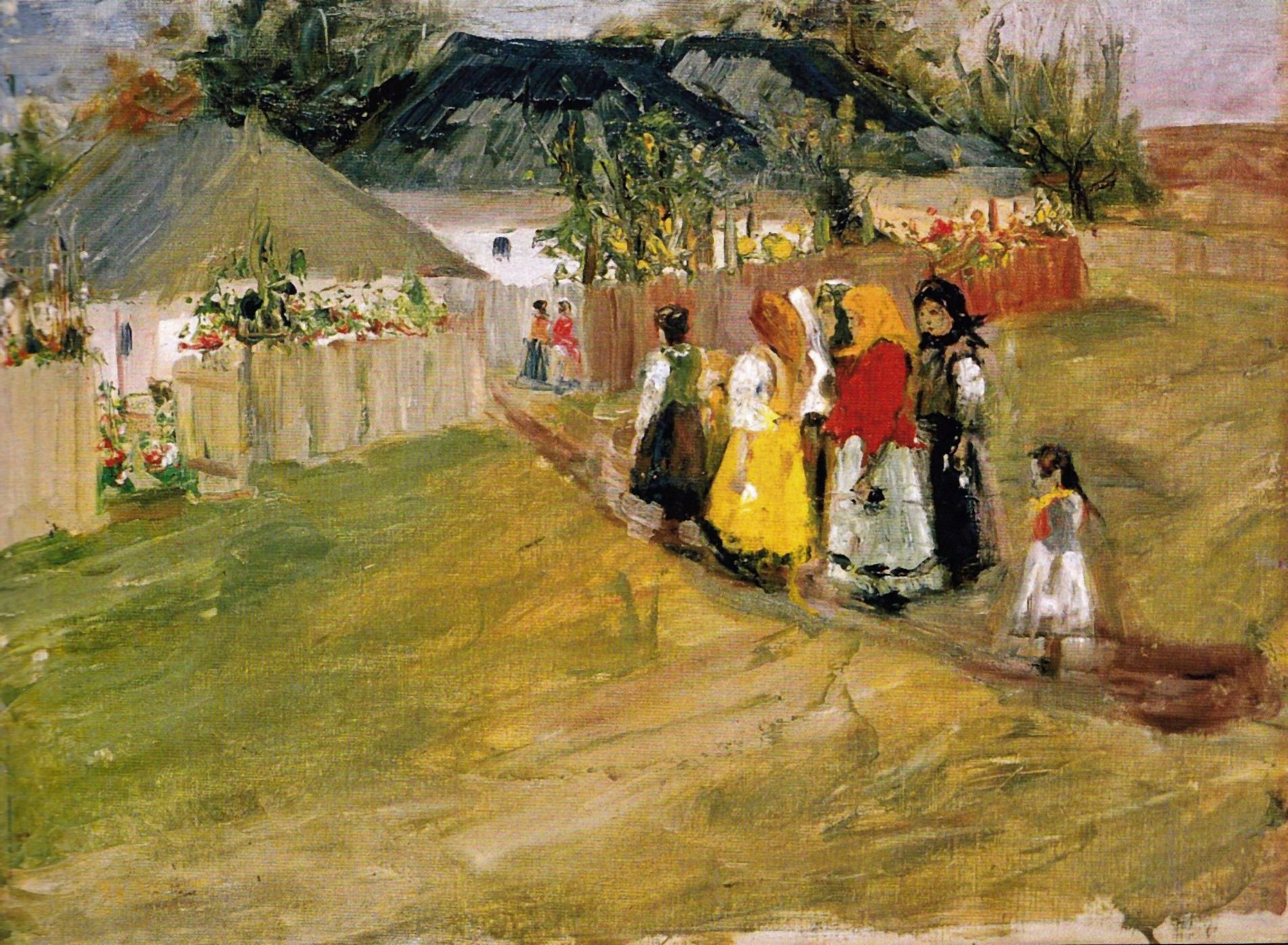
La sârbi

Unul dintre cele mai strălucitoare peisaje pe care le-a realizat Apcar Baltazar este cel intitulat La sârbi. Pictura a fost expusă în anul 1909 la expoziția organizată de către Tinerimea artistică și a purtat numele de În zi de sărbătoare. Lucrarea se află astăzi la Muzeul Zambaccian din București. Imaginea a avut ca model de inspirație un peisaj aflat la marginea orașului, unde locuiau cultivatorii de zarzavaturi cunoscuți sub numele de sârbi. În tablou este înfățișat un grup de femei precedate de o fetiță și urmate de un prichindel de fată. Ele se deplasează spre o ulicioară aflată între casele cu garduri de uluci și cu acoperișuri de stuf negricios. În spatele caselor se întrevăd pomi, ca și pe fundalul ghicit al grădinilor de zarzavat.
Tabloul atrage prin frăgezimea coloritului plin de voiciune și vibrația atmosferei. Tenta de mișcare dată de grupul de femei, câmpul verde-gălbior, florile care apar în zăplazurile cenușii, cafenii și albicioase – având o transparență de acuarelă, se armonizează în lumina plină strălucind ca smalțul. Remarcabile sunt straiele femeilor compuse din fuste albăstrii, bluze verzi și roșii – unele de culoarea pucioasei, precum și tulpanele negre, vișinii sau portocalii. Totul pare un cântec în veselia verii și a naturii. Prin faptul că figurile femeilor nu sunt concret construite, această pictură pare să aibă un caracter de schiță spontană, aerată și plină de grație.

#### Tematica mahalalelor
Maniera impresionistă se face prezentă în opera lui Apcar Baltzar și la renumitele sale personaje din mahalaua bucureșteană. Pictorul a executat aceste compoziții cu aceeași libertate a penelului și cu aceeași atmosferă plină de lumină specifică esteticii impresionismului.

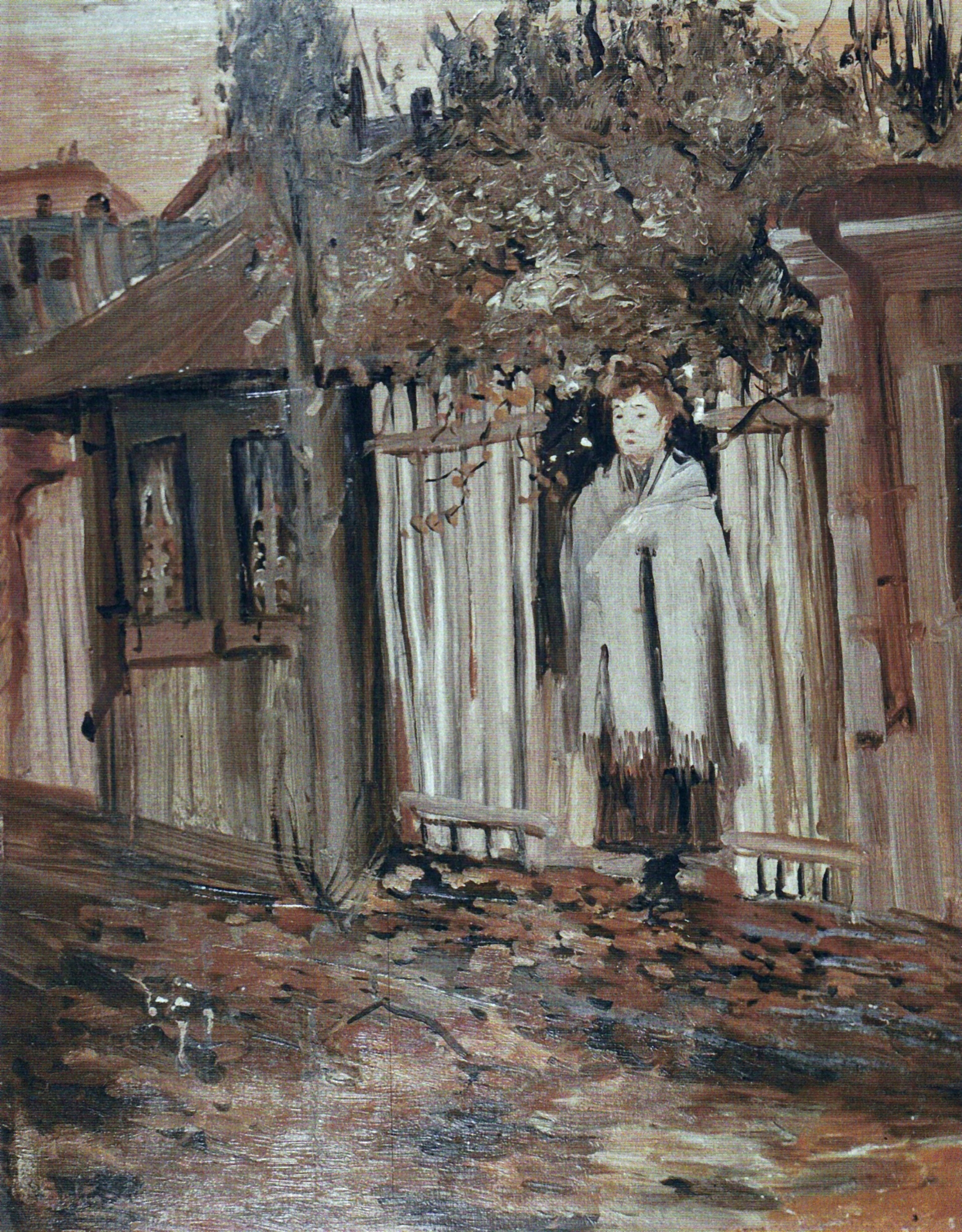
Muza mahalalei

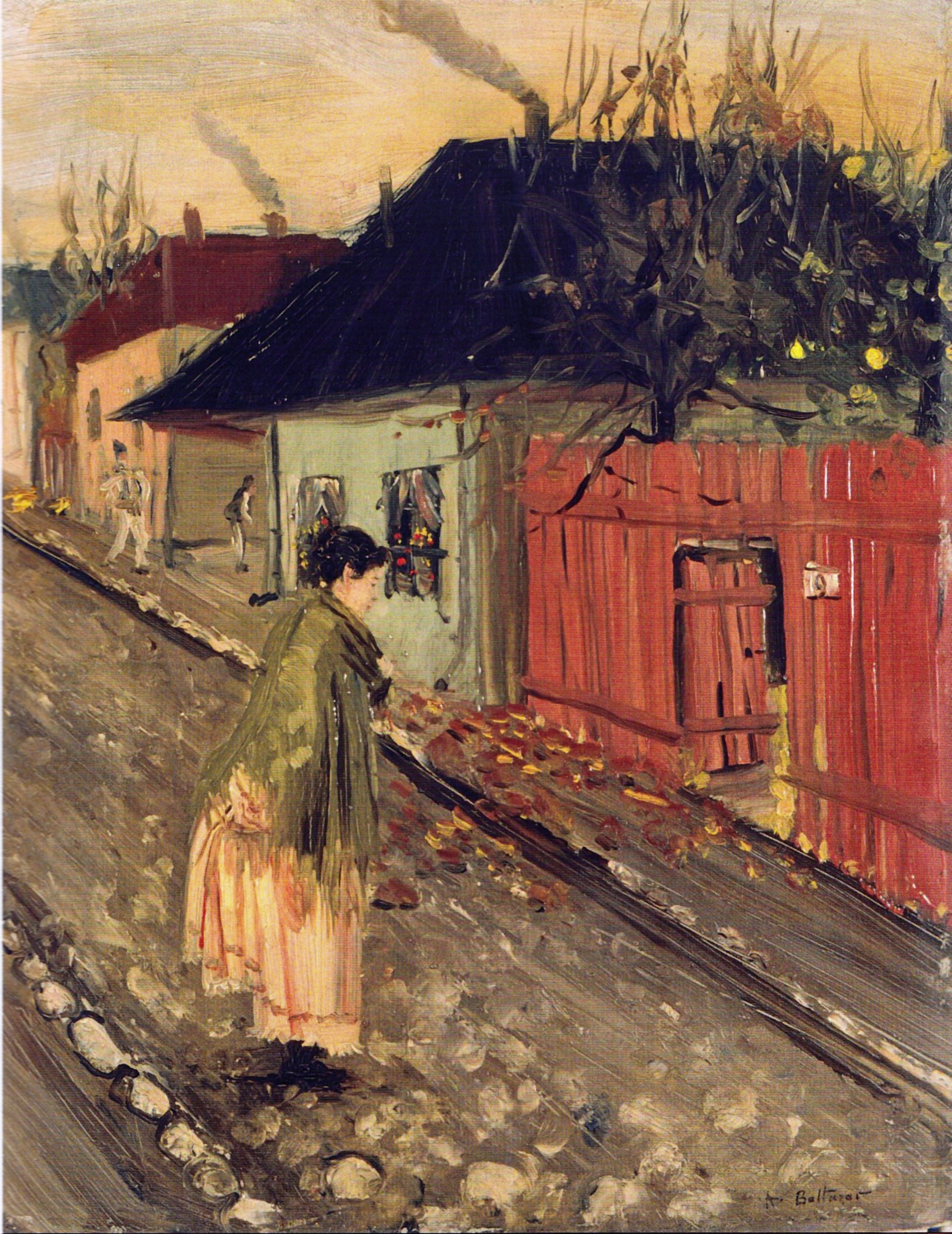
Pân' la madam Popescu

Ca și la Ștefan Luchian în lucrările sale Birt fără mușterii, Alecu Literatu și Vezi tu, Stane, vine iarna, picturile realizate din tematica mahalalelor sunt lipsite de intenția literaturizantă. Interesul lui Baltazar pentru categoria femeilor din această categorie socială de la marginile Bucureștiului nu a avut precedent până atunci în pictura românească. În literatură, apăruse în schimb Ion Luca Caragiale. Titlurile puse de artist tablourilor pe care le-a făcut – ca Pân' la madam Popescu, Muza mahalalei și Madam Ionescu cu cățelul, fac ca realizările lui în acest domeniu să poată fi catalogate ca influențe din partea marelui autor satiric român. Personajele înfățișate sunt apropiate moftangioaicelor și suratelor Mițe și Zițe, create în dramaturgie de I.L. Caragiale. Nici măcar sentimentul cu care pictorul a atacat astfel de subiecte, nu diferă de marele dramaturg. La o privire sumară asupra acestor pânze, se poate observa ironia fină care reiese din compoziții și care se îmbină cu indulgență cu tarele umane printr-o nedisimulată simpatie.
Pictura de gen practicată de Apcar Baltazar este îndreptată atât spre caracterele pozitive ale vieții, cât și spre cele negative, cele din urmă fiind satirizate cu multă candoare. A zugrăvit în acest sens o serie de peisaje urbane bucureștene - Flori în Piața Sfântul Anton, Vânzătoare de pânzeturi în Bazaca, La obor (aflat la Galeria Națională) etc. El a prezentat mahalaua în toate ipostazele ei: sub zăpadă (vezi Pe uliță cunoscut și ca Efect de iarnă), sub soare (vezi La soare) sau sub imperiala dominație a naturii (vezi Colț de grădină).
Atmosfera mahalalelor a fost binecunoscută de către Apcar Baltazar, care s-a și născut în acest univers geografic. Scenele pictate sunt luate din mahalaua Silvestrului, unde s-a născut, iar personajele îi erau probabil vecine sau rude. Lucrările nu prezinta vreo critică socială sau morală atent gândită, cel mult se poate observa o critică la nivel estetic și nu a moravurilor, ci una a gustului. Se știe de altfel că lumea mahalalelor nu a excelat prin bun gust și în acest mediu s-a dezvoltat cu predilecție fenomenul kitsch-ului.

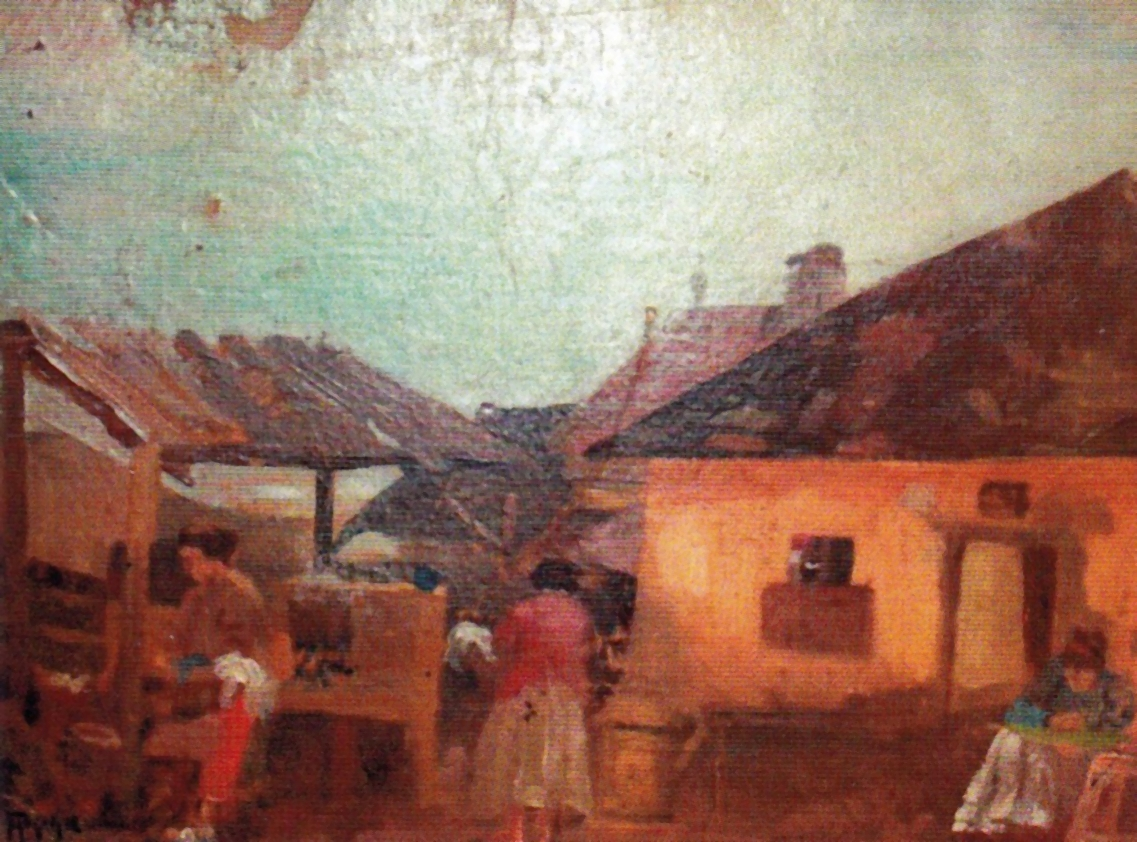
Case la mahala
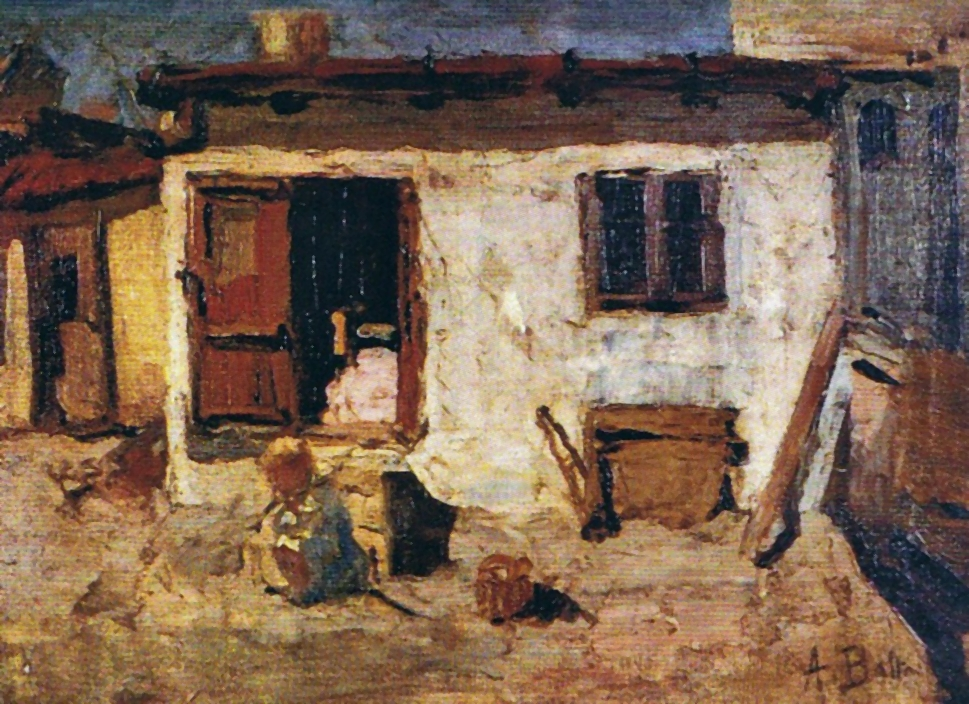
Curte la mahala
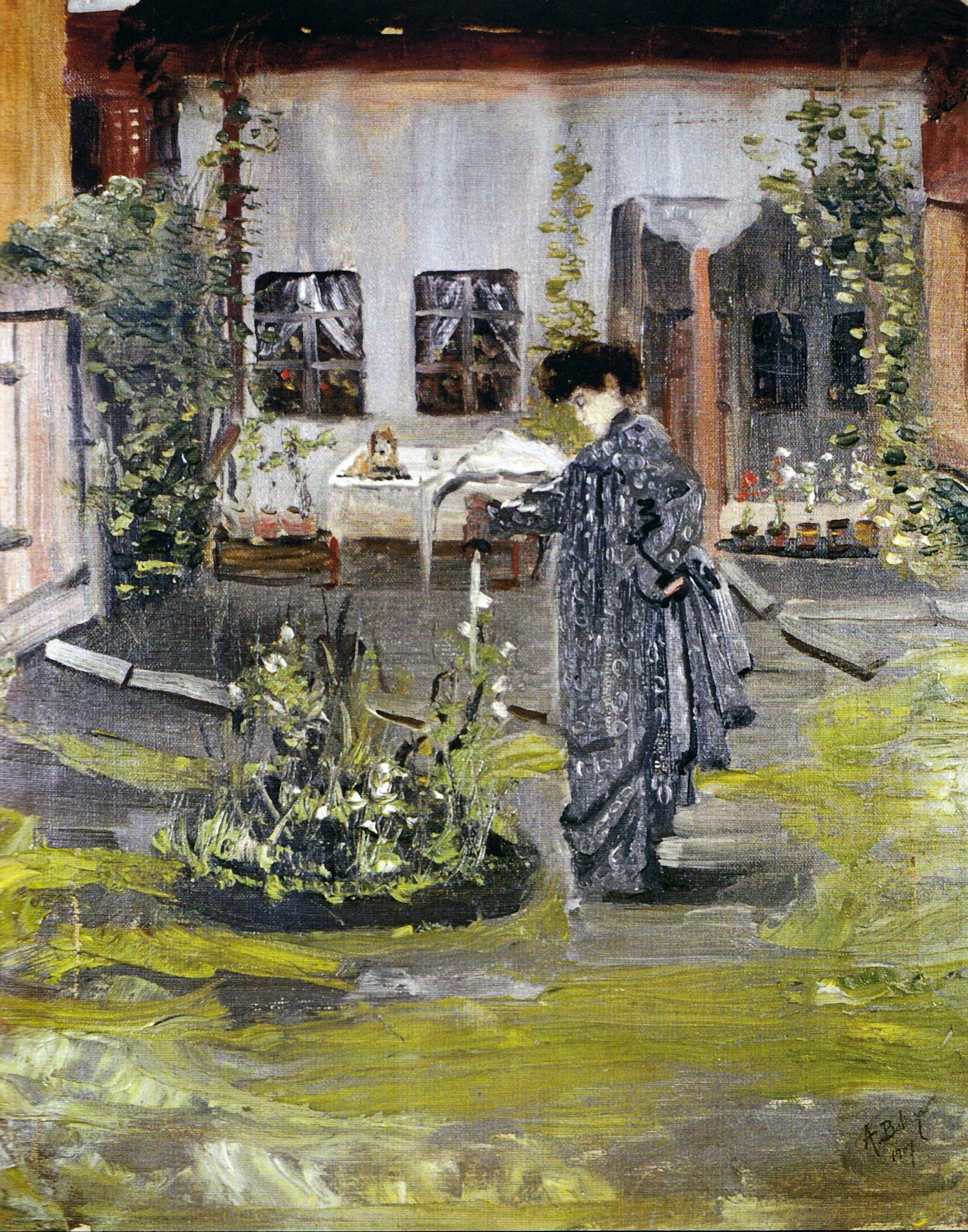
Madam Ionescu cu cățelul
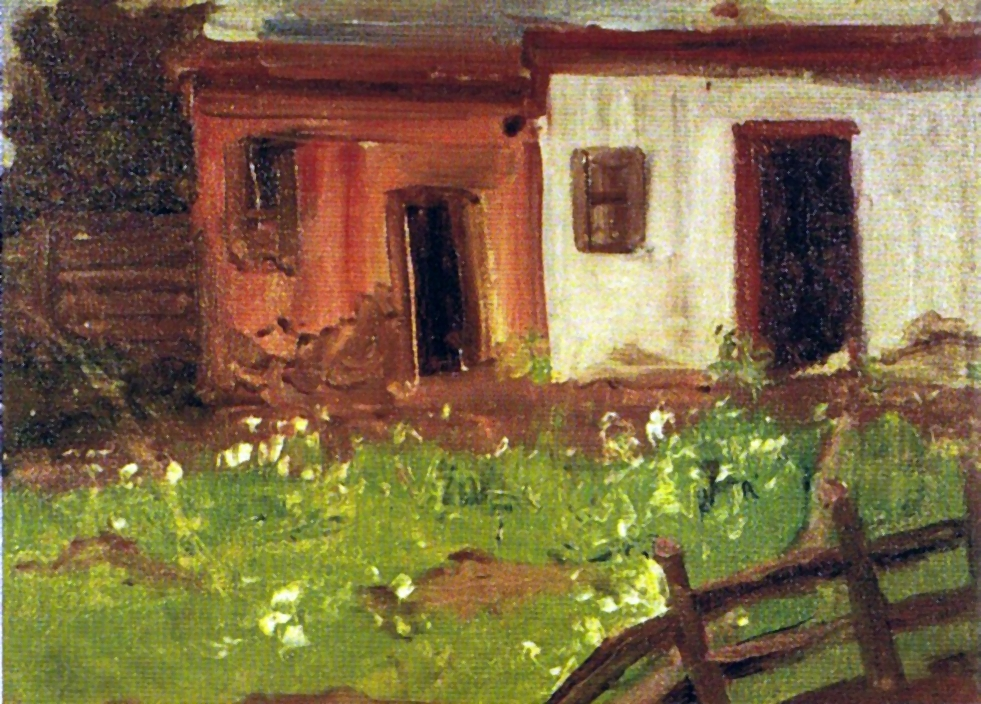
Maghernițe

Anii de creație ai lui Apcar Baltazar au coincis cu o perioadă de vârf din Europa Occidentală, care ca și în România, împreună cu mișcarea Art Nouveau, a afectat atât mobilierul, arhitectura, literatura, mentalitățile, atitudinile sau stările de spirit din așa-zisa belle époque. Kitsch-ul a fost un fenomen de entropie socio-culturală care a nivelat gusturile și a omogenizat întreaga societate, indiferent de clasa din care făceau parte membrii ei.

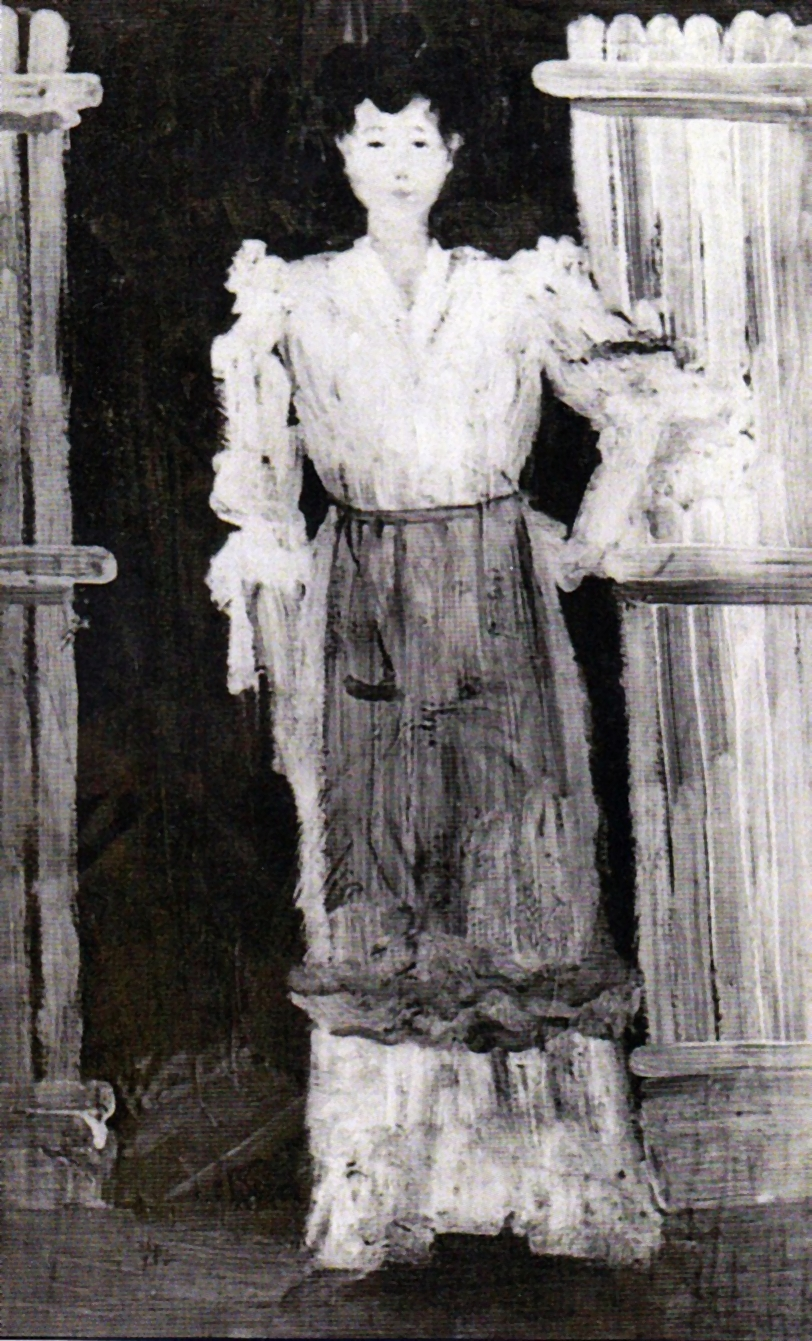
În poartă

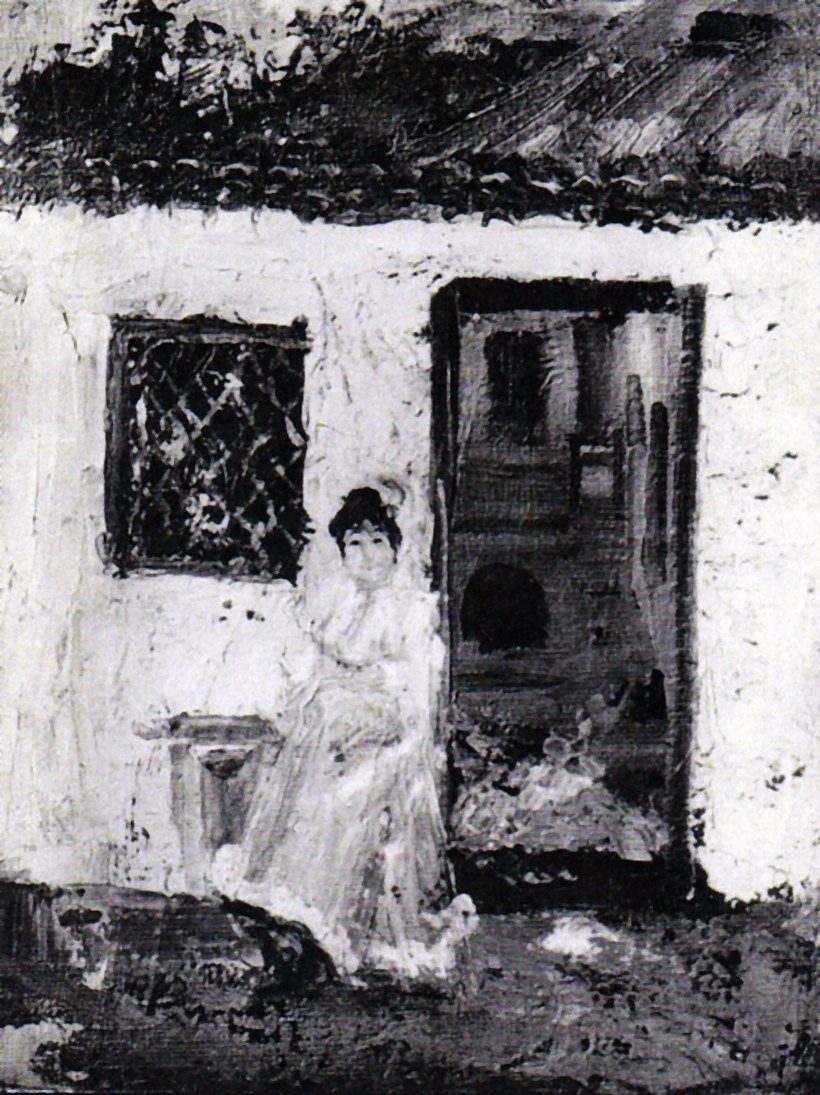
Femeia în alb

În domeniul picturii sunt de remarcat lucrările O floare între flori (1870) a lui Nicolae Grigorescu, Ofelie a lui Theodor Pallady și tablourile lui Gheorghe Petrașcu cu peisaje cu nimfe, în atmosfere vesperale la margini de ape sau sub clar de lună. Față de aceștia care erau maeștrii picturii românești, au existat pictori cu gusturi mai puțin sigure, așa cum au fost Kimon Loghi, Arthur Verona, Ipolit Strâmbu, Nicolae Vermont, Octav Băncilă etc., unii din ei fiind și epigoni ai celor dintâi sau ai altor maeștri din Apusul Europei, epigonismul fiind și el o manifestare specifică kitsch-ului.
Om al epocii sale, Apcar Baltazar, prin forța lucrurilor, a reacționat la manifestările kitsch-ului, prezent pe cele mai felurite paliere ale creației artistice și ale vieții de zi cu zi din România. Modul lui de a riposta s-a transpus în tematica mahalalelor în care a realizat opere de gen remarcabile. Așa sunt Haimanalele, Femeia în alb, Muza mahalalei, Madam Ionescu cu cățelul, În poartă etc. În majoritatea lor a reprezentat matroanele clasei de mijloc, pline de pretenții, în posturi pline de ironie blândă, benignă, dar și de un umor discret. Lucrările lui Baltazar în această tematică nu au niciun pericol de a cădea în caricatură, deoarece preocuparea artistului a rămas în aceea de a face pictură și nu altceva. Această afirmație este susținută de tehnica impresionistă aleasă, în tușele scurte și nervoase sau în trăsăturile lungi ale penelului care definesc lapidar formele.
Este de menționat în analiza kitsch-ului, tabloul Pân' la madam Popescu, unde apar distonanțe și stridențe. Acest fapt este ușor de observat prin felul cum artistul a alăturat roșul gardului cu verdele caselor vecine. Vasile Florea, prin analiza complexă a operei lui Baltazar făcută în anul 2015, bănuiește în această lucrare un caz tipic de kitsch voit creat de autor. Nu se poate închipui o astfel de cromatică la artistul român, ținând cont de măiestria operei pe care a lăsat-o posterității.

#### Tematica istorică
Referitor la tematica istorică, în opera lui Apcar Baltazar se cunoaște faptul că artistul i-a acordat o importanță deosebită și ambițiile lui l-au determinat să creeze mari proiecte pentru lucrări monumentale, executate pe pânze de mari dimensiuni. El a dorit să evoce și să glorifice trecutul glorios prezent în istoriografia românească. Există mențiuni documentare făcute de către contemporanii pictorului, așa cum a fost Emil Gârleanu, care a amintit că Baltazar „... ținea cu deosebire la pânzele mari; aproape nici nu scotea unele schițe și peisaje mici, cari însă dădeau măsura marelui său talent”. Alexandru Tzigara-Samurcaș a menționat și el în revista Convorbiri Literare:

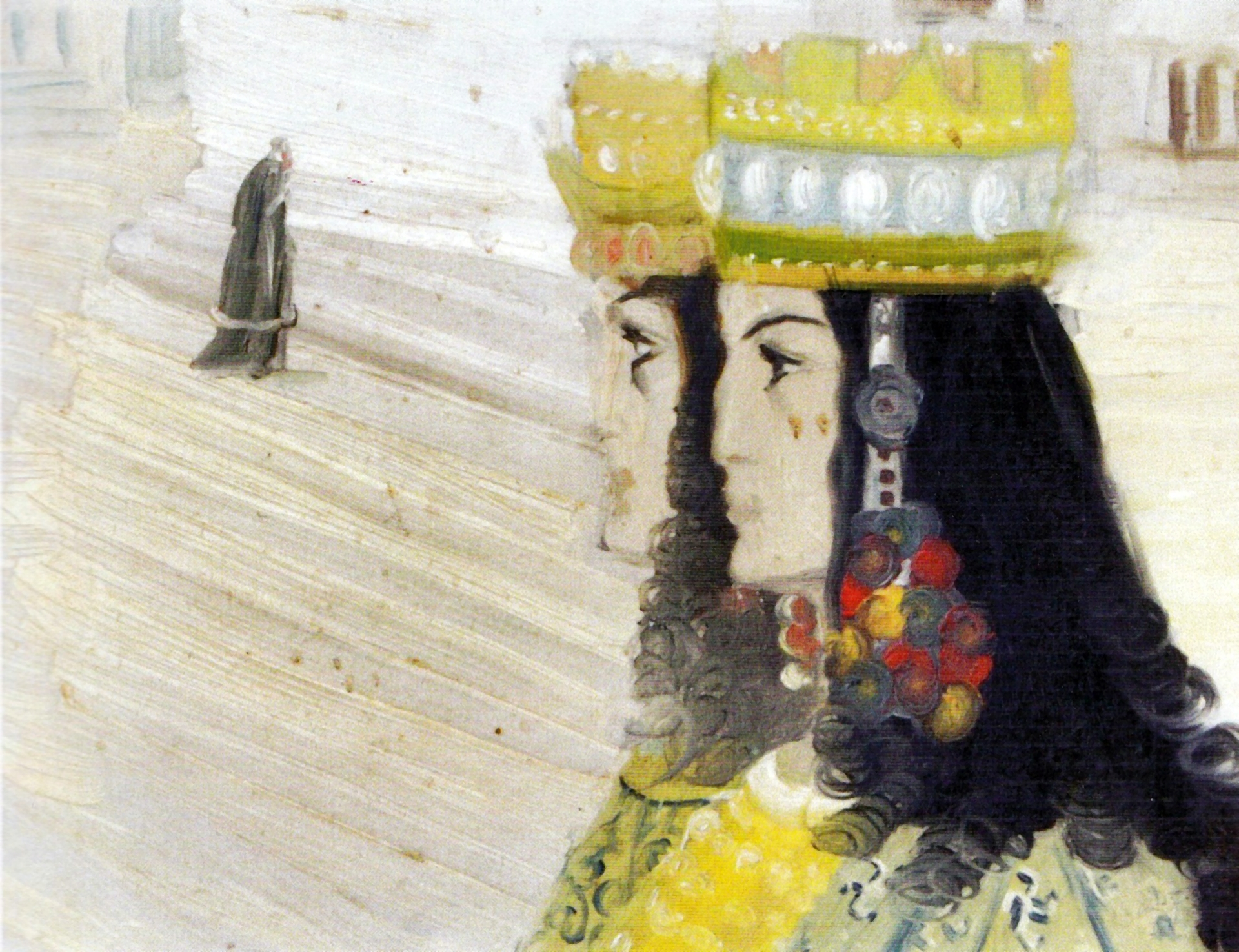
Domnițe bizantine

„... figura simpatică a artistului veșnic luminată de proiectele mărețe ce-i umpleau sufletul și-i învăpăiau imaginația. Presimțind parcă sfârșitul mult prea timpuriu, el plănuia mereu compoziții grandioase din cari puține numai le-a putut fixa pe pânză. Schițată numai a rămas, după numeroase transformări și dezvoltări chiar și marea lui compoziție din istoria națională, care trebuia să ne dea măsura talentului său”.
Se cunoaște că tematica istorică l-a preocupat din anii de studii la Școala de Belle Arte. Din scrisoarea adresată lui George Coșbuc din anul 1902, reiese că a realizat mai multe desene pentru ilustrarea unui volum de poezii al poetului ardelean. Baltazar l-a asigurat pe Coșbuc că-i va mai arăta trei compoziții istorice pe care le-a și enumerat „... un episod din 1877, Capul lui Bathory înaintea lui Mihai și coperta în care am încercat să rezum epopeea noastră națională”. Nu se știe nimic (vezi secțiunea Controverse, incertitudini) despre soarta acestor ilustrații și proiecte, iar din investigațiile pe care Vasile Florea le-a făcut în analiza edițiilor de după anul 1902 asupra operei lui George Coșbuc, a rezultat faptul că toate acestea nu confirmă în realitate afirmațiile făcute în documente. Din lucrările care au rămas posterității, s-a păstrat doar o schiță intitulată Atelaj, care pare să evoce o scenă din conflictul armat din 1877 și un desen în care apare Mihai Viteazul care aleargă după un turc, intitulat Mihai Viteazul alungând pe Sinan Pașa.
Importanța pe care o dădea Apcar Baltazar tematicii istorice, poate fi văzută în critica de artă pe care a făcut-o în diferite ocazii în care a amintit pe Theodor Aman, cu lucrările Cea din urmă noapte a lui Mihai Viteazul, Bătălia de la Călugăreni și Aprodul Purice. Similar, l-a elogiat pe Nicolae Grigorescu, care nu ar fi devenit pictorul național dacă nu ar fi creat Atacul de la Smârdan sau Defilarea prizonierilor. Au urmat în critica lui imaginile realizate de Arthur Verona, G.D. Mirea și Mihail Simonidi și a spus că toți aceștia:

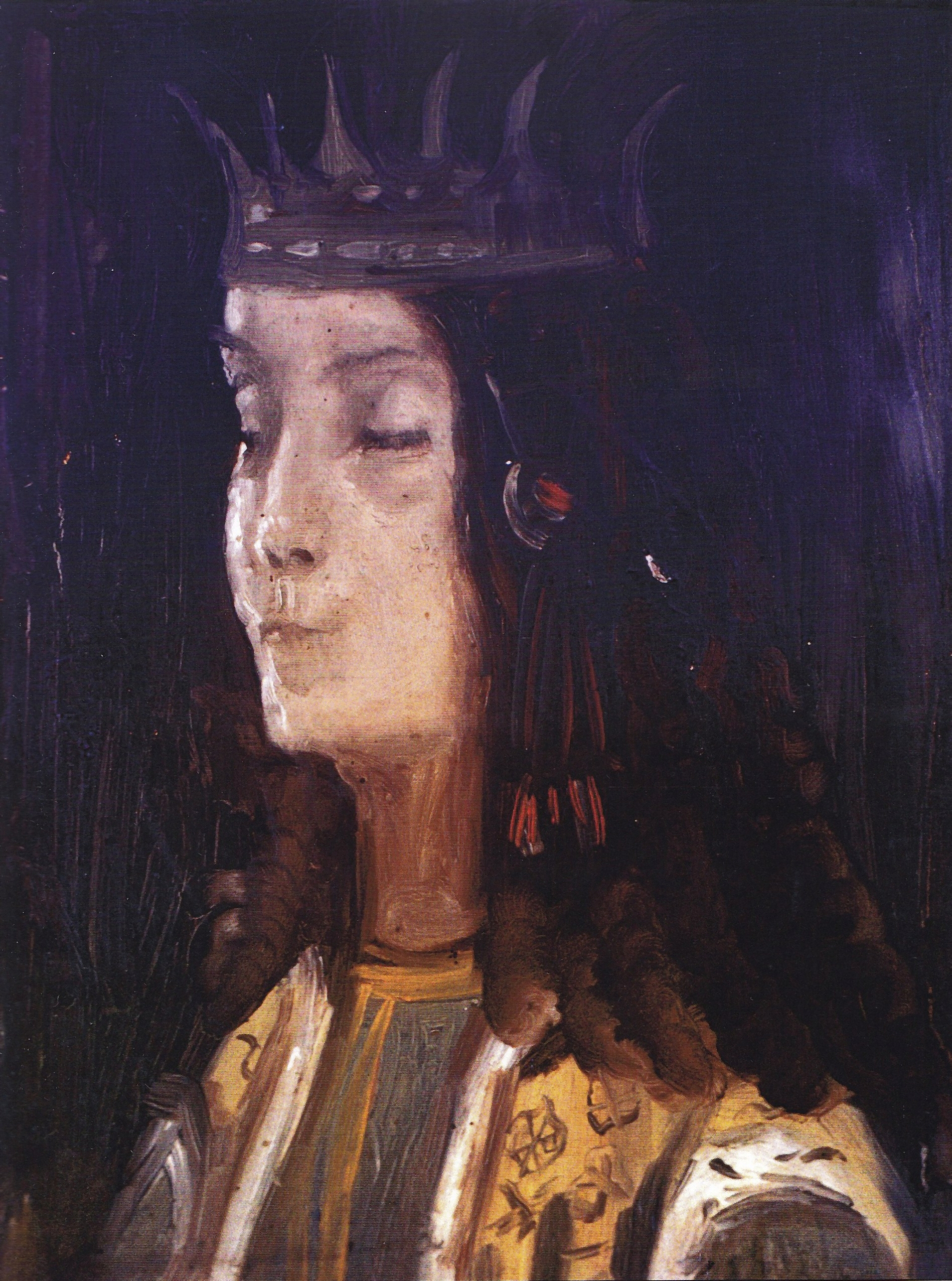
Domnița Ruxandra

„... dinaintea noastră... au răscolit trecutul nostru glorios, au întrebat cronicile bătrâne sau au cules ceea ce au găsit bun, ceea ce au găsit frumos și demn de reprezentat în istoria popoarelor apuse și, prin sforțări de voinici, ne-au asigurat o primă epocă de înflorire a artei noastre care ne va rămâne moștenire prețioasă pentru viitor”.
Apcar Baltazar nu a urmat calea pe care au parcurs-o înaintașii lui în pictura istorică și în epoca în care el a creat, deoarece trecutul strict istoric nu mai era de actualitate și nu mai interesa în modul în care îi preocupase pe pictorii romantici și pe cei academiști. Au existat alte aspecte ale trecutului pe care a dorit să-l evoce și anume cultura, obiceiurile, civilizația și viața cotidiană din Evul Mediu. Baltazar, dorind să-și creeze un stil propriu, a fost mult mai atent la formă decât la conținut, aceasta fiind o caracteristică tipică pentru Art Nouveau-ului timpului său. Adeseori, el a renunțat să picteze evenimente cruciale din istoria poporul român și s-a oprit la evenimente mărunte sau chiar asupra vieții de tip patriarhal a omului de rând. Nu l-au preocupat virtuțiile eroice, ci s-a aplecat asupra celor estetice, folclorice și etnice. Astfel, artistul avea preocupări retrospectiviste și a simțit nevoia pentru reprezentări estetizante, decorativiste, care în vechile compoziții romantice, neoclasice sau academiste nu și-au avut locul. Se poate constata că vechile compoziții care se încadrau în geometria regulată (trapez, piramidă) au fost abandonate, în locul lor fiind prezente asimetriile, unghiuri de vedere insolite și fragmentarismul, totul fiind centrat ca țintă spre decorativism.
Procupări similare în Apusul Europei le-au avut grupul prerafaeliților englezi – Pierre Puvis de Chavannes și Gustave Moreau, unii nazarineni germani sau rușii – Mihail Vrubel, Andrei Riabușkin, Victor Borisov-Musatov și mulți alții. La o analiză mai aprofundată se poate constata că Apcar Baltazar are cu cei din urmă unele apropieri și similitudini, fără ca între aceștia să fie o relație evidentă.
Semnificative în tematica istorică a operei lui Apcar Baltazar sunt lucrările Capul lui Moțoc vrem!, Domnița Ruxandra și Domnițe bizantine. Cele din urmă lucrări sunt realizate cu profiluri exagerat de lungi și podoabele medievale redate în gros-plan similar unui cadru cinematografic duc spre un efect decorativ remarcabil. În Domnițe bizantine, un efect suplimentar îl aduce și silueta proiectată într-o perspectivă plonjată care traversează ulița pustie. O atmosferă tipic medievală este prezentă și în tabloul Curte la mănăstire și Călugărița.

Tematica istorică în opera lui Apcar Baltazar
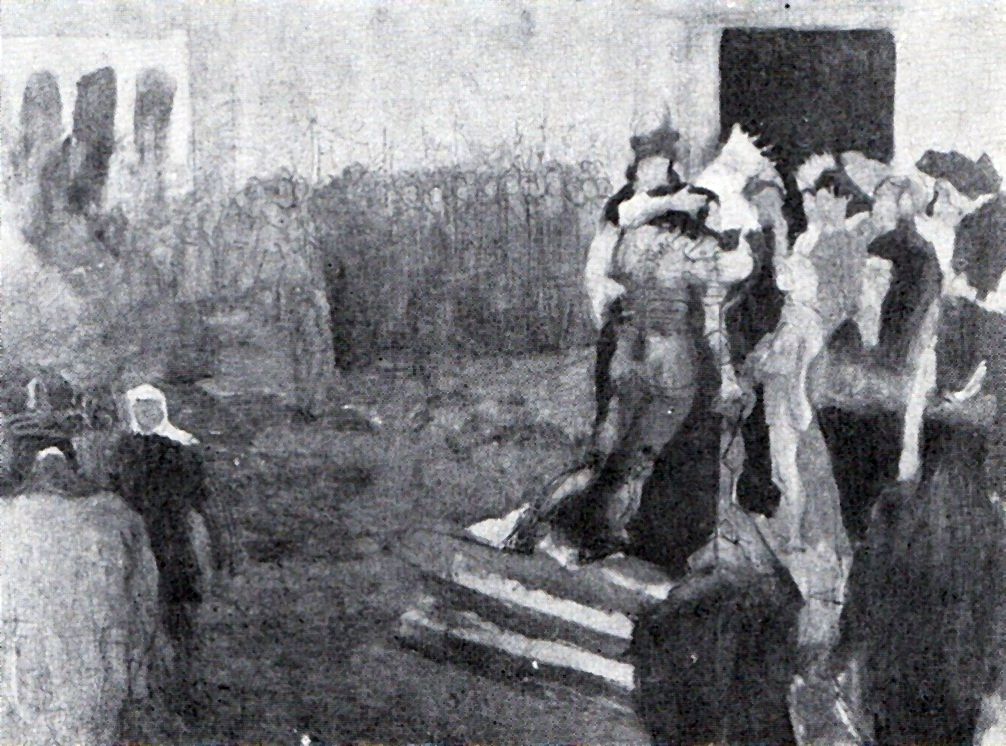
Ștefan cel Mare (schiță)
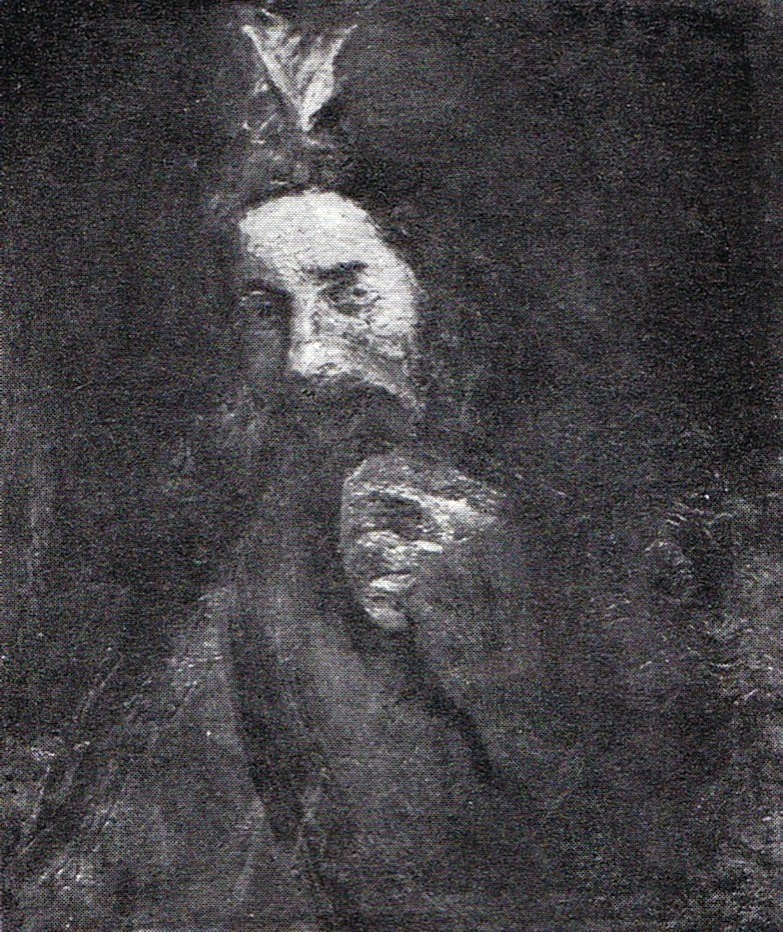
Oștean din timpul lui Ștefan cel Mare
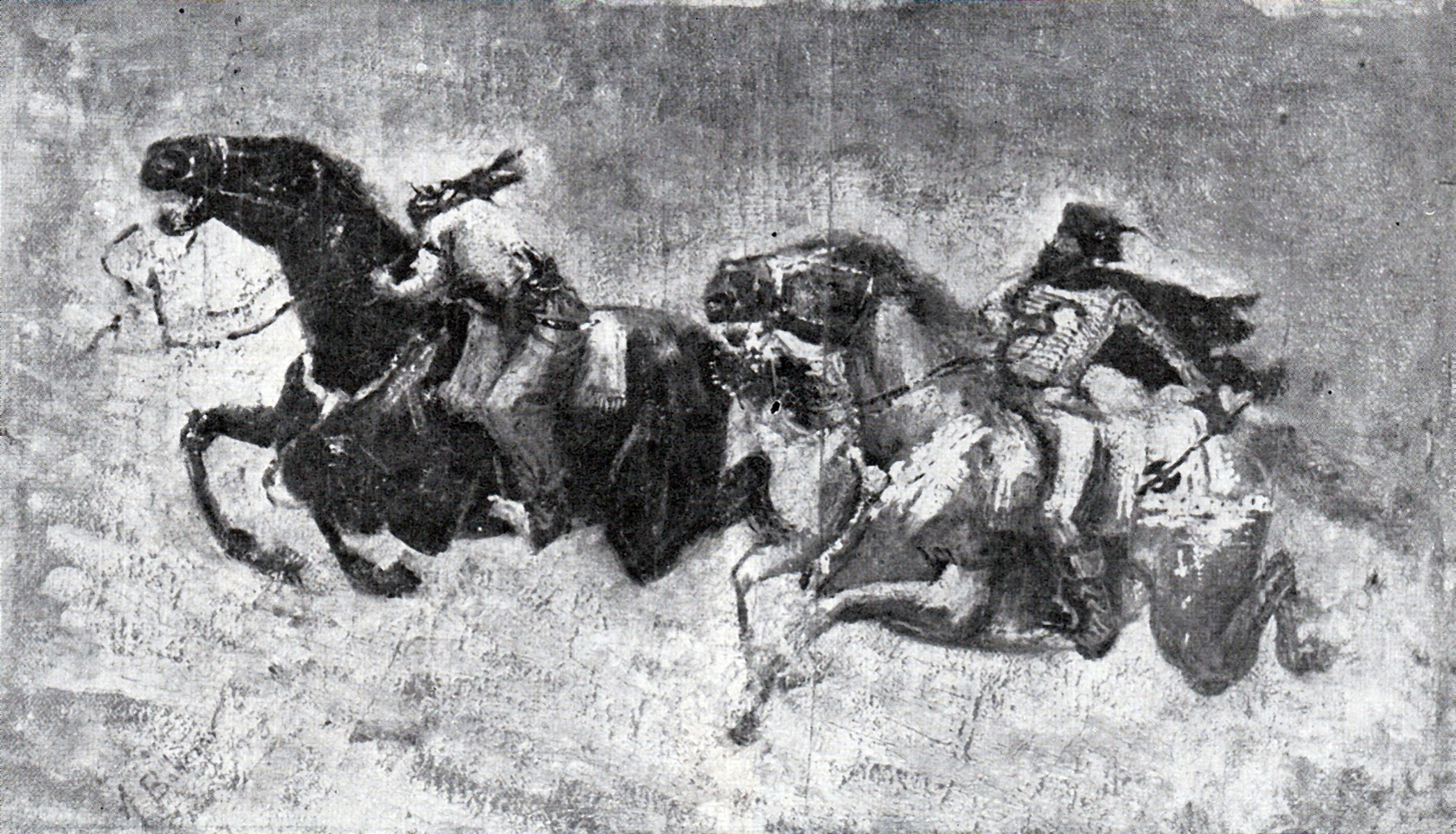
Mihai Viteazul alungând pe Sinan Pașa
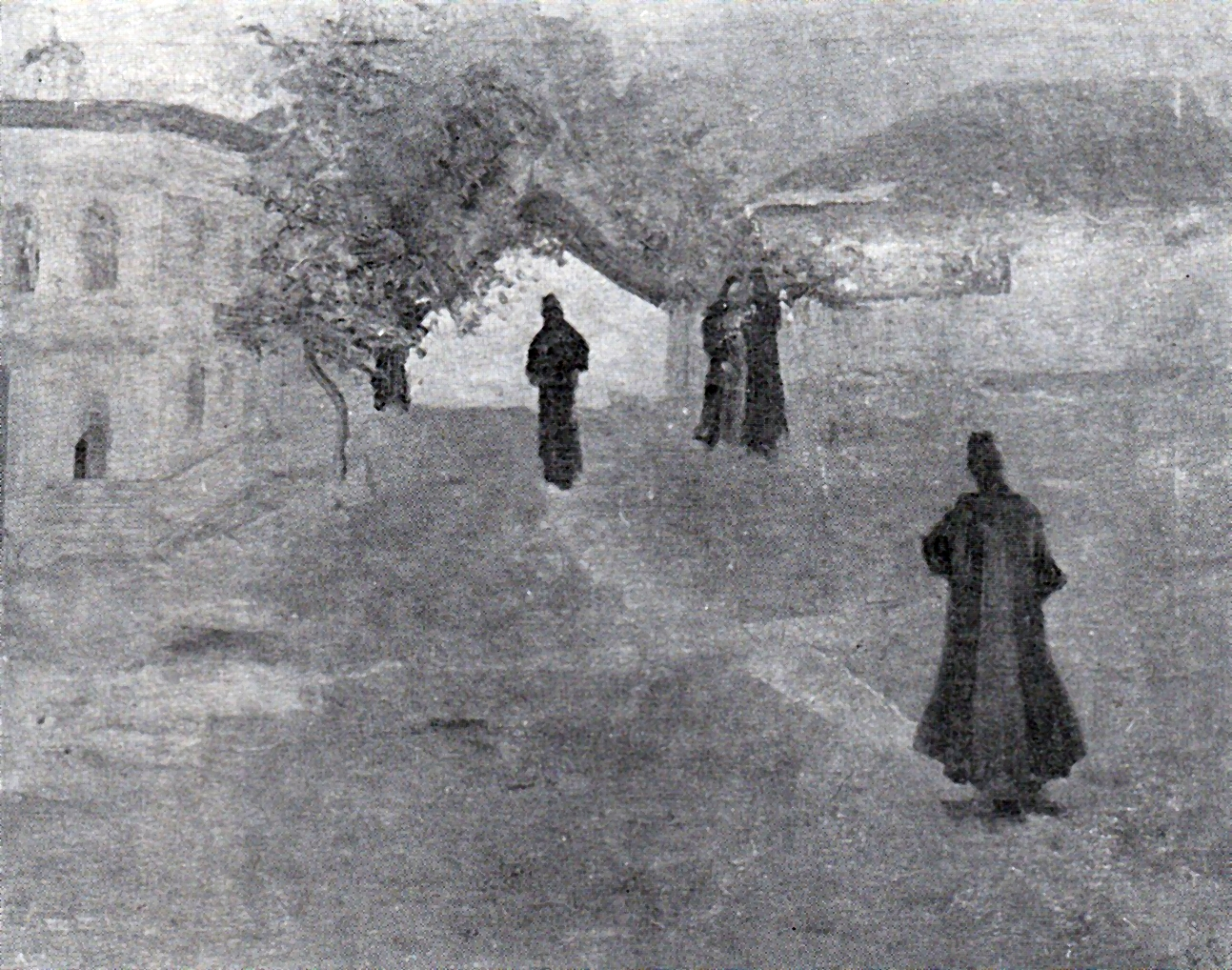
Curte de mănăstire
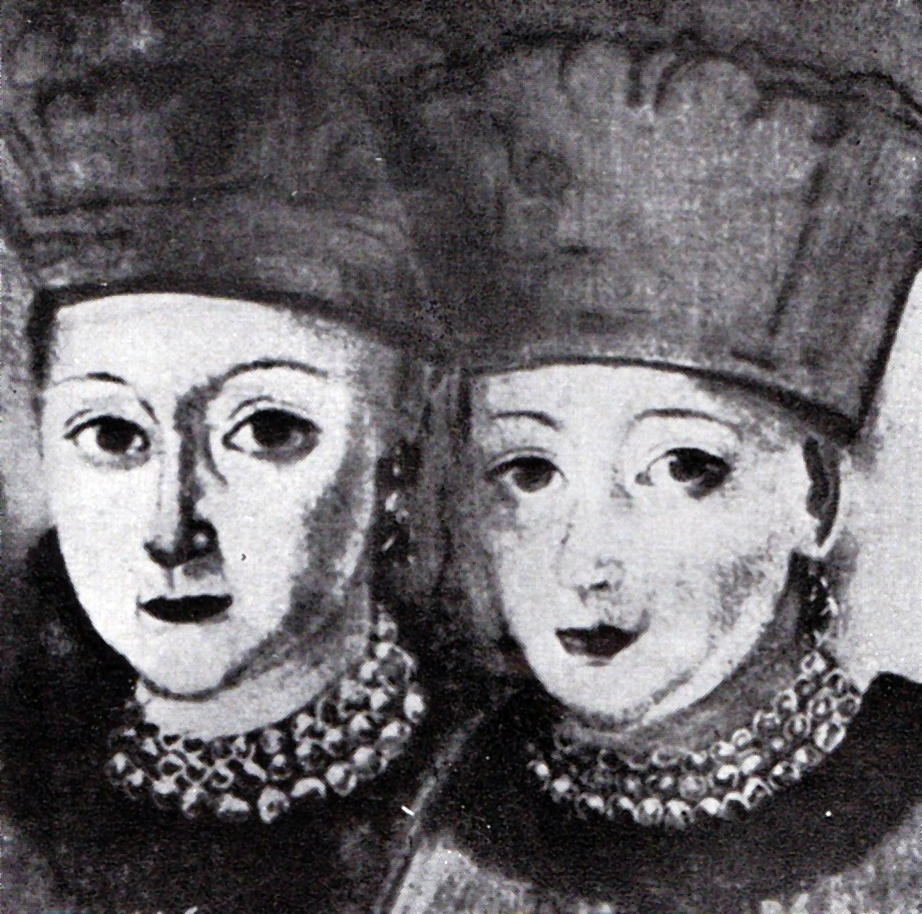
Domnițe
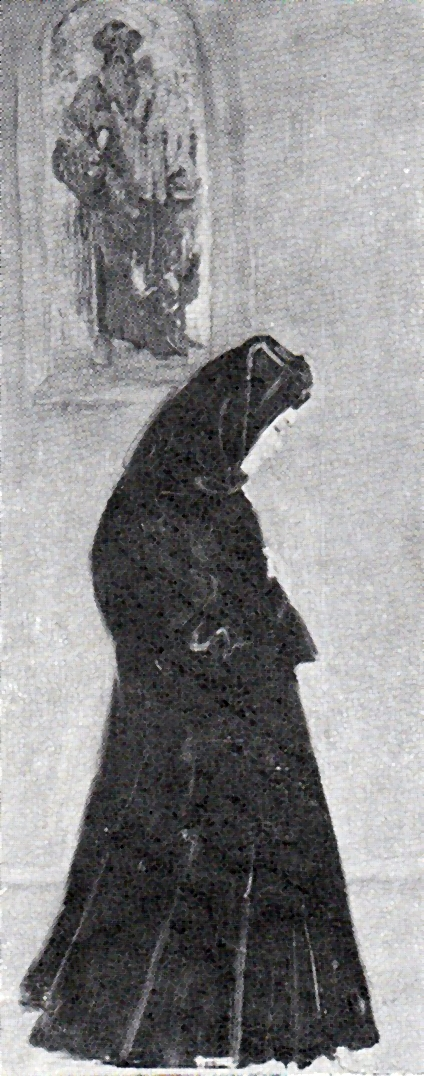
Călugărița

Apcar Baltazar a visat să creeze o artă decorativă care să aducă o înnoire potrivit perceptelor realiste ale contemporaneității de atunci, folosind vechile elemente tradiționale. Și în această direcție preocupările sale au cunoscut două componente. El s-a inspirat în pictura de șevalet din frescele românești în stil bizantin, precum și din artele de origine orientală, realizând fie imagini de vis precum lucrarea Domnițe bizantine, fie reprezentări expresioniste ca portretul Domniței Ruxandra. Cele două domnițe sunt înfățișate hieratic, părând a coborî dintr-un basm în fața treptelor unui templu. Treptele sunt executate cu o trăsătură de penel, diferențele dintre ele făcând-o pasta albă și intensitatea loviturii de pensulă. Lucrarea are în schimb unele deficiențe precum lipsa de perspectivă a imaginii dată în principal de lipsa de volum a personajelor. Aceleași lipsuri apar și la Domnița Ruxandra unde lipsa de consistență a chipului este lucrată cu o pastă subțire și transparentă. În schimb, artistul a reușit să înfățișeze nemăsurata tristețe a Ruxandrei (fiica lui Petru Rareș și soția lui Alexandru Lăpușneanu) - cu niște obraji scofâlciți și urâțiți de suferință, cu buze pline de amărăciune. Petru Comarnescu a considerat că Baltazar s-a inspirat pentru această lucrare din frescele de la Mănăstirea Hurezi și nu de la chipul domniței existent în frescele de la Rădăuți (respectiv Mănăstirea Slatina), sau de la Mănăstirea Dochiaru de la Muntele Athos.
Apcar Baltazar a avut o mulțime de proiecte cu privire la pictura cu tematică istorică și în acest sens a lucrat o serie de desene în care a reprezentat pe Mihai Viteazul, Ștefan cel Mare, Sinan Pașa, Doamna Despina (aflat la colecția de stampe a Academiei Române), precum și pictura intitulată Oștean din timpul lui Ștefan cel Mare. Această ultimă lucrare este lucrată neglijent și pare a fi un tablou executat de un începător.

##### Capul lui Moțoc vrem!

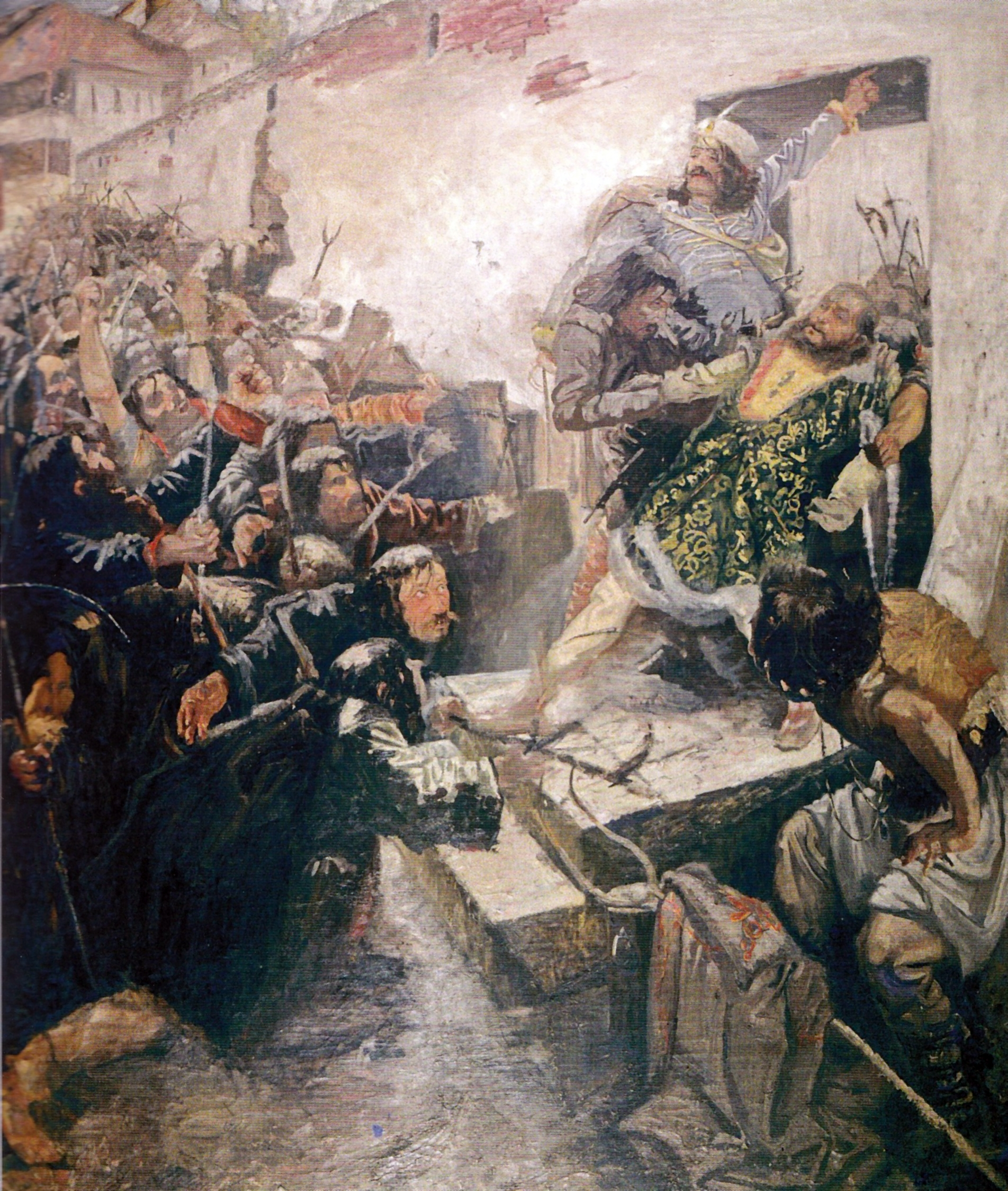
Capul lui Moțoc vrem!

Această compoziție a fost inspirată din nuvela Alexandru Lăpușneanul a lui Constantin Negruzzi și ea este cea mai importantă realizare din tematica istorică a lui Apcar Baltazar, cu toate că nu a fost terminată. Pictorul a ales pentru acest tablou scena în care vornicul Ion Moțoc, care-l trădase pe domnitor și prăduise poporul, este adus de către armaș și de căpitanul de lefegii în fața mulțimii adunate pentru a-i cere capul.
- La wikisource există textul original al nuvelei Alexandru Lăpușneanul de Constantin Negruzzi.

Compoziția înfățișează cu mijloacele artei realiste o clipă de mare dramatism care a decurs mai dinainte și aduce sugestii vizuale despre ce va urma. Realizarea de mari proporții pare a fi mai grăitoare și expresivă, comparând-o cu prologul și epilogul soartei lui Moțoc. Personajele sunt dispuse după două mari triunghiuri, din care unul este alcătuit din talazul poporului și al oștenilor dispus în planul al doilea. Oamenii se înghesuiesc de-a lungul peretului palatului domnesc și au mâinile ridicate gata să-l înhațe pe vornic. Chipurile oamenilor din norodul adunat nu au fost terminate, astfel că imaginea creată prezintă mai mult o mișcare generalizată cu o gesticulație vie, simbolizată de armele întinse și de brațele ridicate. Există în compoziție un contrast reușit dintre zidul alb al palatului și mulțimea fremătând de nerăbdare. Al doilea triunghi, realizat de această dată în primul plan, este compus din personajul care-l simbolizează pe armaș, care are un braț ridicat și o căciulă albă, din căpitanul lefegiilor și din vornicul Moțoc, toți trei fiind amplasați pe treptele porții palatului. Moțoc este îmbrăcat într-o dulamă verde peste o cămașă galbenă.
Artistul a ales momentul în care vornicul e gata să fie predat mulțimii furioase, din porunca domnitorului. Baltazar a reușit să redea atmosfera tensionată prin gesturi largi, prin postura convingătoare a personajelor. El a insistat doar asupra unora din ele, demne să întrețină atmosfera prin atitudini gestuale care reverberează în interiorul compoziției.
Prin modul de reprezentare al chipurilor participanților la această scenă, Apcar Baltazar exprimă un înțeles social și toate au fost create cu o incursiune psihologică remarcabilă. Întreaga dispută este mijlocită de către armaș, care reprezintă legătura dintre popor și domnitor. Cromatica lucrării este sobră cu tonalități galben-verzui, pe alocuri cafenii cu reflexe roșiatice. Din întreaga compoziție, doar cei doi țărani și târgovețul au atitudini fioroase, fapt care duce spre naturalism. Spontaneitatea, libertatea și prospețimea cromaticii dau viață picturii, detașând-o de majoritatea lucrărilor împietrite academiste ale lui Theodor Aman, Constantin Lecca sau G.D. Mirea.
Compoziția Capul lui Moțoc vrem ! se află astăzi la Muzeul Național de Artă al României.

##### Moartea lui Lumânărică

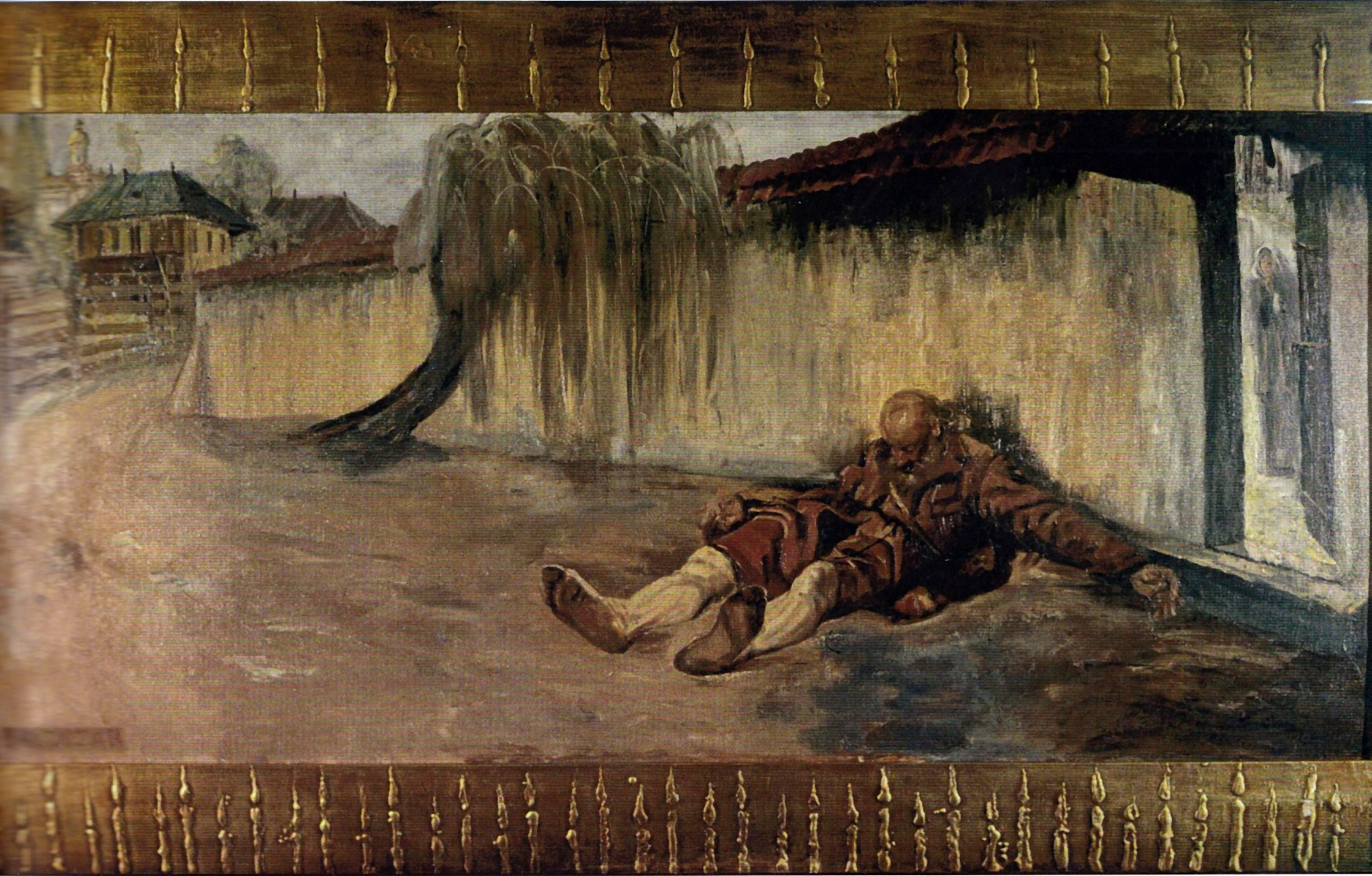
Moartea lui Lumânărică - [1907]

Pictura de gen intitulată Moartea lui Lumânărică, se constituie un caz de excepție în contextul acelor vremuri când a fost realizată. Apcar Baltazar a preluat motivul din nuvela lui Constantin Negruzzi și a pictat compoziția pe o pânză de proporții neobișnuite pe atunci, 2.000 cm x 970 cm. Lucrarea are un înalt grad de originalitate, impus de câteva particularități evidente. Ea a fost creată pe lung, o lungime anormală în creația pictorilor români de până atunci. Efectul derivat din acest fapt a lăsat artistului posibilitatea să potențeze la maximum senzația de singurătate care reiese din scena decesului.
- La wikisource există textul original al nuvelei Moartea lui Lumânărică de Constantin Negruzzi.

În cadrul comentariilor făcute de sculptorul Frederic Storck cu ocazia expoziției din 1907 unde a fost expus tabloul, acesta a găsit deficiențe în reprezentarea golurilor fără centre de interes compoziționale. Petru Comarnescu a preluat informația, fără a o comenta, cu ocazia albumului dedicat artistului din anul 1956. Vasile Florea a făcut în anul 2015 o analiză pertinentă asupra acestei compoziții și s-a poziționat diametral opus părerilor înaintașilor săi. El este susținătorul ideii că întreaga lucrare câștigă nete valențe expresive datorate zidului exagerat de lung care în final închide perspectiva. În acest mod a înțeles artistul să izoleze scena decesului, de zonele unde exultă viața.

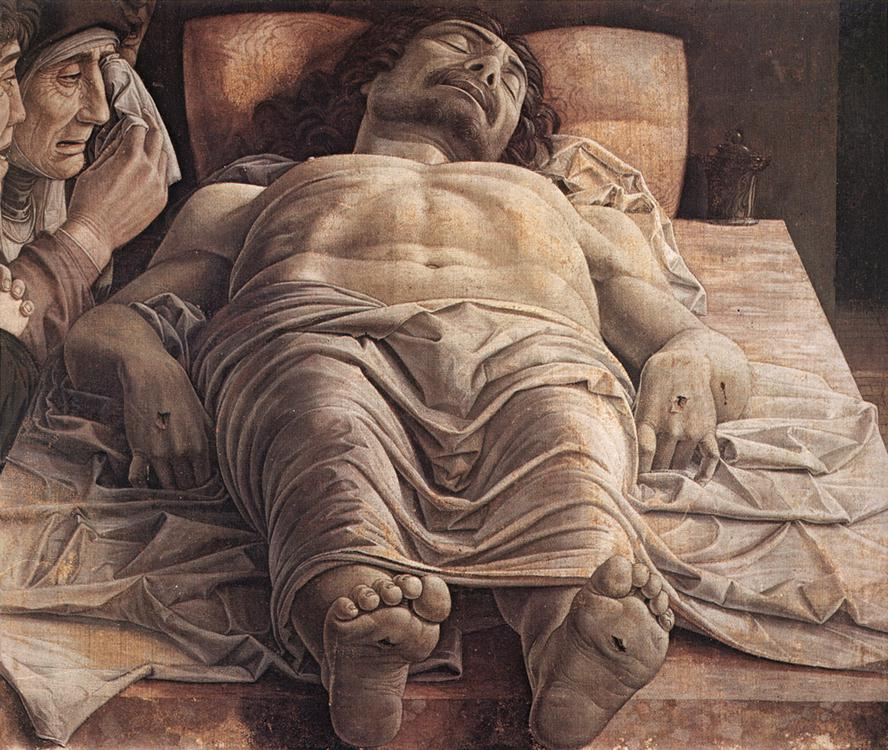
Hristos mort - de Andrea Mantegna

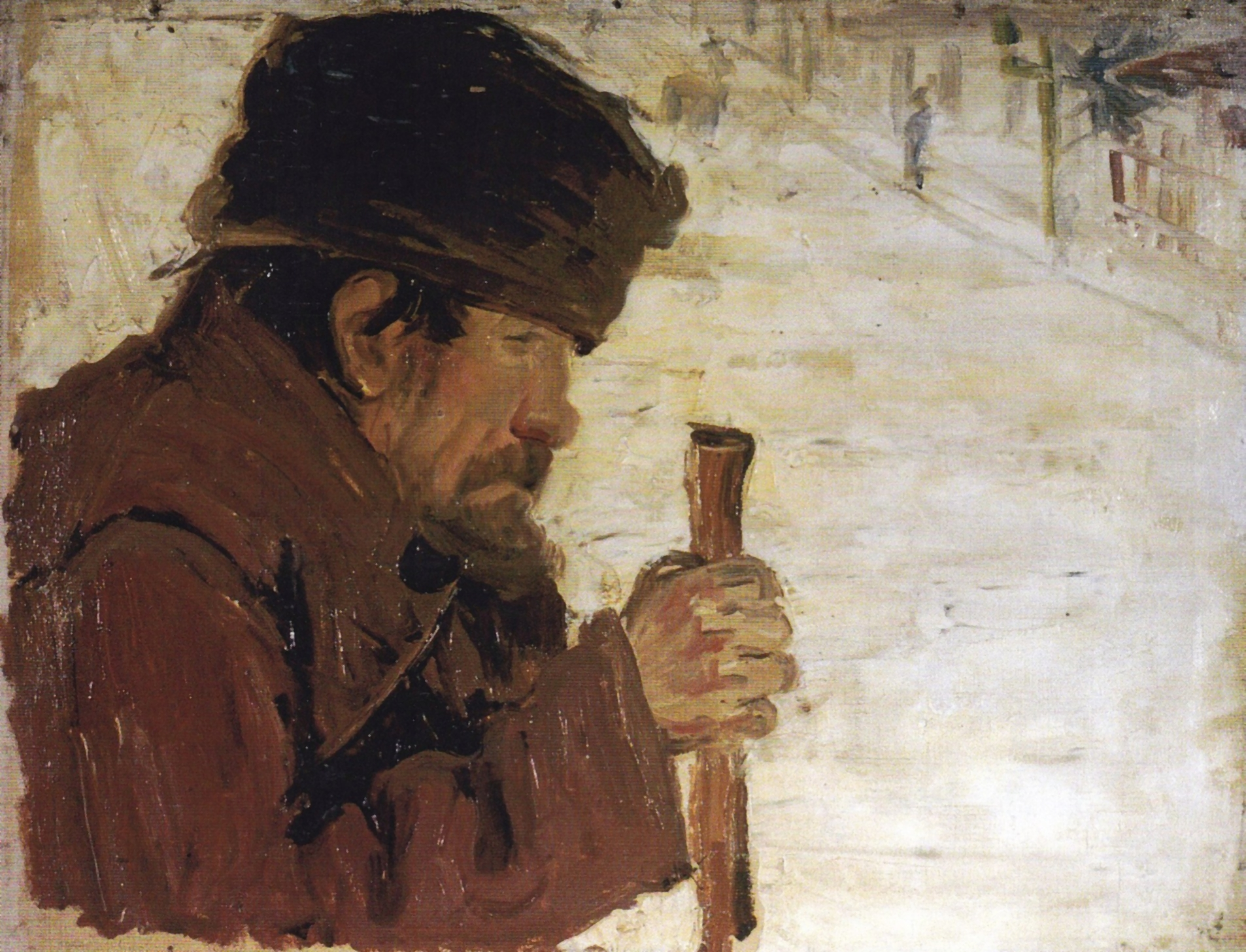
Bătrânul Lumânărică

Impresia generală este că drama decesului se consumă departe de comunitate, pe un maidan retras, fapt care contrasteaza cu atitudinea femeii a cărei siluetă se ghicește prin ușa întredeschisă. Singura prezență notabilă la moartea lui Lumânărică este salcia pletoasă care se apleacă spre acesta. Pentru a sublinia dramatismul evenimentului, Apcar Baltazar a reușit să pună în contrast tristețea morții cu planul din stânga, îndepărtat, al lucrării pictată viu, colorat și luminos, motiv care dă un aer primăvăratec compoziției. După cum se poate observa, tematica aleasă nu este una de critică socială cum s-a mai spus în trecut. Similar cu Balada morții a lui George Topârceanu, pictorul cugetă cu penelul asupra morții, detaliile de ordin social devenind conotații subiacente.
Privind racursiul îndrăzneț al lucrării și vigoarea cu care a fost realizată, se pot face apropieri cu pânze celebre ca Lecția de anatomie a doctorului Tulp de Rembrandt și Hristos mort de Andrea Mantegna. Baltazar a reușit să reproducă o poziție dificilă a corpului uman și a fost prima sau poate ultima încercare de a folosi pe deplin cunoștințele pe care le-a dobândit la Școala de Belle Arte din București.

#### Tematica mitologică
Apcar Baltazar a realizat multe lucrări înspirate din mitologia creștină – cu atmosferă medievală, sau din folclor – mai ales din basme. Cum pictura cu tematică istorică este înrudită de cea mitologică, aspectul recuzitei folosite nu a diferit prea mult între o pictură ca Sfântul Gheorghe ucigând balaurul și una ca Făt Frumos în luptă cu smeul. Ambele imagini au la bază un oștean medieval, care se situează ca postură între voievodul și împăratul descris în basmele populare românești.

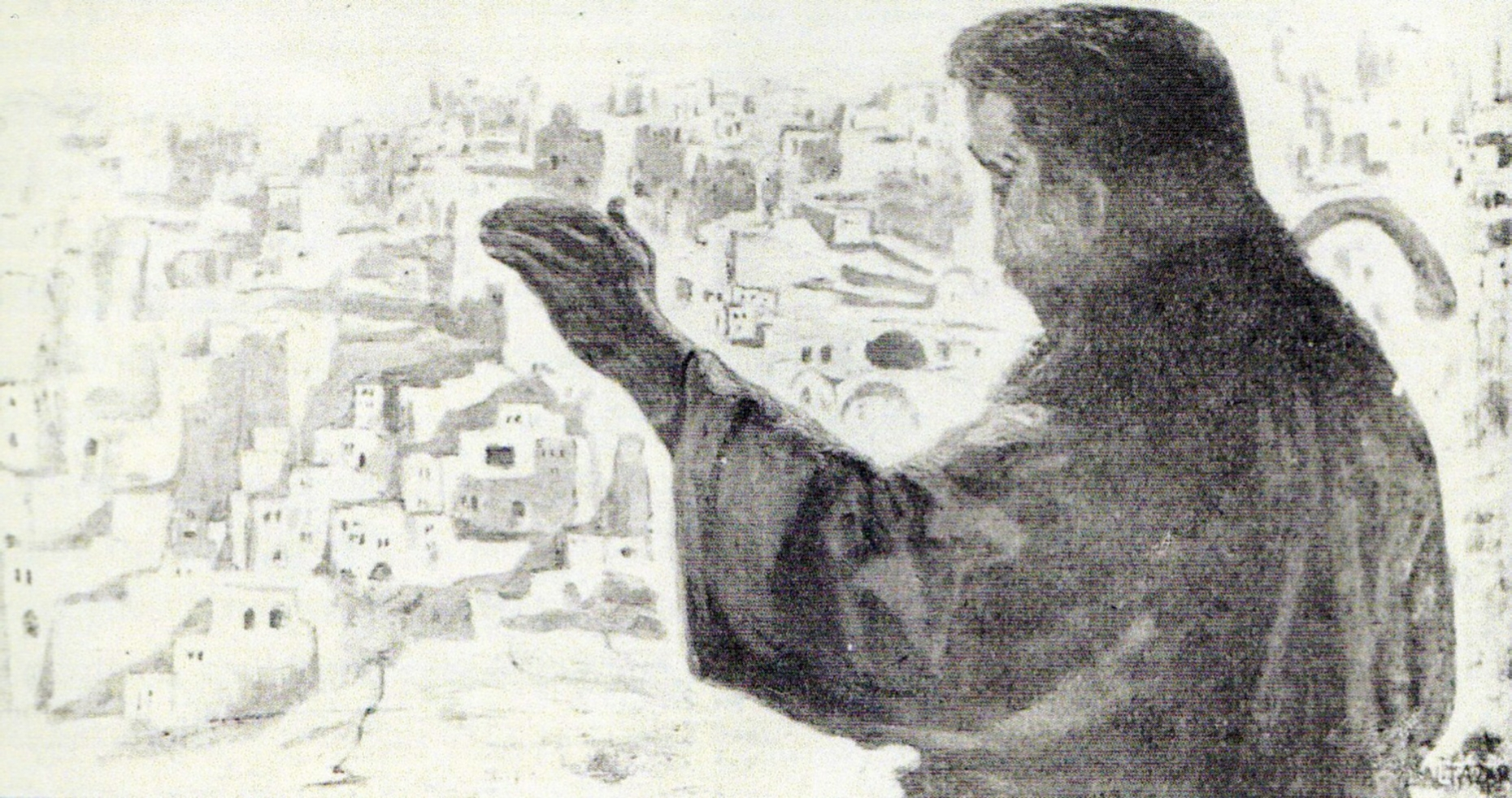
Cristos plângând cetățile

Diferențele dintre o jupâneasă și o Ileană Cosânzeană nu a prezentat deosebiri majore în iconografia existentă până atunci. Artistul a studiat cu abnegație istoria, armele, podoabele, vestimentația și mobilierul, pentru a aduce la viață epoci și întâmplări din trecut și astfel nu i-a fost greu să-și imagineze personaje de basm și scene în care acestea să acționeze. Într-un fel anume, lucrările inspirate din mitologia creștină sunt însă mai specifice mișcării Art Nouveau decât cele care fac parte din tematica istorică.
Pictorul Baltazar s-a apropiat în abordarea tematicii simbolist mitologice de prerafaeliți ca Ferdinand Hodler, Gustave Moreau, Arnold Böcklin, Lovis Corinth, Wilhelm Leibl și Pierre Puvis de Chavannes, mai mult decât în genul picturii istorice . Pe tematica simbolist mitologică artistul nu a pictat prea multe lucrări; se cunosc doar două mai importante: Cristos plângând cetățile și Sfântul Gheorghe ucigând balaurul, ambele fiind expuse în anul 1909, prima la Tinerimea artistică și ultima la Salonul oficial din acel an. Părerile criticilor au fost din cele mai diverse și mai controversate. Astfel, Tudor Arghezi a considerat-o pe prima dintre ele ca fiind ... o pânză viguroasă, de o colorație gândită și cu un accent de eternitate în suprafața ei. Pictorul Vasile Ravici a considerat însă că lucrarea ... n-are armonia coloristică între fond și figură, fondul absolut galben al cetăților tratat pete-pete... negăsindu-și... complementarul său ca valoare coloristică pentru figura lui Cristos. Ravici i-a lăudat în schimb tabloul La sârbi. Similar lui Ravici a fost și Léo Bachelin pentru care ...Apcar Baltazar pare că este un pictor modern scăpat de la ultima expoziție secesionistă de la Viena. Cristosul lui cu profilul și gestul vulgar plângând pe Ierusalimul făcut din pete galbene îngrămădite pe o masă luminoasă mă lasă nedumerit, cu toată antiteza puternică și totuși prea ușoară care există între culorile fondului și ale figurei. Prefer tabloul „La sârbi”...

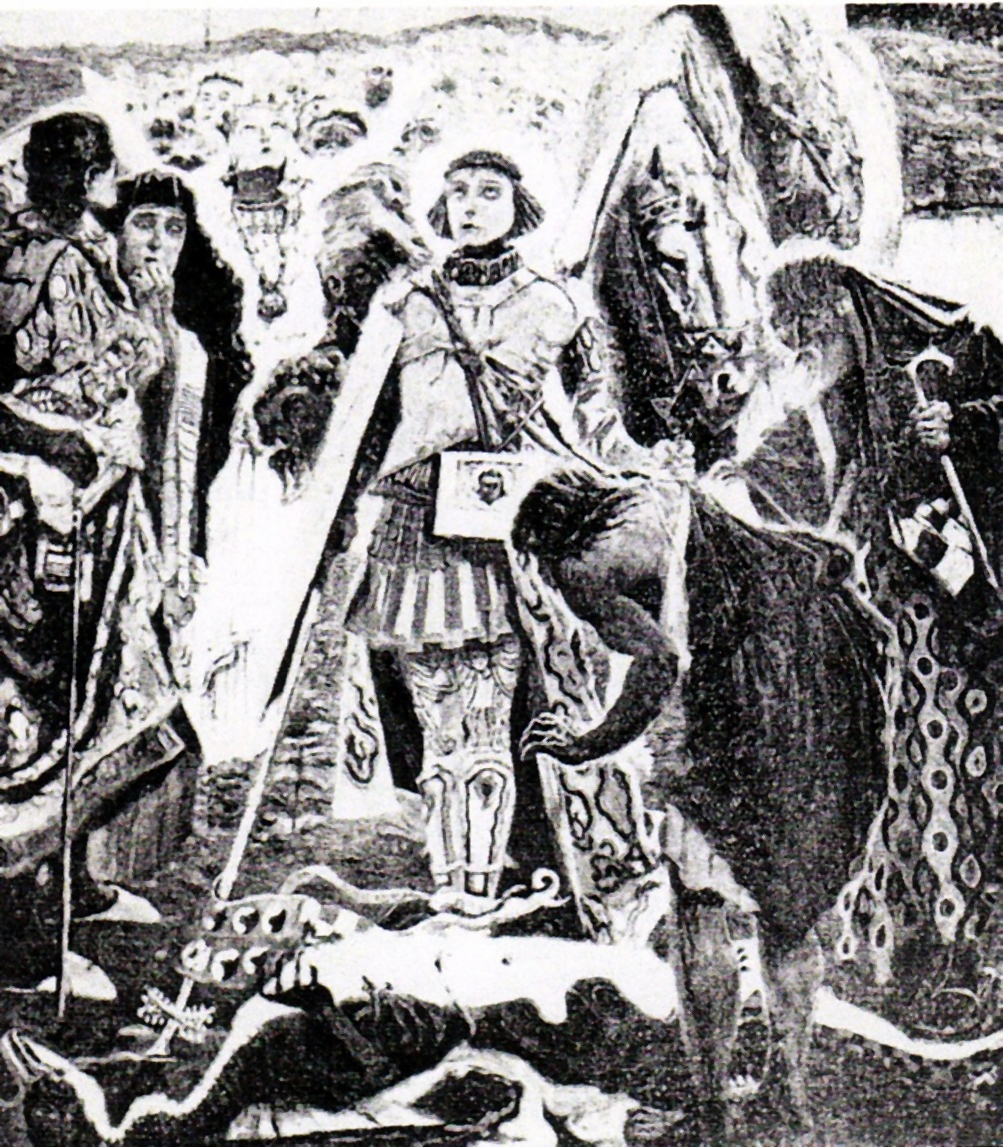
Sfântul Gheorghe ucigând balaurul

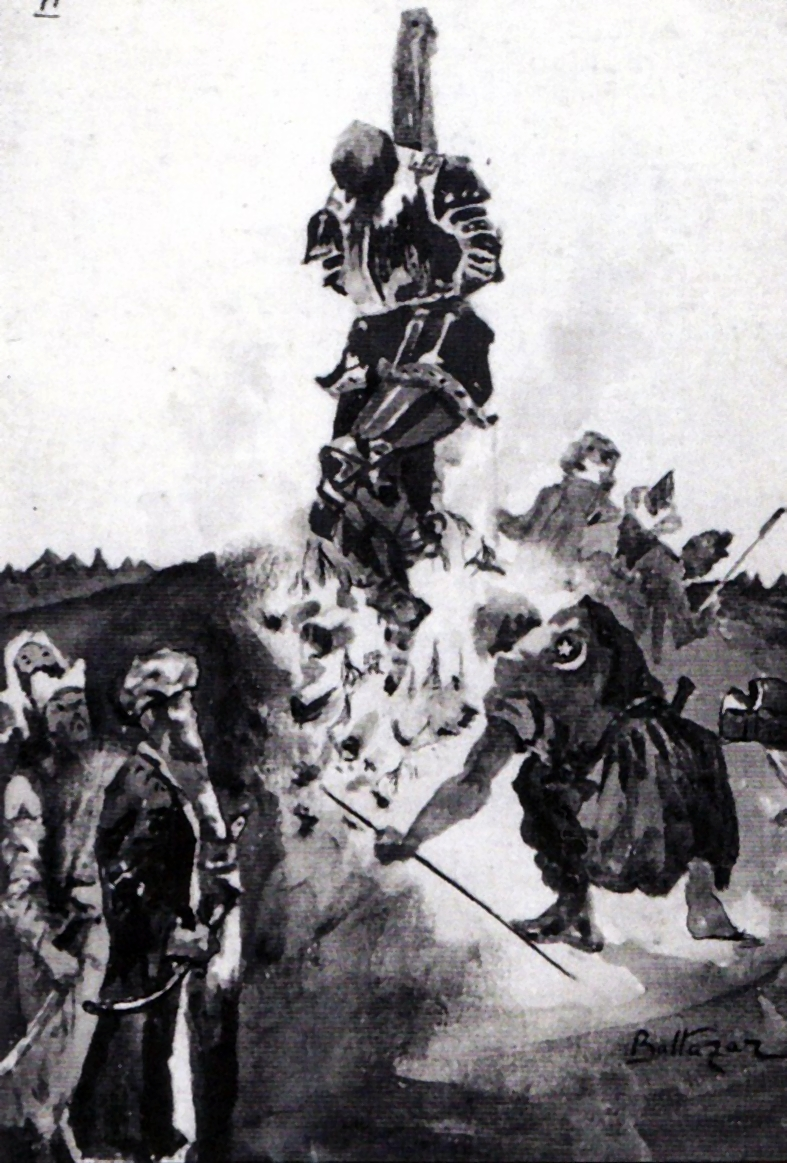
Arderea pe rug

Pentru tripticul Sfântul Gheorghe ucigând balaurul nu au fost prea multe analize critice în acea vreme. El a fost expus în anul 1908, la expoziția concurs la care Apcar Baltazar a participat pentru ocuparea unui post la catedra de pictură a Școlii de Belle Arte din București. Aici i s-a adus critica că nu poate fi ... nici ca decorație, nici ca pictură, prea multă decorație pentru o lucrare de caracter pictural și prea multă pictură pentru o lucrare cu caracter decorativ. Un admirator nedisputat al pictorului a fost criticul și colecționarul Alexandru Bogdan-Pitești, care a considerat că cele două lucrări sunt cele mai bune făcute vreodată în România. Se cunoștea că Bogdan-Pitești era unul din cei mai fervenți susținători ai mișcării de înnoire a artei românești, împreună cu Ștefan Luchian. Se cunoștea, de asemenea, că era apropiat de Theodor Pallady, M. H. Maxy, Camil Ressu sau Constantin Brâncuși, deci nu poate surprinde o astfel de opinie în elogierea pe care a făcut-o celor două lucrări ale lui Baltazar. Astfel, a scris că Apcar Baltazar .... cu sensul decorativ ce avea, cu însușirile sale de colorist și de sintetizator, el singur poate ar fi fost capabil să ne creeze un stil și o artă proprie, caracteristică acestei țări.
Ca și concluzie, dacă în pictura de gen Baltazar a folosit o manieră impresionistă unde s-a preocupat de observarea detaliilor oferite de natură și dacă în pictura istorică artistul s-a dovedit a fi un savant determinat să reconstituie amănuntul trecutului, în lucrările de inspirație mitologică pictorul a fugit de banal și de trivialitatea specific burgheză, pentru a crea imagini dorite a fi monumentale și sublime în stilul lui Edward Burne-Jones, Gustave Moreau, Arnold Böcklin sau Puvis de Chavannes. Apcar Baltazar l-a denumit pe cel din urmă divinul și l-a considerat a fi un geniu în viață, admirând decorațiile murale pe care Chavannes le-a făcut la Sorbona și la Pantheon. Avea și reproduceri după aceste picturi și exclama adesea privindu-le: ... artă superioară, artă simțită, gândită de un cap superior, o fire distinsă. Analizând opera lui Baltazar și pe cea a lui Chavannes, criticul Vasile Florea a determinat o apropiere importantă între cei doi, făcând comparație între Sfântul Gheorghe ucigând balaurul și decorațiile cu Sfânta Geneviéve a lui Chavannes. Ambele lucrări aparțin simbolismului trasat de Albert Aurier, care a cerut ca opera de această sorginte să fie una ideistică, subiectivă, sintetică și mai ales decorativă. Ultimul atribut este cel care caracterizează cel mai plenar opera pe care a lăsat-o în urmă artistul Apcar Baltazar.

### Zugravul de biserici
Similitudini cu fenomenul neobizantinismului rusesc au apărut și în arta românească, unde artiștii au simțit nevoia racordării la stilul neoromânesc care s-a manifestat cu predilecție în arhitectură, cu plusurile și minusurile de rigoare.

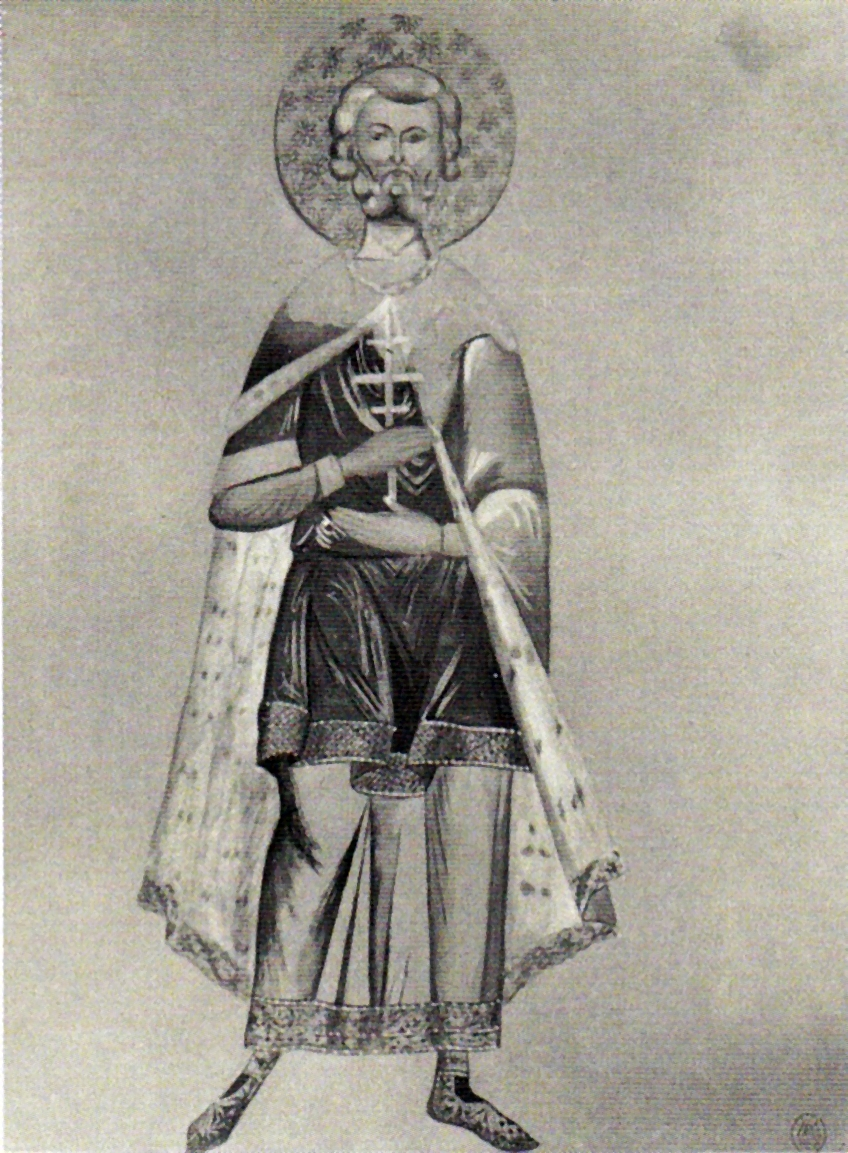
Sfântul Eustație - Apcar Baltazar

Art Nouveau-ul, ca variantă a romantismului târziu este ilustrat de conceptul Einfühlung-ului. În estetică a fost definit ca simpatie și mai apoi a fost tradus ca empatie), conceptul fiind inventat de către Robert Vischer. Arta 1900, așa cum mai este denumit Art Nouveau-ul, este caracterizată prin valorificarea elementelor stilistice medievale și ale artei populare într-un mod novator. O atitudine similar romantică o reprezintă în Occident pasiunea pentru goticul european care a cunoscut o adevărată reînviere în turnura neogotică care a urmat. Astfel, cei care au intuit evoluția curentului - William Morris, John Ruskin, Eugène Viollet-le-Duc etc. - au studiat și au relevat virtuțiile catedralelor și au stimulat interesul pentru ele în lumea artistică. Imediat după ei, pictorii, arhitecții și graficienii au preluat elementele stilistice gotice și le-au integrat propriilor mijloace de exprimare. Pe renașterea gotică s-a bazat Mișcarea artistică Arts and Crafts și unii arhitecți ca Henry Van de Velde și Arthur Mackmurdo. Limbajul neogotic a fost folosit și de Victor Horta, Eugène Samuel Grasset și Antoni Gaudí.
În estul Europei și în Rusia, o parte dinte artiști și arhitecți s-au interesat și ei de valorile artistice medievale. Elementele gotice fiind practic inexistente, aceștia și-au îndreptat atenția spre arta rusă veche care era de inspirație bizantină. Rezultatul acestei mișcări novatoare s-a întrupat într-un stil național identificat mai apoi ca un stil neorusesc sau stil neobizantin. Sub pretextul revenirii la valorile autentice tradiționale, neobizantinismul a dat de fapt drumul spre impunerea unui gust îndoielnic pe care burghezia l-a promovat sub o mască patriotardă, tocmai pentru a-și susține interesele sale triviale. Tradiția nu era întotdeauna fructificată într-un mod creator, ci tocmai într-un spirit conservatorist și mai ales în elementele ei lăturalnice, deci minore. Arhitecții se comportau ca niște decoratori și s-au limitat să repete la infinit motivele ornamentale ale arhitecturii ruse vechi. Rezultatele acestor demersuri au fost niște edificii inestetice, greoaie, care frizau adesea kitsch-ul. Neobizantinismul a avut doar în pictură unele succese, datorită unor pictori absolut excepționali precum Mihail Vrubel și frații Viktor Vasnețov și Apollinary Vasnețsov.
Apcar Baltazar s-a afirmat ca unul din cei mai fervenți militanți pentru prezervarea și protejarea artei medievale din România. Preocupările sale în acest domeniu au îmbrăcat mai multe aspecte. În primul rând, el a nutrit un mare interes pentru vestigiile trecutului și în al doilea rând, era îngrijorat de tratamentul deficitar la care erau expuse acestea. Această atitudine a fost una responsabilă și vizionară pentru acele timpuri, în care opinia publică nu conștientiza valorile culturale pe care trecutul le-a lăsat în acest spațiu plin de frământări.
În mod asemănător altor artiști, ca Nicolae Tonitza, Theodor Pallady și Ștefan Luchian, Apcar Baltazar a fost angrenat în zugrăvirea unor lăcașuri de cult ortodoxe. Baltazar a pictat biserica din Drăcșani, Teleorman și a restaurat pictura murală executată de Gheorghe Tattarescu la Biserica Oțetari din București (vezi secțiunea Controverse, incertitudini).[C]

Motive ornamentale, desene și frescă de Apcar Baltazar
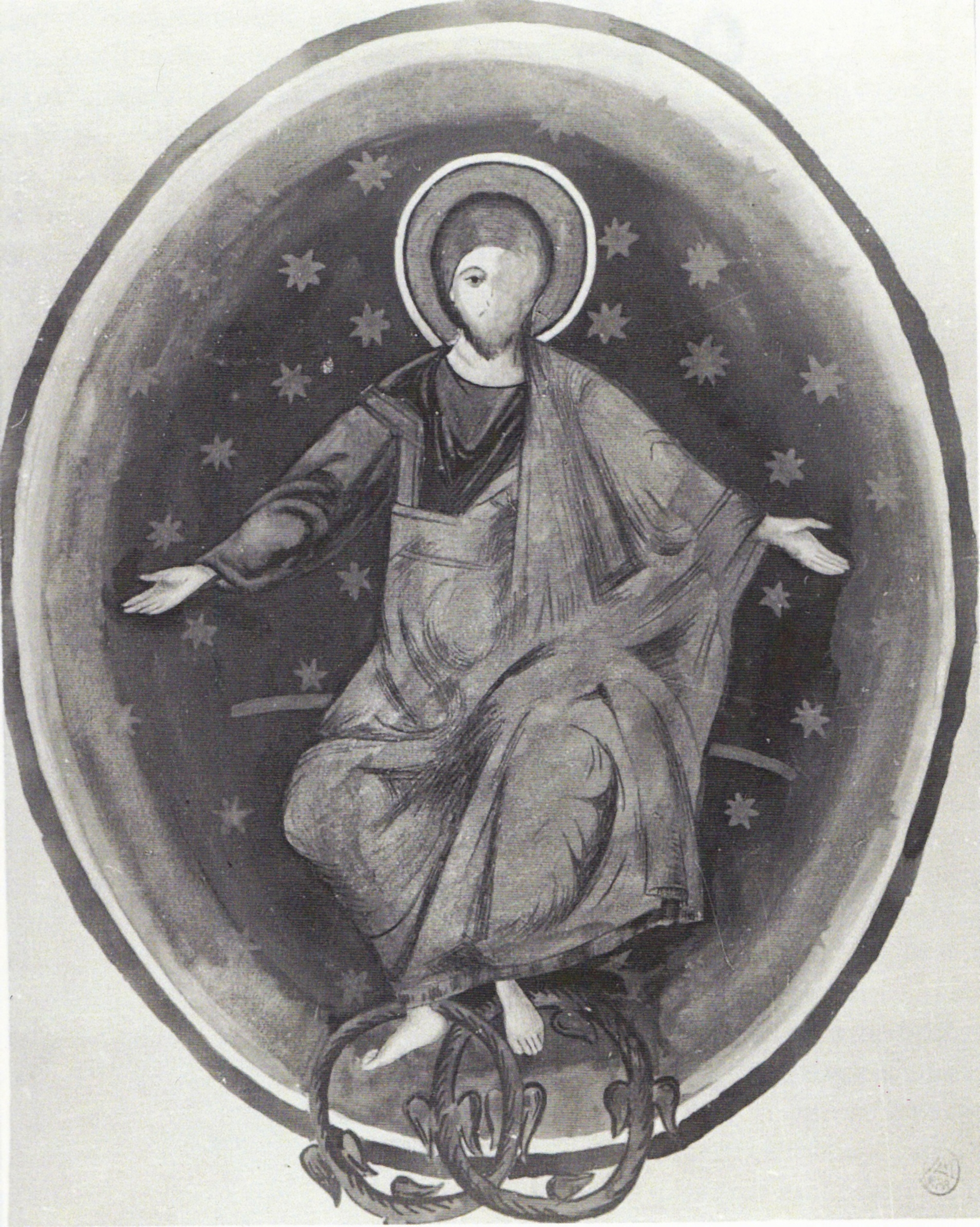
Isus în slavă (1)
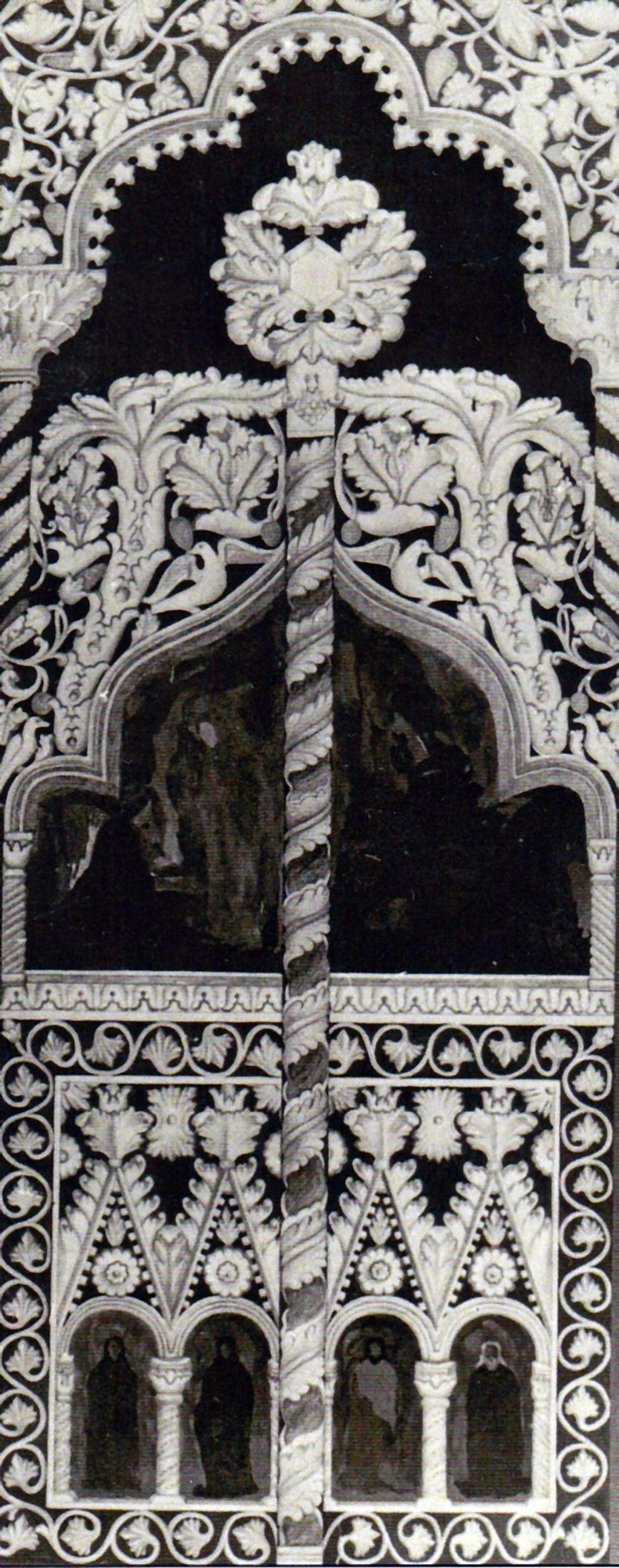
Uși împărătești
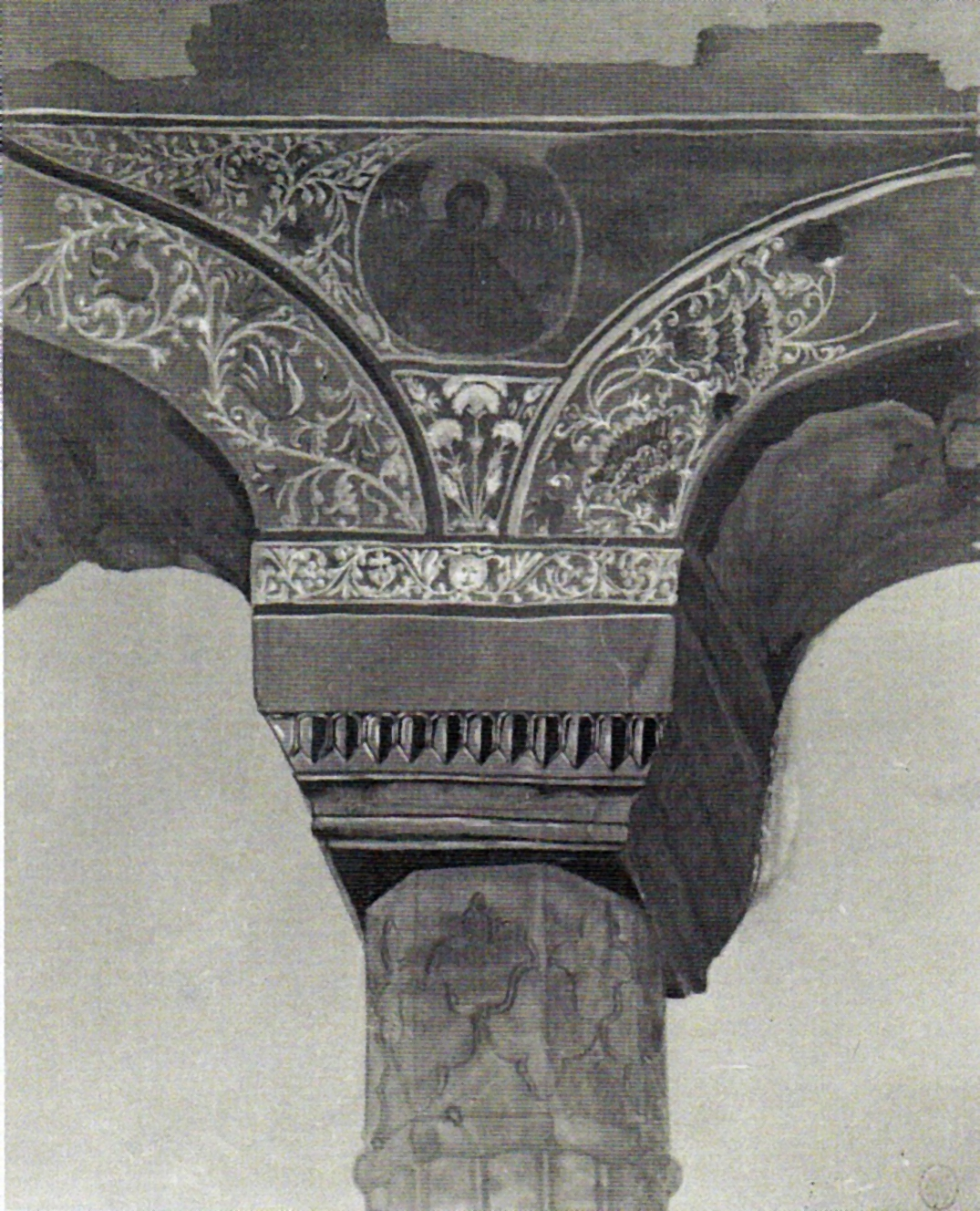
Motiv ornamental (1)
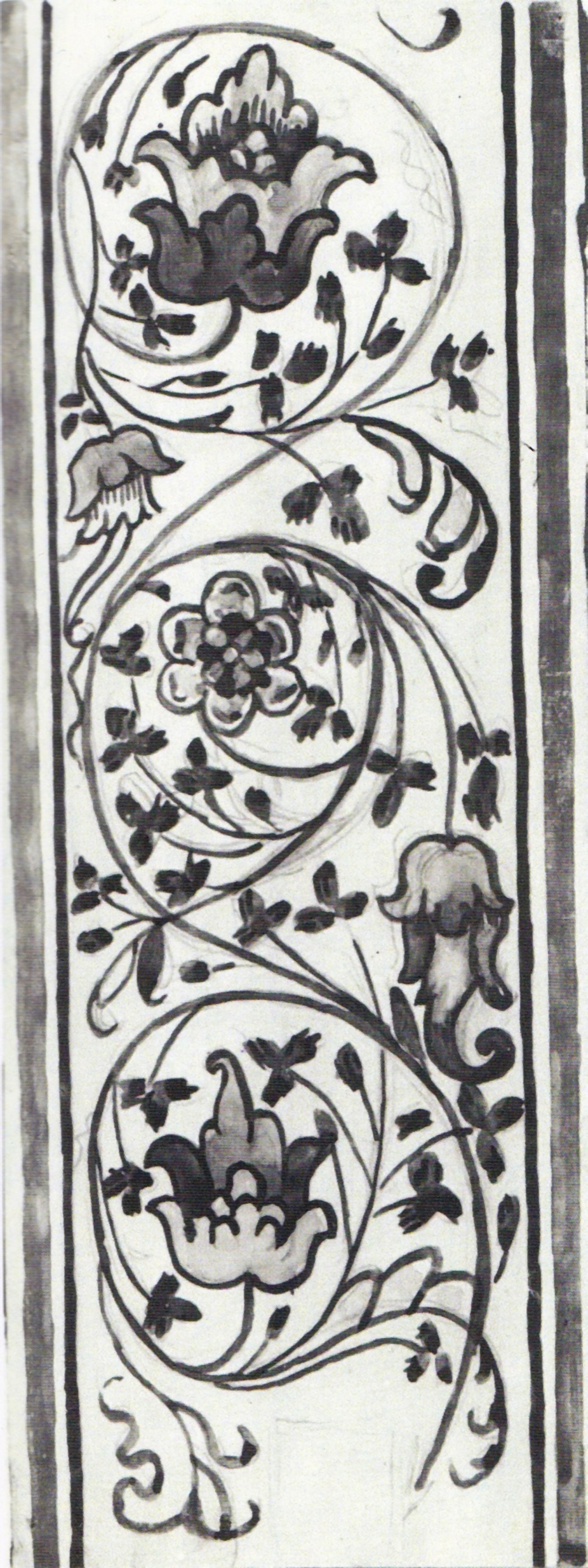
Motiv ornamental (2)
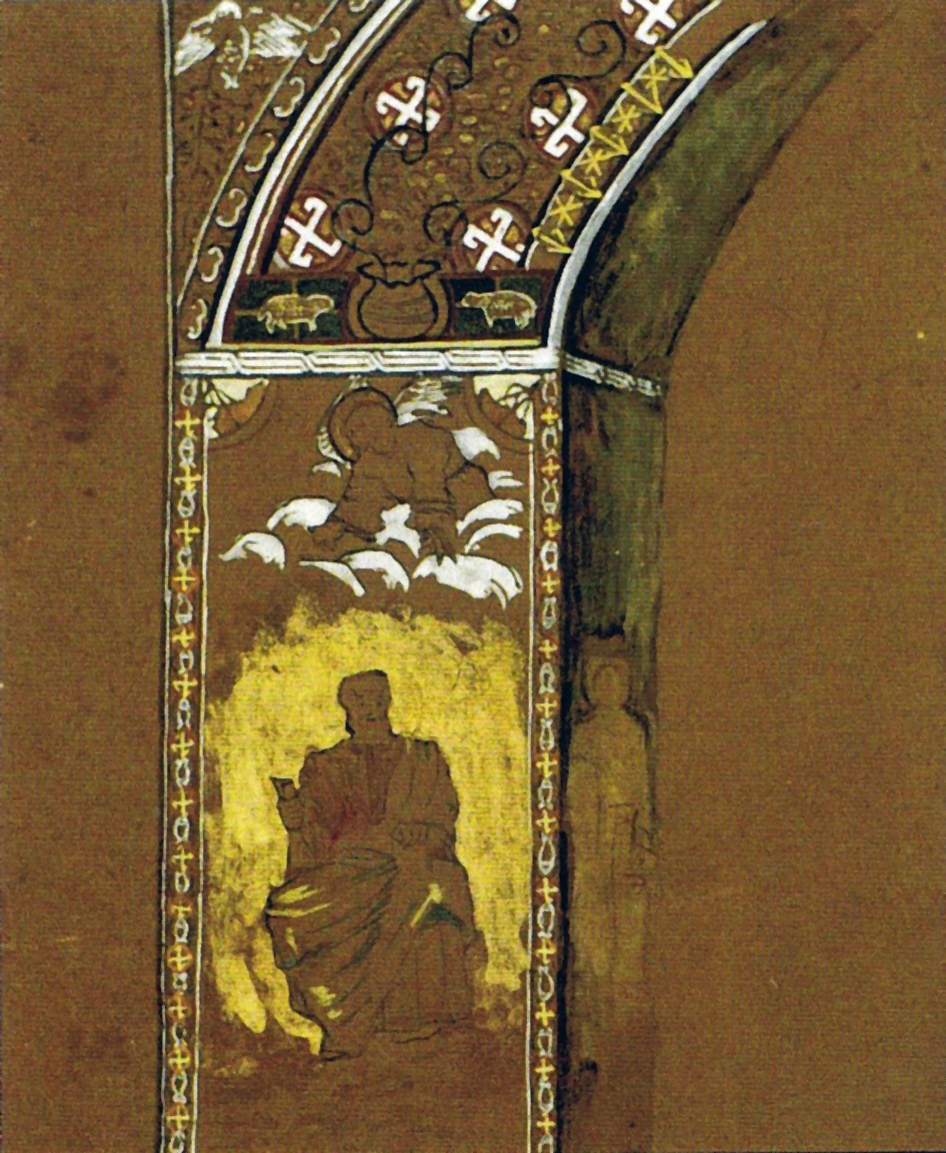
Motiv ornamental (3)
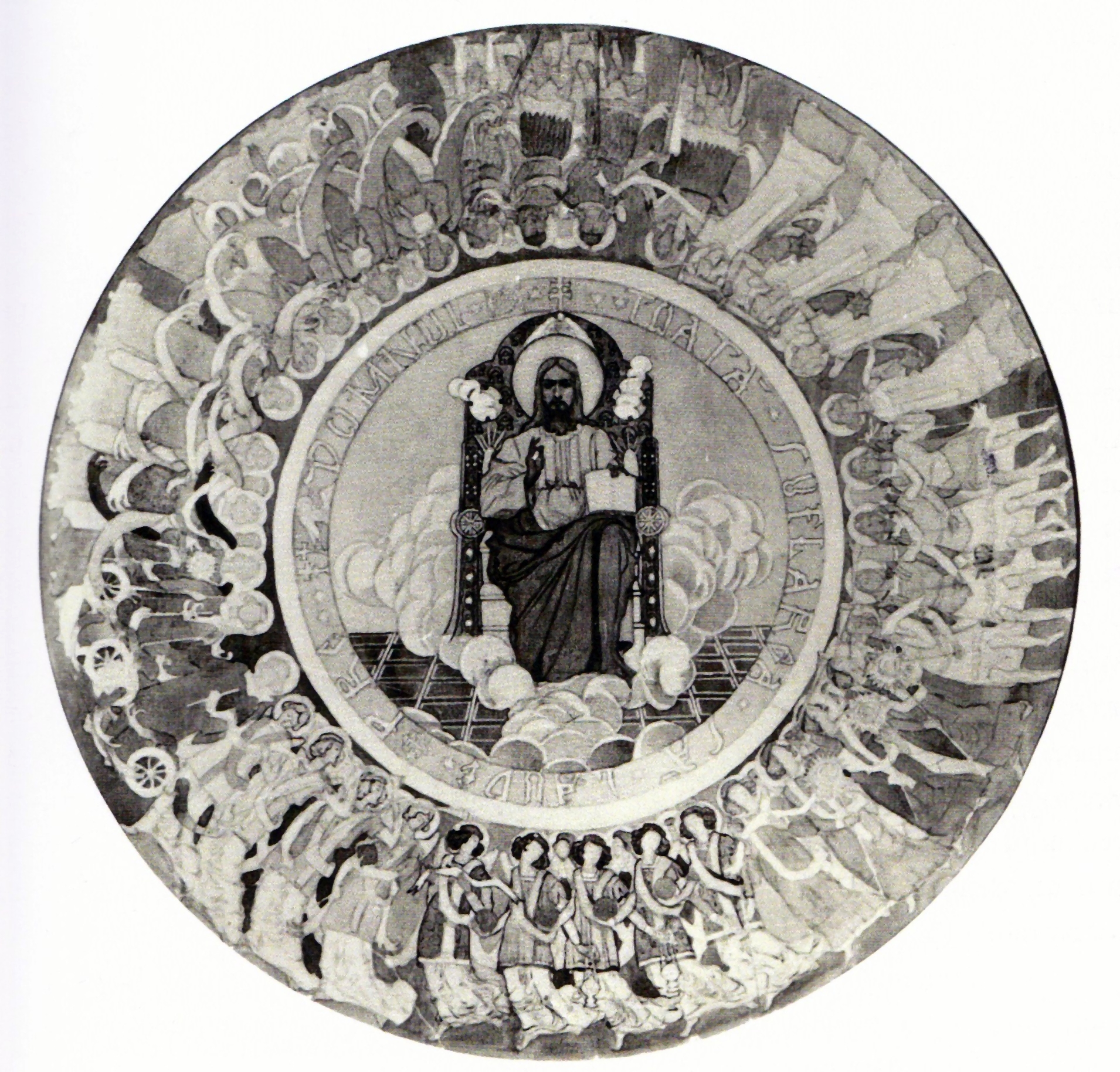
Isus în slavă (2)

Pictorul Baltazar s-a documentat temeinic înainte de a aborda zugrăvirea în frescă, fiind un studios înveterat; el a cercetat amănunțit nu doar vechile așezăminte românești, ci și arta bizantină. A executat releveuri și schițe pregătitoare – cum au fost cele de la Mănăstirea Hurezi. Astfel, Nicolae Pora a menționat că Baltazar a făcut „... o serie întreagă de desenuri, adevărate bijuterii de artă străveche adunate pe nenumărate planșe, muncind cu răbdare de benedictin, copiind pe încetul elementele caracteristice necesare unei vaste lucrări asupra vechei noastre picturi”. Toate desenele pe care pictorul le-a făcut au o valoare de sine stătătoare datorată fineții execuției și dezvăluie calitățile de decorator ale artistului. Acesta a publicat în perioada anilor 1908-1909 în Buletinul monumentelor istorice monografii tematice precum: Frescurile de la Hurezi, Decorațiunile de la paraclisul Mitropoliei din București și Frescurile de la Colțea. Printre ultimele lucrări de grafică pe care pictorul le-a realizat au fost copiile făcute la Mănăstirea Hurezi și la Filipeștii de Pădure. În acestea se poate observa atenția pe care el a acordat-o motivelor ornamentale pe care a intenționat să le utilizeze în viitoarele sale creații artistice. Fiind trimis de Ministerul Instrucțiunii la Mănăstirea Hurezi, el a fructificat pe deplin caracteristicile picturilor murale pe care le-a studiat la fața locului. Amplul studiu monografic intitulat Frescurile de la Hurezi, bogat ilustrat, urma să fie publicat în trei părți în Buletinul Comisiunii Monumentelor Istorice. A publicat prima parte, partea a doua și a treia însă au rămas în manuscris, din cauza decesului prematur din data de 26 septembrie 1909.

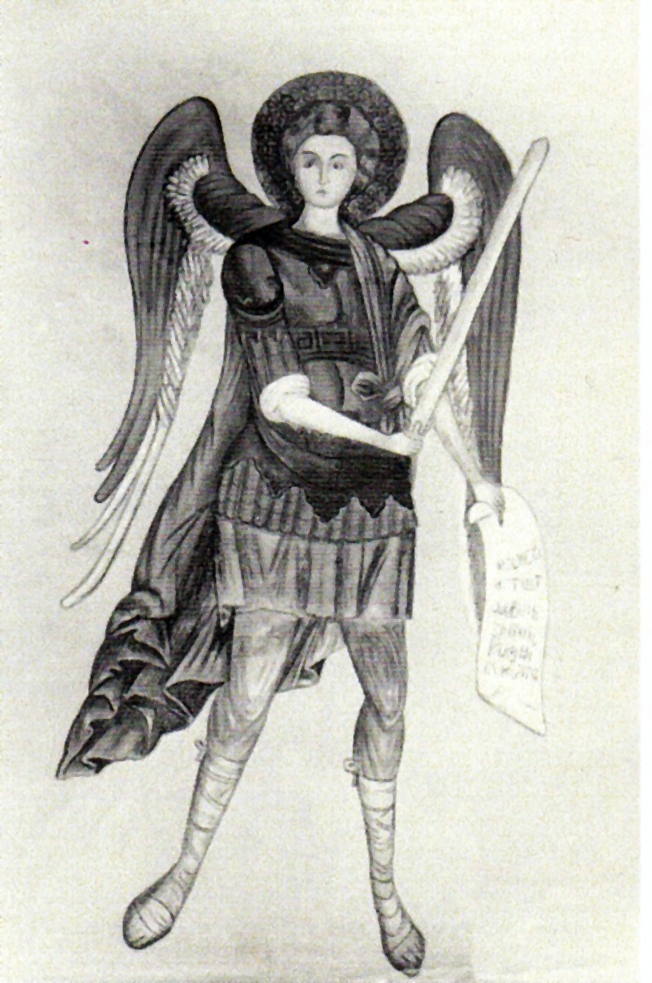
Arhanghelul Mihail - Apcar Baltazar

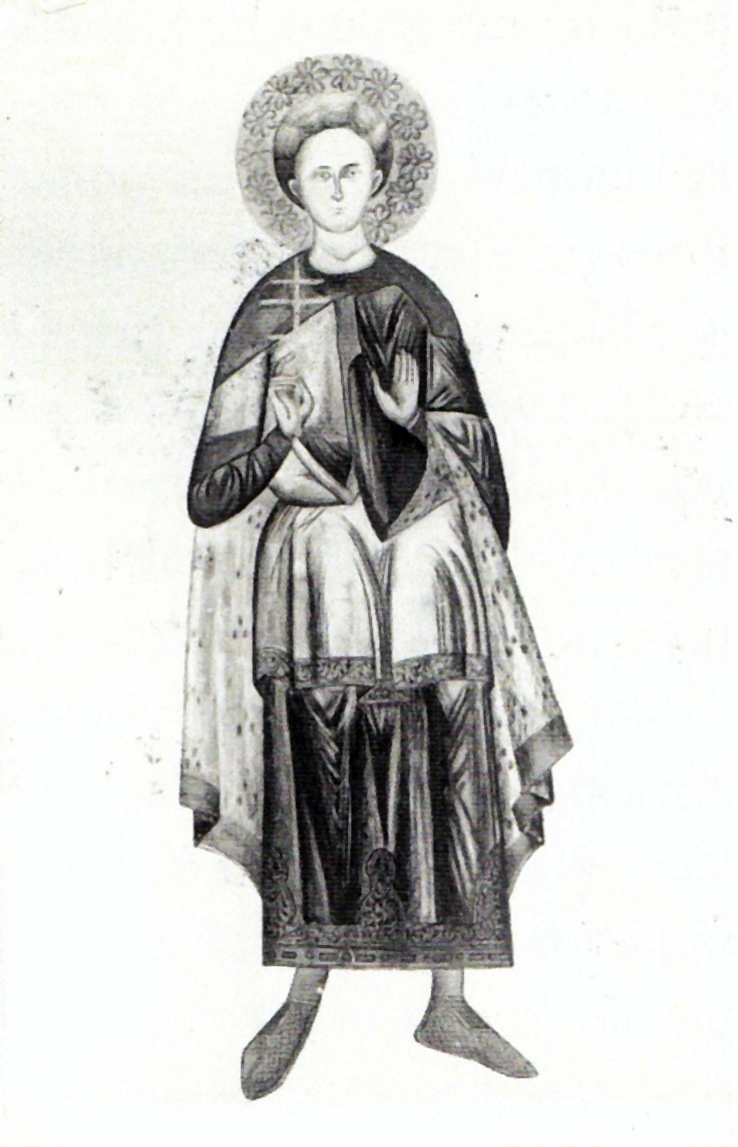
Sfântul Dumitru - Apcar Baltazar

În activitatea publicistică pe care a practicat-o, Apcar Baltazar a fost preocupat într-un mod deosebit de problemele de restaurare ale monumentelor istorice. El s-a poziționat împotriva înlocuirii frescelor tradiționale bisericești cu imaginile fasonate după moda cea nouă a sfinților chipeși, care nu sunt autentici românești și care nu au nici măcar un caracter decorativ specific unei picturi murale. Artistul a militat pentru păstrarea și îmbogățirea tradiției românești, criticând vehement toate intervențile neadecvate la restaurarea vechilor ansambluri de pictură murală, așa cum a fost de exemplu la Biserica Zlătari din București. El a atras atenția că, tradiția nu înseamnă preluarea unor elemente caracteristice exterioare – cum sunt motivele populare de pe cusături sau crestăturile din lemn și plantarea lor talequale în pictură sau arhitectură, pentru a căuta să reprezente ceva specific românesc. Având însă o fire cercetătoare, artistul a căutat surse de inspirație și cunoaștere și în valorile culturale ale altora, în special ale armenilor, persanilor și georgienilor. În opinia sa, din toate elementele care au avut contact în mod istoric cu arta românească au rămas ceramica, desenele de pe scoarțele românești, cusăturile și crestăturile în lemn.
Recomandările lui Apcar Baltazar au fost prezervarea nealterată a motivelor populare și a modului de tratare a monumentelor românești medievale și bizantine, instrucțiuni pe care și el însuși le-a aplicat cu ocazia picturilor murale pe care le-a făcut la cele două biserici, unde a obținut contracte de execuție. Frescele menționate mai sus ca și o multitudine de scene pictate în acuarelă pe hârtie sau tempera - Cuvioasa Veronica, Împărații Constantin și Elena, Arhanghelii Mihail și Gavril - relevă privitorului nu numai calități stilistice, ci și un spirit care răzbate din vechile fresce românești. Dumitru Karnabatt a văzut multe din lucrările executate de Baltazar și care astăzi sunt pierdute și a menționat că:
„Stilul bizantin în mâna lui inspirată se însuflețește de comunicativa viață interioară, se luminează cu poezie și vis, se îmbogățește cu sugestiune de transcendență estetică, curgând în linii subtile ca firele de aur și mătase, înveșmântând forme de o grație botticelliană. Frumusețea interioară este exprimată într-o rară frumusețe de atitudine, este îmbrăcată într-o elegantă frumusețe decorativă.”—Dumitru Karnabatt: Expoziția retrospectivă a pictorului A. Baltazar, în ziarul Curentul, 13 iunie 1936.

### Artistul decorator
„Oriunde există inteligență ce dă fiecăruia o voință de dezvoltare și bunăstare se naște o artă decorativă... arta decorativă este odată cu arhitectura, arta cea mai universală ce există, aceea care interesează pe toți oamenii fără excepție, bogați sau săraci.”—Jacques Lassaigne: În căutarea stilului timpului nostru. Arta decorativă în ajunul expoziției din 1937, în Revista Fundațiilor Regale, din 1 aprilie 1937, pag. 131-136

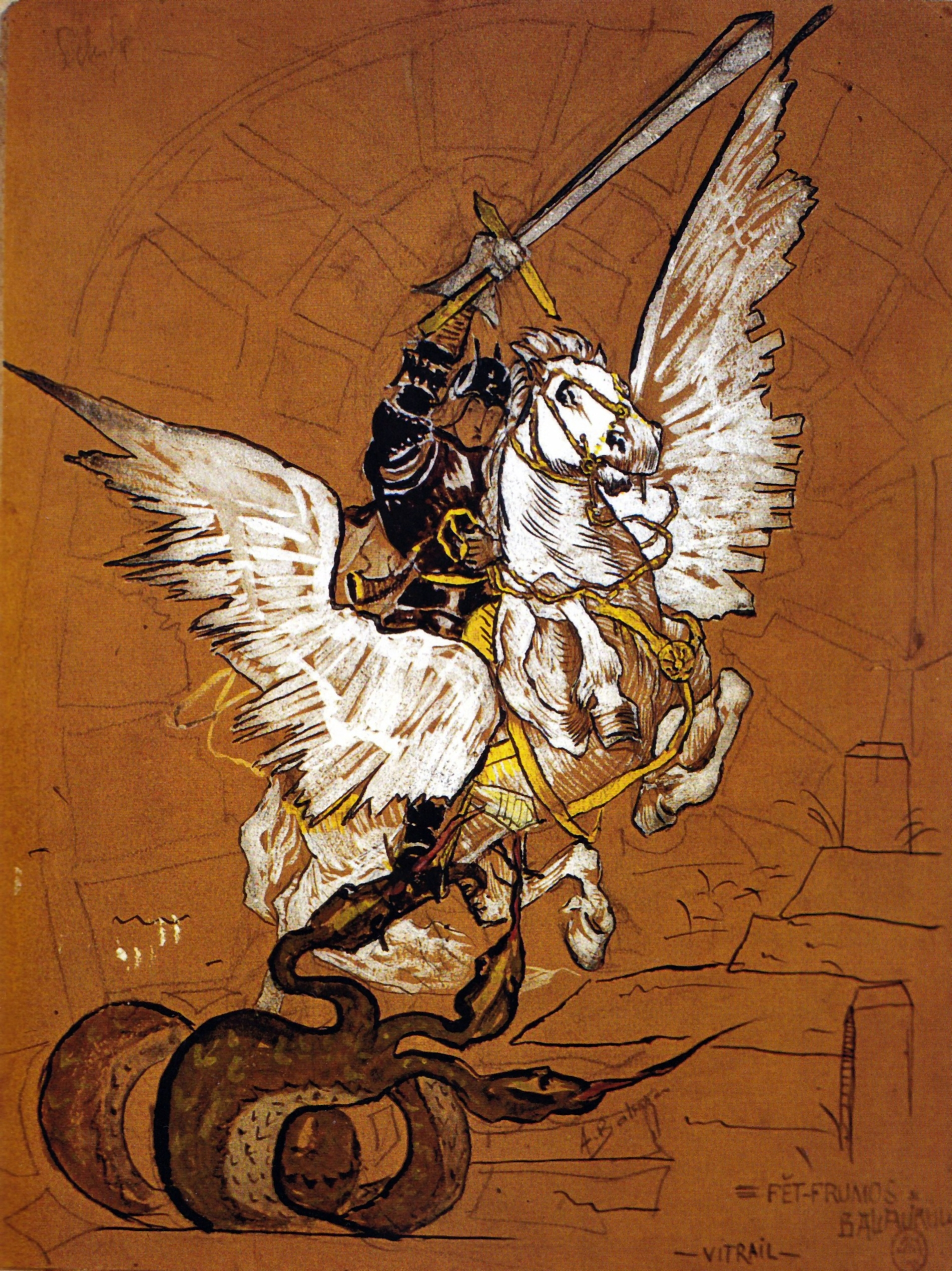
Făt-Frumos în luptă cu smeul

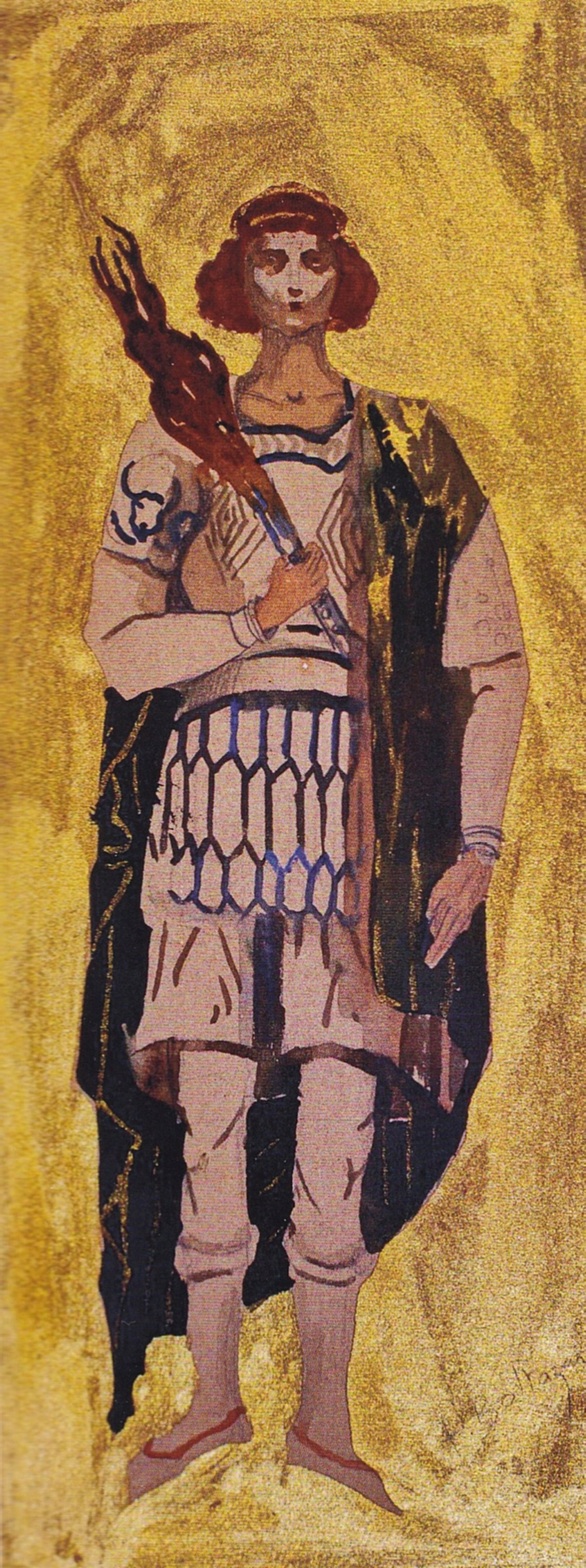
Făt-Frumos cu torța

Arta decorativă ca parte integrantă a curentului Art Nouveau a cunoscut cel mai mare avânt în jurul anilor 1900. Rădăcinile sale se regăsesc într-o epocă care coboară până la jumătatea secolului al XIX-lea, în perioada prerafaelițiilor englezi, tocmai datorită interesului manifestat de către aceștia pentru arta aplicată. Frăția prerafaelită a reacționat imediat la mulțimea produselor de fabrică apărute în acea perioadă, fapt care i-a încurajat în integrarea artelor în viața cotidiană. Astfel, ei au făcut primele schițe de mobilier sau imprimeuri, urmând exemplul pe care l-au dat mentorii lor, William Blake și John Ruskin. Separat de aceștia, Oscar Wilde a fost atras de înfrumusețarea obiectelor uzuale și a ținut conferințe intitulate Decorația în artă și Arta și meșteșugul. În ultimul deceniu al secolului al XIX-lea a apărut mișcarea lui William Morris, Art and Crafts, al cărui țel era introducerea frumosului în aceleași obiecte de uz cotidian. Alte organizații ca Century Guild (Ghilda secolului) și-au propus modificarea tuturor orizonturilor ramurilor artei din unul comercial într-un estetic. Aceleași obiective le-au avut și Cristopher Dresser, Walter Crane și alții, în domeniul ilustrației de carte. Astfel, în Marea Britanie s-a născut un nou concept, mai larg și mai cuprinzător, numit Modern Style.
În Franța a triumfat la nivel oficial ideea contopirii dintre industrie și artă, imediat după expoziția de ceramică care a avut loc la Salon du Champ-de-Mars din anul 1891. Exponent al mișcării a fost Henry Van de Velde, un adevărat „om orchestră” care a activat în mai toate domeniile, începând de la arhitectură, tapet, sticlă, metal, vitralii, costume, bijuterii și până la mobilier, grafică și pictură. În Austria și Germania au existat preocupări similare în secesionismul vienez, munchenez și berlinez, în care s-a remarcat Josef Hoffmann care a reușit să creeze un stil care-i să-i poarte numele: Quadratele Hoffman. În Rusia s-a format curentul intitulat Mir iskusstva și au apărut unele ateliere de artă aplicată – cum au fost cele din Abramțevo și Talașkino, unde au lucrat o mulțime de artiști, dintre care cei mai renumiți au fost Mihail Vrubel, Vasili Polenov și Viktor Vasnețov.
În România, încă din anul 1899, B. Brănișteanu a consemnat că „... în pictură, în mobilă și în porțelanuri secesiunea a pătruns și la noi”. Semnificative în acest sens sunt grafica și concepția revistei Ileana, unde Nicolae Vermont, Kimon Loghi, Constantin Artachino și Ștefan Luchian au semnat ilustrații, frontispicii și coperte în același spirit al secesionismului. Luchian, cel mai activ dintre artiștii români în interesul pe care l-a acordat artei decorative, s-a oprit la Viena după absolvirea Școlii de Belle Arte din București pentru a vedea virtuțile decorativiste ale lui Gustav Klimt. Mai apoi, a făcut binecunoscutele panouri decorative din anul 1901 intitulate Anotimpurile, pentru Victor Antonescu. La fel s-a manifestat Theodor Pallady în panoul decorativ Torcătoarea în acuarelă și creioane colorate, sau în Ofelia în tuș și laviu. Au mai fost Cecilia Cuțescu-Storck, Ion Theodorescu-Sion, Ștefan Popescu, G. Sterian, Gheorghe Petrașcu care a semnat coperta revistei Literatură și artă română și mulți alții.

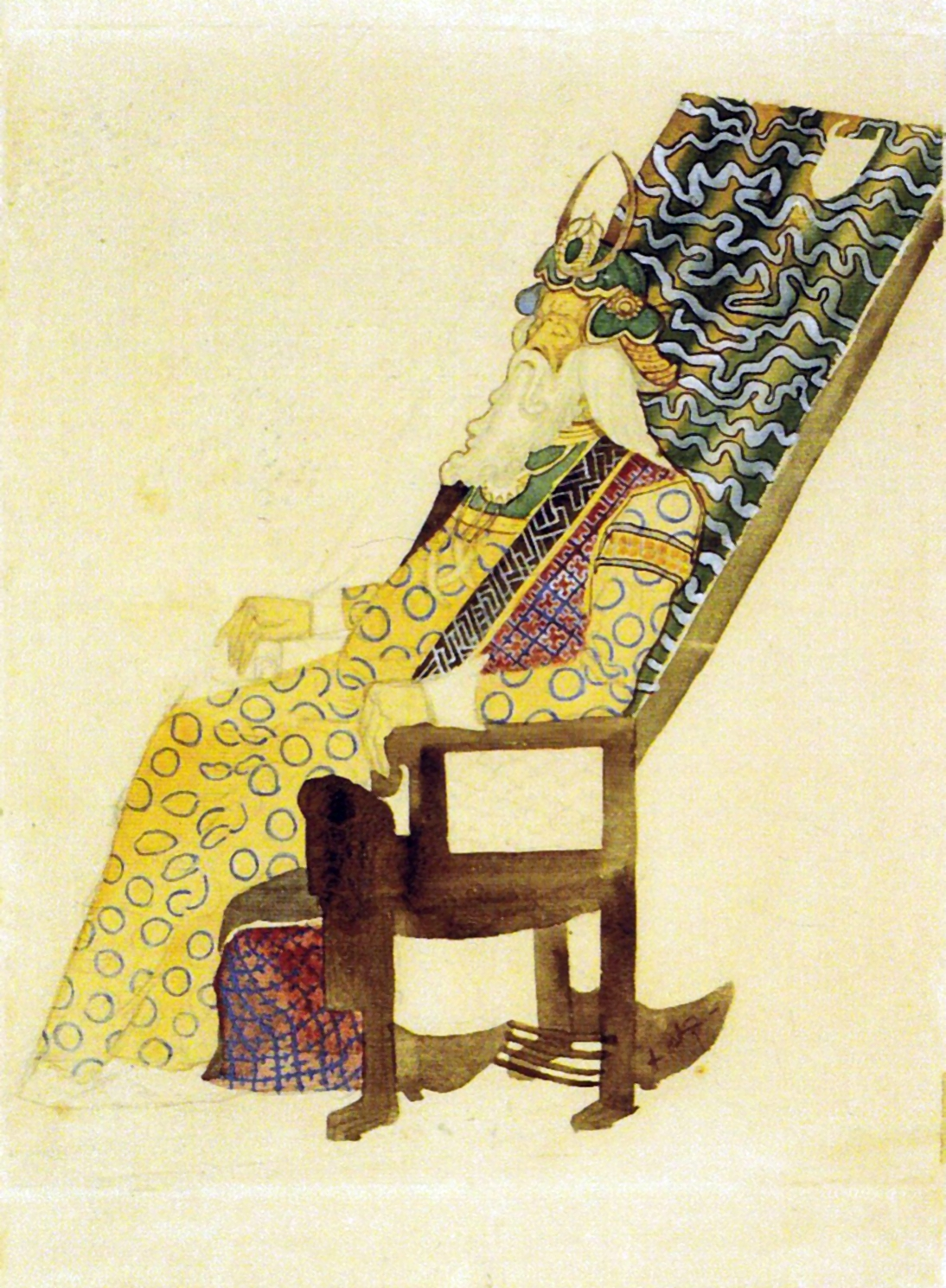
Alb Împărat în jilț

Apcar Baltazar a fost în primul deceniu al secolului al XX-lea cel mai devotat și mai dotat dintre artiștii români, în contribuțiile pe care le-a avut în domeniul artei decorative. În mod deosebit fața de colegii lui de breaslă care au acționat mai mult sau mai puțin intuitiv, el a fost preocupat până la obsesie de perspectiva creării unui stil autentic românesc, în acest domeniu. A urmărit cu ardoare toate curentele și teoriile existente atunci în vogă și a criticat adesea soluțiile inadecvate pe care le-au adoptat alții, propunând în același timp principii de urmat. Elocvent ca exemplu este articolul său intitulat Spre un stil românesc, care a fost publicat în luna noiembrie 1908 în Viața românească. Așa cum s-a mai spus, artistul a identificat componenta artei bizantine existentă în monumentele medievale, din România. A recomandat-o cu ardoare, dar nu ca un element de împrumut lăsat neasimilat și ieșit din context. A respins de la început motivul brâurilor în torsadă din picturile murale din vechile biserici românești, ca element decorativ aplicat pe cutiile de chibrituri. Similar, a avut reticențe și a criticat deplasarea culei, ca formă arhitectonică a cărei destinație este specifică locului ei de obârșie, în spațiul urban modern. Baltazar a militat pentru integrarea motivelor țărănești din meșteșugurile artistice populare în arta decortivă modernă, asta pentru că:
„... orișicând aceste cusături, aceste săpături în lemn, aceste crestături pe furcile de tors, pe cozile de linguri și pe alte obiecte de gospodărie casnică, examinate la lumina științei decorative moderne, vor prezenta lipsuri, imperfecțiuni care, firește, nu se puteau înlătura la artistul care le-a făcut, țăranul sau țăranca noastră. Totuși așa cum sunt, ele cadrează de minune cu „obiectele pentru care sunt făcute” și suntem convinși că nicio altă decorațiune, oricare ar fi ea, nu s-ar potrivi atât de bine cu obiectele din gospodăria românească... dar (n.r)... ar fi o greșeală de a transpune, așa cum se găsește, caracterul rustic primitiv al decorațiunilor de artă casnică în opera cu caracter orășenesc înaintat, din arta decorativă modernă[...] Oricât de mare și legitimă va fi admirația noastră pentru arta trecutului, sau mai bine, a artei întâlnite pe pământul țării noastre, să ne ferim de a părea arheologi în decorațiune[...] Și atunci care ar fi drumul pe care trebuie să mergem, pentru a ne găsi în fața unui stil românesc?[...] Toată această artă populară se va putea folosi ca fond de inspirație, pe care însă să se altoiască noi motive reprezentative ale unei noi forme, noi idei, reunite laolaltă, cimentate prin regulile artei decorative moderne.”—Apcar Baltazar: Spre un stil românesc, în Viața Românească din noiembrie 1908

Apcar Baltazar - motive și proiecte decorative, vitralii
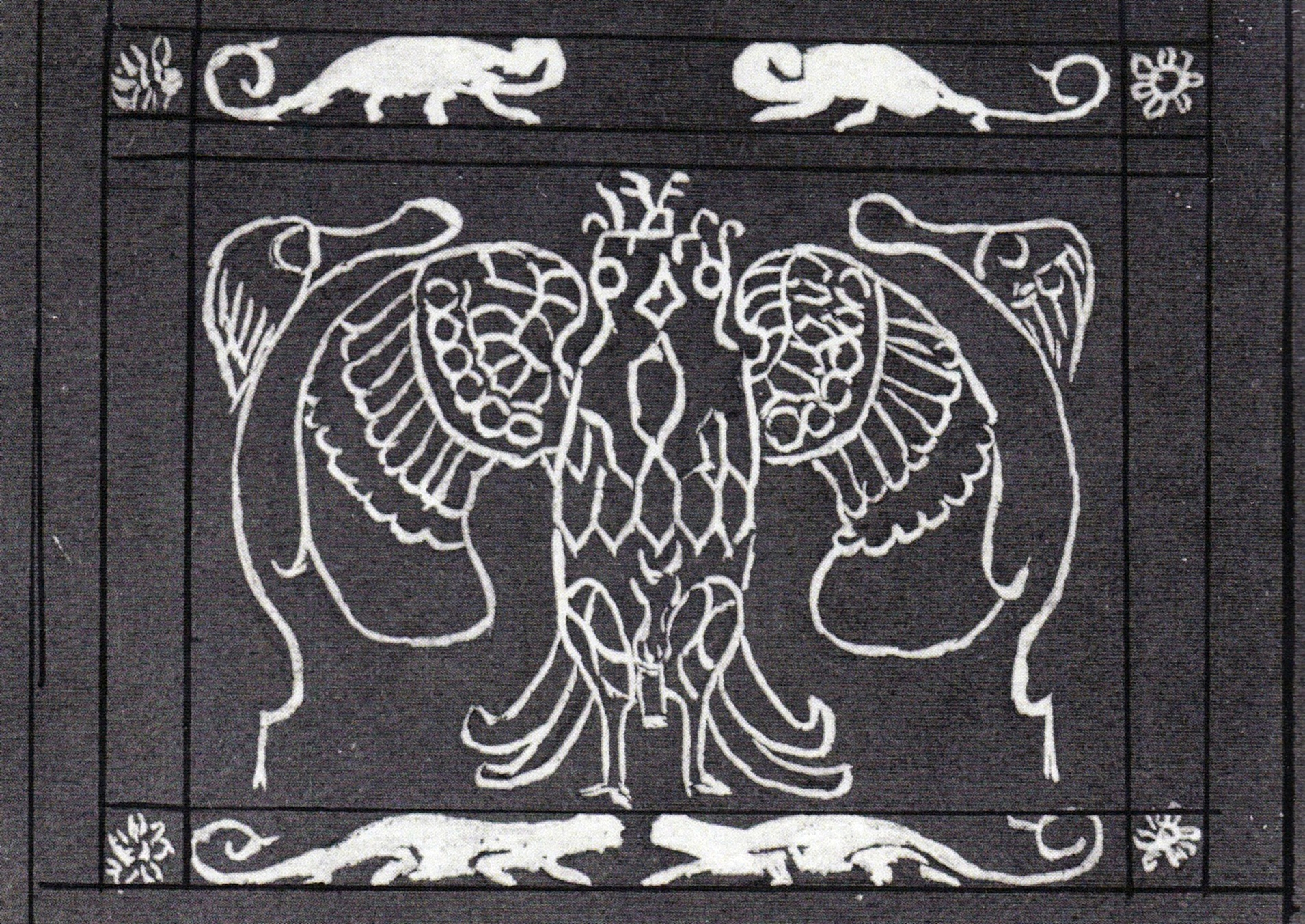
Motiv decorativ
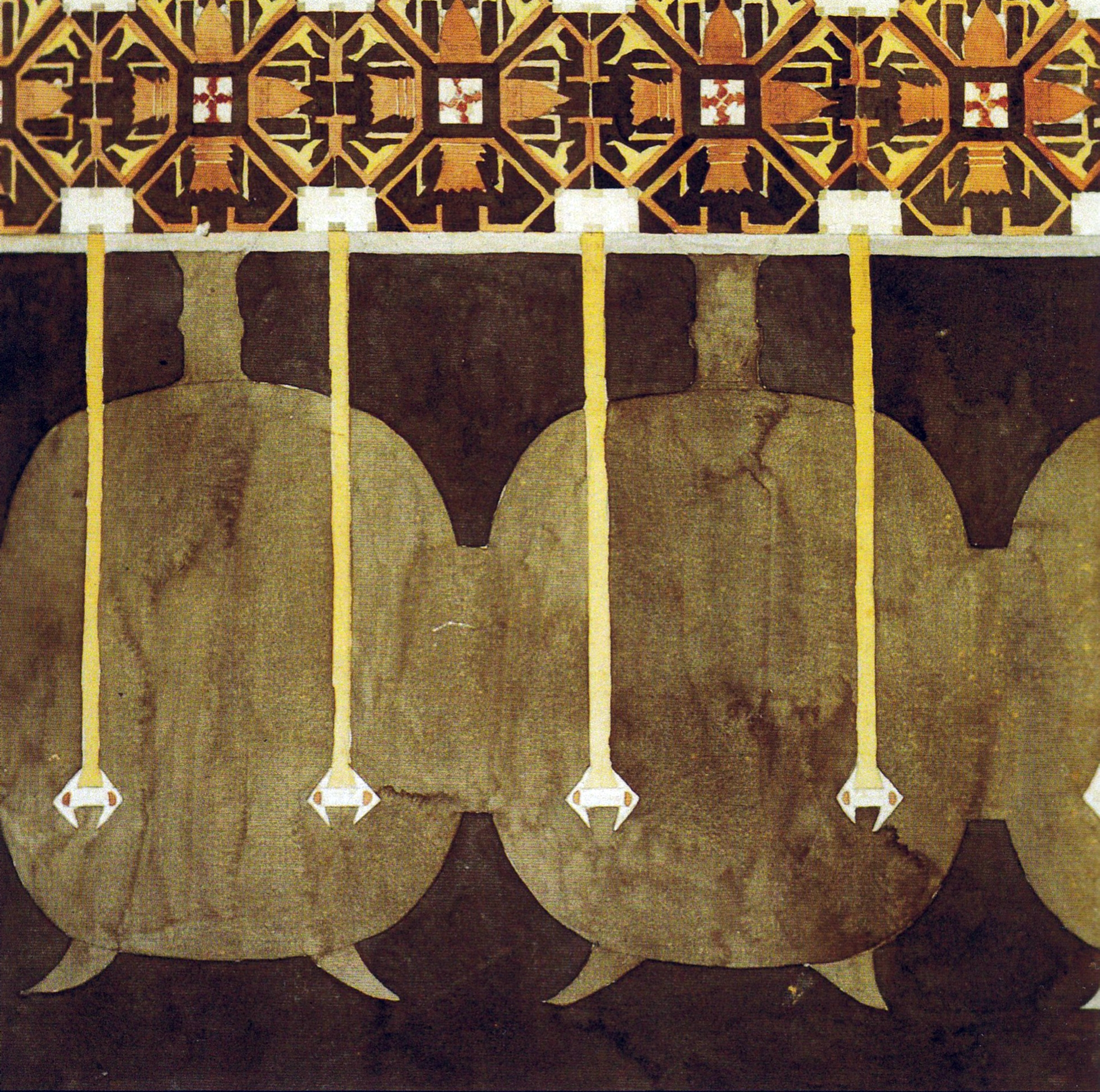
Proiect de decorație pentru sufragerie (1)
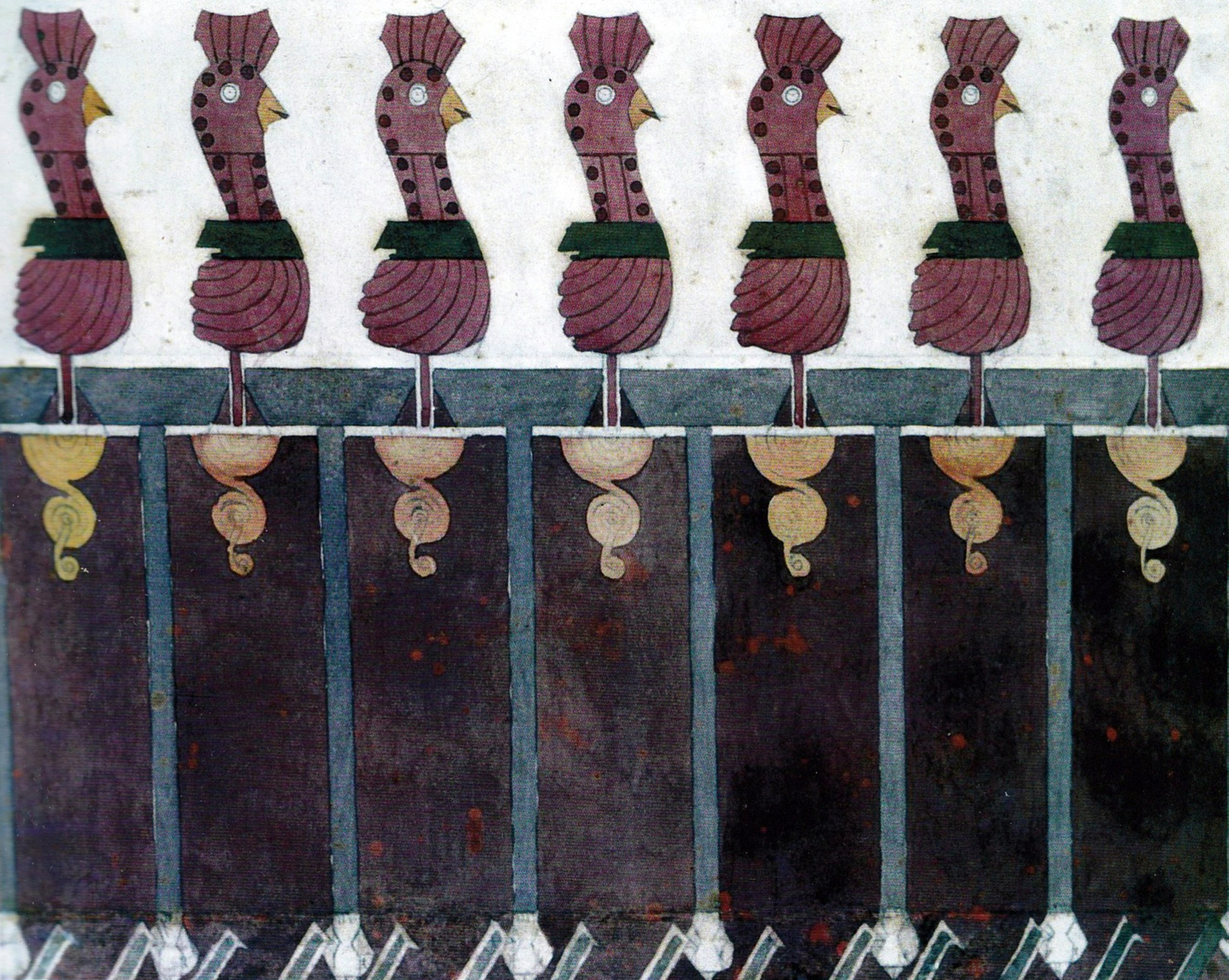
Proiect de decorație pentru sufragerie (2)
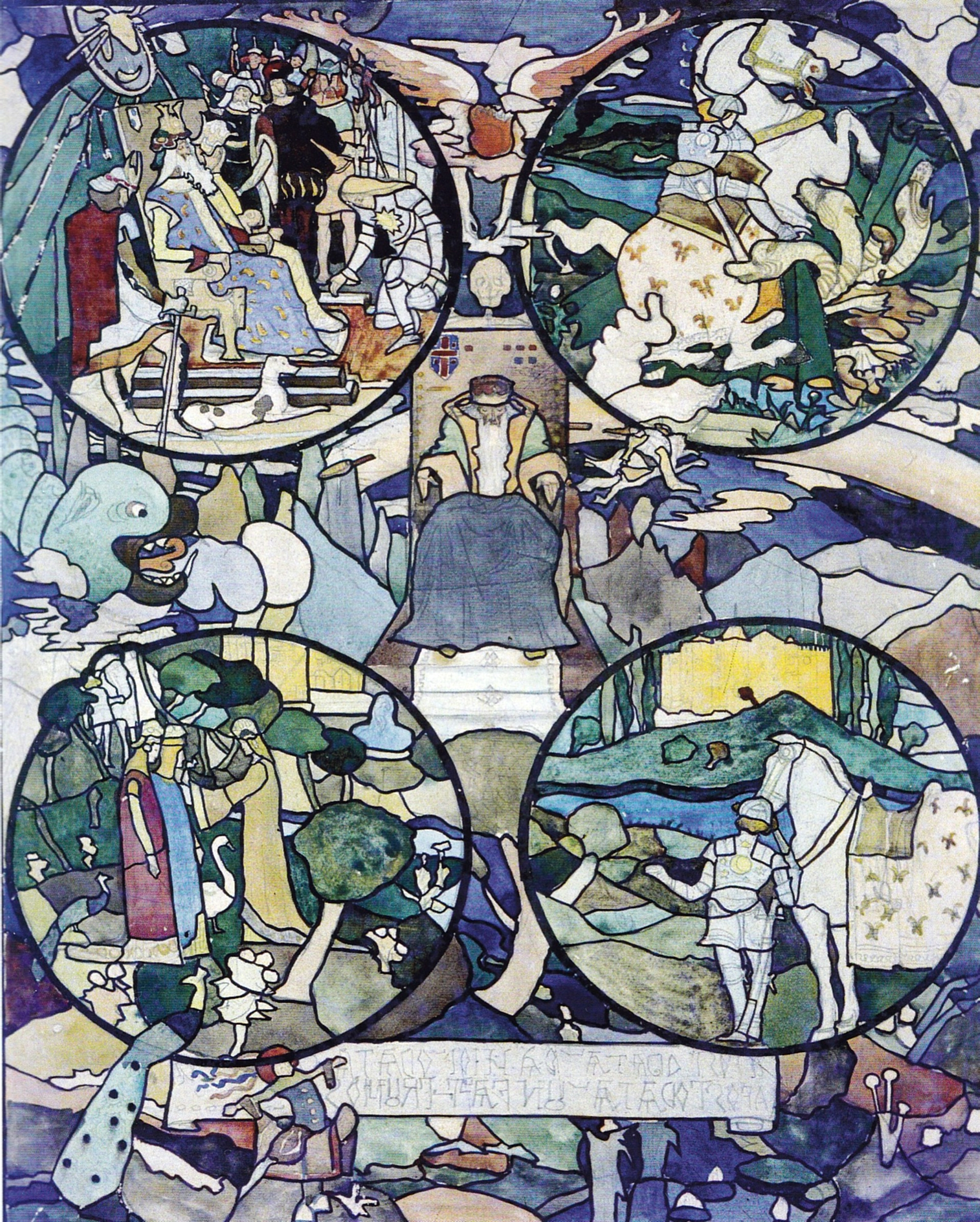
Proiect de vitraliu - Legenda lui Făt Frumos
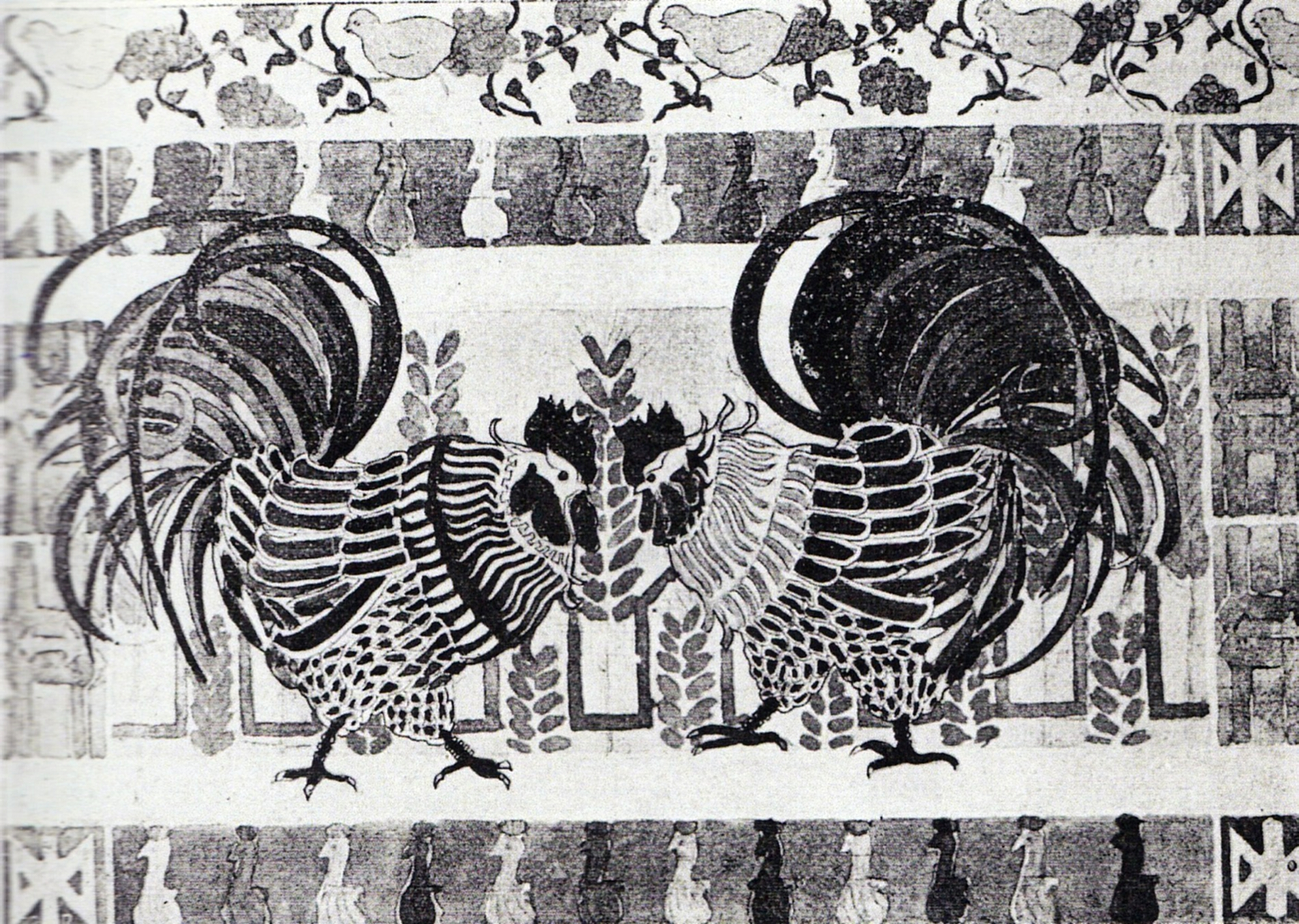
Proiect de vitraliu - Doi cocoși

Artistul a folosit în arta decorativă motive preluate din arta populară românească, așa cum apar în reprezentările stilizate ale cocoșilor în Proiectul de decorație pentru sufragerie (acuarelă și creion), sau în Proiectul de cortină pentru Teatrul Eforie, precum și în Proiectul de vitraliu. Similar este și motivul stilizat cu raci care ar fi urmat a fi folosit în decorarea unei sufragerii. Toate acestea sunt prezente astăzi în Cabinetul de stampe al Academiei Române. Motivul celor doi cocoși, cortina și subiectul panoului decorativ intitulat Povestea cerbului, au fost preluate mai târziu și de Ion Theodorescu-Sion. Theodorescu-Sion a fost acuzat de către Adrian Maniu că acesta „... cubizează prin tehnica lui Arthur Segal pe Baltazar... extrăgând tot felul de inspirații, meserie pe care un artist ar socoti-o incorectă și nedemnă”. Apcar Baltazar a mai folosit personaje din folclorul românesc ca Făt-Frumos, Ileana Cosânzeana, Păcală și Tândală și pe Făt Frumos din Lacrimă sau pe Alb Împărat. Se poate observa că nu există o diferență semnificativă în modul de abordare între înfățișarea unui sfânt pentru o frescă dintr-o biserică și guașa Făt Frumos cu torța, compoziție care poate fi asimilată și ca o reprezentare a unui sfânt militar de tip arhanghel.

Apcar Baltazar - schițe de costume de teatru și motive decorative pe ceramică
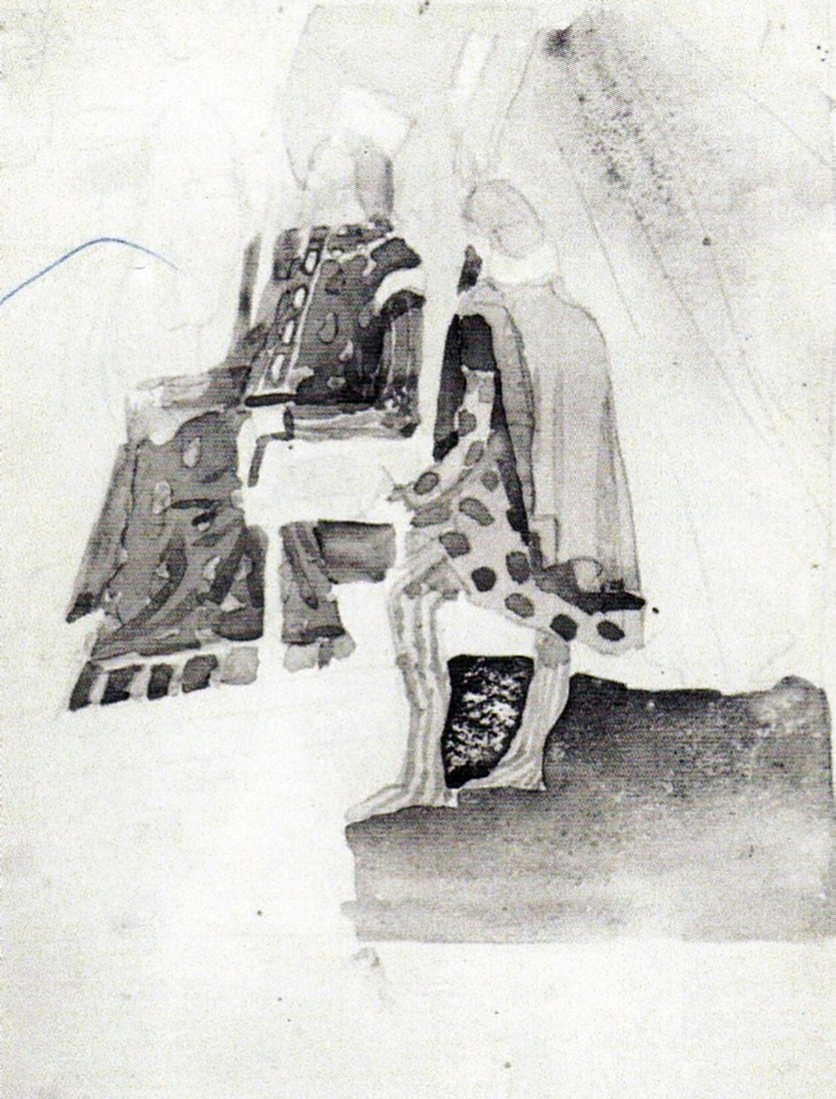
Schiță de costum (1)
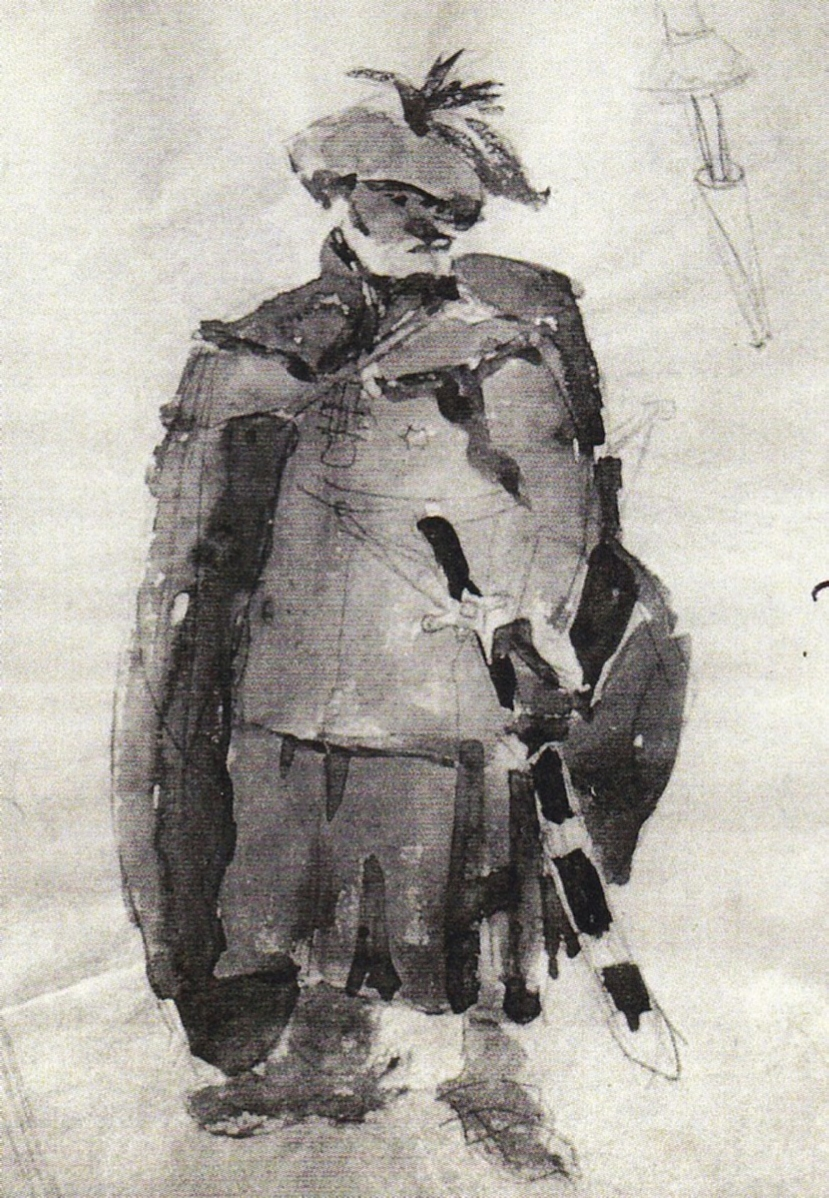
... (2)
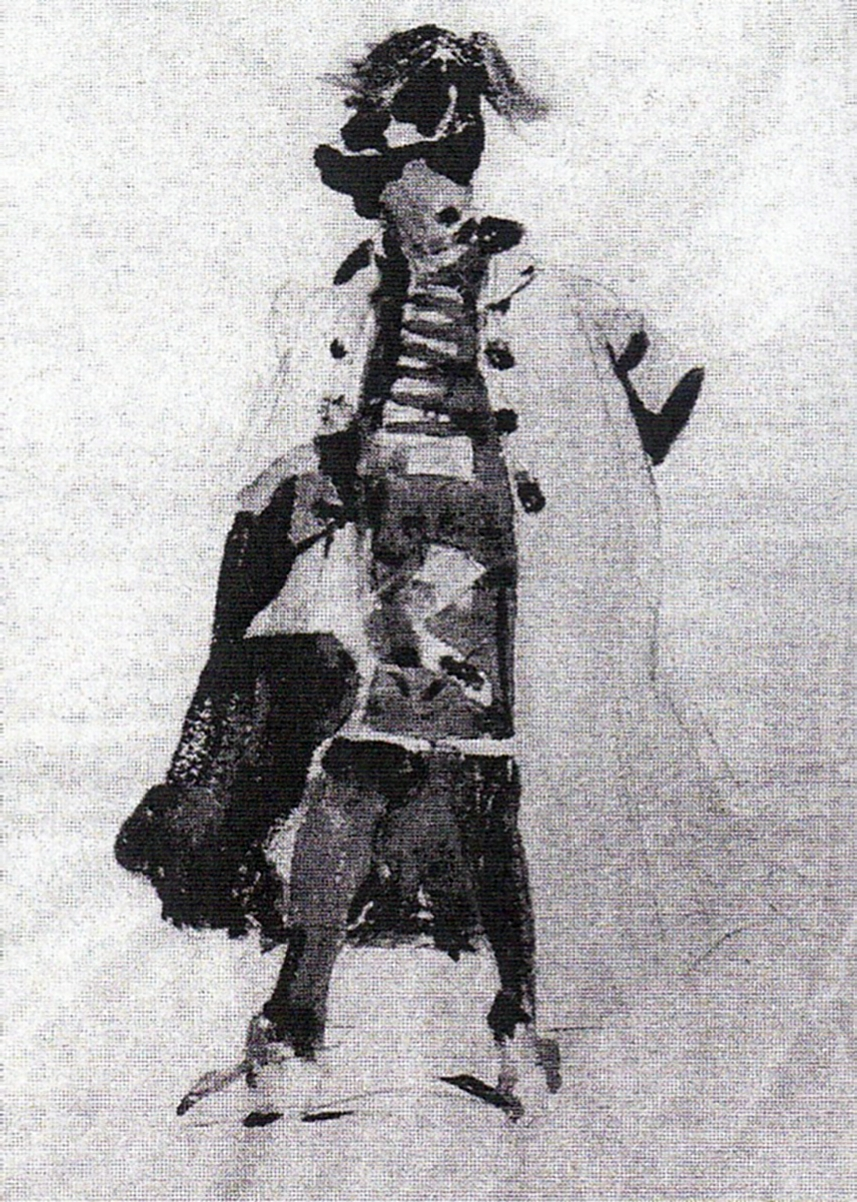
... (3)
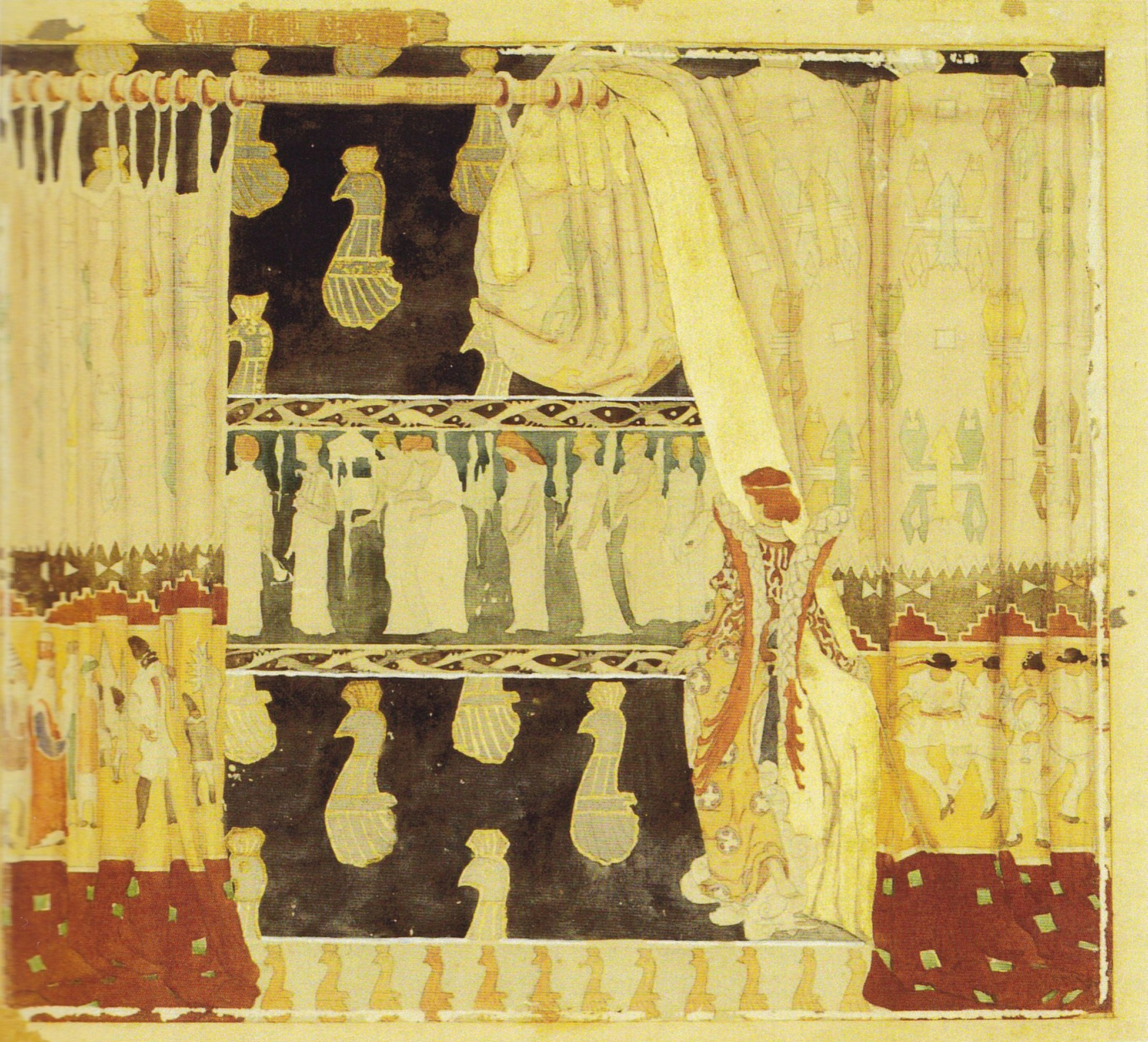
Proiect de cortină pentru Teatrul Eforie
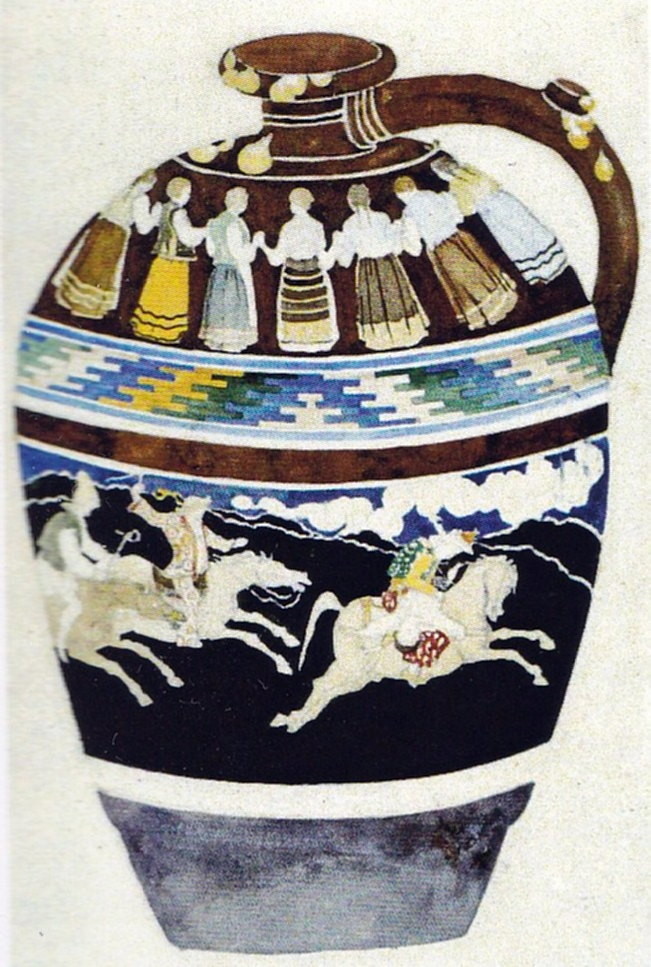
Proiect decorativ (1)
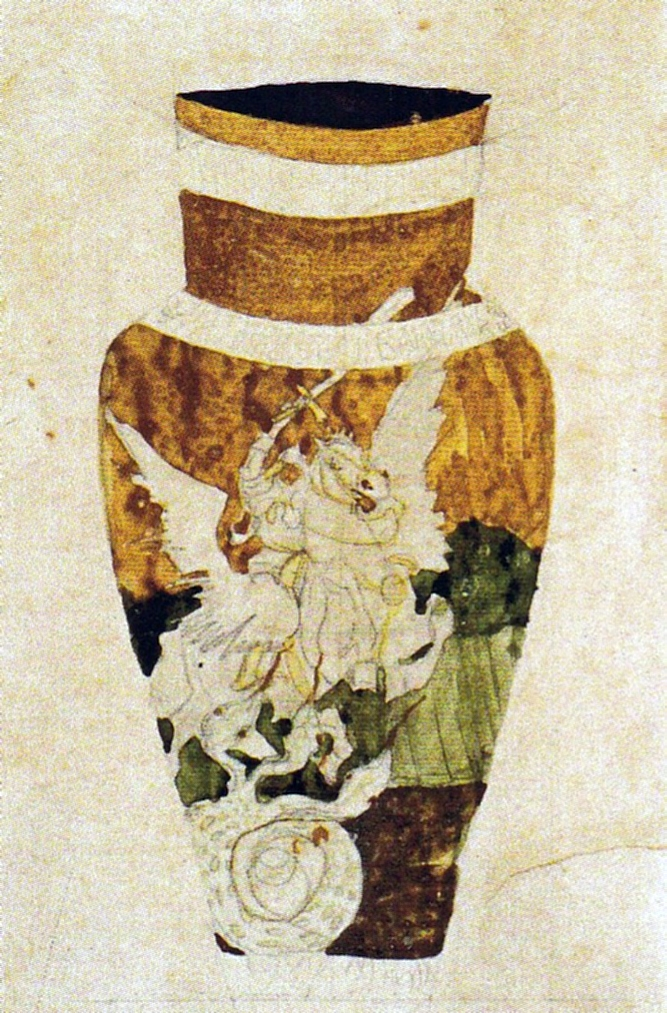
... (2)
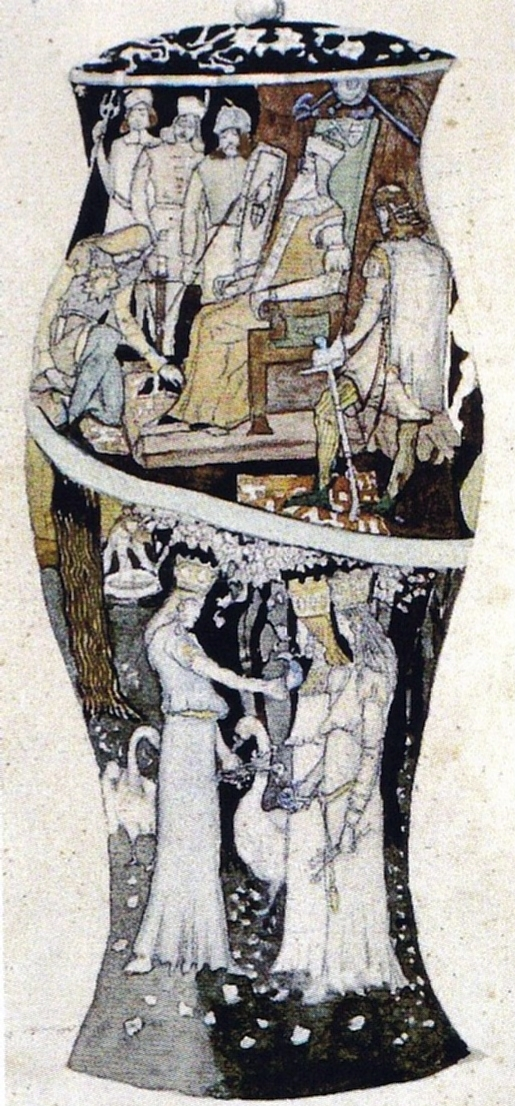
... (3)
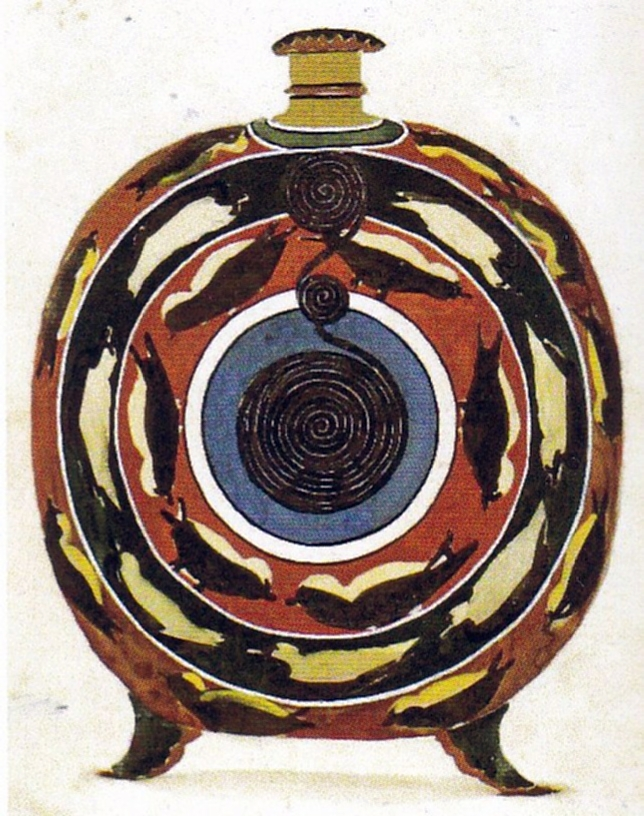
... (4)

În abordarea decorațiunilor pentru vasele de ceramică, Baltazar s-a inspirat din olăritul tradițional românesc. Realizarea motivelor este plină de originalitate și ea urmărește ideea obsesivă pe care acesta a avut-o în arta aplicată pe obiectele gospodărești. A scris o serie de studii și articole unde, după ce a apreciat la superlativ Figurinele de Tanagra, Emailurile de Limoges, vasele de Sévres și pe unele personalități artistice ca Alexandre Charpentier, József Rippl-Rónai, Benvenuto Cellini sau René Lalique, s-a manifestat cu predilecție pentru crearea în România a unei ceramici naționale care să fie bazată pe artă. Majoritatea proiectelor de decorații pentru vase ceramice au benzi decorative cu motive preluate din basme: Făt-Frumos omorând balaurul, Răpirea Ilenei Cosânzeana, Isprăvile lui Păcală, Fetele lui Alb Împărat și Tândală la vânătoare, adică tocmai temele pe care le-a folosit și la proiectele de panouri decorative.
Cu astfel de abordări în arta decorativă, se poate înțelege de ce Apcar Baltazar a participat în anul 1908 la concursul pentru ocuparea unui post vacant la catedra de artă decorativă a Școlii de Belle Arte din București.

### Graficianul
Ținând cont de apartenența sa fără echivoc la curentul Art Nouveau, apartenență pe deplin argumentată de proiectele de artă decorativă pe care le-a făcut, Apcar Baltazar s-a dovedit a fi și un grafician desăvârșit încă de pe băncile Școlii de Belle Arte. Toate proiectele sale decorativiste au fost realizate în guașă, acuarelă, cretă, creioane colorate etc.

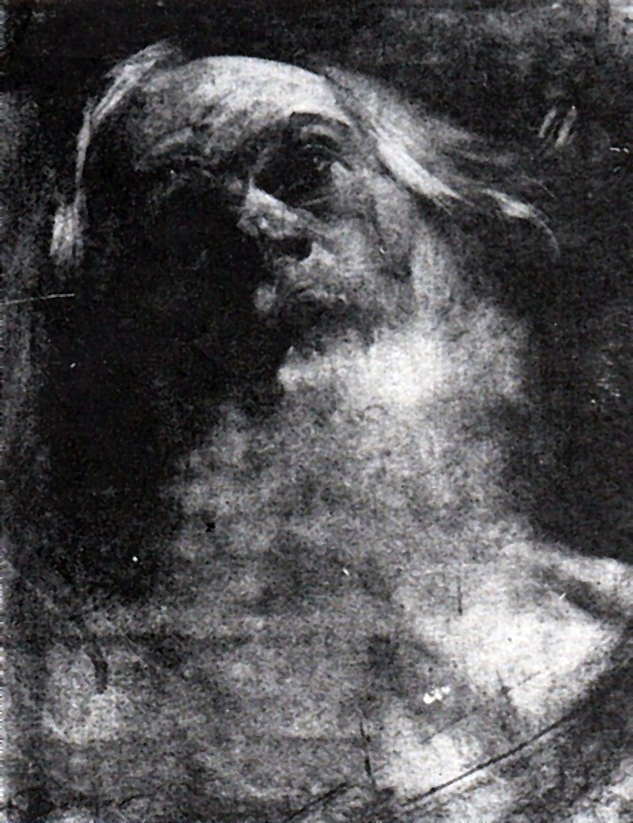
Cap de expresie - Studiu de academie

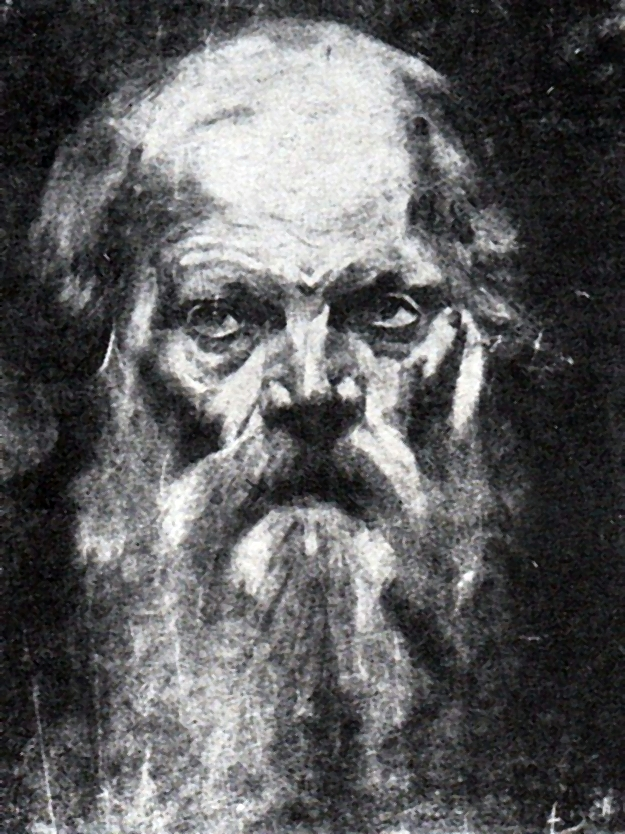
Cap de expresie - Studiu de academie

Din cauza nefinalizării proiectelor pe care le-a început, el a oferit posterității studii, idei, schițe, crochiuri și note nenumărate. Grafica lui, ținând cont de timpul de care a dispus pentru creație, s-a dovedit a fi una dintre cele mai prodigioase.
Similar picturii pe care a făcut-o, ea poate fi categorisită stilistic. A realizat pe vremea studenției studii de nud și capete de expresie academiste în cărbune și portrete în creion sau tuș ale rudelor sale și ale prietenilor. Și-a făcut autoportretul în peniță în anul 1898 într-o manieră tradițional-realistă, cu modelarea volumelor în clarobscur. Similar și-a portretizat fratele (vezi portretul Fratele artistului) și a creat Portret de bărbat unde a folosit laviul de tuș. Acuarela și laviul au fost folosite cu măiestrie la portretul mamei sale (Portretul mamei) și al bunicii (Bunica). În acuarelă/laviu a lucrat la subiecte mai complexe cum au fost Tineri îmbrățișându-se, Pompier accidentat (laviu), Bătrân cu pipă (laviu), Marină (laviu), etc.
Pe lângă mulțimea de proiecte de artă decorativă unde talentul de grafician s-a manifestat cu predilecție, artistul a realizat ilustrații de carte, coperți, numeroase schițe de costum și proiecte de afiș, toate râmânând din păcate în fază de proiect. A rămas într-un mod impresionant preocuparea lui Baltazar pentru schițele de costum, multe din ele fiind executate după natură și altele din imaginație. Activitatea sa în această direcție a avut ca scop crearea unor mari compoziții istorice, care l-au determinat să studieze costumele medievale. Reconstituirea lor sub mâna lui Apcar Baltazar a atins performanțe pe care, după părerea criticilor de artă, nu le-au atins predecesorii săi.
Pe de altă parte, pictorul Baltazar și-a aplecat atenția asupra prezentării grafice a cărții în general și a ilustrației de carte în special, activitate caracteristică de altfel a artistului de tip Secession-Art Nouveau. Artistul român a debutat cu ilustrații de carte pentru un volum de George Coșbuc încă de pe băncile școlii, ilustrații care au rămas necunoscute până astăzi. Au rămas în schimb, ilustrațiile la volumul lui Emil Gârleanu intitulat Cea dintâi durere. Au mai rămas o copertă pentru volumul Bătrânii și o ilustrație pentru nuvela Înecatul, publicată în revista Convorbiri literare. Ilustrațiile pe care le-a făcut la proza lui Gârleanu au urmărit textul scris și se remarcă dintre ele Bătrânul cu pipă, Pompierul accidentat, Țărani la căpătâiul unui mort și Peisaj, ultimele două fiind mai degrabă identificate ca viniete. Chiar și așa, ca și viniete, ele au conferit un statut de lux într-o manieră tradițional-realistă.

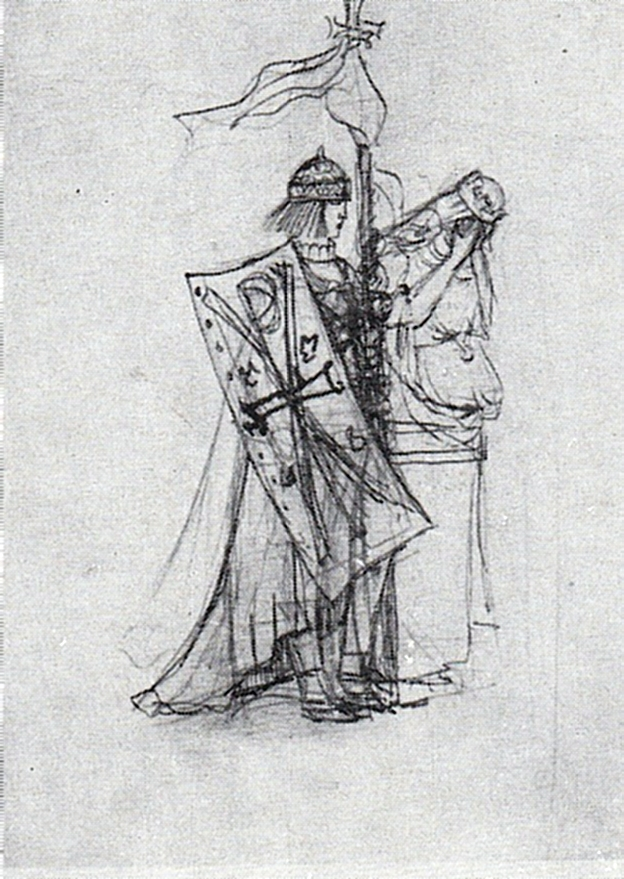
Personaje medievale
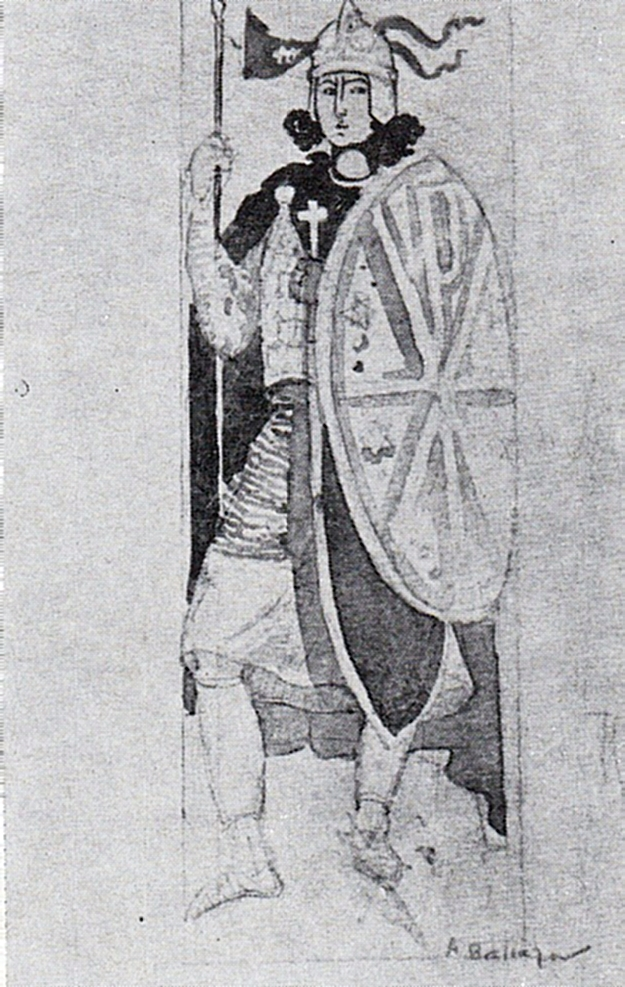
Oștean (1)
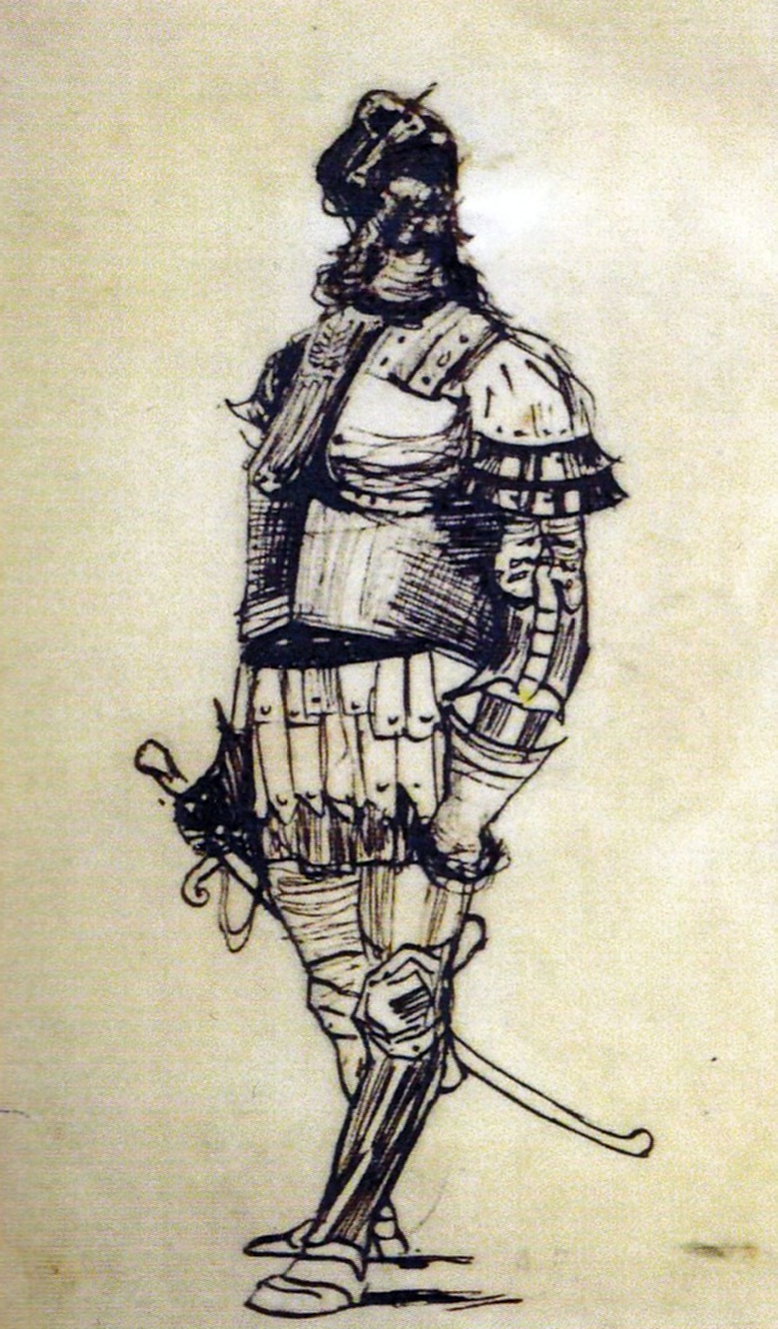
Oștean (2)
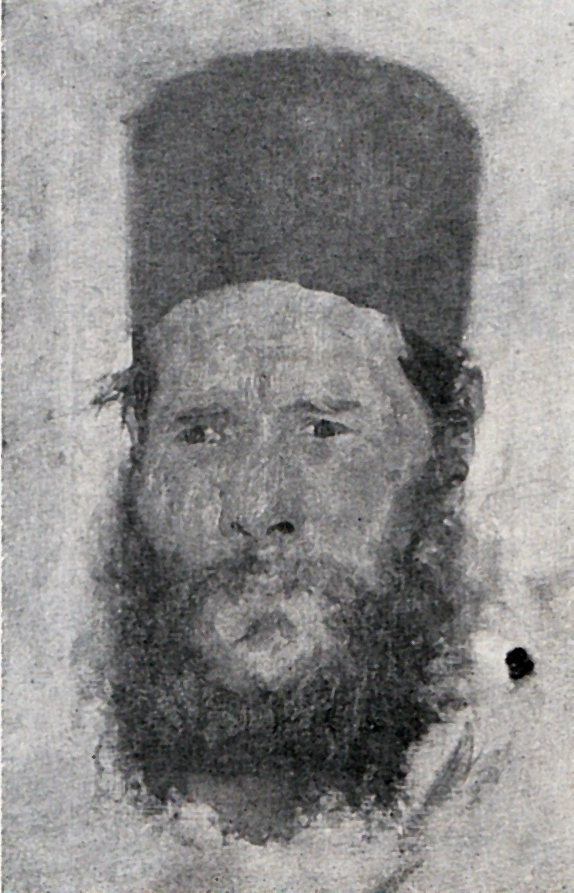
Cap de călugăr
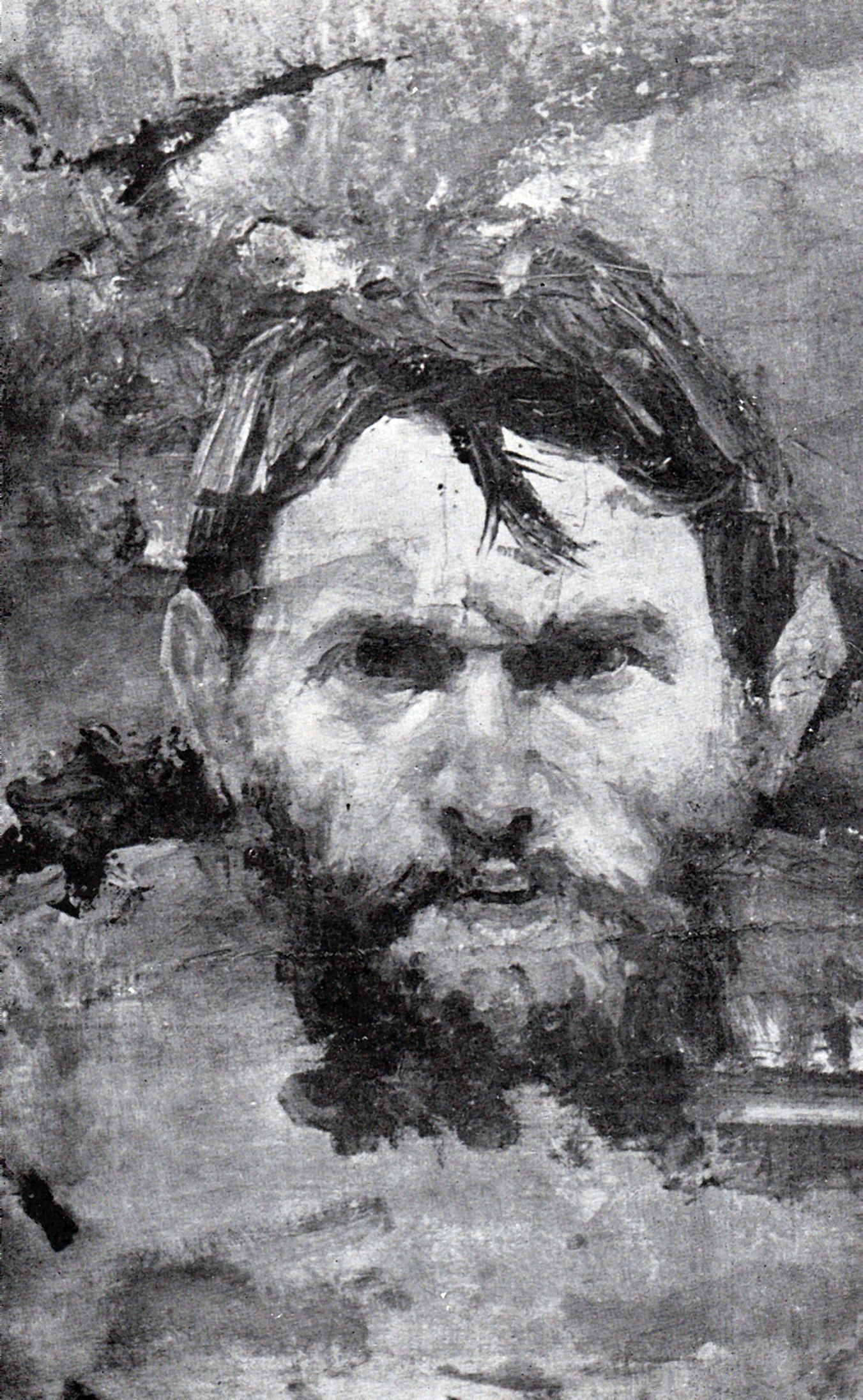
Portret de bărbat
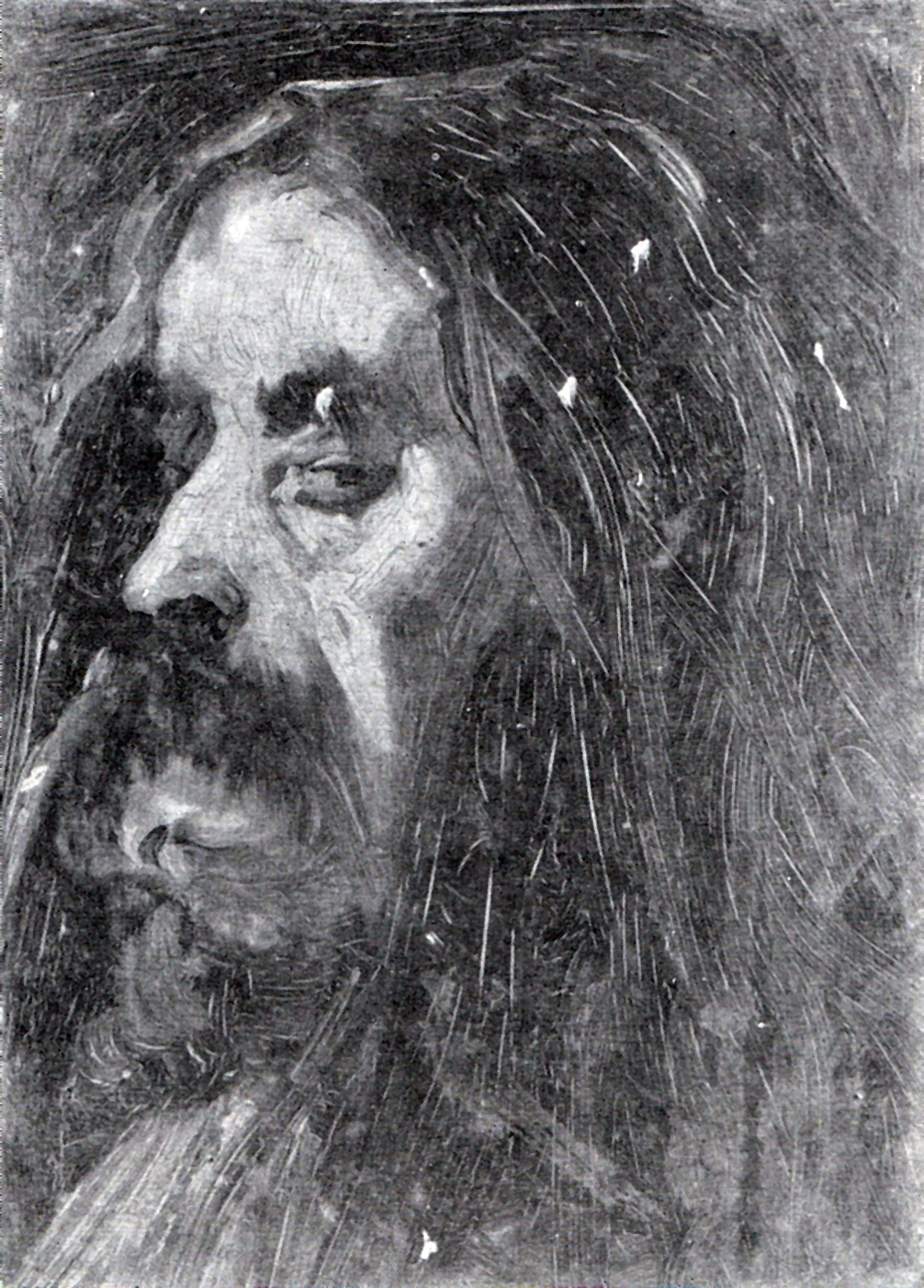
Cap de expresie
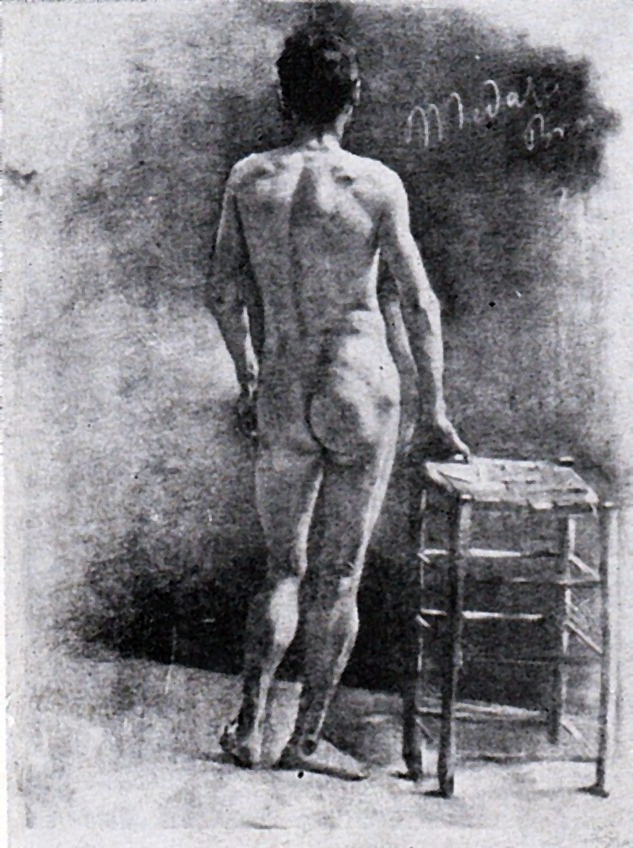
Studiu de nud (1)
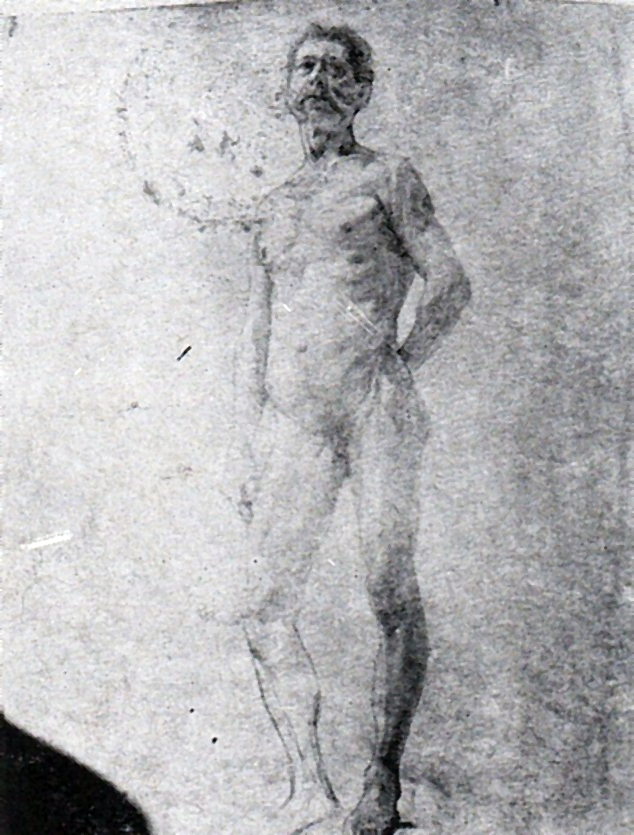
Studiu de nud (2)

Apcar Baltazar a fost introdus de către prietenii săi Dumitru Nanu, Corneliu Moldovanu și Emil Gârleanu în calitate de colaborator artistic la revista Convorbiri literare, al cărui director era atunci Mihail Dragomirescu. Activitatea sa la această revistă a fost una complexă și în același timp contradictorie. Astfel, Dragomirescu a menționat într-o cronică că Baltazar ... prea se lasă - ca unul ce este și bun scriitor - în voia inspirațiilor literare care n-au ce căuta în pictură decât ca accesorii. Artistul a semnat o mulțime de frontispicii la proza și poeziile lui Panait Cerna, D. Munteanu, Ion Dragoslav, Emil Gârleanu, Corneliu Moldovanu, Dumitru Nanu sau Cincinat Pavelescu, în numerele 4, 5, 7, 8 și 10 din edițiile revistei din anul 1907. A colaborat la revista Convorbiri critice, continuare a publicației Convorbiri literare și în anul 1908, în numerele 2, 3, 4 și 5.

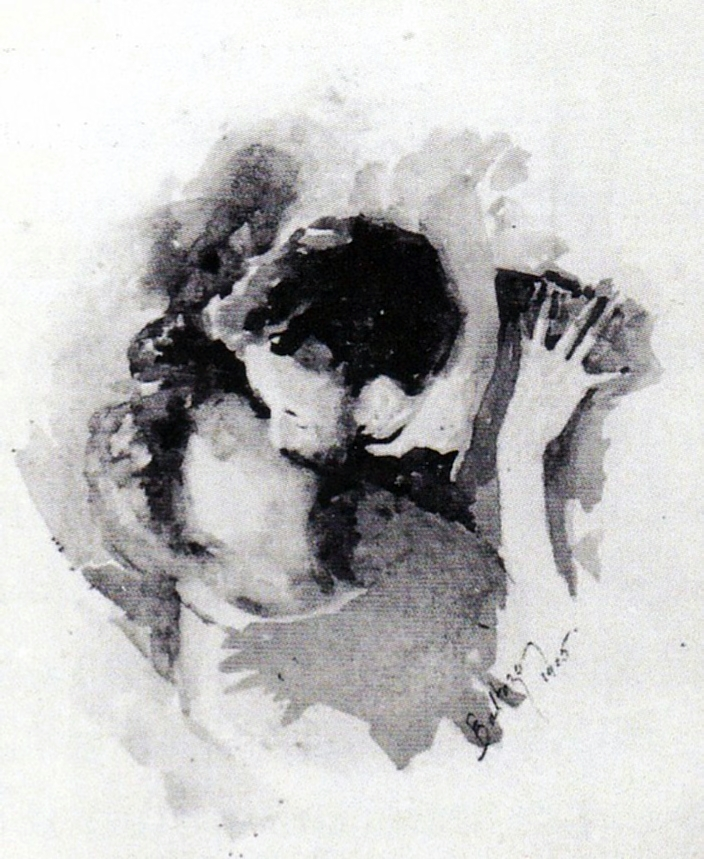
Tineri îmbrățișându-se
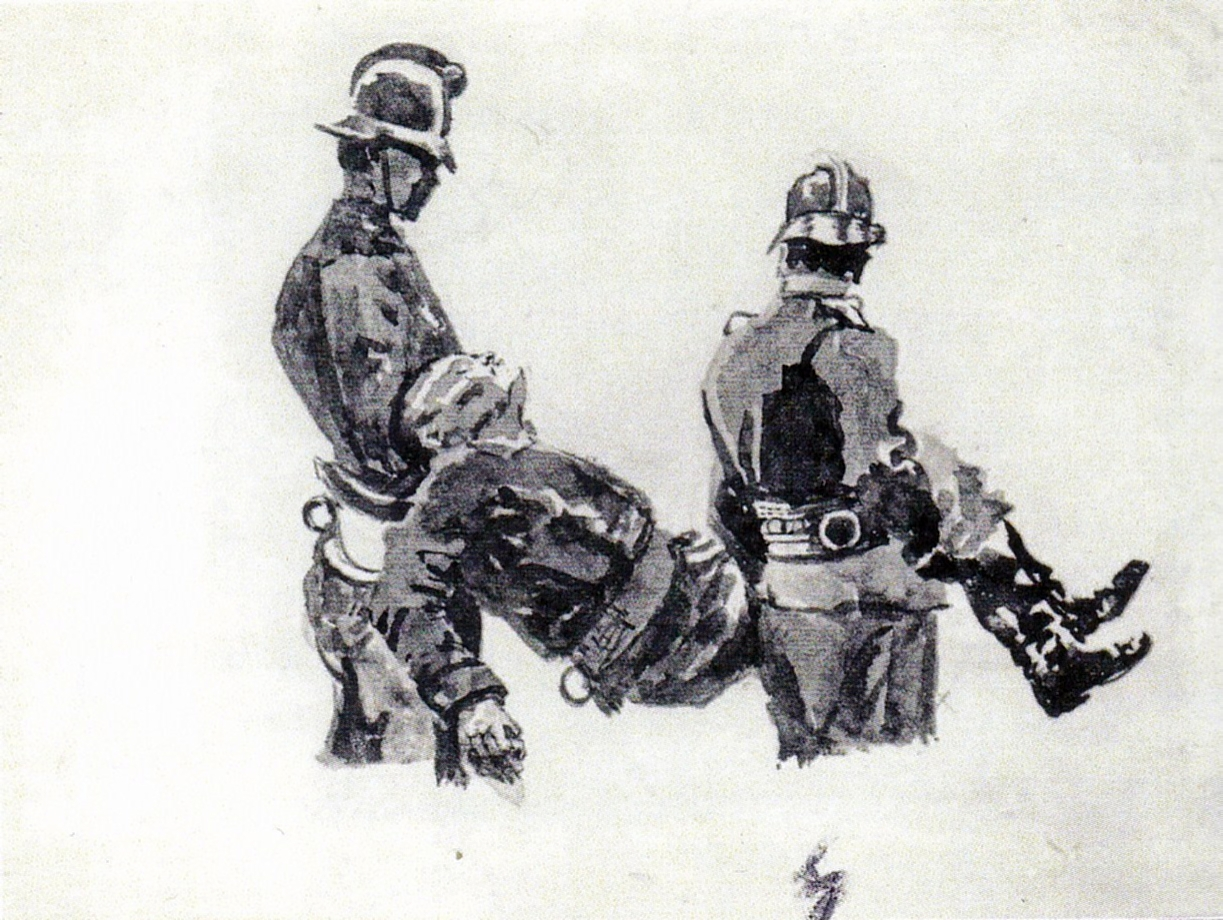
Pompier accidentat
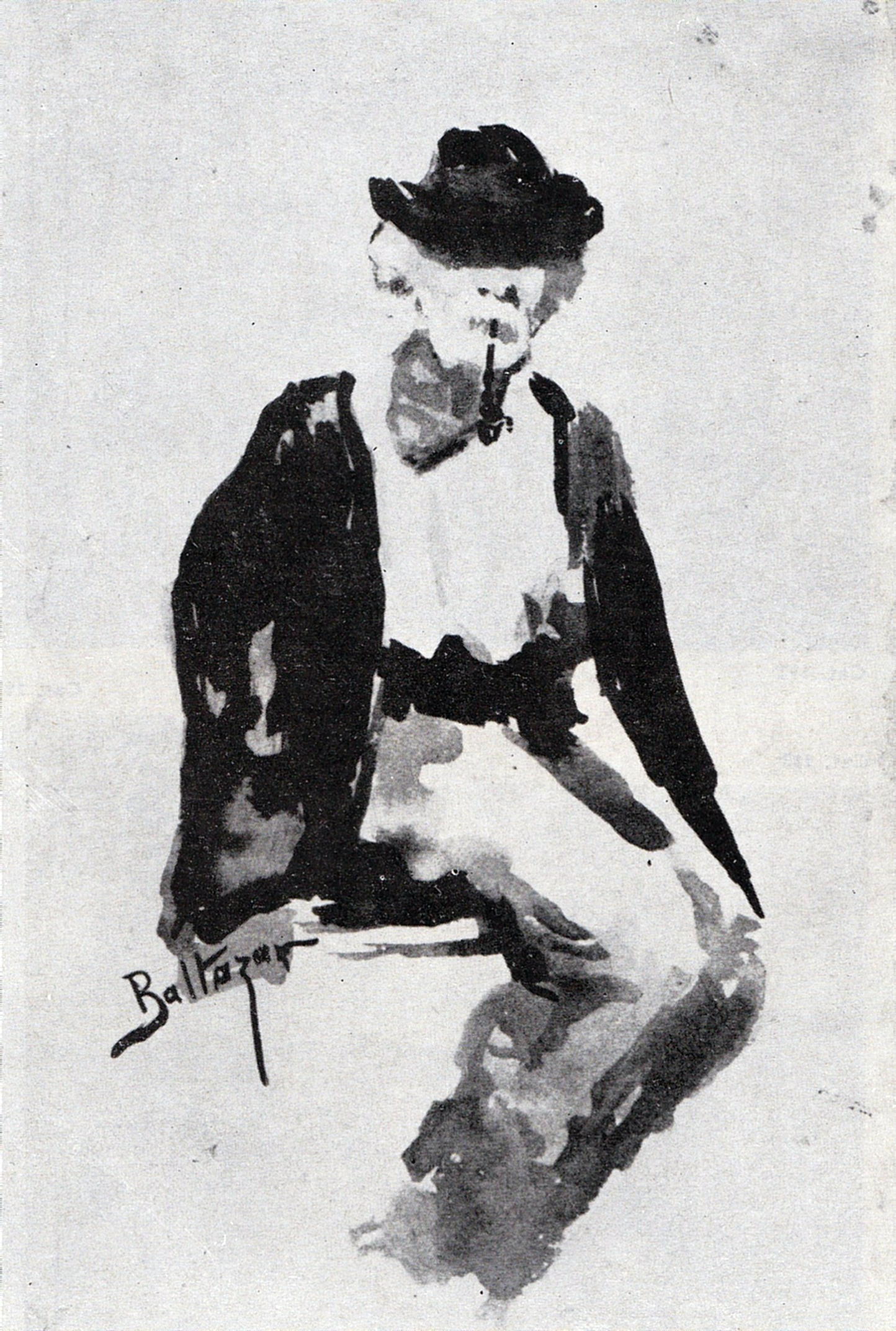
Bătrân cu pipă
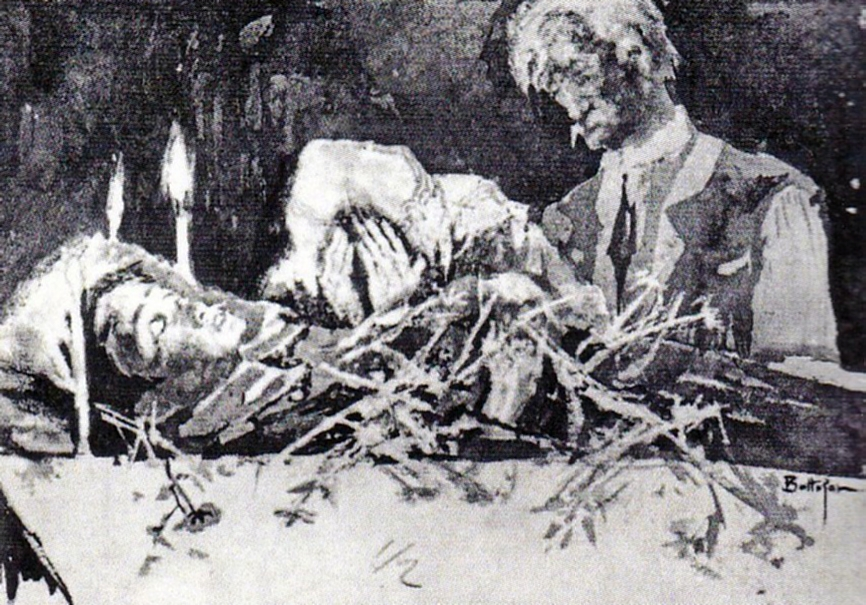
Țărani la căpătâiul unui mort
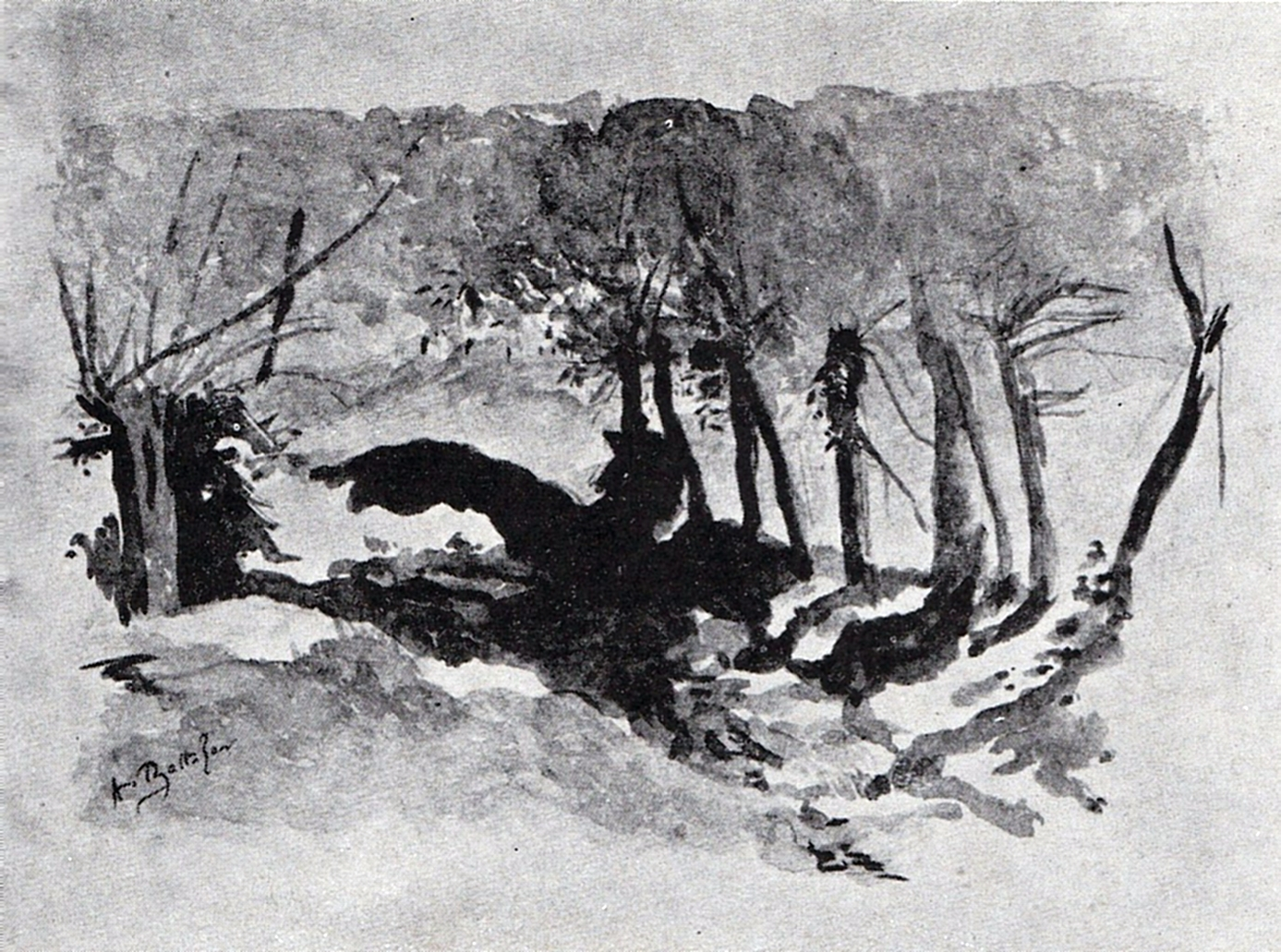
Peisaj

Între Mihail Dragomirescu și Apcar Baltazar, s-a purtat între anii 1907-1909 polemici contradictorii referitoare la expoziția concurs din 1908 în ziarele Viața românească (Baltazar) și Ordinea (Dragomirescu sub pseudonimul Gealău&Rândea), unde pictorul a fost catalogat ca ... unul din pictorii noștri fără talent. Disputa a durat însă doar până la moartea artistului, deoarece în necrologul din revista patronată de Dragomirescu, a fost scris că Baltazar era un pictor de valoare și scriitor de talent... și că articolele sale erau ... limpezi, îndrăznețe, erudite, deși nu întotdeauna drepte.
Criticul Vasile Florea a considerat că prin ilustrațiile pe care Baltazar le-a publicat în Convorbiri literare, acesta a făcut un pas important pe calea modernizării expresiei, în comparație cu ce a realizat în ilustrarea volumului lui Emil Gârleanu. Ca exemplu, se poate lua ca motiv o casă țărănească (Frontispiciu (2)) cu pridvorul înălțat deasupra pivniței cu gârlici din zona dealurilor, pictată adesea de Nicolae Grigorescu, observându-se modul de tratare a compoziției care diferă fundamental de ce s-a pictat tradițional până atunci. Cultul liniei având ca scop frumusețea ei în sine, se distinge remarcabil în arabescul copacilor și al norilor, în contrastul umbrelor sugerate printr-o rețea fină de segmente șerpuite paralel cu albul hârtiei care sugerează lumina, totul ducând la un efect puternic decorativ al graficii de stil Secession-Art Nouveau.

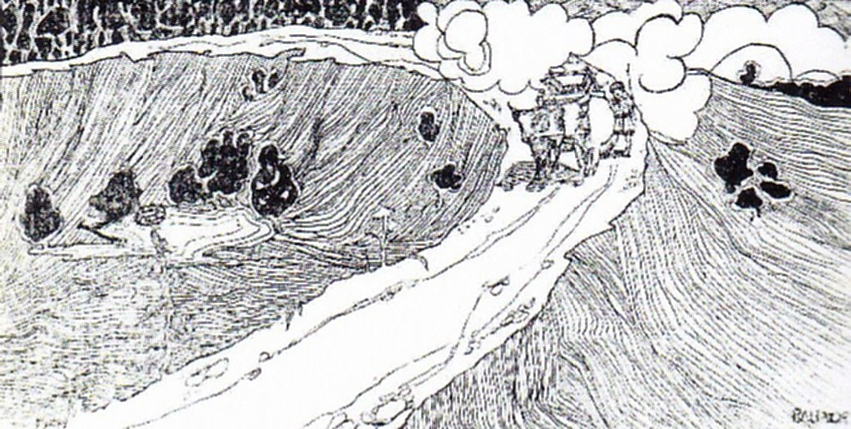
Frontispiciu (1)
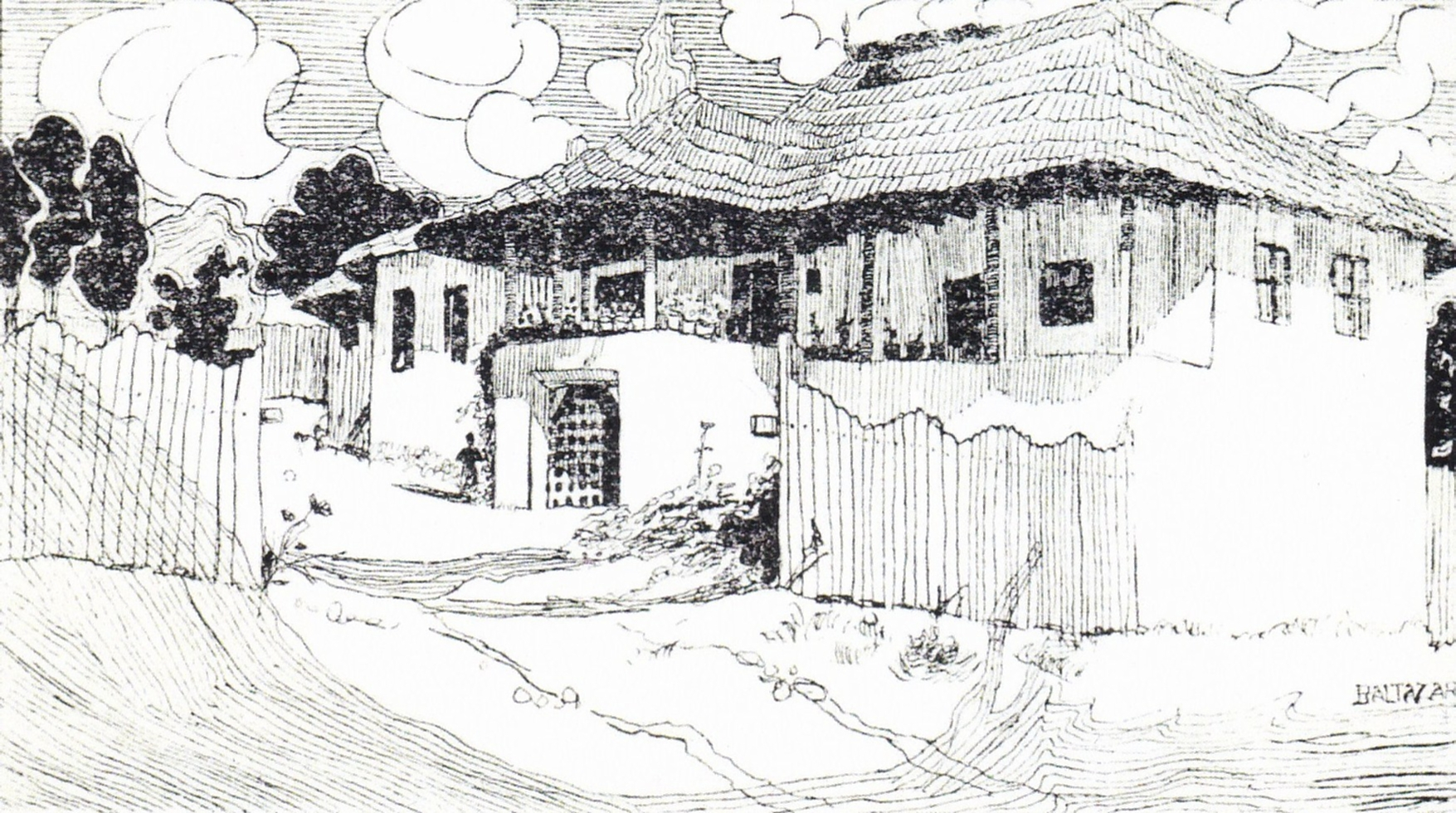
... (2)
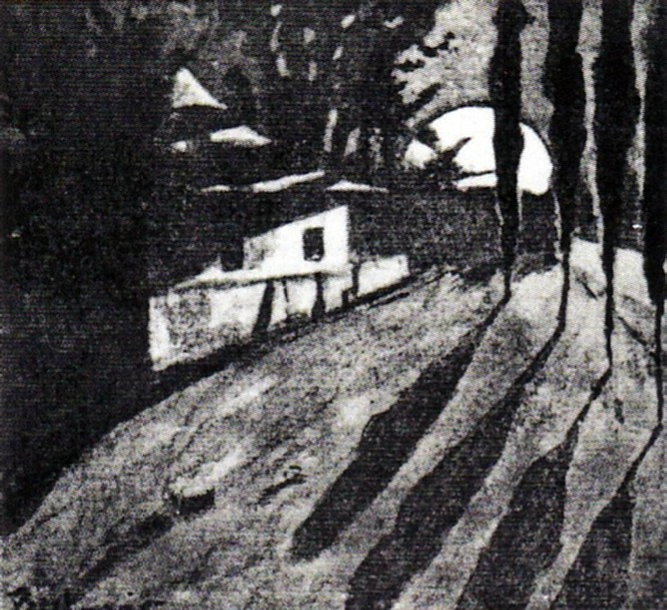
... (3)
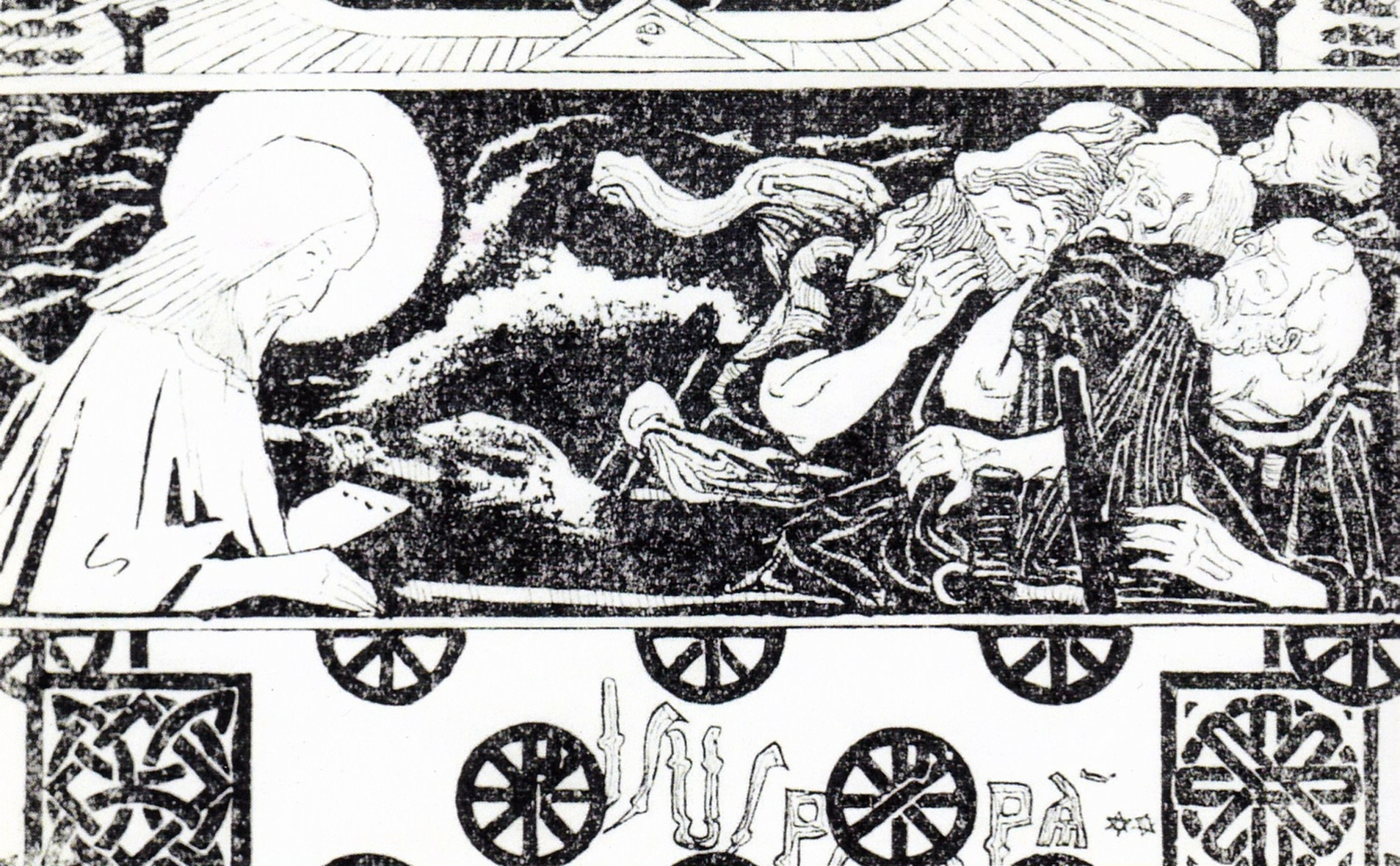
... (4)

Exemplu elocvent este și peisajul cu un car cu boi (Frontispiciu (1)), care a fost realizat pe baza unui model tradițional, cu o tehnică a stilizării motivelor care-i dă imaginii o notă modernă specifică graficii de tip Art Nouveau.
În același stil au fost create frontispiciul la nuvela Înecatul și ilustrația la povestirea Primăvara! ale lui Emil Gârleanu. În acestea se pot vedea motivele preferate ale poeților simboliști, cum sunt lacul plin cu nuferi (Înecatul) și arborii (Primăvara!) ca simbol al puterii organice, simbol al energiei. Prin motivele abordate, Baltazar s-a alăturat concepției lui Maurice Denis care spune că ... ilustrația reprezintă decorația unei cărți [...] o broderie de arabescuri pe pagină, un acompaniament al liniilor expresive.

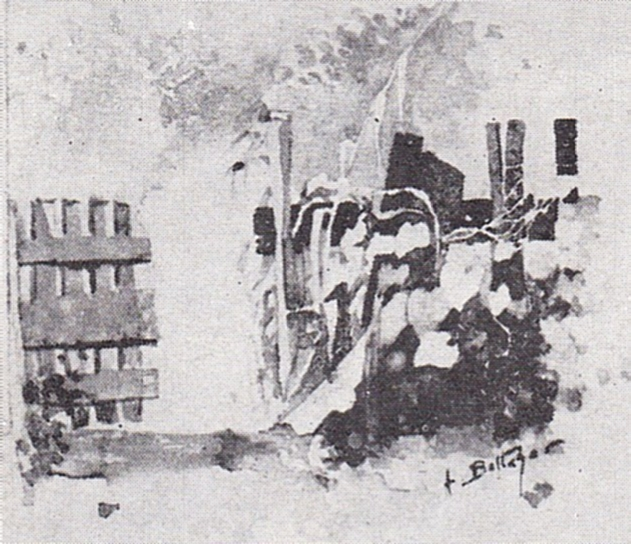
Ilustrație la Emil Gârleanu
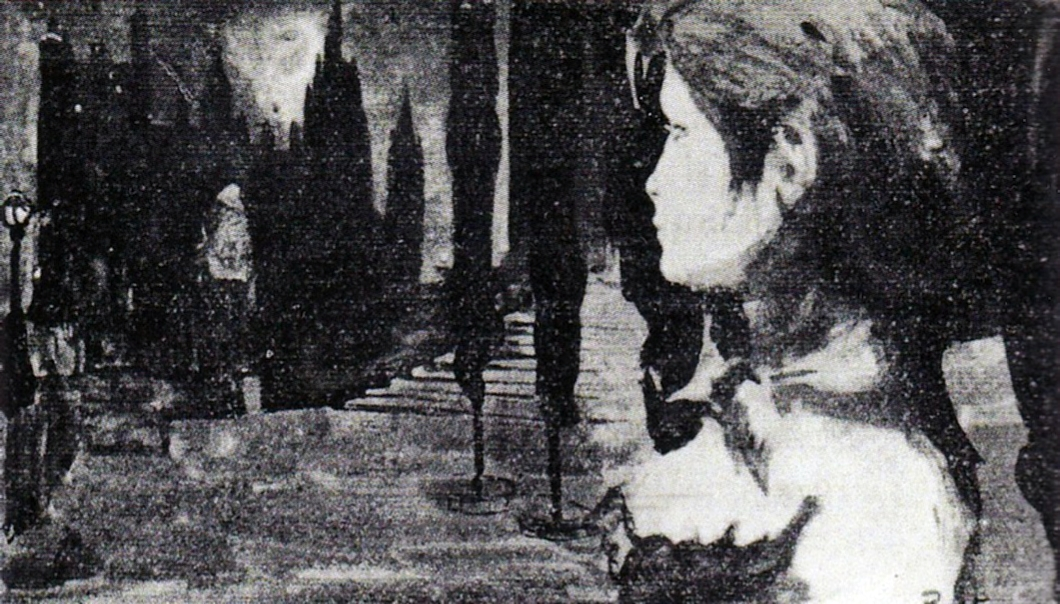
Ilustrație la Catedrala lui Dumitru Nanu
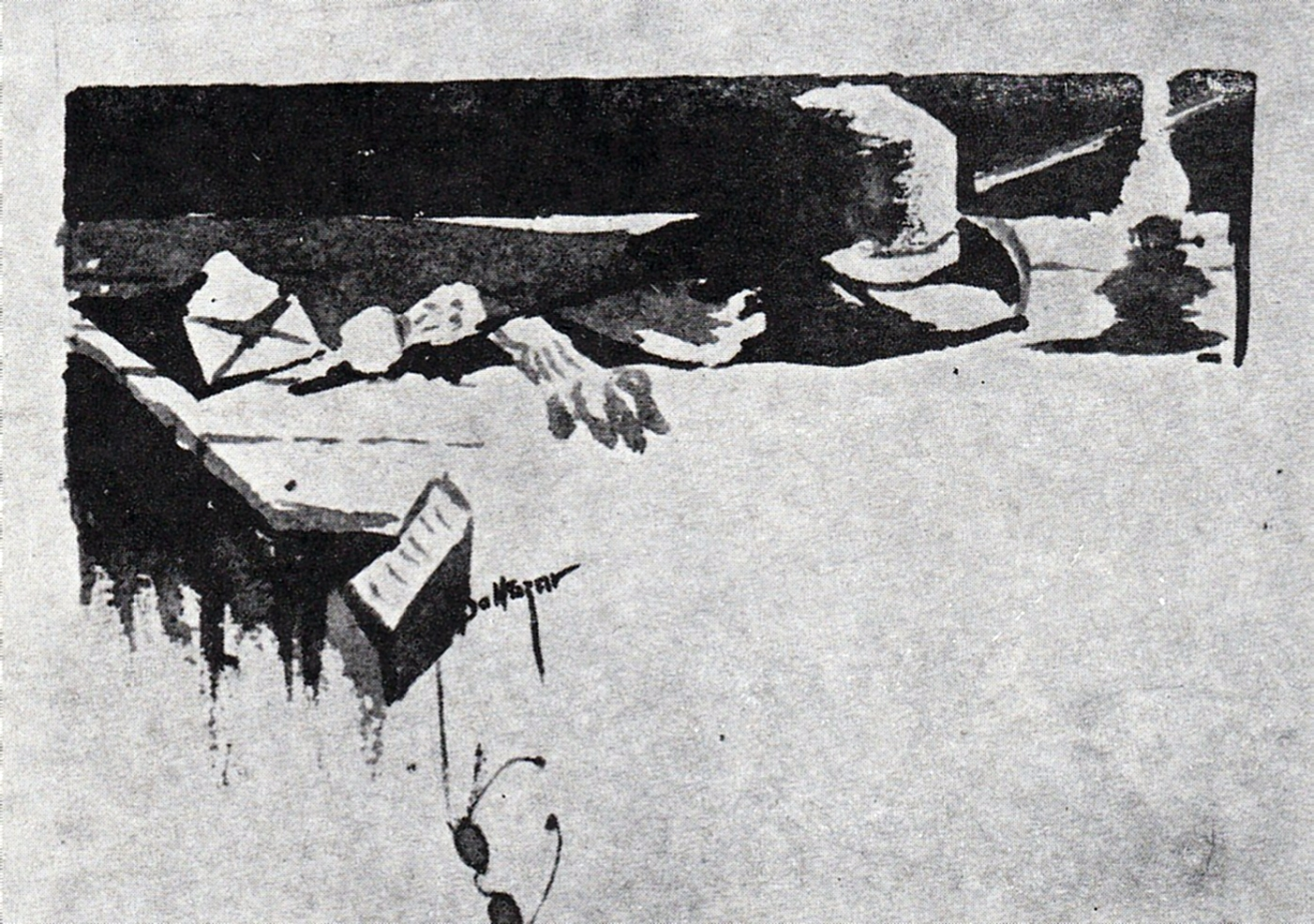
Natură moartă - Ilustrație
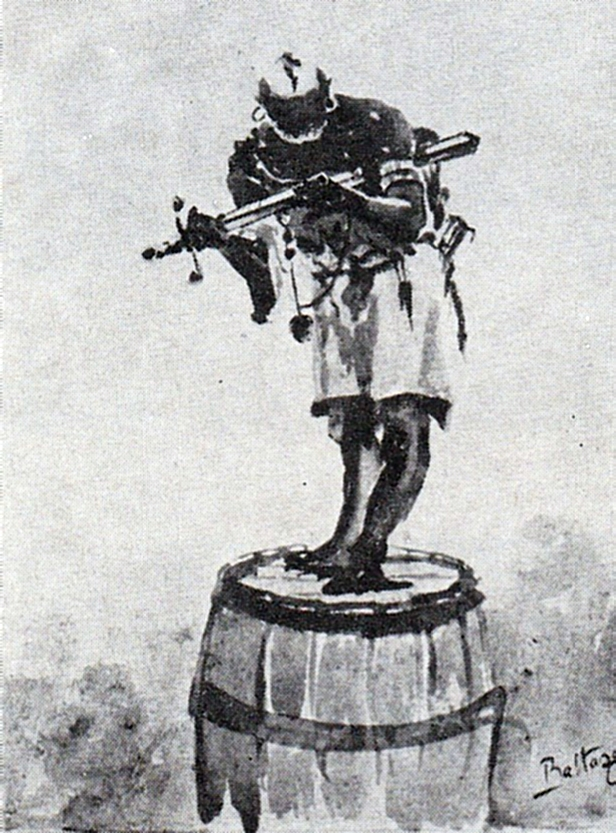
Comediant de circ

După cum se știe, decorația caracteristică stilului Modern Style, Secession, Art Nouveau urmează două tendințe contrare. O tendință este simbolistă, iraționalistă și cea de a doua este funcționalistă, raționalistă. Ambelor tendințe le corespund două canoane: unul care pune accentul pe liniile curbe, sinuoase, ondulatorii și pe arabesc, învolburări și volute ce definesc stilul baroc și unul care se bazează pe formele mai sobre, rectangulare, caracteristice școlilor din Glasgow și Viena. Din analiza critică a lui Vasile Florea, tributar firii sale dionisiace și imaginative, Apcar Baltazar a ales prima tendință. Opera lui are descendență prerafaelită, urmărind linia ilustratorilor Cristopher Dresser, Walter Crane, Aubrey Beardsley, Selwyn Image, Eugène Grasset, Robert Burns și alții.

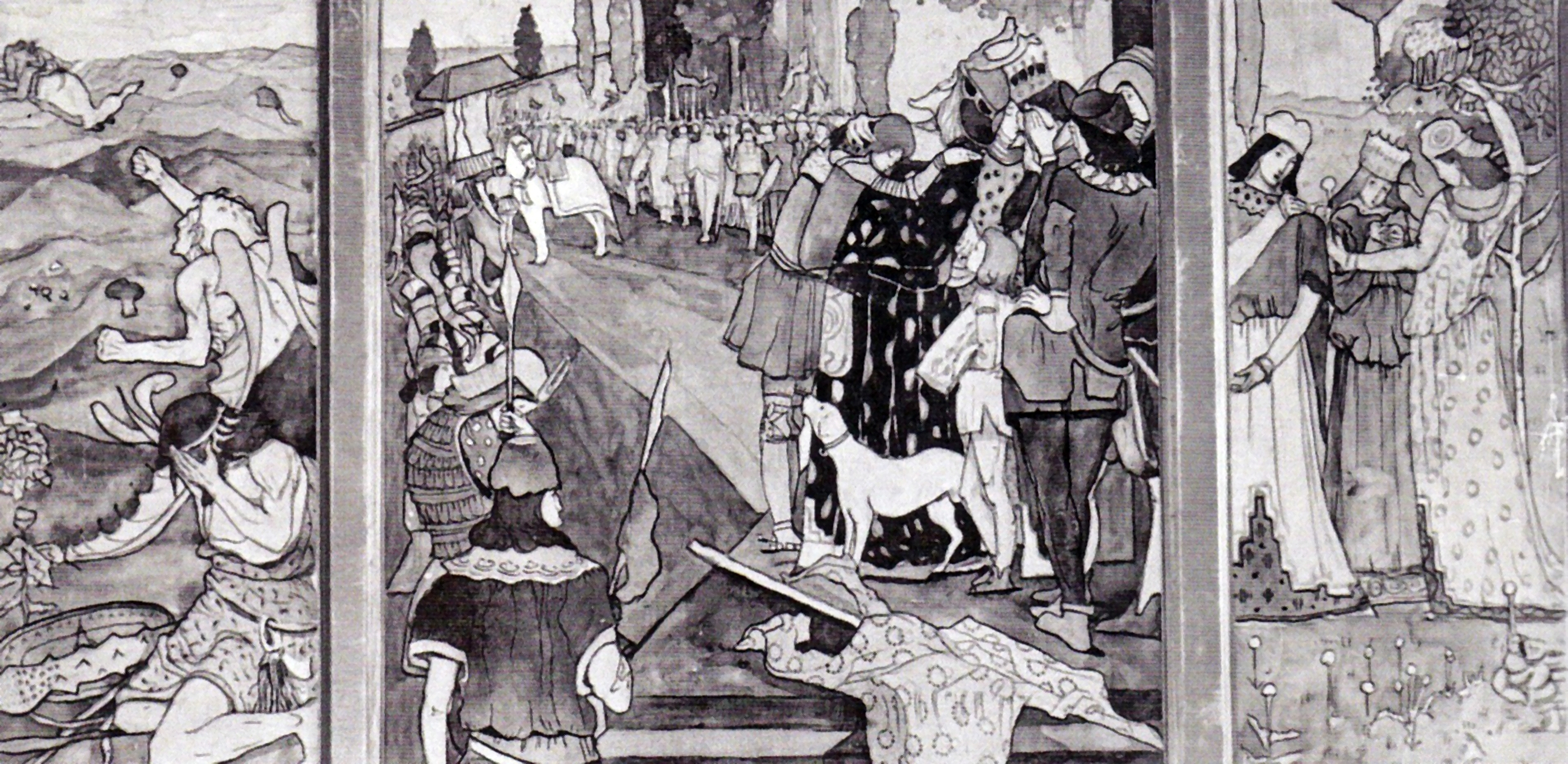
Făt-Frumos din lacrimă (triptic)
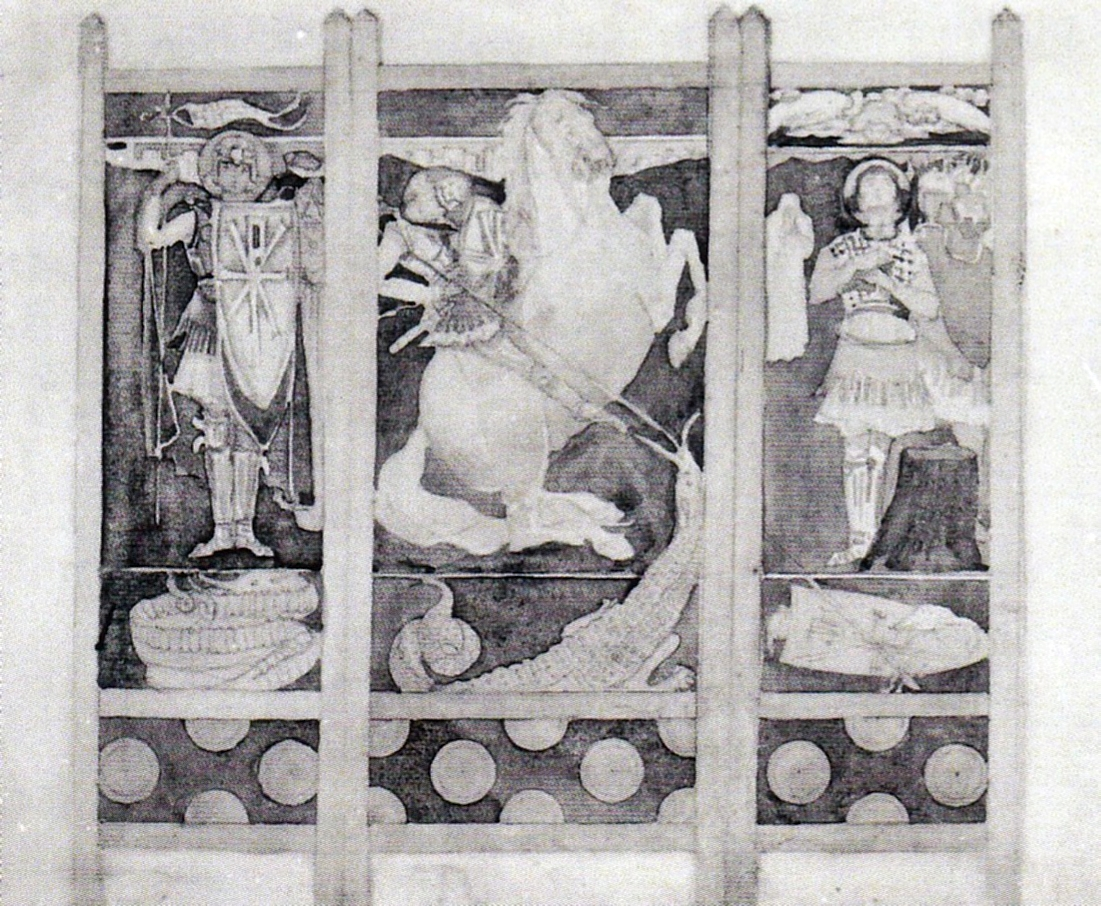
Sfântul Gheorghe ucigând balaurul (triptic)
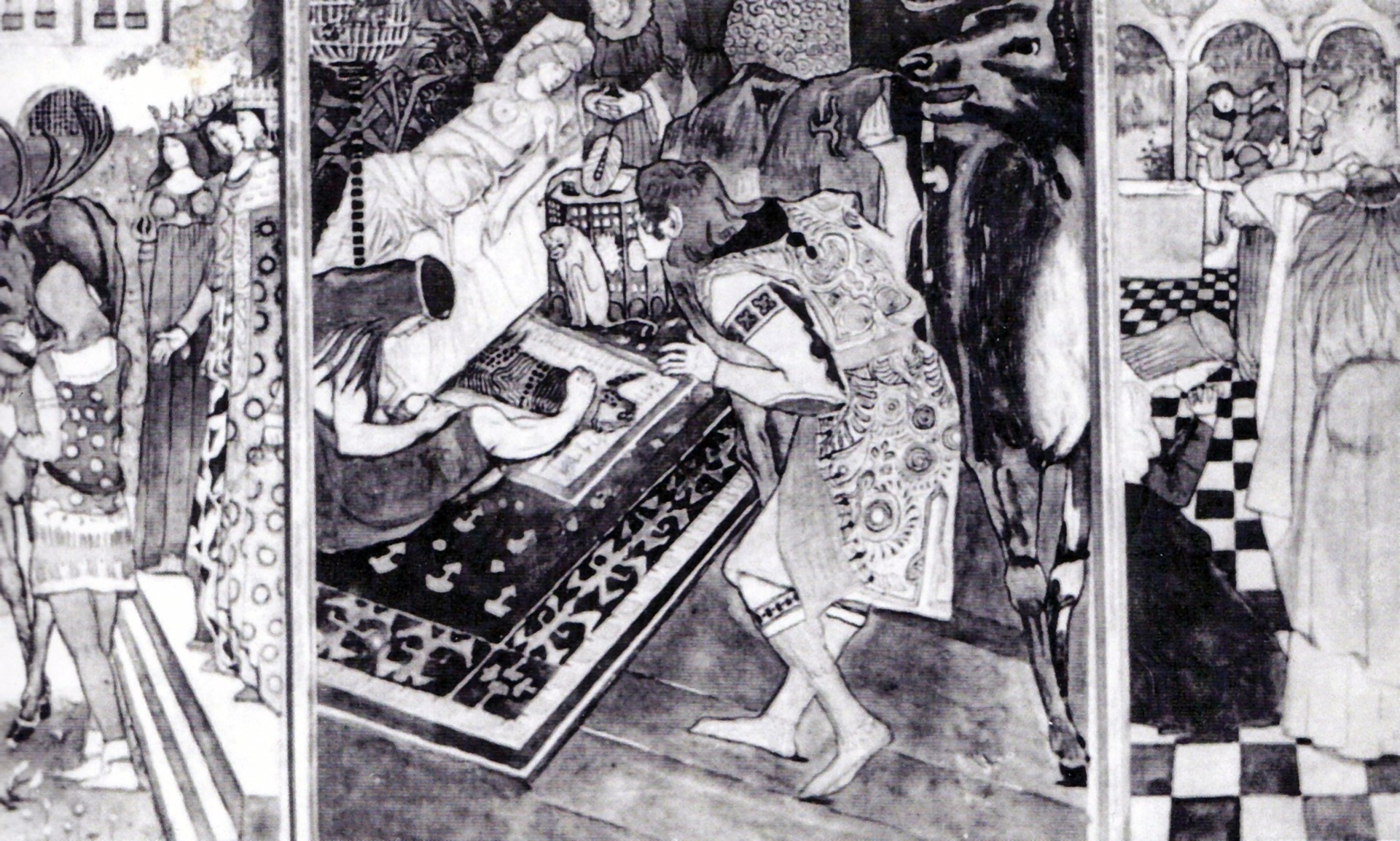
Cerbul de aur (triptic)
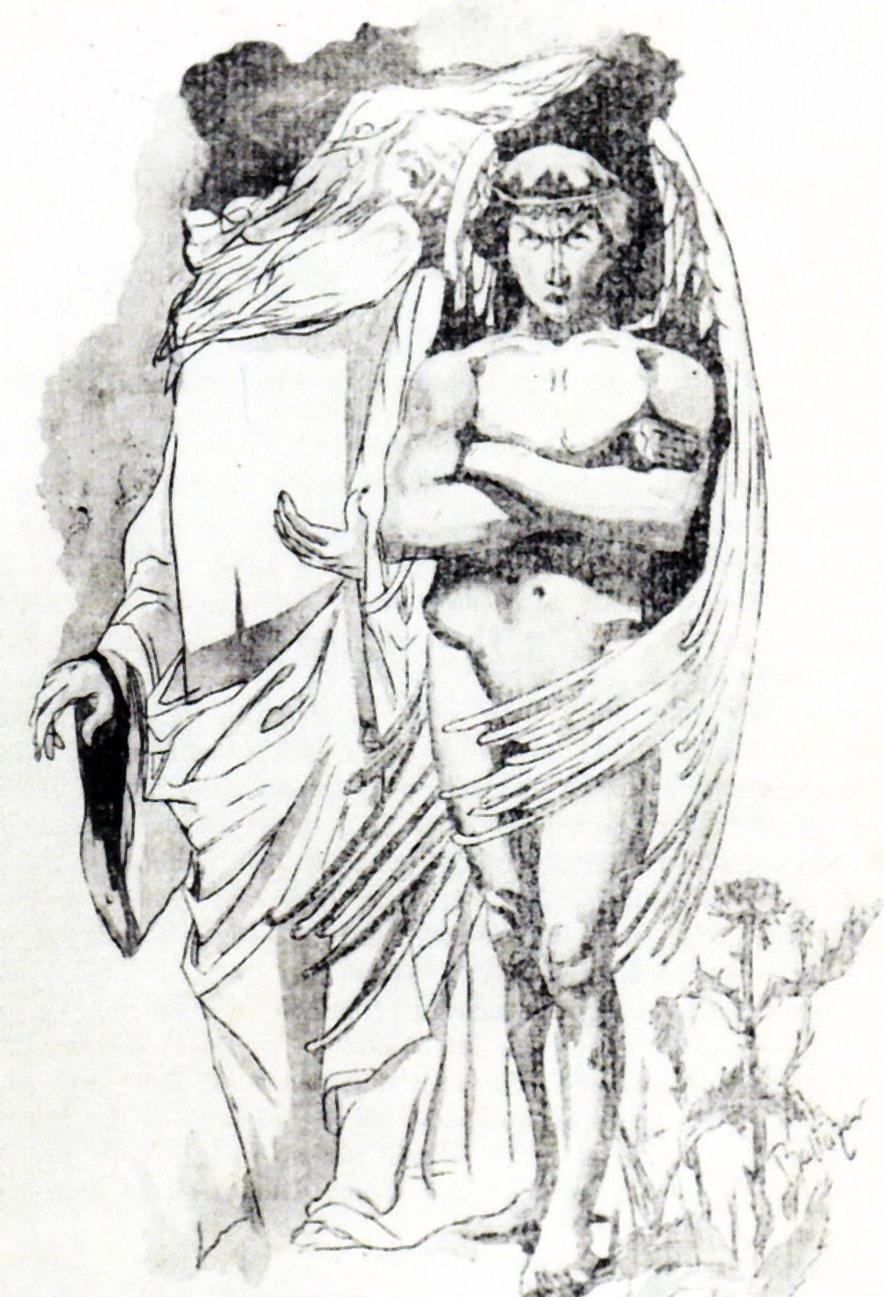
Dumnezeu și Scaraoțchi
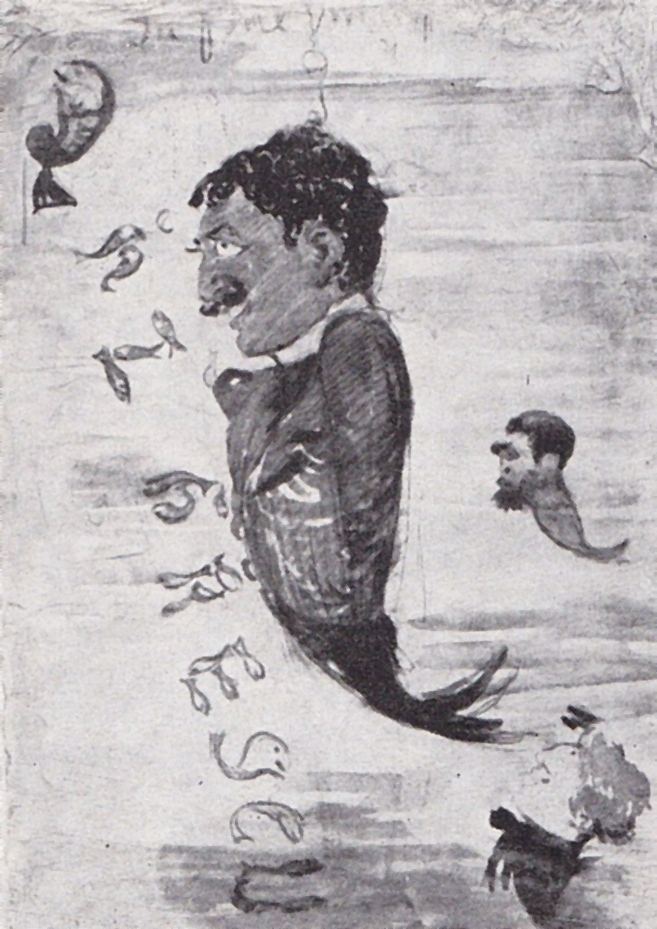
Caricatura Lăzărescu în chip de pește

Ilustrațiile realizate de Baltazar au o atmosferă de mister care transpare în mod evident, așa cum sunt de exemplu grafica care ilustrează poezia Catedrala lui Dumitru Nanu și cea la poezia Chemare a lui Panait Cerna. Simbolismul de sorginte prerafaelită apare în frontispiciile la poezia Țiganii de D. Munteanu și la nuvela Isus pe apă a lui Cincinat Pavelescu. Semnificativ pentru grafica secesionistă este frontispiciul la poezia tradusă de Cincinat Pavelescu, Antoniu și Cleopatra a lui José Maria de Hérédia. Stilul tipic al lui Robert Burns și Beardsley apare la ilustrația povestirii lui Ion Dragoslav intitulată Dumnezeu și Scaraoțchi. Aici artistul definește formele curbilinii și lungi, reprezentând aripile geniului luciferic și faldurile bogate într-un mod admirabil. Tipică Art Nouveau-ului este și grafica Pasteluri arhaice, executată pentru poeziile lui Corneliu Moldovanu publicate în Convorbiri literare. Ea a fost transpusă într-un triptic care evocă vremurile din trecutul zbuciumat al românilor. Tripticele Făt-Fumos din lacrimă, Cerbul de aur și panoul Legenda lui Făt-Frumos aflate astăzi la Muzeul Național de Artă al României, au fost realizate ca proiecte pentru vitralii.

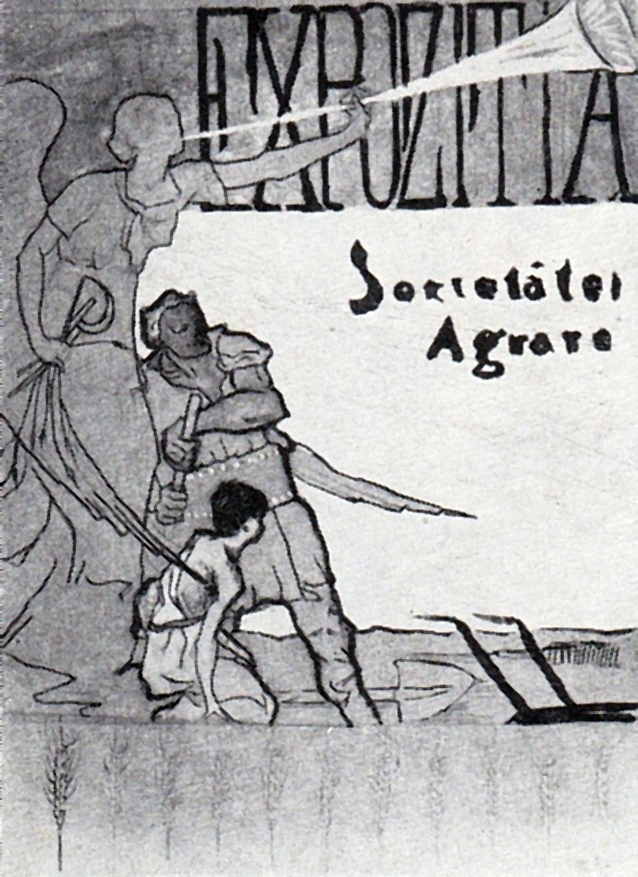
Proiect de afiș - Expoziția Societății agrare
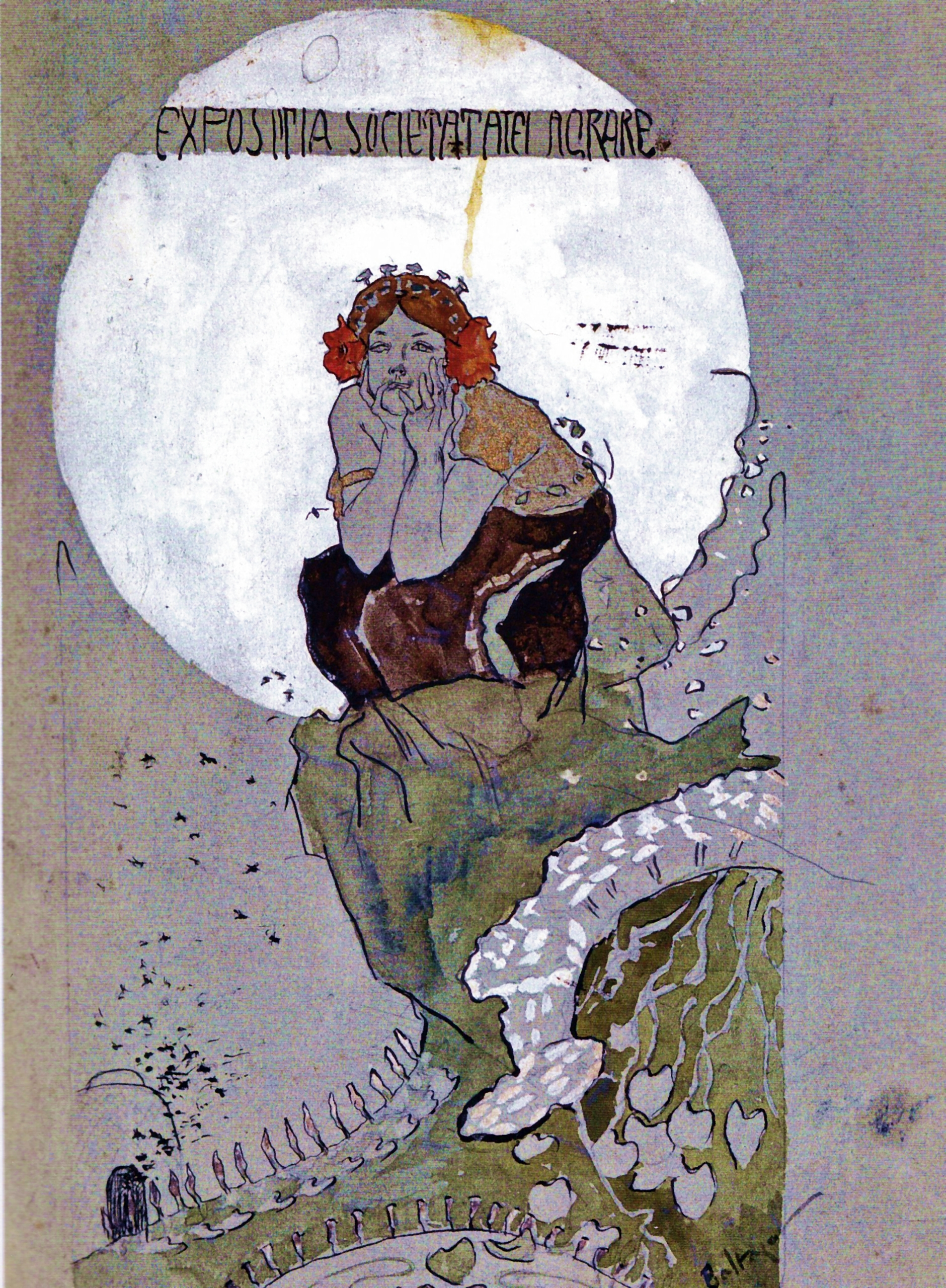
Proiect de afiș - Expoziția Societății agrare
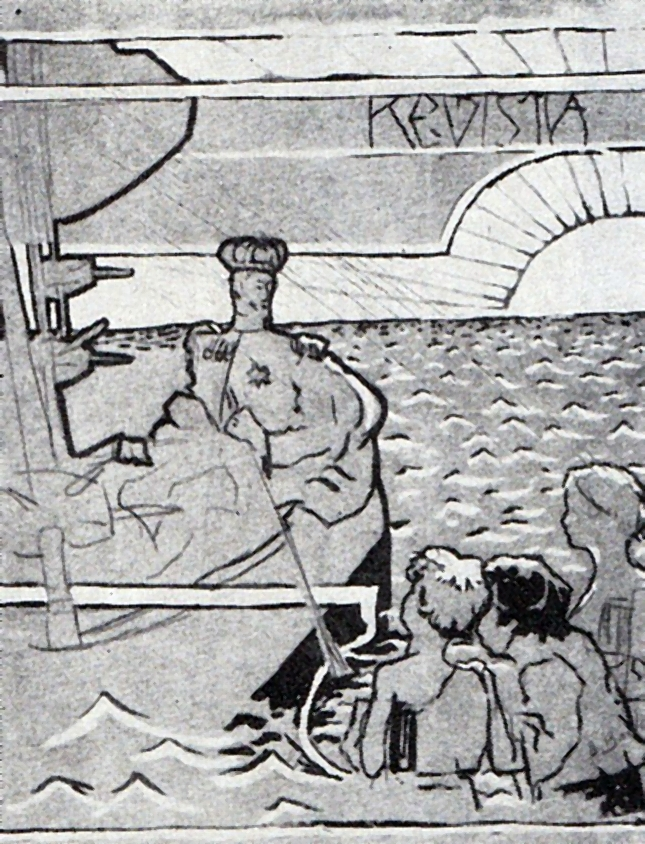
Proiect de copertă - Revistă
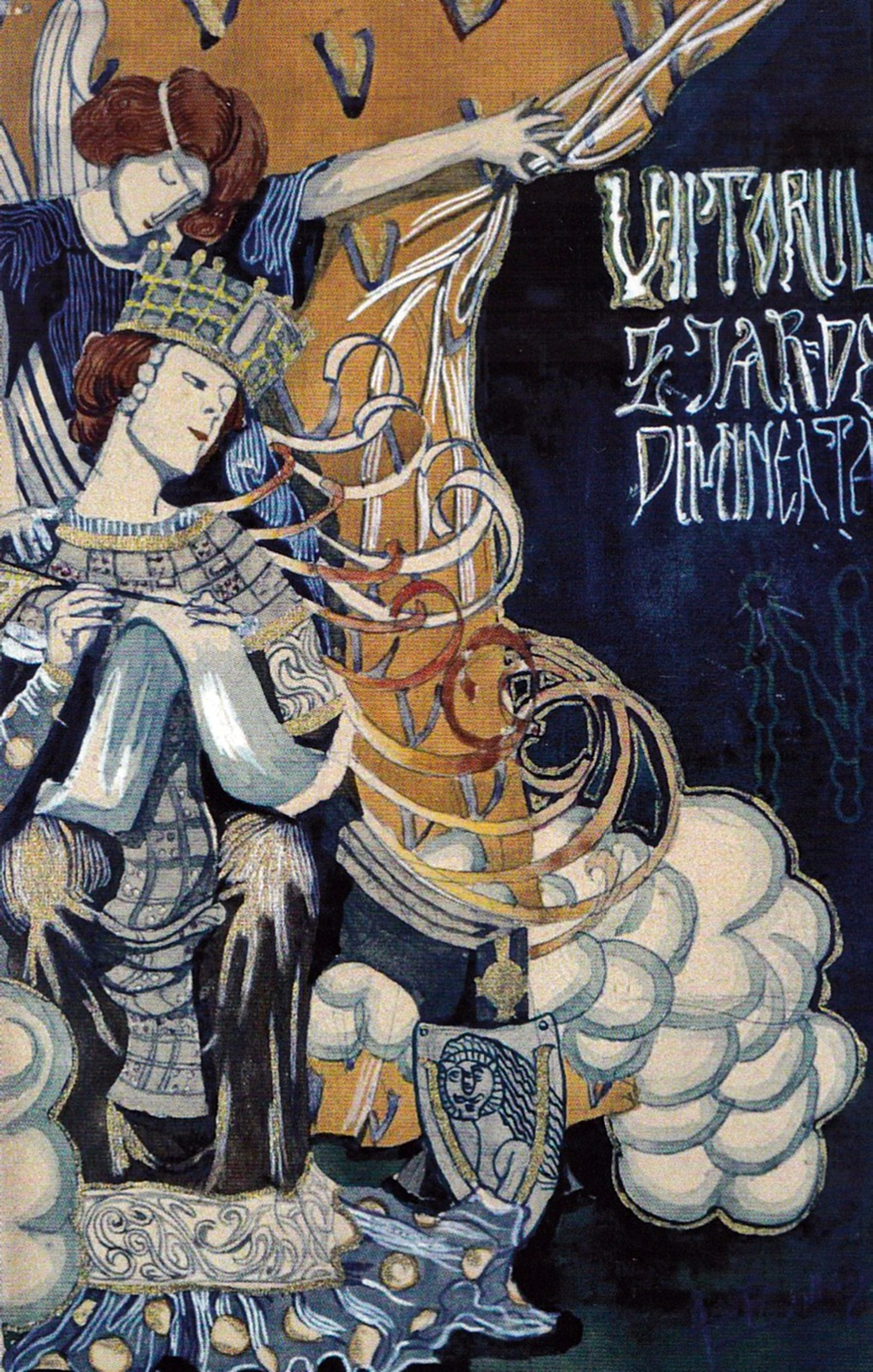
Proiect pentru - Viitorul - Ziar de Dimineață
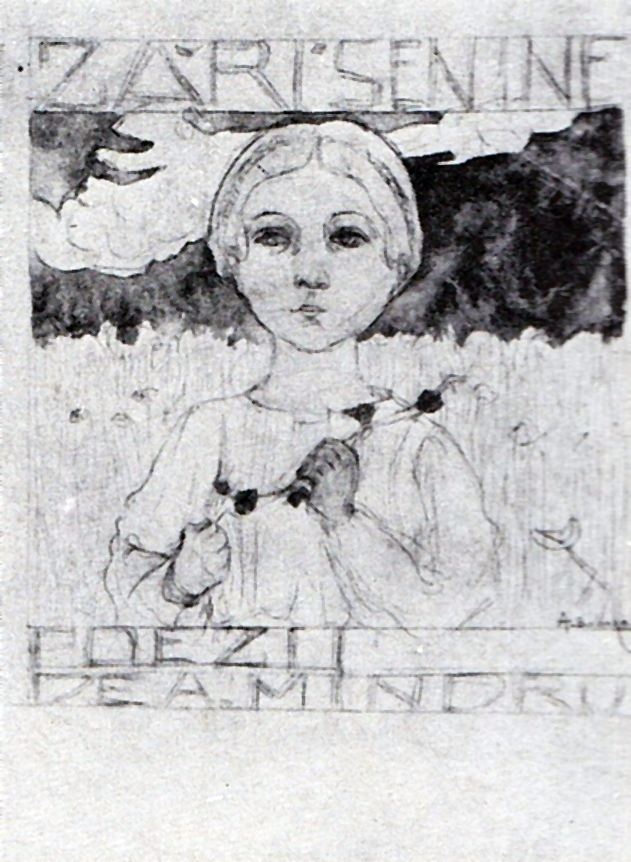
Proiect de copertă pentru volumul lui Atanasie Mândru - Zări senine
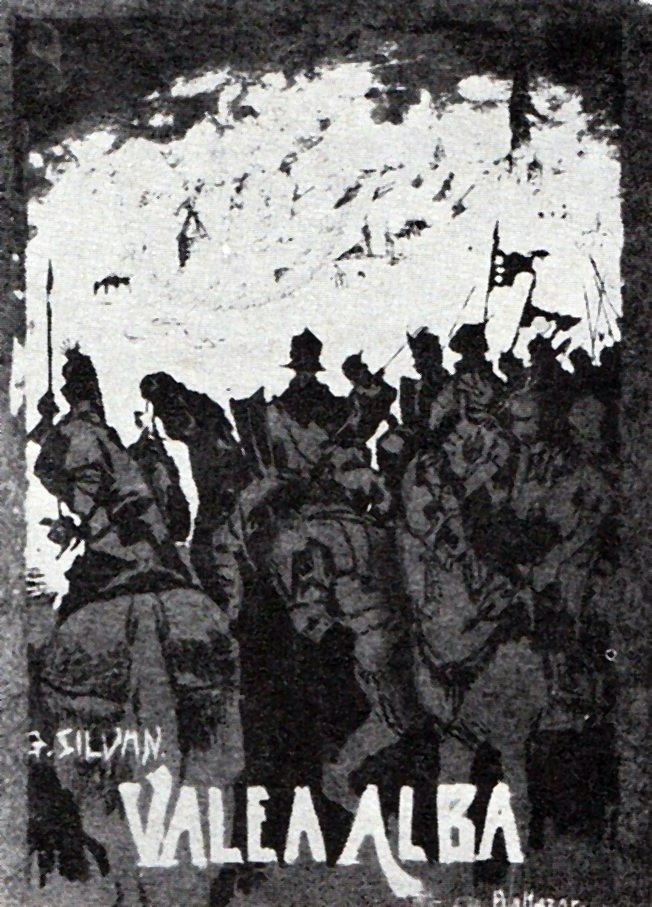
Proiect de copertă a romanului lui Gh. Becescu Silvan - Valea Alba
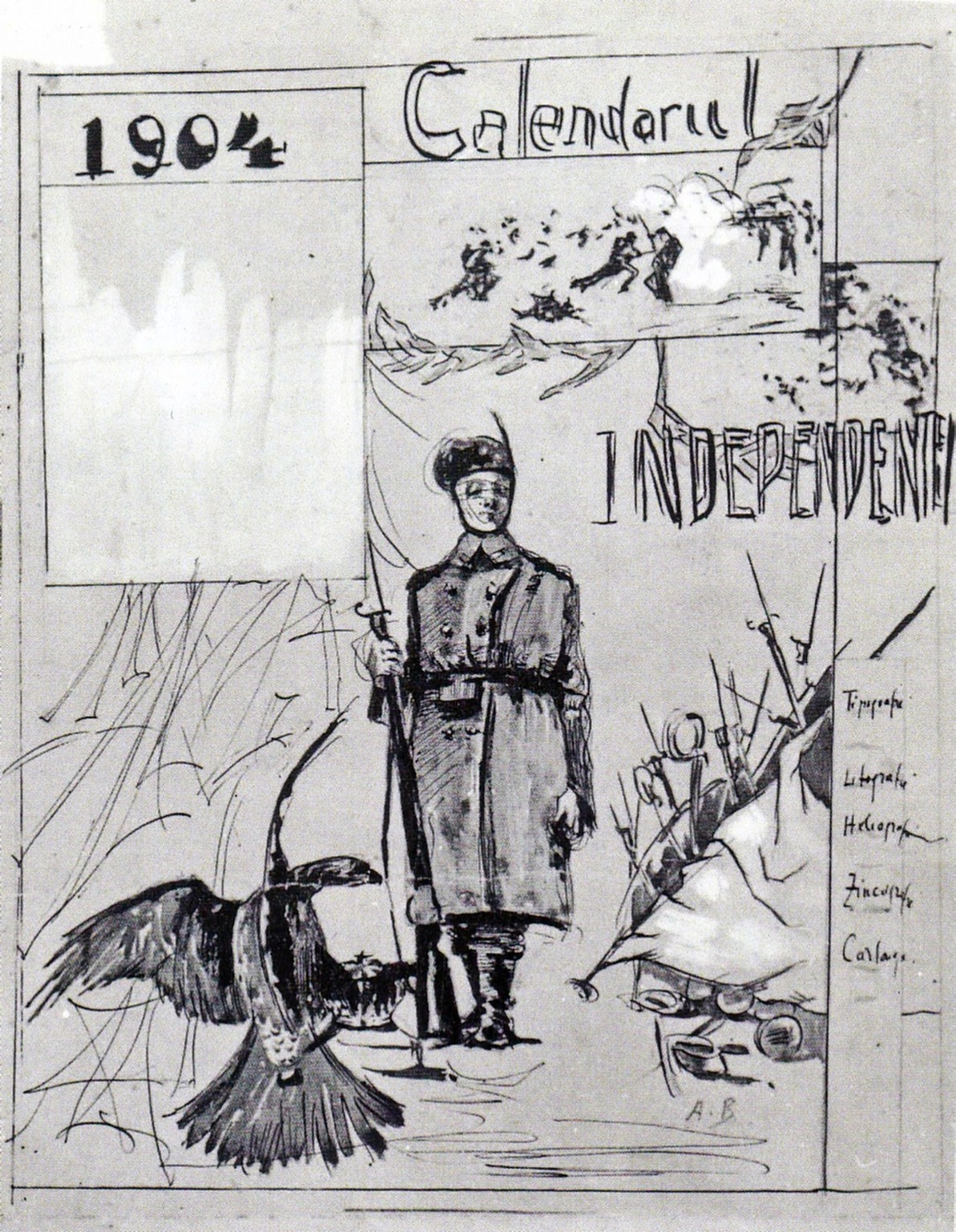
Proiect pentru - Calendarul Independenței - 1904
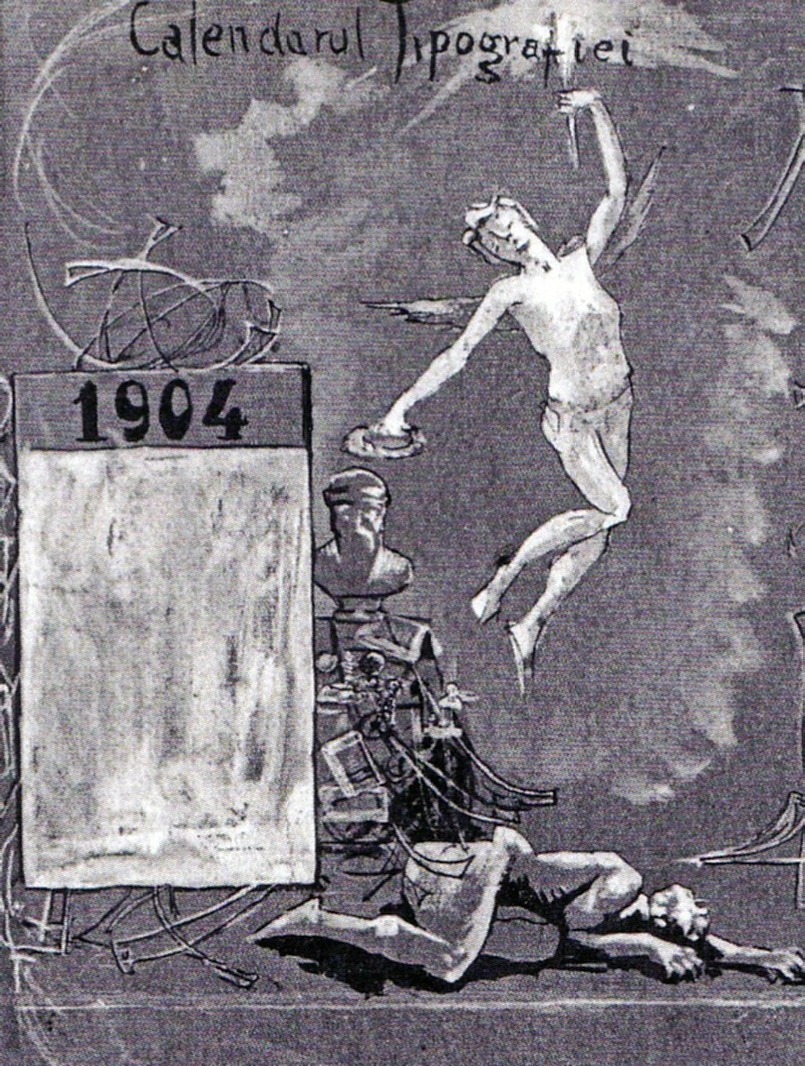
Proiect pentru - Calendarul tipografiei - 1904

Apcar Baltazar a încununat întreaga activitate în domeniu graficii și a ilustrației de carte cu creația de afiș și calendare și mai ales cu grafica coperților de carte sau de ziare și reviste. Criticul Vasile Florea a considerat că Alexandru Busuioceanu a exagerat când acesta a caracterizat ultimii trei ani de activitate ai artistului, spunând că lucrările realizate ar fi imitații după Toulouse-Lautrec. Pe de altă parte, Vasile Florea îi dă dreptate lui Busuioceanu în momentul când analizează comparativ modul de realizare și motivele folosite la afișul Viitorul, coperțile la Calendarul Tipografiei din 1904, precum și a două afișe pentru Expoziția societății agrare. În unul din cele din urmă, spune Florea, amprenta pictorului Toulouse-Lautrec este pregnantă. În susținerea afirmației vine personajul feminin, care se constituie ca element principal și dominant al imaginii și care amintește de inconfundabila iconografie a lui Lautrec.
Artistul a fost nu numai un neintrecut grafician și pictor. El a urmărit și potrivirea dintre ansamblul unei lucrări și rama ei. Câteva din operele lui poartă și astăzi rame concepute și create de el, așa sunt tablourile Domnița Ruxandra, Oștean din vremea lui Ștefan cel Mare, La sârbi și Moartea lui Lumânărică.

### Criticul
„Pentru a fixa mai bine și pentru generațiile viitoare figura interesantă a artistului Baltazar, cred că vom avea fericirea să vedem reunite în volum articolele sale reslețite prin reviste și tot deodată printr-o expoziție a pânzelor sale să dăm o imagine mai deplină a activității sale picturale. Ar fi cel mai frumos omagiu adus mult regretatului artist, căruia soarta nemiloasă nu i-a îngăduit să ne dea măsura întreagă a talentului său.”—Alexandru Tzigara-Samurcaș în revista Convorbiri Literare, imediat după moartea pictorului Baltazar
Debutul lui Apcar Baltazar în critica de artă a coincis cu începutul unei noi faze în dezvoltarea artei, în emanciparea gustului și nu în ultimul rând în conștiința critică. Operele lui Nicolae Grigorescu și Ion Andreescu au născut discuții aprinse și controverse în presa acelor vremuri, încă din ultimele decenii ale secolului al XIX-lea. Au existat până la Baltazar autori care au demonstrat că aveau bun gust și intuiția necesară pentru abordarea unei astfel de activități publicistice, chiar dacă nu aveau o pregătire teoretică adecvată. Se regăsesc în cronicile de artă semnăturile lui Alexandru Vlahuță, Barbu Delavrancea, Léo Bachelin, Virgil Cioflec, Alexandru Bogdan-Pitești, Theodor Cornel, Nicolae Petrașcu și mulți alții. Pe de altă parte, cel mai adesea, cronicile plastice erau scrise de diletanți în materie și în cele mai fericite cazuri ele erau semnate de gazetari cultivați și talentați. De cele mai multe ori, comentariile critice nu erau bazate pe niște criterii ferme și ele erau produsul unor aranjamente care aveau ca scop reclama prin adoptarea unui discurs economiastic al cărui efect ducea previzibil spre o descriere tautologică.

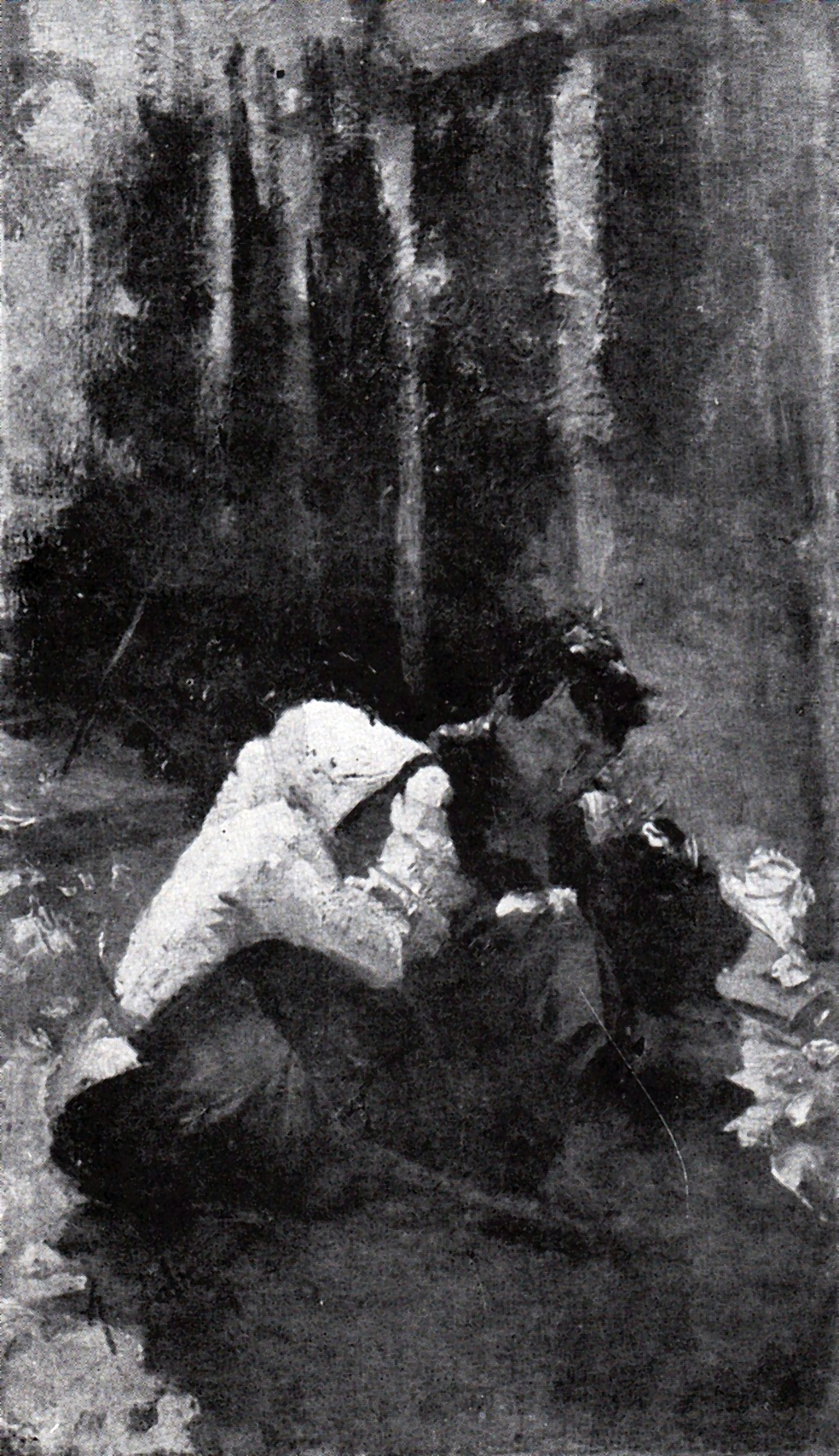
Cerșetorii

Apcar Baltazar nu a fost doar un artist care și-a demonstrat măiestria în pictură, grafică și în artele decorative, ci și un critic de artă profund, precum și un istoric al artelor de mare valoare. Citind studiile, articolele și cronicile unde el îmbrățișează problemele esențiale cu care se confrunta procesul de înnoire în mai toate domeniile artistice, se poate constata faptul că era un critic de temut în panoplia comentatorilor epocii lui. El a făcut observații importante asupra artei lui Nicolae Grigorescu și Ștefan Luchian și l-a admirat pe Ion Andreescu. De asemenea, în cronicile de artă pe care le-a publicat, a identificat promițătoarele începuturi ale lui Gheorghe Petrașcu, Jean Steriadi, Iosif Iser și Theodor Pallady și a spus adevăruri despre alți pictori mediocri. Articolele sale le-a semnat cu pseudonimele Ioan Groza și Spiridon Antonescu, în special în ziarul Voința Națională și prin revistele Convorbiri Literare și Viața Românească, precum și în Buletinul Comisiunii Monumentelor Istorice. O mare parte din toate considerațiile sale s-au confirmat de-a lungul timpului.
Prima cronică a fost publicată în ziarul Voința națională în ediția din 7 - 20 noiembrie 1903, într-o rubrică intitulată Convorbiri artistice. La această rubrică a ziarului a scris critică și cronică plastică până în anul 1905 semnând cu Baltazar sau cu pseudonimul Ioan Grozea. Cu pseudonimul Spiridon Antonescu a semnat adesea în revista literară Viața românească (vezi secțiunea Controverse, incertitudini).
În pictură, Apcar Baltazar a fost adeptul unei concepții realiste susținând că ... școala de azi este școala realității. În anul 1905 a criticat în cronicile sale pe doi pictori și i-a învinuit că falsifică natura prin interpretarea greșită a motivelor care ar trebui redate. Astfel, el a arătat care ar fi calea pe care un artist adevărat ar trebui s-o urmeze: ... alegi motivul, îl modifici așa cum te sfătuiește gustul tău de artist și îl traduci pe pânză, fără însă să alterezi caracterul esențial al subiectului. Similar l-a criticat și pe Arthur Verona pe care de altfel îl prețuia, spunând că în unele lucrări pe care acesta le-a realizat, culorile sunt dispuse arbitrar și imaginea finală nu respectă realitatea, adăugând că ... Albastrul de Prusia lipsește din natură, cel puțin la noi, unde condițiile climaterice îngăduie existența unui cer albastru (outremer) cald și transparent. Pe Kimon Loghi l-a criticat că nu surprinde în cromatica proprie coloritul caracteristic României, pe Ștefan Popescu l-a catalogat a fi cântărețul român al Bretaniei prin faptul că acesta a adus un colorit străin plaiurilor românești și pe de altă parte, a combătut servilismul pe care unii pictori români cum au fost Constantin Pascali, Dimitrie Serafim, Emanoil Bardasare, Constantin Aricescu, Costin Petrescu sau Ludovic Bassarab, l-au manifestat pentru o artă modernă și nepotrivită culturii românești.
O critică admirativă a fost adusă lui Ștefan Luchian despre care a spus:
„Nu știu cum, când privești opera lui Luchian, ai aceeași senzație ca dinaintea pânzelor lui Grigorescu. Simți că ești în fața unui mare artist, care nu te minte cu idei împrumutate, cu culori întâlnite și la alții și mai cu seamă cu subiecte pentru care vezi că nu i-a tresărit o clipă firea. E numai natura în simplitatea ei, ce o prinde un artist și mai cu seamă o iubește...
... Nu știu de ce vizitând expoziția aceasta simți o necesitate imperioasă de a o vedea din nou. Faptul acesta nu mi s-a întâmplat pentru prima oară. La Grigorescu mergeam în fiecare zi, chiar de două ori pe zi. Nu e oare iluzia completă a naturii ce artiștii aceștia ne dau în pânzele lor? Dacă este așa, atunci Luchian este un desăvârșit artist.”

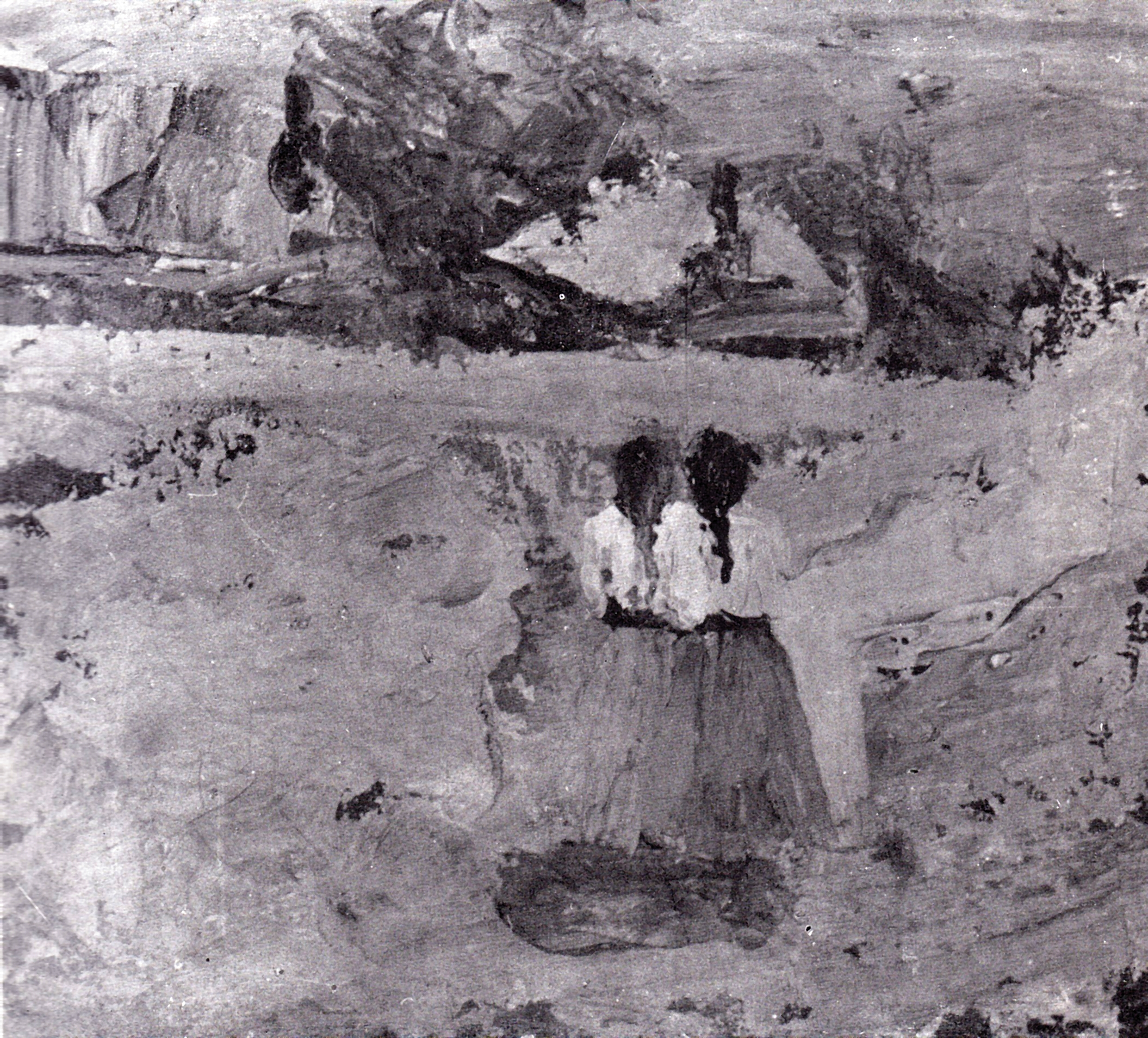
Către sat

Apcar Baltazar a fost interesat de creația poporului român, de comorile artei populare și religioase, fapt care l-a determinat să scrie studii importante în acest domeniu. Artistul nu a părăsit criteriile realiste văzându-se pus în fața frescelor bizantine, care chiar dacă prin hieratismul lor sunt pline de viață, ele demonstrează cu prisosință legăturile vechilor zugravi cu realitatea. Ca urmare a legăturilor pe care le-a constatat între arta populară românească și artele altor popoare, el a aprofundat arta georgiană, persană și armeană. În anul 1909 a apărut cea de a doua ediție a cărții L'art au Caucase a lui Jean Joseph Charles Mourier. Baltazar a amendat ideile greșite pe care autorul le-a adus asupra factorului de originalitate a artelor caucaziene și a arătat calitățile deosebite pe care le au arta georgiană și armeană în special. El a adus ca argument asemănarea izbitoare a turlei bisericii de la Baia cu turlele georgiene. Cunoscător al faptului că artele populare se influențează reciproc, fără a-și părăsi originalitatea proprie, el a identificat elementele comune ale artei tradiționale românești cu artele tradiționale din Rusia, Bulgaria, Finlanda sau Albania.
După cum s-a mai spus, artistul a căutat să creeze un stil decorativ românesc, cunoscând faptul că orice stil se bazează pe altele anterioare lui îmbogățite prin aducerea de elemente noi. El a vrut ca să formeze un nou stil decorativ bazat pe stilul rustic popular - românesc și pe tradiția frescelor bizantine. Scriind studiul Spre un stil românesc în ziarul Viața Românească din noiembrie 1908, și-a expus ideile și observațiile arătând că:
„... o artă de caracter, care are pretenția să rămâie ca un stil propriu al ei, nu trebuie să se mărginească la recopierea unor elemente de artă, fără a căuta să imprime un carcater deosebit acestor elemente... Stilului românesc care așteaptă, trebuie să aibă la bază unele elemente naționale, cum și unele produse ale unei arte, ce s-a convenit a se numi arta trecutului... Pentru această conlucrare însă a elementului primitiv trebuie ceva mai mult decât simpla lui alipire la produsele timpurilor moderne... prin urmare, pe un fond național să se așeze o compoziție decorativă nouă, care să corespundă principiilor stricte de artă, o artă așa cum o înțeleg artiștii timpurilor noastre, adică o artă cu proporții, cu armonie și mai presus de toate cu originalitate. În ce privește această ultimă calitate, să ne ferim cât mai mult de nefericitele importațiuni străine, ele înseși fiind uneori produse imperfecte sub raportul decorativ.”—Apcar Baltazar: Spre un stil românesc, în ziarul Viața Românească din noiembrie 1908
Concepțiile și ideile despre artă pe care Apcar Baltazar le-a publicat prin presa acelor timpuri au demonstrat „... cât de înaintat în gând și faptă a fost - (Apcar Baltazar, n.r.) - față de vremea sa și cât de devotat s-a dovedit el față de popor și de arta lui, pe care o dorea din ce în ce mai măreață și mai adevărată, neprecupețindu-și nicio forțare pentru a contribui la precizarea și promovarea ei”.

## Varia

### Opera lui Baltazar versus piața de artă

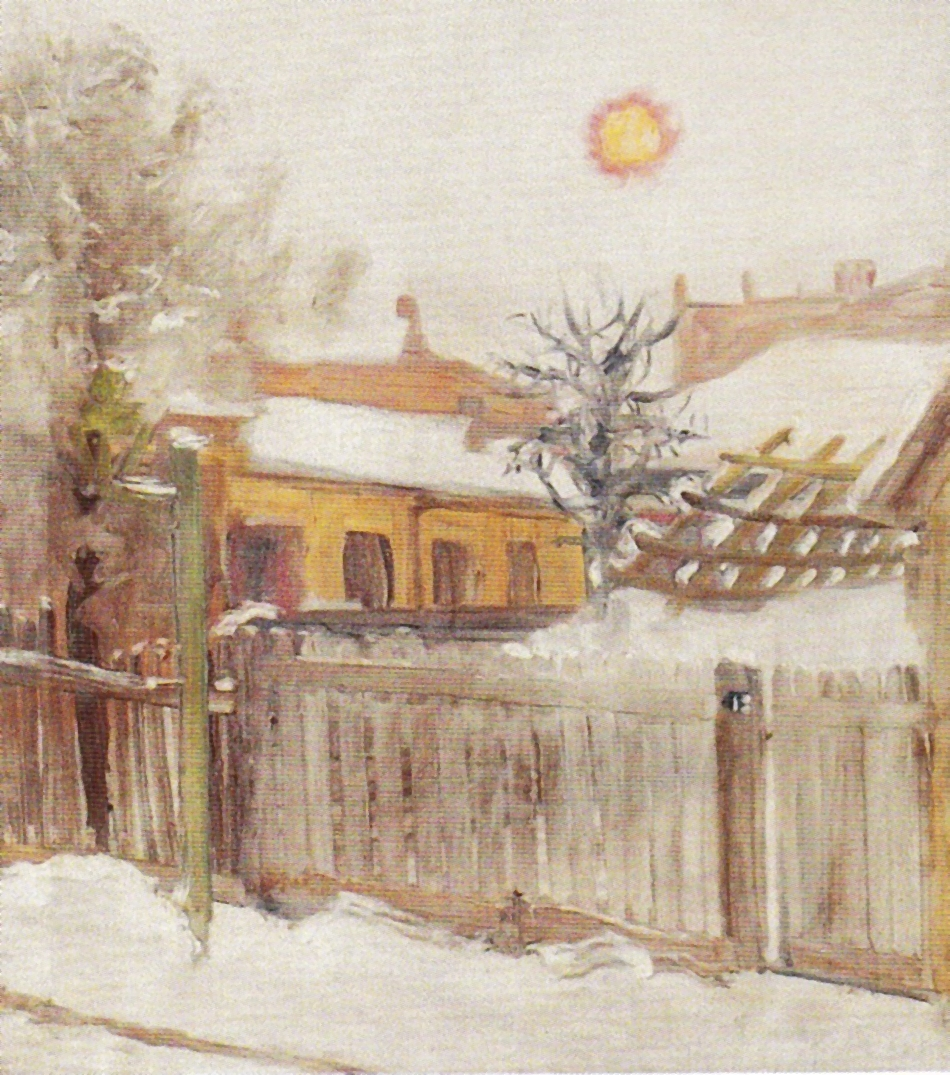
Zi de iarnă

Ținând cont că opera pe care a lăsat-o Apcar Baltazar a fost puțin numeroasă și o mare parte a ei se află în Occident sau prin muzeele din România, picturile realizate de artist, care sunt pe piața liberă, au apărut în casele de licitații sporadic și nu au avut cotații demne de menționat. S-au vândut pe piața de artă Cina din padure în 2012, Zi de iarnă în 2013, La sfat în 2013 și Curte interioară în 2015.

### Controverse și incertitudini
- Vasile Florea în monumentala monografie pe care a dedicat-o artistului Apcar Baltazar, a menționat că la peste o sută de ani de la moartea pictorului, imaginea omului Baltazar nu mai poate fi reconstituită în toată vigoarea trăsăturilor care o compun.[163] Din cauză că nu au existat monografi ai vieții artistului, viața plină de efervescență creativă pe care acesta a dus-o prezintă o mulțime de neclarități, prin lipsa multor detalii care duc în final la interpretări echivoce.[163] Cercetând îndeaproape opera pe care a lăsat-o urmașilor săi, impresia generală este că societatea românească se află în postura de a recunoaște că Apcar Baltazar a fost o personalitate de prim rang în artă precum și în critica de artă.[163] Alexandru Busuioceanu a apreciat în anul 1936 că moștenirea pe care a lăsat-o Baltazar în domeniul picturii și al artelor decorative, s-ar încadra între Nicolae Grigorescu și Ștefan Luchian ... oarecum la răscrucea drumurilor vechi și a celor noi în arta românească.[149][163]
- După unele informații identificate de către Dana Herbay, Apcar Baltazar ar fi participat la un concurs pentru ocuparea catedrei de artă decorativă a Școlii de Belle Arte, rămasă vacantă în anul 1908.[114] Cu această ocazie, s-a organizat o expoziție concurs la Ateneul Român din București. În catalogul Apcar Baltazar. Expoziție retrospectivă pe care l-a publicat în anul 1981 aceasta a consemnat că în preziua examenului toate lucrările lui Baltazar ar fi dispărut din expoziție.[114] Ca urmare, artistul nemaiavând exponatele, nu a mai fost eligibil în vederea susținerii examenului concurs.[114] Ea a amintit o cronică semnată sub pseudonimul Pand,[114] cel care a văzut lucrările expuse și a scris că ... e de uimire din ce obiecte banale ale gospodăriei noastre a reușit d-ul Baltazar să tragă motive de decorațiune, un adevărat tezaur pentru o casă, căreia, pe lângă stilul românesc în arhitectură i s-ar da și o decorațiune interioară cu caracter specific românesc... Ce curent fericit s-ar putea cu încetul stabili în această direcție.[105][114] Vasile Florea a confirmat spusele Danei Herbay și a semnalat în plus faptul că la concurs au mai participat Costin Petrescu și Arthur Verona, primul din ei fiind și câștigătorul acestuia. Petru Comarnescu nu a făcut nicio referire în monografia critică din anul 1956 la acest episod din viața artistului. Niciunul din autori nu au adus surse care să ateste dispariția lucrărilor de la Ateneu și nici informații despre rezultatul presupusei anchete a organizatorilor concursului. Vasile Florea a menționat ca sursă pentru participarea lui Verona, o dare de seamă din revista ieșeană „Arta Română", an 1, din septembrie - octombrie 1908, pag. 128.[164]

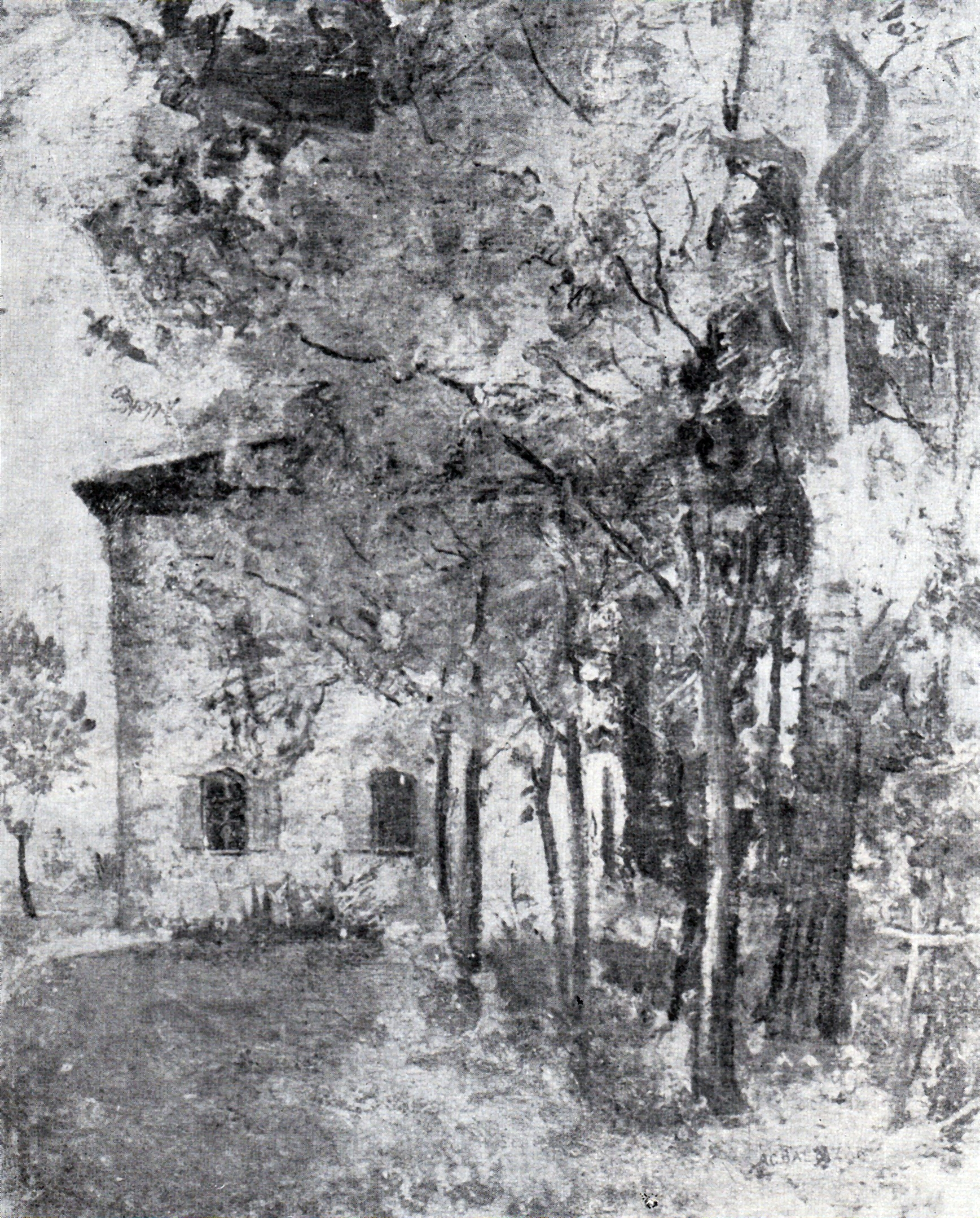
Peisaj din Ruginoasa

- Există o diferență între mențiunile documentare care privesc bisericile zugrăvite de Apcar Baltazar, mențiuni făcute de către cei care s-au ocupat de opera lăsată posterității de acesta. Astfel, Petru Comarnescu a semnalat faptul că artistul a executat picturile murale ale Bisericii din Drăcșani, Teleorman și a restaurat picturile făcute de Gheorghe Tattarescu la Biserica Oțetari din București.[93] Vasile Florea a pomenit doar faptul că pictorul a realizat picturile murale de la Oțetari și Drăcșani,[112] în secțiunea <Cronologie> apare în schimb și specificația că la Drăcșani și Oțetari a fost vorba despre restaurări.[19] Dana Herbay a specificat doar în <Cronologia> vieții artistului și nu în articolul comemorativ, faptul că Baltazar a restaurat bisericile din Drăcșani (Teleorman) și Oțetari din București.[165]
- Din cercetările pe care Vasile Florea le-a făcut pe marginea activității lui Apcar Baltazar, a rezultat că artistul a executat în anul 1902 o serie de ilustrații de carte pentru un volum de poezii al poetului George Coșbuc.[88] Florea a identificat la Biblioteca Academiei Române o scrisoare  prin care pictorul a spus:

„Domnule Coșbuc,
La 30, luna asta, voi veni să vă aduc alte trei compoziții între cari și coperta. Subiectele alese sunt: Un episod de la 1877; Capul lui Bathory înaintea lui Mihai și Coperta, în care am încercat să rezum epopeea noastră națională.
E drept că am întârziat cam mult, nu se putea altfel; lucrurile astea nu se fac în pripă.
Salutări respectuase - Apcar Baltazar.”—Scrisoarea (nr. S. 5/CLXXVIII- inv. 23420) adresată de Apcar Baltazar lui George Coșbuc în data de 25 martie 1902
Vasile Florea nu a reușit să găsească vreun volum de poezii care să conțină ilustrații realizate de artist, drept pentru care există incertitudinea publicării respectivului volum. Petru Comarnescu și Dana Herbay nu au făcut nicio mențiune la acest episod.
- Referitor la pseudonimele folosite de Apcar Baltazar, Vasile Florea a cercetat publicațiile ziarului Voința națională apărute în anul 1903 și a adus cu argumente ipoteza că Apcar Baltazar a semnat unele comentarii critice și sub pseudonimul Florin.[167] În acest sens, el a pomenit de cronica apărută la rubrica Convorbiri artistice intitulată Vermont și semnată de Florin[168] în care conținutul cronicii întărește presupunerea că Florin nu este altul decât Baltazar.[167] Mergând mai departe, Florea a susținut că dacă acest pseudonim i-ar fi aparținut pictorului, înseamnă că acesta a publicat în revistă și versuri, deoarece există o serie de sonete publicate în zilele de 16 noiembrie, 3 decembrie și 14 decembrie 1903 care au fost semnate cu pseudonimul Florin: sonetul Bătrâna, sonetul intitulat Sonet[D] și o poezie cu trei catrene care are titlul Prietenie.[167] Un argument adus suplimentar este necrologul apărut în revista Convorbiri critice, unde s-a amintit că artistul a scris sub mai multe pseudonime, cel mai cunoscut fiind Spiridon Antonescu.[167] Pe de altă parte, M. Dragomirescu l-a considerat pe artist ca fiind un foarte bun scriitor și probabil a avut în vedere nu numai activitatea sa de critic de artă, ci și pe aceea de scriitor propriu-zis. Tot Vasile Florea a susținut că este foarte probabil ca Baltazar să fi folosit și pseudonimul Postelnicu Vreme-Rea, într-o proză scurtă din 3/16 decembrie 1903 intitulată Chițibuș, apărută tot în ziarul Voința națională.[167][169]

### Cronologie
- 1880 - S-a născut la 26 februarie în București, într-o familie modestă de origine armeană, în str. Aureliu nr. 7 (azi str. Silvestru nr. 8). Tatăl, Gaspar Baltazar, a fost mic funcționar.[27] Părinții lui Apcar Baltazar au fost niște mici negustori care au venit în România din Imperiul Otoman și care s-au stabilit în Mahalaua Armenească din București.[72]

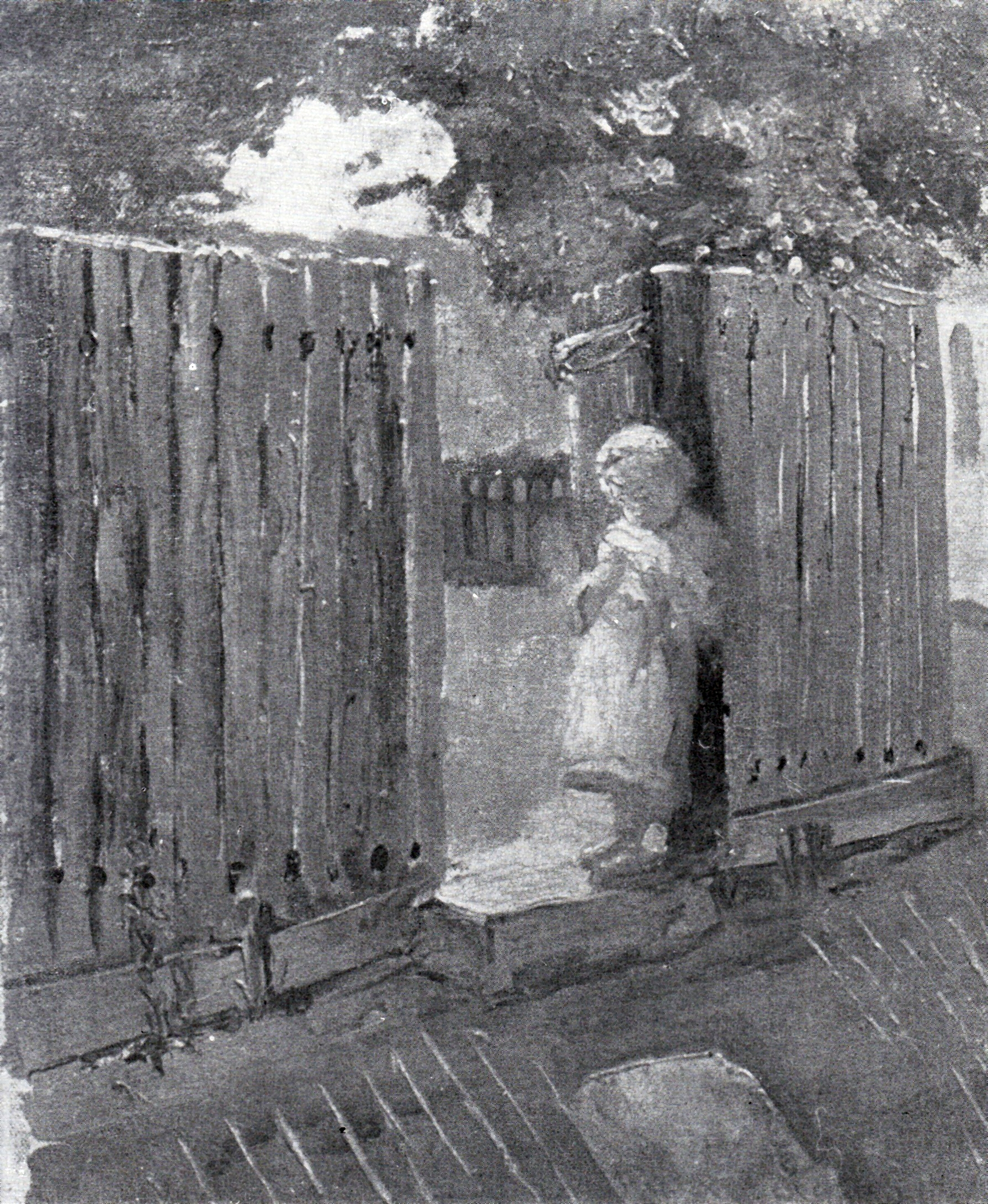
La portiță

- 1887 -– 1891 - a urmat cursurile Școlii primare Caimata.[27]
- 1891 -– 1896 - a frecventat Gimnaziul Cantemir Vodă. Talentul elevului în ceea privește desenul a fost remarcat de către profesori prin acordarea de note maxime.[27]
- 1896 -– 1901 - a fost bursier al Școlii de arte frumoase din București, clasa profesorului George Demetrescu Mirea. Paralel, a terminat în particular studiile liceale.[27]
- 1901 -– 1902 - după terminarea studiilor, a solicitat Ministerului Instrucțiunii și al Cultelor o bursă pentru studii în străinătate, cerere asupra căreia a revenit și în anul următor, tot fără nici un rezultat. Cu excepția Ceciliei Cuțescu-Storck, care în Fresca unei vieți a consemnat că l-ar fi întâlnit pe artist la Paris, toate celelalte surse bibliografice au subliniat că A. Baltazar nu a făcut nici o călătorie în străinătate.[27]
- 1903 - a debutat expozițional cu lucrarea Studiu de cap pe care a expus-o la expoziția Societății Tinerimea artistică. A început să publice la ziarul Voința națională unde a fost recomandat de către prietenii săi Emil Gârleanu și Il. Chendi care colaborau la acest periodic.[165] În cadrul rubricii Convorbiri artistice a scris pe lângă cronici de expoziții și articole privind artele decorative, cele aplicate, monumentele bucureștene etc.[165] Timp de un an a lucrat pe post de copist la Ministerul Instrucțiunii și al Cultelor, de unde și-a dat în scurt timp demisia.[165]
- 1904 - A participat la expoziția organizată de Tinerimea artistică, cu uleiul Mănăstirea Bistrița și cu lucrarea de grafică Portretul d-nei L.[165]
- 1904 -– 1905 - a desfășurat activitate publicistică în paginile ziarului Voința națională.[165]
- 1907 - a deschis între 14 ianuarie – 5 februarie în sala Ateneului o expoziție personală cu 126 de lucrări. Expozantul a fost remarcat de către Frederic Storck, care a consemnat în Viața literară și artistică cu pseudonimul St. Sterescu o cronică încurajatoare.[165] A participat la expoziția Tinerimii artistice cu lucrările Între vecine și Flori de tufănică. A început în acest an să colaboreze la revista Viața românească, unde a publicat cronici artistice și mici studii privind stilul românesc, industria de artă, învățământul artistic etc.[165] La Editura Minerva a apărut volumul Cea dintâi durere de Emil Gârleanu ilustrat de A. Baltazar.

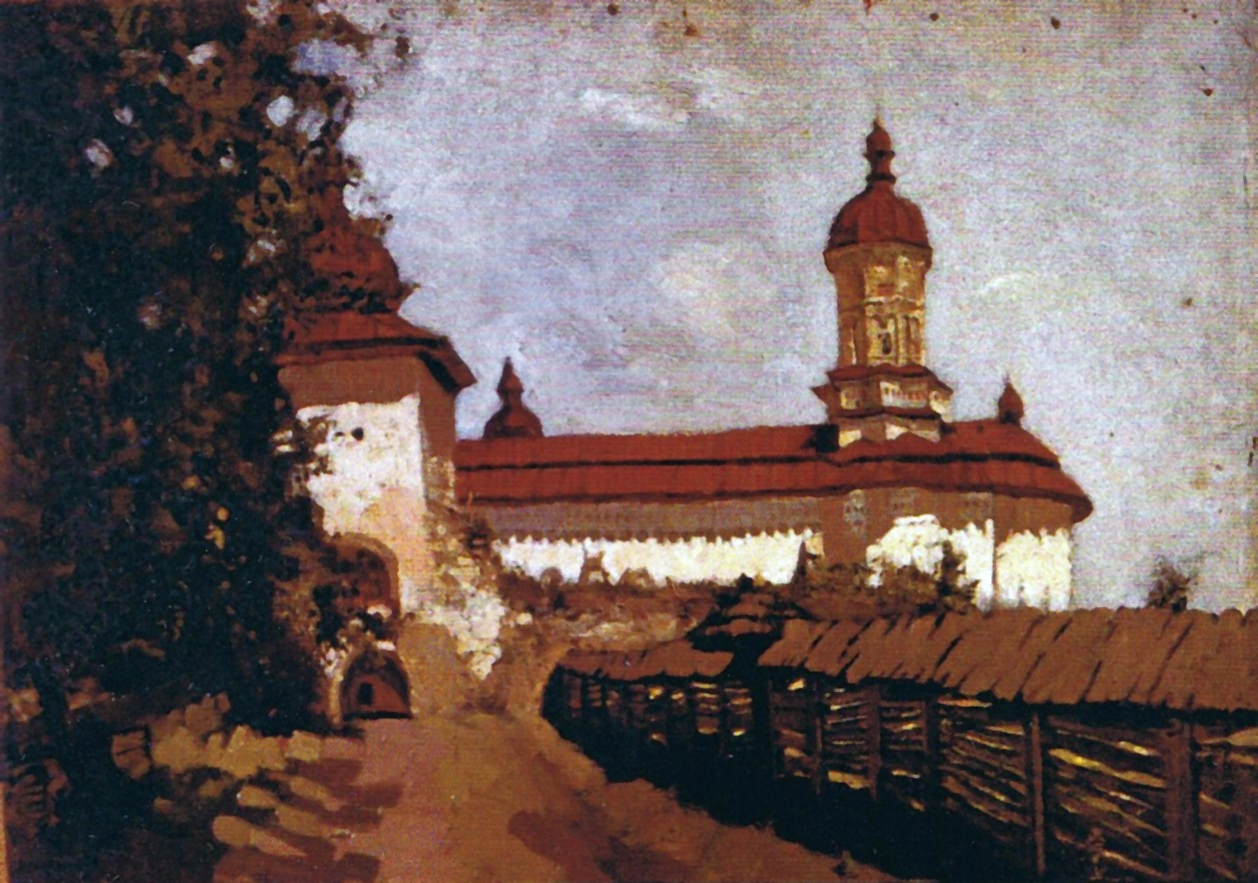
Mănăstirea Bistrița

- 1908 - A participat la expoziția Tinerimii artistice cu uleiurile Durus arator, Fata lăptăresei, Din poezia mahalalelor. În septembrie s-a înscris la concursul pentru ocuparea catedrei de arte decorative a Școlii de arte frumoase din București.[165] Lucrările candidaților au fost expuse în sala de la Ateneu, unde Baltazar s-a prezentat cu tripticul Sfântul Gheorghe ucigând balaurul și diverse proiecte de artă decorativă (de cortină, de decorație interioară, pentru obiecte de uz comun).[165] În preziua examenului lucrările lui au fost sustrase, artistul pierzând, astfel, posibilitatea de a mai concura.[165] A început să publice la revista Convorbiri literare note iconografice, unele ilustrate cu lucrări executate de el.[165]
- 1908 -- 1909 - A restaurat decorațiile bisericilor Drăgășani (Teleorman) și Oțetari (București).[165] A fost trimis de Ministerul Instrucțiunii și Cultelor la Mănăstirea Hurezi pentru a studia situația decorației interioare, ocazie cu care a făcut o serie de copii și a pregătit un amplu studiu Frescurile dela Hurezi pentru Buletinul Comisiunii Monumentelor Istorice.[170]
- 1909 - A participat la expoziția Tinerimii artistice cu uleiurile Christ plângând Cetățile, Din poezia mahalalelor, La sârbi, Întoarcerea de la pășune, Curtea.[170] A participat la Expoziția oficială cu Sfântul Gheorghe ucigând balaurul.[170] A început să publice în Buletinul Comisiunii Monumentelor Istorice studii privind pictura unor vechi monumente românești.[170] Și-a propus să plece la Paris.[170] A murit la 26 septembrie în locuința sa, în urma unei afecțiuni cardiace.[170] Dispariția sa a fost deplânsă de intelectualii vremii în cadrul unor necrologuri.[170]

### In memoriam
- 1936 - În perioada 30 mai – 14 iunie, Pinacoteca Municipiului București a organizat o expoziție retrospectivă Apcar Baltazar la sediul ei din Bd. Lascăr Catargi nr. 21. Cu această ocazie, întregul număr al publicației muzeului – Bucureștii.[170] Revista Muzeului și Pinacotecii Municipiului București – a fost dedicat omagial artistului.[170]
- 1945 - La expoziția Franța văzută de pictori români organizată sub auspiciile Asociației Amicii Franței de către Muzeul Toma Stelian, a fost expus tabloul Haimanalele.[171]
- 1956 - A apărut de sub tipar la Editura de stat pentru literatură și artă monografia A. Baltazar de Petru Comarnescu.[171]
- 1974 - A apărut la Editura Meridiane antologia Apcar Baltazar – Convorbiri artistice, îngrijită și prefațată de Radu Ionescu.[171]
- 1980 – 1981 - Muzeul de artă al R.S. România a organizat expoziția retrospectivă Apcar Baltazar, ocazionată de sărbătorirea centenarului nașterii artistului.[171]
- 1981 - A apărut catalogul Apcar Baltazar. Expoziție retrospectivă semnat de Dana Herbay la Tipografia Arta Grafică, București.[171]
- 2009 - La „Galeria Dialog” din București s-a deschis, cu ocazia comemorării a 100 de ani de la moartea artistului, expoziția Apcar Baltazar organizată de criticul de artă Ruxandra Garofeanu. Au fost expuse mai multe lucrări create de Apcar Baltazar, adunate de prin muzeele din România, de la cabinetul de stampe al Academiei Române, precum și din colecții particulare.[72]
- 2015 - A apărut monografia catalog semnată de criticul de artă Vasile Florea: Apcar Baltazar, la Editura Arc - 2000 din București.